# Ceramica cinese

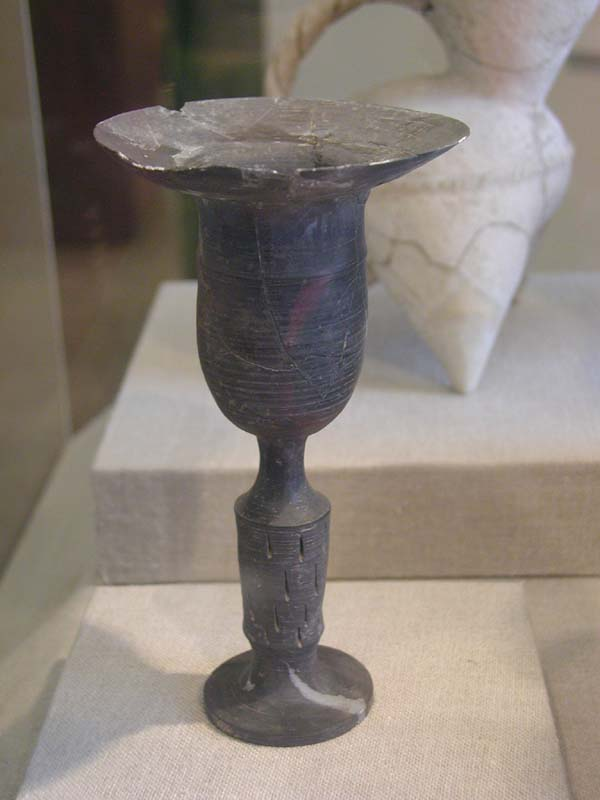
Coppa nera «guscio d'uovo» tipica della cultura di Longshan, e vecchia di quasi 5000 anni. Università di Pechino

La ceramica cinese è conosciuta principalmente per la porcellana, a cui ha dato origine; ma è ricca anche di una lunga tradizione di innovazioni tecniche e stilistiche.
Di fatto, l'arte della ceramica è di estrema antichità: verso il 1700 - 1600 a.C., in Cina come Corea e in Giappone, appaiono le prime ceramiche al mondo in un contesto di cacciatori-raccoglitori dell'ultimo Paleolico. La cultura neolitica di Yangshao (4500-3000 a.C.) è stata a lungo considerata come la prima a fornire in gran numero ceramiche di qualità, ma dagli ultimi anni del XX secolo numerosi siti con ceramica di buona qualità sono apparsi ovunque in Cina, in particolare con le culture di Cishan (nell'Hebei) e Peiligang (nell'Henan). Nell'epoca neolitica, dopo la cultura di Yanshao, poi la cultura di Majiayao, le produzioni di Longshan testimoniano l'utilizzazione di un tornio rapido, indispensabile, a causa della finezza e dell'altezza di certi pezzi di prestigio del tipo «guscio d'uovo».
La ceramica si sviluppò ancora, tanto sul piano delle forme e dei decori che sul piano tecnico, sotto le dinastie degli Shang e degli Zhou. Molti pezzi notevoli provengono dal corredo funebre (mingqi): esercito sepolto di Qin Shi Huangdi; rappresentazioni di edifici, di fattorie e figurine umane degli Han; danzatrici e musicisti, rappresentazioni umane o animali «tre colori» dei Tang, talvolta di grande dimensione.
La fabbricazione dei vasi «blu e bianco», che apparve sotto la dinastia mongola degli Yuan, si sviluppò pienamente sotto i Ming, poi ancora all'inizio della dinastia Qing, durante il regno dell'imperatore Kangxi. Ugualmente sotto i Qing, si svilupparono le porcellane della «famiglia rosa» e della «famiglia verde», ben conosciute in Occidente.
Le ceramiche e le porcellane cinesi hanno avuto una grande influenza sullo sviluppo delle tecniche e degli stili in Corea, in Giappone e in Europa.

## Tecniche di fabbricazione delle ceramiche cinesi
Sotto il termine generale di «ceramica» sono raggruppati oggetti che differiscono sensibilmente gli uni dagli altri per la composizione del loro corpo (terracotta, grès, porcellana), il modo in cui questo corpo è ricoperto (vetrine, coperte, smalti), e il modo in cui si è operata la cottura (temperatura, cottura in ossidazione o in riduzione, ecc.).

### Materiali impiegati

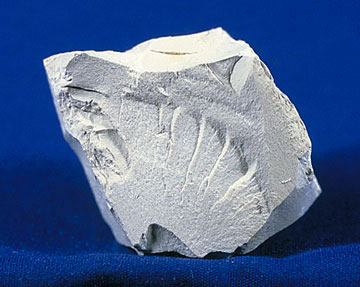
Caolino, «le ossa della porcellana», secondo i Cinesi

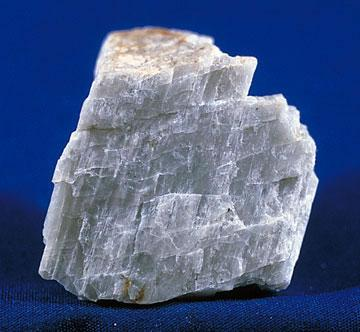
Feldspato: il petuntse, «la carne della porcellana», è una pietra feldspatica

Le ceramiche cinesi fanno ricorso a molteplici elementi mescolati in proporzioni varie. Questi elementi giocano ciascuno un ruolo diverso nel risultato finale.
Secondo gli elementi utilizzati, sabbia, quarzo, argilla, caolino, e secondo i diversi fondenti, potassa, feldspato, ecc., e secondo il loro grado di purezza, la presenza o no di ossido di ferro, di titanio, ecc., secondo le loro proporzioni e, infine, secondo la temperatura di cottura, si dirà che il corpo delle ceramiche è formato da terracotta, da grès o da porcellana.
La terracotta (陶, táo) era ottenuta a partire da argille impure, alle quali si aggiungevano sabbia e potassa; la potassa, ottenuta a partire dalle ceneri, giocava il ruolo di «fondente».
Il grès (瓷, cí) è una ceramica dura, vetrificata ad alta temperatura e ottenuta aggiungendo all'argilla materie feldspatiche fondibili, per permettere questa vetrificazione. Il petuntse, che è una roccia feldspatica, mescolato con la potassa (fondente), va esso stesso a fondere per giungere a rivestire le particelle refrattarie del caolino. Il nome di questo feldspato è baidunzi (cinese: 白墩子; pinyin: báidūnzi), reso in italiano con «petuntse».
La porcellana (瓷, cí, poiché in cinese il termine è lo stesso per designare il grès o la porcellana) è una varietà di grès che fa ricorso al caolino, al feldspato e alla sabbia. La porcellana permette di ottenere delle pareti molto fini e translucide. Quanto al caolino, è une sorta d'argilla, bianca, friabile, la cui fonte più comune è la collina di Gao-ling, a nord di Jingdezhen; è composto di allumina (40 %), di silice (46 %) e di acqua (14 %).
I Cinesi ritengono che «il caolino e il petuntse siano le ossa e la carne della porcellana».

### Composizione chimica
A differenza di quanto si conosceva in Europa, dove esiste une differenza spiccata tra la maiolica da una parte, e la porcellana — d'origine cinese — dall'altra, la distinzione è molto meno netta in Cina, perché la ceramica cinese non ha cessato di evolversi fin dai suoi inizi, dalle prime terrecotte fino alle porcellane più fini. In Cina, il termine 瓷, cí (porcellana) designa tradizionalmente le ceramiche cotte ad alta temperatura, il che include ciò che in Europa potrebbe essere considerato come un grès, perché non traslucido.
Una tabella dei principali elementi chimici contenuti in alcune ceramiche tipiche permette di comprendere meglio le caratteristiche di ciascuna:
| Ceramica                   | Silice (sabbia, quarzo…) | Allumina (caolino, argilla) | Ossido di ferro | Potassa (fondente) | Altri elementi |
| -------------------------- | ------------------------ | --------------------------- | --------------- | ------------------ | -------------- |
| Ceramica rossa Shang       | 59,3 %                   | 16,2 %                      | 6,3 %           | 2,7 %              | 15,5 %         |
| Ceramica grigia Shang      | 66,4 %                   | 19,3 %                      | 5,8 %           | 2,5 %              | 06,0 %         |
| Proto-celadon Zhou (Xi'an) | 72,4 %                   | 19,3 %                      | 1,6 %           | 3,8 %              | 02,9 %         |
| Celadon Song               | 76,2 %                   | 17,6 %                      | 0,6 %           | 2,8 %              | 02,8 %         |
| Porcellana Ming            | 73,6 %                   | 20,1 %                      | 0,9 %           | 2,9 %              | 02,5 %         |

Questa tabella permette di trarre alcune conclusioni:
- la vera rottura è tra le ceramiche Shang (tra il 1767 e il 1122 a.C., date tradizionali) e i proto-celadon Zhou (tra il 1046 e il 256 a.C.), molto più che tra gli stessi proto-celadon Zhou e le porcellane Ming (dal 1368 al 1644 d.C.);
- questa rottura si caratterizza prima e soprattutto per l'abbassamento delle impurità: l'ossido di ferro, la cui eliminazione permette l'ottenimento di una pasta bianca, e gli altri elementi, che comprendono in particolare il manganese, il magnesio, la calce (che è ugualmente un fondente) e residui vari;
- l'altro elemento importante è l'aumento del tasso di silice quando si va verso i celadon e le porcellane. Il tasso di allumina, nel caolino ad esempio, è in aumento, ma debole. Infine, il tasso di potassa (il fondente) è stabile.

I Cinesi ritengono che certi proto-celadon siano anch'essi ceramiche: in realtà è molto presto, a partire alla dinastia Han dell'est, intorno al I o al II secolo, che sono apparse le ceramiche considerate oggigiorno dalla maggioranza degli esperti come le prime vere porcellane.

### Ceramica neolitica dipinta
Nel corso del neolitico cinese i colori che sono usati per le ceramiche dipinte sono il rosso, il bianco, i bruni e il nero; il giallo essendo del tutto eccezionale in quest'epoca. Il rosso è composto da ferro con una forte proporzione di ocra (ossido di ferro idratato) e di ossido di ferro. Il bianco contiene debolissime proporzioni di argilla bianca (ganzi tu), un'argilla vicina all'argilla da porcellana (gaoling tu, caolino) che è stata utilizzata per realizzare terrecotte bianche. I pigmenti bruni e neri contengono una certa proporzione di ferro e di manganese (materie naturali triturate: cromite di ferro, biossina di manganese). Si utilizzavano terre colorate selezionate sulle vasche di decantazione, colorate con ossidi di ferro (le ocre: gialli, rossi e bruni) o di manganese (viola-nero). Per ottenere questi colori, si selezionavano, si trituravano e si lavavano. La loro origine sedimentaria permetteva loro di combinarsi in un polimero fluido che poteva essere usato per dipingere sull'argilla secca.

### Vetrina, coperta e smalti
La vetrina è una materia vetrosa che riveste la ceramica e la rende impermeabile; le vetrine cinesi sono ottenute da una miscela di silice e di piombo, miscela nella quale il piombo si comporta come un fondente. La vetrina può essere colorata con ossidi metallici. I principali ossidi metallici usati nelle vetrine sono l'ossido di rame, che dà un colore verde, blu turchese, o perfino rosso, secondo le condizioni, l'ossido di cobalto, che dà un blu più o meno vivo, l'ossido di ferro, che dà il rosso; altri colori si ottengono grazie all'oro (rosa), al titanio (giallo), al manganese (viola).
La coperta è ugualmente una materia vetrosa, destinata a rivestire grès e porcellane. La si ottiene a partire dal feldspato mescolato a ceneri vegetali (potassa). Proprio come la vetrina, la coperta può essere colorata da ossidi metallici. La vetrina e la coperta sono spesso posati su un ingobbio, che è un sottile strato d'argilla, cruda o mescolata a coloranti, applicato sul corpo per mascherarne le imperfezioni, o servire da fondo a un decoro dipinto.
Gli smalti sono rivestimenti vetrosi che si applicano su delle ceramiche, o su dei metalli. La loro composizione, in Cina almeno, è vicina a quella delle vetrine, ma fa ricorso a una proporzione ancora più elevata di piombo, che aumenta la fluidità dello smalto.

### Temperature e modi di cottura
Una ceramica può essere cotta in due maniere diverse :
- in ossidazione: in questo caso, il fuoco è chiaro, perché l'ossigeno alimenta il forno in abbondanza;
- in riduzione: in questo caso, il forno è alimentato molto poco in ossigeno; il forno si riempie allora di ossido di carbonio, che cerca di trasformarsi in gas carbonico prendendo l'ossigeno dall'ossido di ferro eventualmente contenuto nell'impasto.

La terracotta è cotta a bassa temperatura, all'incirca da 600° a 800 °C. L'ossido di ferro che essa può contenere darà alla terracotta una colorazione rossa se è cotta in ossidazione, e grigia se è cotta in riduzione.
Il grès (o la porcellana) tra la sua durezza e la sua debole porosità dalla fusione della silice contenuta nell'impasto. Ma questa fusione si produce solo oltre 1 000°C. Dei grès sono stati ottenuti così in Cina fin dalla dinastia degli Shang; i Cinesi ritengono pertanto che gli Shang abbiano scoperto il segreto della porcellana. Si tratta infatti di un grès imperfetto, di una tessitura relativamente grossolana, ancora abbastanza lontana da quella di una porcellana, anche se chimicamente vi è assai vicina.
Quanto ai forni usati nella cottura, ne esistono di numerosi tipi. Tra i più importanti, si conoscono i forni longyao («forno drago»; cinese: 龙窑; pinyin: lóngyáo): furono usati all'epoca della dinastia Shang nella provincia dello Zhejiang, e divennero da allora molto popolari nel sud della Cina. Si tratta di forni di dimensioni molto grandi, costruiti seguendo una pendenza da 8 a 20 gradi, che avevano spesso una larghezza da trenta a ottanta metri, e una grande capacità. Questi forni longyao erano riscaldati a legna, e potevano raggiungere temperature che superavano 1 200°C. I forni mantouyao («forno pagnotta»; cinese: 馒头窑; pinyin: mántouyáo) furono anch'essi usati fin dall'epoca Shang, nelle pianure centrali della Cina; furono in seguito usati nel nord della Cina. Si trattava di forni alimentati a carbone, che potevano raggiungere 1 300°C, in atmosfera riduttrice. A differenza dei forni longyao, la loro capacità era abbastanza limitata.

## Introduzione: dalle prime ceramiche nel Paleolitico fino all'invenzione della porcellana
La ceramica, per numerosissime culture, serve a indicare l'influenza evolutiva degli uomini sui materiali naturali, a partire dalla sua apparizione, poi con la sofisticazione delle sue tecniche, delle sue forme e dei suoi decori. La Cina possiede in abbondanza materiali dalle qualità eccezionali: la terra di loess, materia prima della sua ceramica utilitaria comune a partire dal Neolitico. È anche la materia dei mattoni refrattari che permetteranno in seguito di realizzare forni che cuociono ad alta temperatura. La Cina possiede in abbondanza anche il caolino, materia prima della porcellana.

### Paleolitico
La ceramica cinese, una delle più antiche al mondo, ha visto la sua storia arricchirsi considerevolmente nel corso degli ultimi trent'anni, e le scoperte concernenti il Paleolitico e il Neolitico si sono moltiplicate. Così una ceramica molto grossolana, sotto forma di vaso, è stata realizzata dai cacciatori-raccoglitori del Pleistocene nella Cina del Sud nella grotta di Yuchanyan (Hunan); la datazione con il carbonio-14 (14C) dei residui organici associati alla ceramica dà il 16100-14500 a.C. Essendo i cocci associati al riso, gli archeologi ne hanno dedotto che la cottura del riso selvatico fosse all'origine della ceramica (ma ciò resta una supposizione). Altri cocci di ceramica sono stati trovati a Miaoyan (a Guilin, Guangxi) datati (14C) 17100-1540 a.C.. Questi due siti sono allo stato attuale delle conoscenze (nel 2011), i siti di ceramica più antichi nel mondo; pressappoco alla pari – se non addirittura più antichi di qualche millennio – con siti corrispondenti in Giappone del principio del periodo Jōmon, i siti di Simomouchi e di Odai Yamamoto datati 1700 e 1500 a.C.. Sempre in Cina del Sud, a Zengpiyan (Guangxi), i cocci datati (14C) 1000-9000 a.C., sono stati ricostituiti e corrispondono a una «pentola» dal fondo arrotondato, in un contesto dove i gusci di lumaca abbondavano… In Cina del Nord, sul sito di Hutouliang, a Yangyuan (Hebei), cocci datati (14C) all'incirca dal 13080 al 14304-12731 a.C., corrispondono a recipienti dal fondo piatto in un contesto di cacciatori-raccoglitori itineranti. Insomma, con gli studi approfonditi condotti sulle prime ceramiche, risulta chiaramente che la ceramica è apparsa, in Cina come in numerose altre parti del mondo, in seno a popolazioni di raccoglitori-cacciatori non sedentari alla fine del Paleolitico, nel Pleistocene.

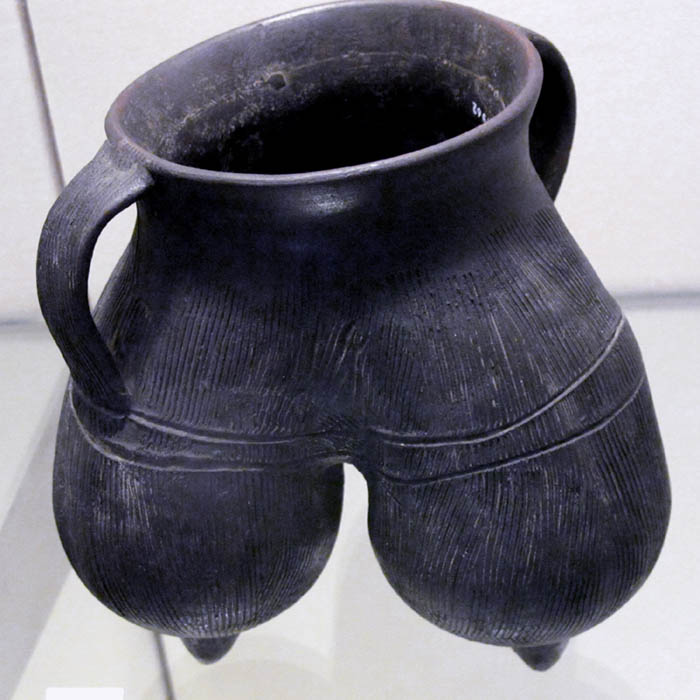
Tripode a forma di seni. Terracotta con rivestimento nero. A: 20 cm ca. Cultura di Longshan, circa 2000 a.C. Victoria and Albert Museum

### Neolitico
Decine di migliaia di siti hanno condotto gli specialisti di numerose discipline a considerare d'ora in avanti un gran numero di culture del Neolitico cinese che evolvono ciascuna al proprio ritmo, con almeno tre grandi aree culturali: il bacino del Fiume Giallo, quello del Fiume Azzurro, l'Est della Grande Pianura e il Nord-Est del paese. Attualmente si dispone di un vasto registro di studi che vertono sulle ceramiche delle culture di Yangshao (4500-3000), con nella loro fase antica i siti di Banpo, vicino a Xi'an, poi quelle delle culture di Longshan (2900-1900) e le ceramiche di Majiayao (3500-1800) nel nord-ovest. I vasi di terracotta neolitica sono delle ceramiche già accuratamente montate, senza l'aiuto del tornio, poi lucidate e dipinte. L'uso parziale di un tornio lento si moltiplica nel corso di questo periodo. Si usa la terra fine e colorata che si depone sotto i bacini di decantazione ma anche pigmenti minerali nella cultura di Majiayao. I decori giocano sulla forma circolare esponendo motivi che punteggiano la superficie curva del volume, sia con spirali a «stelle» curve, sia con potenti motivi a tratti diritti. La cultura di Majiayao pratica già una materia a base di caolino che dà pezzi bianchi. La cultura di Longshan (2600-1900) si distingue per forme che serviranno da modelli ai bronzatori dell'epoca degli Shang e per la straordinaria matrice delle sue ceramiche «guscio d'uovo».

### Età del Bronzo
Le élite della cultura di Erlitou, degli Shang e degli Zhou portano tutto lo sforzo degli artigiani specializzati verso la pratica del bronzo; l'arte della ceramica ne risente. Le forme sono molto più semplici, se non addirittura pesanti e senza ornamento. In seguito, le ceramiche del periodo dei Regni combattenti cercano di trasporre gli effetti grafici della lacca e dei bronzi cesellati, incrostati di rame, d'argento o di pietre preziose mediante curiosi effetti di pittura, posata dopo la cottura e molto fragile. La dinastia Qin vede apparire, come per una «generazione spontanea», una grande statuaria naturalista con il celebre esercito di terracotta del mausoleo del primo imperatore Qin a Xi'an, ottenuto mediante fusione e assemblaggio. Le tombe della dinastia Han presentano innumerevoli scene ottenute mediante fusione, ma questa volta sono i mattoni che costituiscono i muri delle tombe che sono così coperti di fregi, di scene diverse con vari personaggi con abbozzi di spazi, alberi,… Si vedono anche sotto gli Han vasi con una vetrina verdastra più o meno trasparente, per mezzo di ossidi di rame diluiti nell'acqua. E questa coperta serve anche per rappresentazioni di persone, di animali e di edifici che accompagnano il defunto seguendo un rituale d'inumazione che tempera gli eccessi passati (essendo state le ecatombi dell'epoca Shang sostituite dall'inumazione di figurine mingqi). E quando si tratta di grès con la vetrina verde, è una materia che non può non evocare la giada, un gioco di toni verdastri o brunastri e di sfumature più o meno traslucide che i Cinesi dell'VIII| secolo chiamavano «colore di giada». A partire dagli Han, poi dai Tre Regni, si trovano tra le ceramiche dei forni di Yue questi grès con la coperta «celadon».

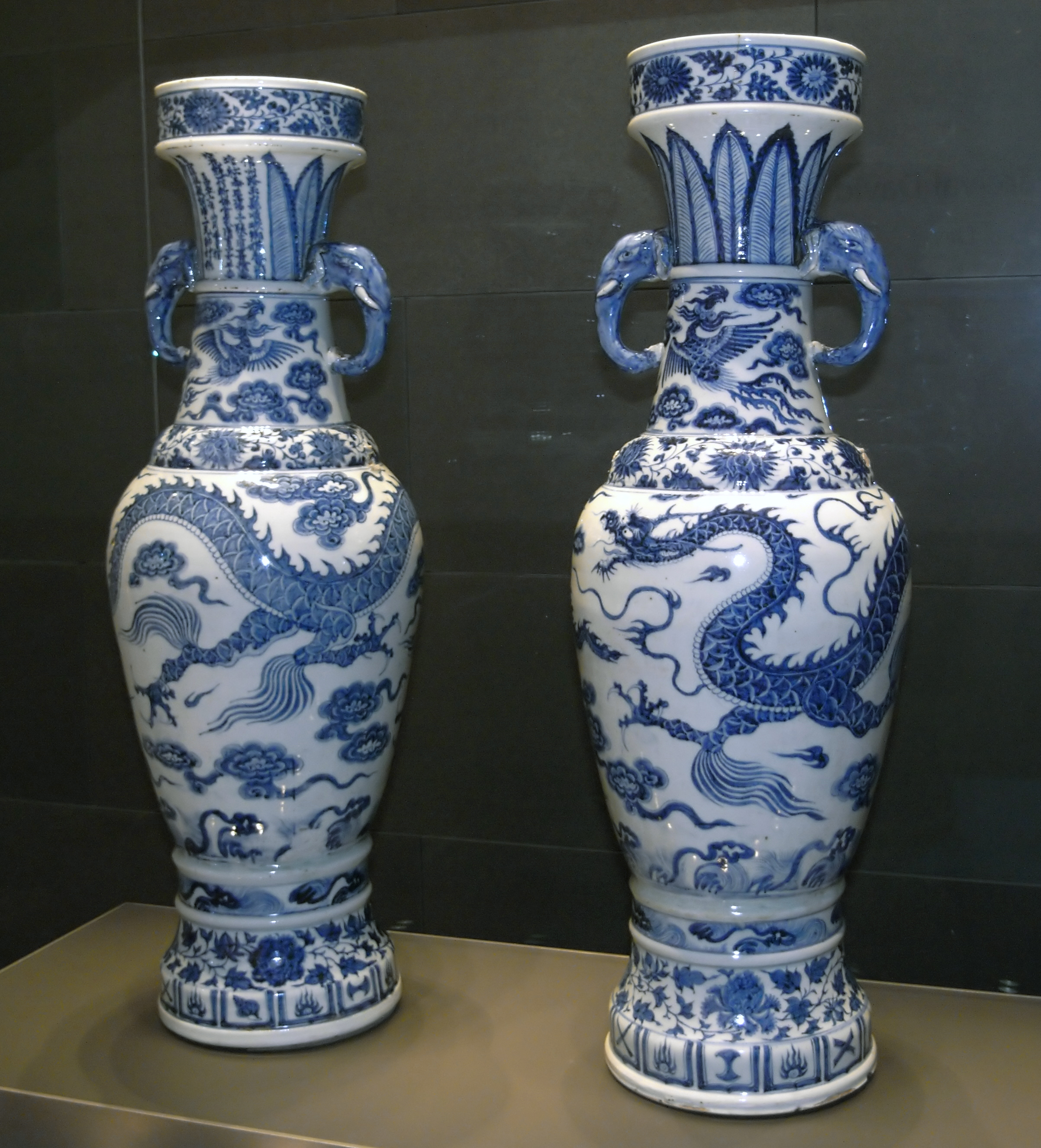
Due vasi conosciuti come vasi David, Yuan datati al 1351. Porcellana con decoro blu cobalto sotto coperta, h: 63,5 cm. Percival David Foundation of Chinese Art, British Museum.

### Medioevo cinese
I ceramisti, sotto i Tang, padroneggiano alla perfezione nella prima metà dell'VIII secolo degli effetti di materie sfavillanti con tre colori, bruno, giallo e verde: sancai, i cui usi sono molteplici e spesso ispirati a motivi dell'Asia Centrale. Sotto i Tang il commercio con il Medio Oriente favorisce le ricerche, nel Nord della Cina, del disegno di motivi dal colore blu che ha successo tra quei popoli orientali. Questa prima creamica bianca dai motivi blu sotto vetrina trasparente anticipa di 500 anni ciò che essa diventerà durante la presenza mongola, quando sarà in porcella bianca con motivi blu. Ma anche il grès che serve loro da supporto ha formato oggetto di ricerche a partire dal caolino, fin dal III secolo, rendendo la ceramica più resistente e più facile da lavorare del caolino puro. Si tratta di un grès porcellanato. Parzialmente vetrificato, è composto di un'argilla comprendente una parte importante di caolino e la cui cottura si opera a fuoco vivo (1 050-1 250 °C). Lo si riveste di uno strato comprendente esso stesso caolino, il che gli permette di fare parzialmente corpo con l'oggetto: è la «coperta». I vasai cinesi migliorano dunque fin dalla seconda metà dell'VIII secolo un grès porcellanato la cui coperta, a base di ossido di ferro, prende tinte sottili di un verde più o meno chiaro, o perfino beige-grigio chiaro. Questi grès porcellanati con la coperta verde, che prenderanno assai più tardi, presso gli occidentali, il nome di celadon, sono precisamente dei proto-celadon dell'VIII secolo. Questa materia-colore è carica di qualità culturali senza essere una materia così preziosa come la giada, o come l'oro e l'argento lavorati dall'oreficeria. Questi pezzi sembrano destinati innanzitutto all'uso dei letterati e delle corti aristocratiche, meno ricche di prima. Il colore verde trasparente, nei celebri celadon Yaozhou, guadagnava in sfumature grazie a decori in debole rilievo, incisi molto leggermente, e costruiti a «gradini», per le grandi forme della composizione. Intensificandosi nei vuoti il colore guadagna d'intensità alla base di ciascun «gradino» e si attenua poi in chiaroscuro. Le celadon beneficiò di un successo rapido, divenne oggetto di tutte le premure perfino dell'imperatore dei Song Hui Zong, che favorì la fabbricazione di celadon di tipo Ru. Altri celadon si diffusero, con aspetti meno raffinati, grazie al commercio marittimo che si sviluppò nei secoli seguenti. Infine, tra numerose invenzioni sotto i Song occorre sottolineare l'importanza per i letterati, ma in seguito anche per un pubblico più largo, delle ceramiche prodotte in un primo tempo a Cizhou. In generale, sono ornate di eleganti motivi che evocano la vita, le peonie che ritornare ogni primavera, o il bambù che si piega al vento, e semplici scene della vita quotidiana, il tutto tracciato in bruno ferro su un fondo bianco di barbottina, e con una pennellata vivace, senza pentimenti possibili che ricorda il lavoro dell'inchiostro. Ciononostante certi effetti sono assai meno spontanei di quanto sembri: ogni pezzo è allora ricoperto interamente di barbottina, poi di uno strato spesso carico di ossido di ferro, le forme sono in seguito ricavate a una a una, come in uno sgraffito.

### L'evoluzione verso la porcellana
Questa evoluzione è cominciata molto presto, e si è compiuta progressivamente grazie a vari fattori che appaiono fin dalla dinastia degli Han orientali (tassi di allumina e di silice, riduzione delle impurità, alte temperature…). Essa arriva al punto che certi proto-celadon presentano caratteristiche che oggigiorno li fanno qualificare come porcellane. Sotto le Cinque Dinastie appaiono ceramiche Xing, dall'Hebei a Nord, fin dall'VIII secolo, di cui certe, «agli occhi degli Europei, sono vere porcellane, perché sono bianche, traslucide e risonanti»; ma sono in realtà ben distinte dalle vere porcellane realizzate nella Cina del Sud e che fanno la celebrità della Cina. Tra l'inizio dell'VIII e l'inizio del IX secolo appaiono i più bei pezzi «come argento, come neve». Sono oggetti utilitari e non ceramiche funerarie. Non hanno nessun decoro. La materia di base è il caolino, bianco dopo la cottura esso è ricoperto di un ingobbio bianco che resta nudo all'esterno, nella parte inferiore. In qualsiasi altra parte la coperta, che contiene feldspato, dà a questi pezzi un aspetto di un bianco freddo. Questa coperta poi si screpola e forma gocce che paiono leggermente azzurrognole.

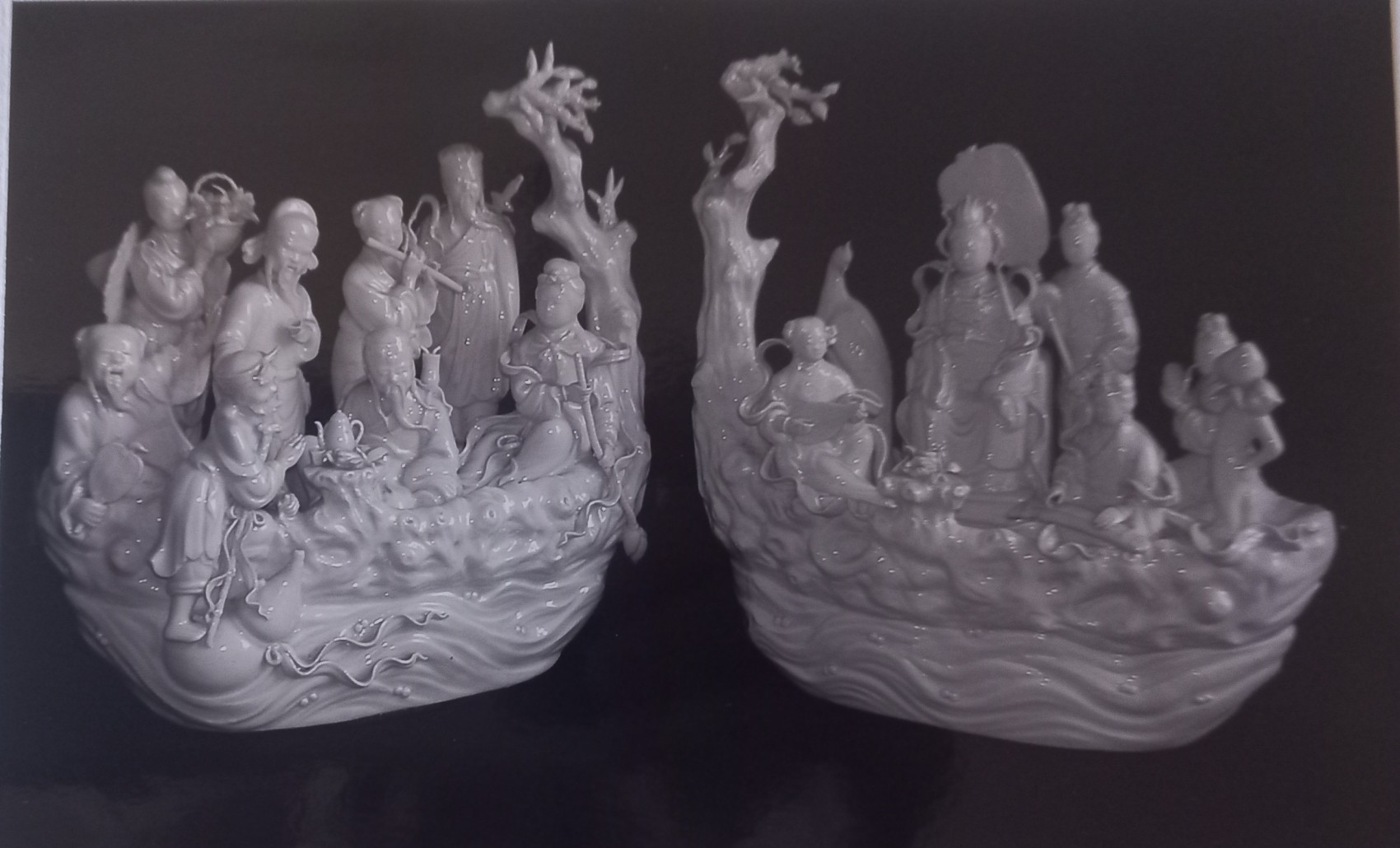
Porcellana bianca di Cina .alta epoca

Accanto ai celadon e alle ceramiche Cizhou, nella Cina meridionale, i ceramisti Song intrapresero la fabbricazione di porcellane bianco azzurrognole (qingbai), cotte ad alta temperatura, dal corpo duro e fine e dalla vetrina molto brillante. La loro fama si estende fino al Golfo Persico, soprattutto nel secolo seguente. La padronanza dell'uso e della composizione del fondente associato al caolino, per renderlo più plastico e per abbassarne la temperatura di cottura, e l'utilizzo di forni più efficienti, partecipano all'elaborazione di una porcellana, bianca e vetrificata nella massa, molto resistente e sonora. La porcellana raggiunge la sua forma perfetta con la dinastia Yuan, a metà del XIV secolo. I celebri «vasi David», datati (il che è eccezionale) al 1351, dalla collezione di Sir Percival David, nella sezione Asia del British Museum, due splendidi vasi «blu e bianchi» (tra i primissimi) concepiti per essere deposti come offerte a un tempio taoista, ne sono esempi eclatanti. Questa dinastia Yuan che partecipa dell'Impero mongolo favorisce gli scambi commerciali e culturali sugli immensi territori che i Mongoli controllano più o meno direttamente, dall'Asia Centrale al Medio Oriente, e fino in Asia Orientale ed Estremo-Orientale. Il blu delle porcellane «blu e bianche» proviene così dal cobalto del Medio Oriente. Ma nello stesso tempo arabeschi e perfino versetti del Corano appaiono nella ceramica cinese che si volge, fin da allora, sempre di più verso la produzione massiva di prodotti di lusso destinati all'esportazione, e all'Europa… Un centro detiene nel corso dei secoli seguenti il quasi monopolio in Cina e diviene il centro principale a livello mondiale: Jingdezhen. Esso resta oggigiorno un luogo di produzione importante, ma è toccato, anch'esso, dalla globalizzazione. L'opera dell'artista cinese contemporaneo Ai Weiwei, Semi di girasole (2010), testimonia chiaramente di questa parte dell'arte cinese che trova la sua materia nella ceramica.

## Storia della ceramica cinese, per periodo

### Le ceramiche del Neolitico, dei periodi Shang, Zhou, dei Regni Combattenti e dei Qin

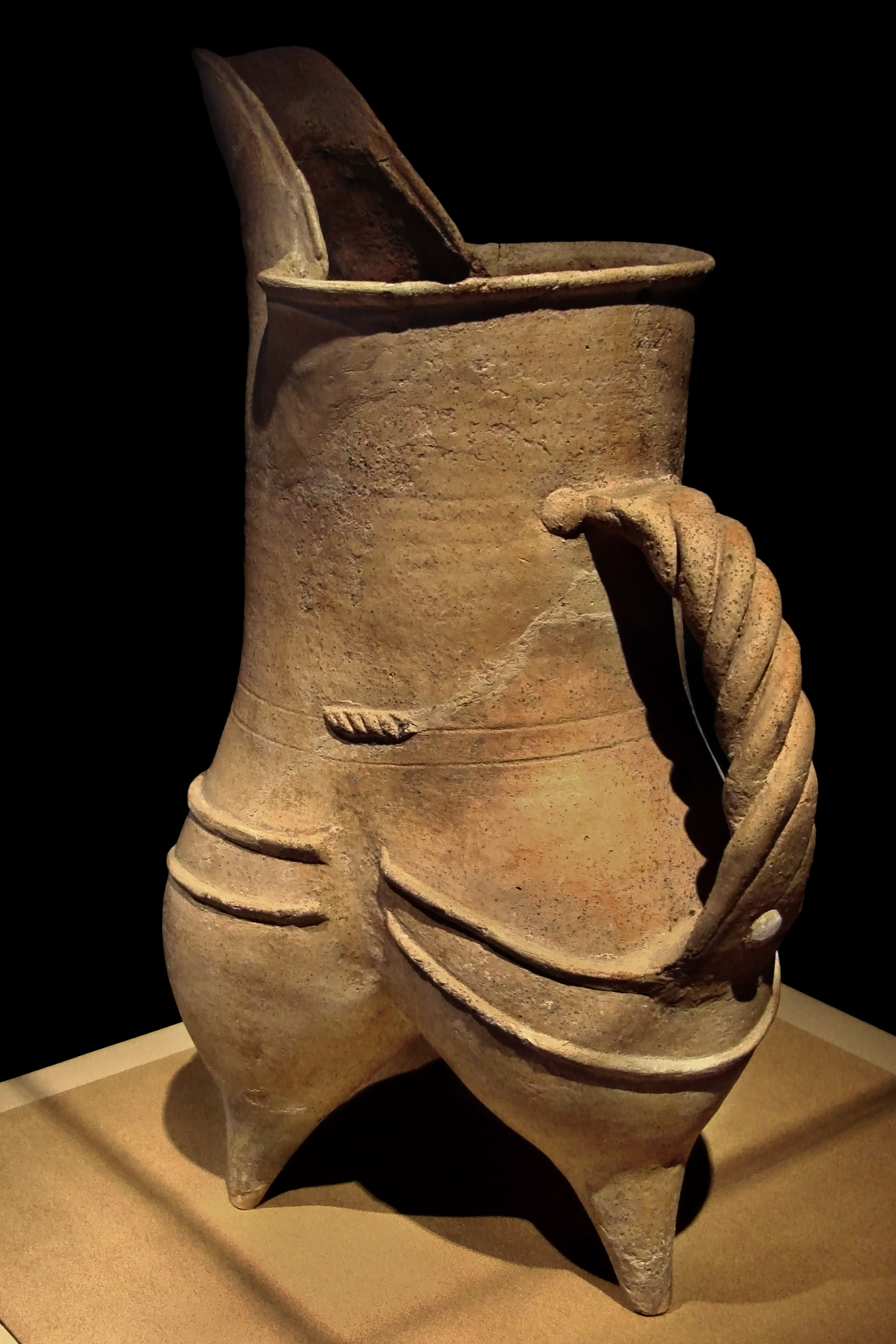
Ceramica di Longshan, nello Shandong

Le prime ceramiche apparvero in Cina (allo stato attuale delle conoscenze nel 2014) nel Sud, nell'Hunan, in seno alle popolazioni di cacciatori-raccoglitori paleolitici, verso il 12 000 a.C. L'apparizione della ceramica deve essere disaccoppiata dalla neolitizzazione, che è il passaggio molto progressivo da un'economia di sussistenza a un'economia di produzione e non l'accumulazione di acquisizioni di cognizioni tecnologiche. Ma questo nuovo modo è associato a una serie di progressi tecnologici, non a innovazioni. Questa argilla modellata era un'argilla grossolana indurita sul fuoco, e tecnologicamente non differisce dagli oggetti prodotti da altre popolazioni paleolitiche nel mondo, si tratta qui semplicemente di un recipiente mentre si sono trovati solo figurine o altri oggetti minuti presso gli altri paleolitici.
Le culture pre-Yangshao (5500-4500 a.C.) hanno prodotto numerose ceramiche rustiche, di forme varie, adattate a molteplici usi quotidiani, ornate talune con il motivo del tenone o di linee in leggero rilievo, ripetute sulla superficie esterna, se non addirittura delle impronte di corde impresse come si fa dappertutto nel mondo in quest'epoca, ma anche con le prime pitture della storia della ceramica cinese, al pennello e con pigmenti neri. All'epoca di Yangshao (4000-3000 a.C.) le ceramiche trovate sui siti delle culture Banpo, Miaodigou e Dahecun sono di una grande varietà nei decori dipinti. I motivi possono essere figurativi nelle epoche antiche, ma più stilizzati in seguito o puramente astratti, e che si fanno gioco di questi due registri all'epoca del medio Yangshao nella cultura di Miaodigou.
Più tardi, la cultura di Majiayao (3800 - 2000 a.C.) ha prodotto nel Gansu grandi giare ornate di motivi geometrici essenzialmente neri potentemente strutturati, con grandi tratti, ampi e larghi. Infine, in maniera del tutto eccezionale in Cina in quest'epoca, una figura femminile nuda è stata modellata in debole rilievo direttamente sulla superficie di una giara dipinta, ritrovata nella provincia del Qinghai (v. 2350-2050 a.C.). Il che ne fa un pezzo del tutto unico nella storia della ceramica cinese.
In due insiemi culturali distinti, dalla foce del Fiume Giallo fino all'Henan, e in un vasto perimetro tutto intorno, sono state scoperte le ceramiche delle culture di Longshan, contemporanee delle culture di Majiayao, situate più a ovest. Sono vasi dalle forme varie ed eleganti di cui certe forme sembrano prototipi di futuri recipienti di bronzo cinese nelle epoche ulteriori.
È solo verso la metà del periodo di Yangshao che i vasai hanno cominciato a utilizzare torni lenti per lavorare meglio il collo dei vasi. Ma si è dovuto attendere il periodo Longshan perché sia utilizzato il tornio rapido.
La cottura di queste ceramiche ha cominciato a farsi a forno aperto, dunque in ossidazione, il che spiega il colore rossastro delle prime ceramiche di Yangshao. Durante la cultura di Longshan, è apparsa la cottura in riduzione, traducendosi in ceramiche dal corpo di colore grigio.
La ceramica della dinastia Shang (1767 - 1122 a.C. secondo le date tradizionali) restò nella continuità delle ceramiche di Longshan; gli artigiani cercheranno ciononostante di avvicinare a poco a poco la forma e l'aspetto dei vasi di ceramica a quelli dei vasi di bronzo. In quest'epoca, gli Shang conoscevano il caolino, e cuocendo le ceramiche così ottenute ad alta temperatura, fino a 1 000°C. Ma senza saper utilizzare nel loro giusto dosaggio i fondenti indispensabili, le ceramiche così ottenute furono innanzitutto porose e molto fragili. Poi gli Shang migliorarono il funzionamento dei loro forni, fino a ottenere un vero grès, ancora di fattura molto grossolana.

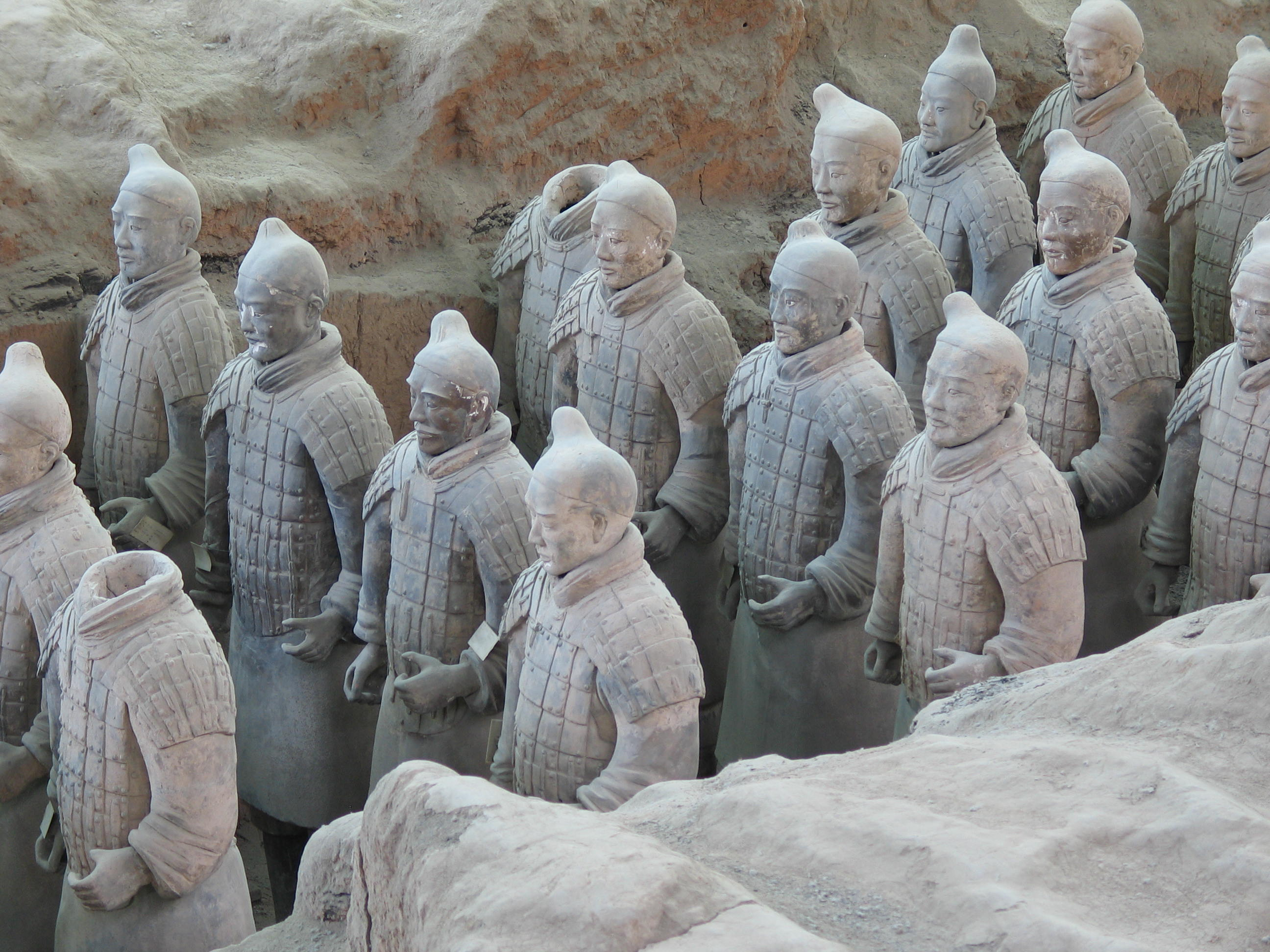
Esercito sepolto di Qin Shi Huang Di

La dinastia degli Zhou (dal 1046 al 256 a.C.), sostituendo in seguito quella degli Shang, portò un certo numero di innovazioni, di cui una delle più rilevanti è la fabbricazione dei mattoni e delle tegole. Le ceramiche restano molto vicine a quelle lavorate dagli Shang. Ciononostante, le tecniche di purificazione dell'argilla progredirono considerevolmente, e si videro apparire i «proto-celadon» (yuanshici) che annunciano i pezzi che si troveranno sotto gli Han.
Il periodo dei Regni Combattenti, periodo di divisione che succede alla dinastia degli Zhou, prolungò e consolidò le tecniche già in opera, e permise un'innovazione importante mediante la scoperta delle vetrine piombifere, formate da una mescolanza di minerali di piombo, di silice e di calcare. Questa mescolanza può colare sull'oggetto per formare una coperta, a una temperatura abbastanza bassa (tra 600 e 800 °C); si apprende ugualmente in questa epoca ad aggiungere a questa mescolanza ossido di rame, che dà allora una vetrina verde leggermente azzurrognola.
Infine, è alla dinastia dei Qin che risale l'immenso esercito dei guerrieri di terracotta di Qin Shi Huang Di, seppellito nei pressi di Xi'an, non lontano dal mausoleo sotterraneo dell'imperatore Qin.

### Ceramiche Han

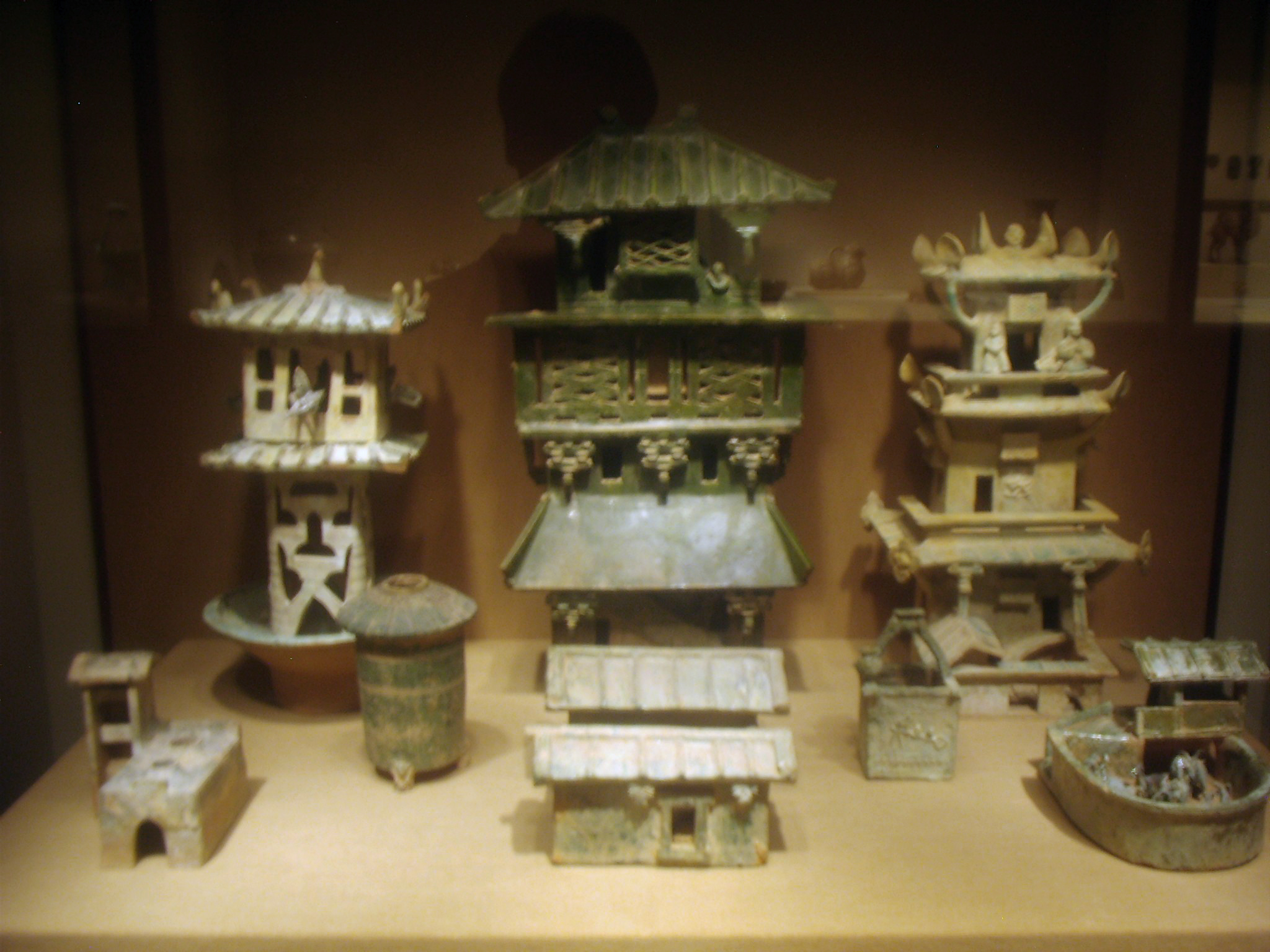
Torri di guardia in terracotta e vetrina verde della dinastia Han. Metropolitan Museum of Art

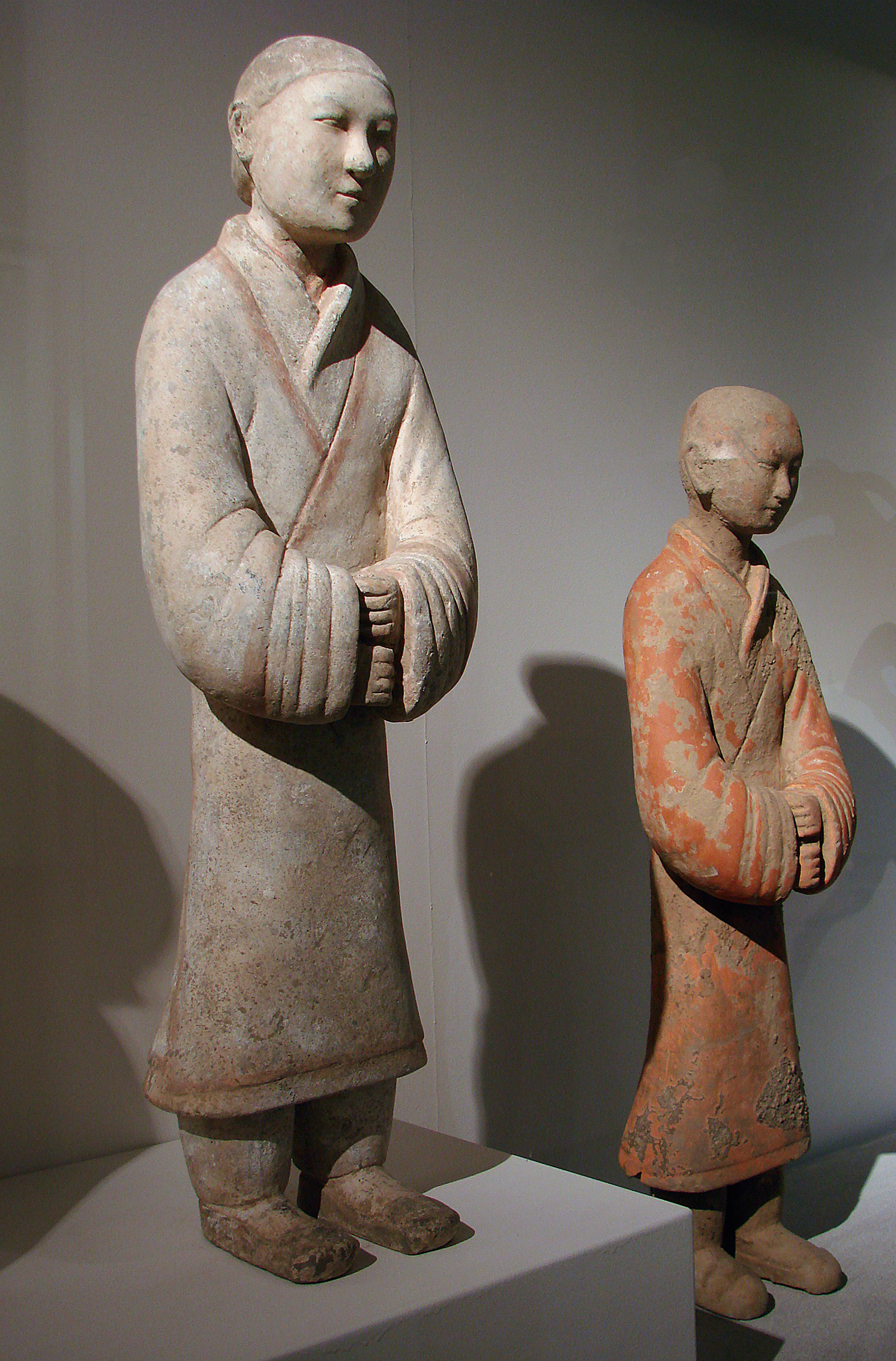
Personaggi in terracotta di epoca Han

Gli Han regnarono sulla Cina dal 206 a.C. al 220 d.C. Sfruttando la scoperta della vetrina piombifera che si era fatta durante il periodo dei Regni Combattenti, riuscirono a produrre vasi di grès Hu, ricoperti di una vetrina, e che sono considerati come dei «proto-celadon». Dopo lunghi dibattiti scientifici, gli esperti cinesi considerano attualmente che sia sotto la dinastia degli Han dell'Est che sono apparse tutte le prime vere porcellane; per giudicarle, hanno messo a punto una batteria di criteri, che tengono conto della temperatura di cottura (da 1 260° a 1 300 °C), della proporzione del caolino (dal 30 % al 60 %), del tasso di ossido di ferro (meno dell'1,7 %), del tasso di porosità (0,6 %), del tasso di assorbimento (0,3 %), della traslucidità (da 5 fino 8 mm), o ancora della risonanza agli urti.
Ma la grande maggioranza delle ceramiche Han che si trovano sono terrecotte, come vasi lian destinati a contenere cosmetici, tegole decorate o, più frequentemente, ceramiche provenienti dalle tombe.
In effetti, le tombe Han traboccavano di oggetti funerari (mingqi), nell'Hebei, o nel Gansu: vi sono stati ritrovati carri, oggetti preziosi in bronzo, in oro, in lacca o in giada e naturalmente figurine di terracotta rappresentanti gli aspetti del quotidiano: personaggi, talvolta molto realistici, torri di guardia su più piani, che possono raggiungere un metro d'altezza, o modelli di palazzi in terracotta, carri da buoi e altre figurine di galline, anatre, cani, ecc..

### Tre Regni, Jin, Dinastie del Nord e del Sud, Sui
Durante il periodo di anarchia che succede agli Han, con i Tre Regni, poi con le Sei Dinastie (o dinastie del Sud e del Nord), il caos non è molto propizio all'evoluzione delle tecniche. Ciononostante, appaiono i primi proto-celadon con le ceramiche di Yue yao, come pure quelle di altre regioni della Cina.
La dinastia Sui durò solo trentasette anni, dal 581 al 618, ma ebbe il merito di restaurare l'unità della Cina, e di preparare così l'arrivo dei Tang e il periodo di prosperità che sarebbe seguito. Le ceramiche della dinastia dei Sui annunciano d'altronde quelle dell'epoca Tang; vi si ritrovano in particolare degli yong, statuette funerarie di donne o di cavalieri, in uno stile vicino a quello che si troverà sotto i Tang, e ricoperte di una vetrina di colore bianco o paglia, raramente ravvivate da un decoro rosso, verde, nero o giallo.

### Ceramiche Tang

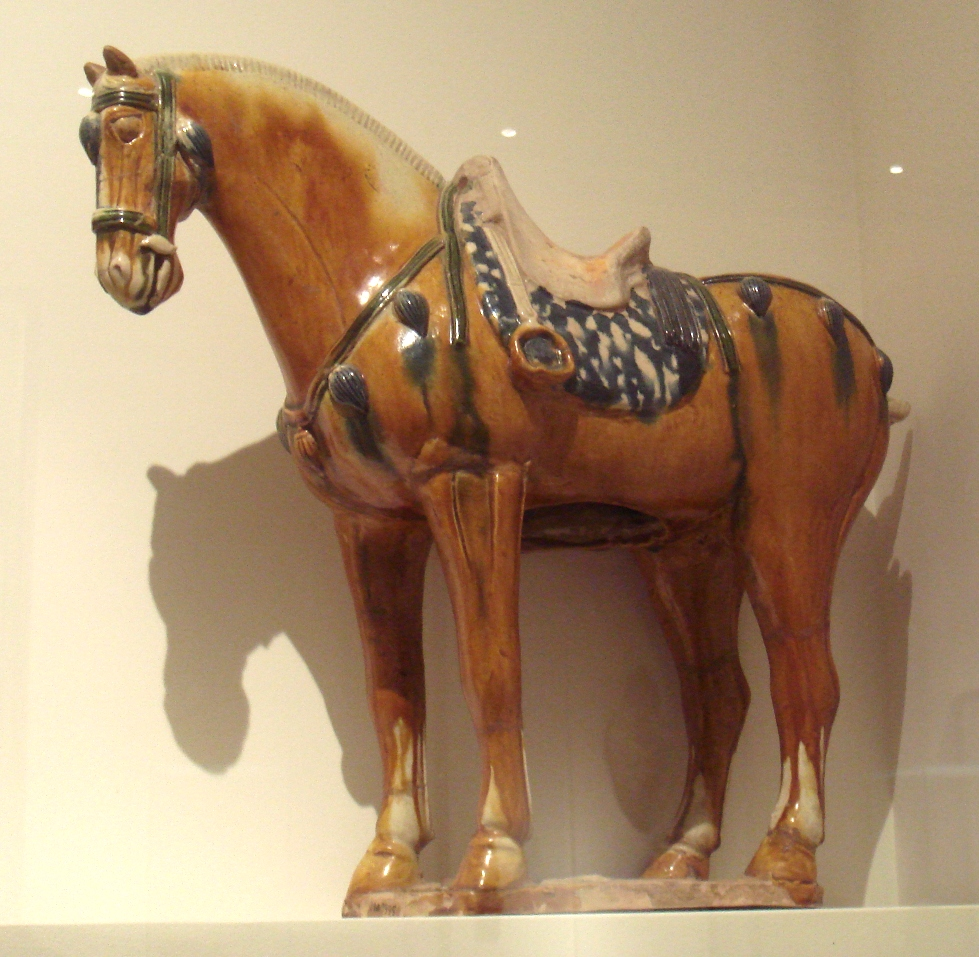
Cavallo Tang «tre colori» dell'VIII secolo

La dinastia Tang (618 - 907) fu un'«età d'oro» il cui dinamismo aprì largamente il mondo cinese all'esterno, sviluppando considerevolmente la Via della seta, nonché le relazioni con l'Asia centrale e la Persia. L'arte della ceramica Tang cominciò a esportarsi largamente, e talvolta assai lontano, fino in Egitto e persino in Kenya. Questo periodo ha visto apparire ceramiche di aspetto ben diverso tra loro che sono le xing e le sancai, ma di grande interesse in entrambi i casi. La porcellana fine si sviluppò e fu sempre più apprezzata. Una delle prime menzioni di porcellane da parte di uno straniero fu fatta da un viaggiatore arabo nella Cina dei Tang, che scriveva:
Gli Arabi conoscevano assai bene il vetro e la sua fabbricazione, e infatti questo viaggiatore era certo che non si trattasse di tale materiale.
Grazie all'utilizzazione di ossido di cobalto, i Tang sperimentarono anche un nuovo stile di ceramiche che conoscerà un grande successo sotto le dinastie Yuan, Ming e Qing, le ceramiche «blu e bianche»: nel 1977, poi nel 1983, si sono in effetti identificati dei resti in un porto Tang a Yangzhou. Infine, apparvero i primi celadon (qing), e furono apprezzati assai particolarmente per la degustazione del tè.

#### «Porcellana»xing
Sotto la dinastia dei Tang, le più alte temperature raggiunte dai forni permisero l'apparizione di quasi-porcellane fini e traslucide, la cui superficie liscia evocava la giada bianca, e che emettevano un suono musicale all'urto. Ci sono pochissime tracce dei laboratori che producevano questi pezzi notevoli; ciononostante ne sono stati identificati a Dingzhou, a Lincheng e a Neiqiu, nell'Hebei. Secondo i poeti cinesi dell'epoca Tang, le porcellane xing (cinese: 郉窯; pinyin: xíngyáo) avevano «lo sfavillio dell'argento e il biancore della neve». Questa descrizione poetica è evocata ancora oggi quando si presentano dei pezzi xing, perché rende bene conto di ciò che fa la bellezza di questi pezzi. Tra le forme più frequenti di porcellana xing, si trovano vasi, o ancora teiere dal becco corto, che testimoniano dell'importanza della cerimonia del tè; la teiera dal becco corto e dalla vetrina bianca era d'altronde ammessa, poiché le teiere ding erano ugualmente molto apprezzate, senza avere affatto ciononostante lo sfavillio dei pezzi xing.

#### Ceramica «tre colori» (sāncǎi)

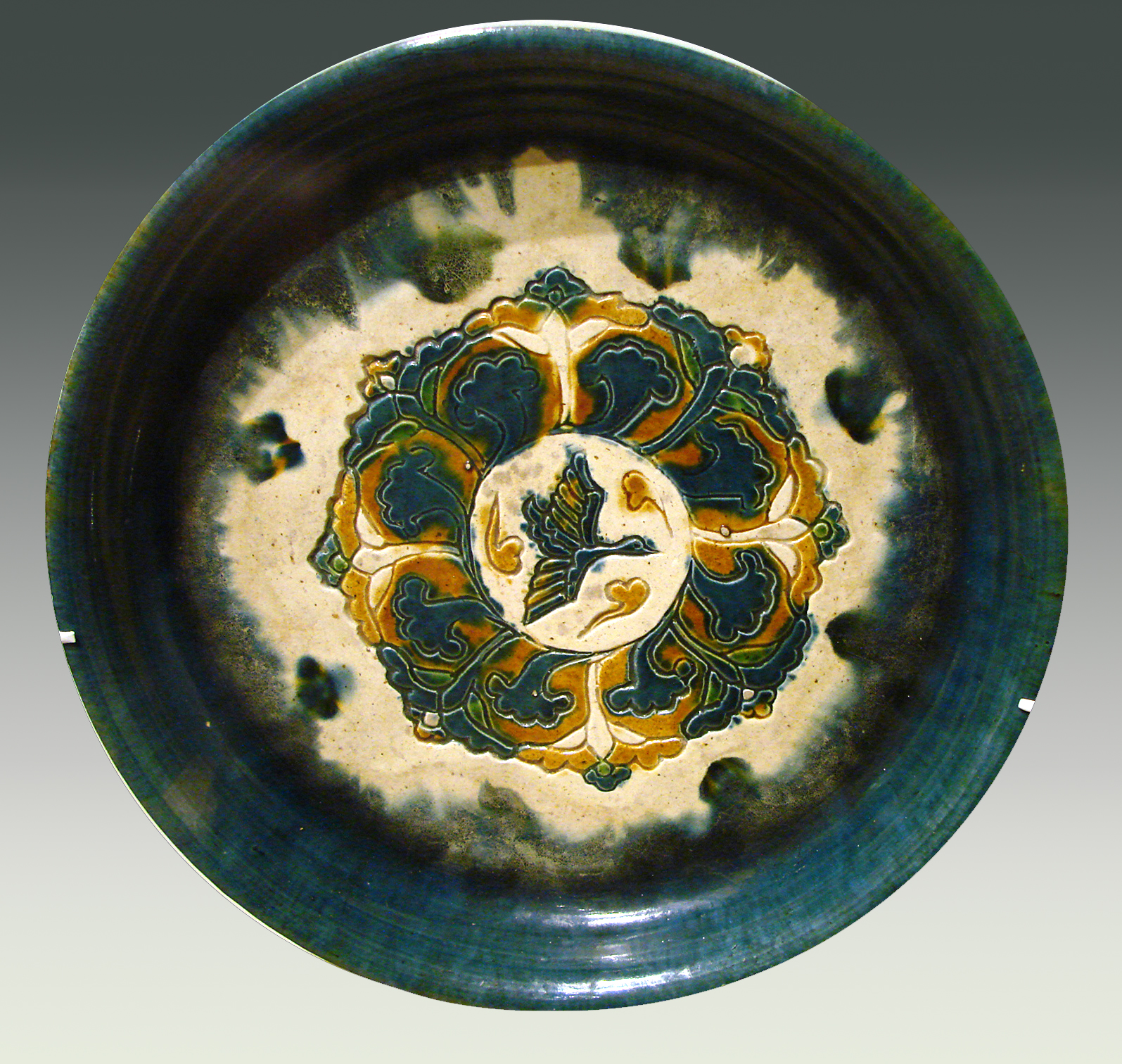
Piatto per offerte Tang di ispirazione sassanide, Cina del Nord, VIII secolo, terracotta con vetrine piombifere "tre colori" su ingobbio, decoro inciso, d: 31 cm. Musée Guimet, Parigi.

I vasai Tang utilizzarono frequentemente vetrine contenenti piombo, la cui origine risale al periodo dei Regni combattenti.
Le ceramiche Tang «tre colori » (cinese: 三彩; pinyin: sāncǎi) sono così chiamate a causa dei colori ai quali fanno ricorso: il giallo proviene dall'ossido di ferro (cotto in ossidazione), il giallo dall'ossido di rame, il viola viene dal manganese. Ma i Tang introdussero un nuovo e importante colore, ottenuto a partire dall'ossido di cobalto che importavano dal Medio Oriente mediante le nuove rotte commerciali che si erano aperte attraverso l'Asia centrale. Taluni dei vasi «tre colori» dei Tang testimoniano d'altronde di una marcata ispirazione da parte della Persia della dinastia dei Sassanidi.
Le ceramiche sancai, che si trattasse di vasi, o di figurine, presentavano un aspetto assai particolare: le vetrine piombifere fondevano infatti durante la cottura, il che produceva effetti tanto più interessanti che talvolta ricoprivano solo una porzione della ceramica, il resto conservando il suo color crema naturale. Contrariamente a ciò che lascia intendere la denominazione di «tre colori», le più belle statuette Tang potevano talvolta comprendere fino a una dozzina di colori diversi.
I forni che producevano ceramiche «tre colori» si trovavano nelle province dell'Henan, dell'Hebei, dello Shaanxi, dello Shanxi e dell'Hunan. Il biscotto sancai era innanzitutto cotto senza vetrina, a 900 °C. Poi si aggiungevano le vetrine, per cuocere la ceramica a una temperatura di circa 1 000 °C.

#### Figurineyong

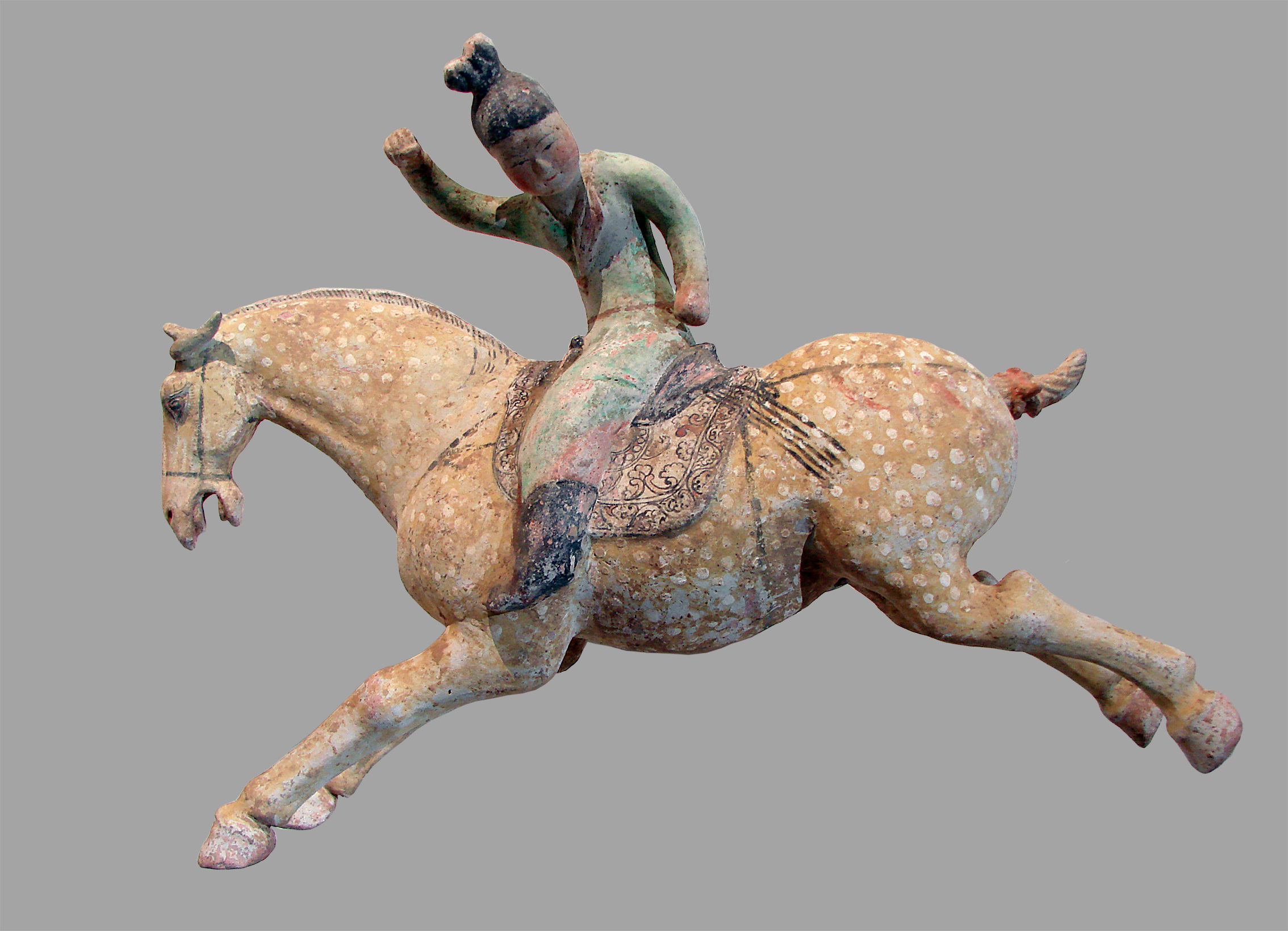
Giocatrice di polo all'epoca dei Tang: uno sport apprezzato dalle donne

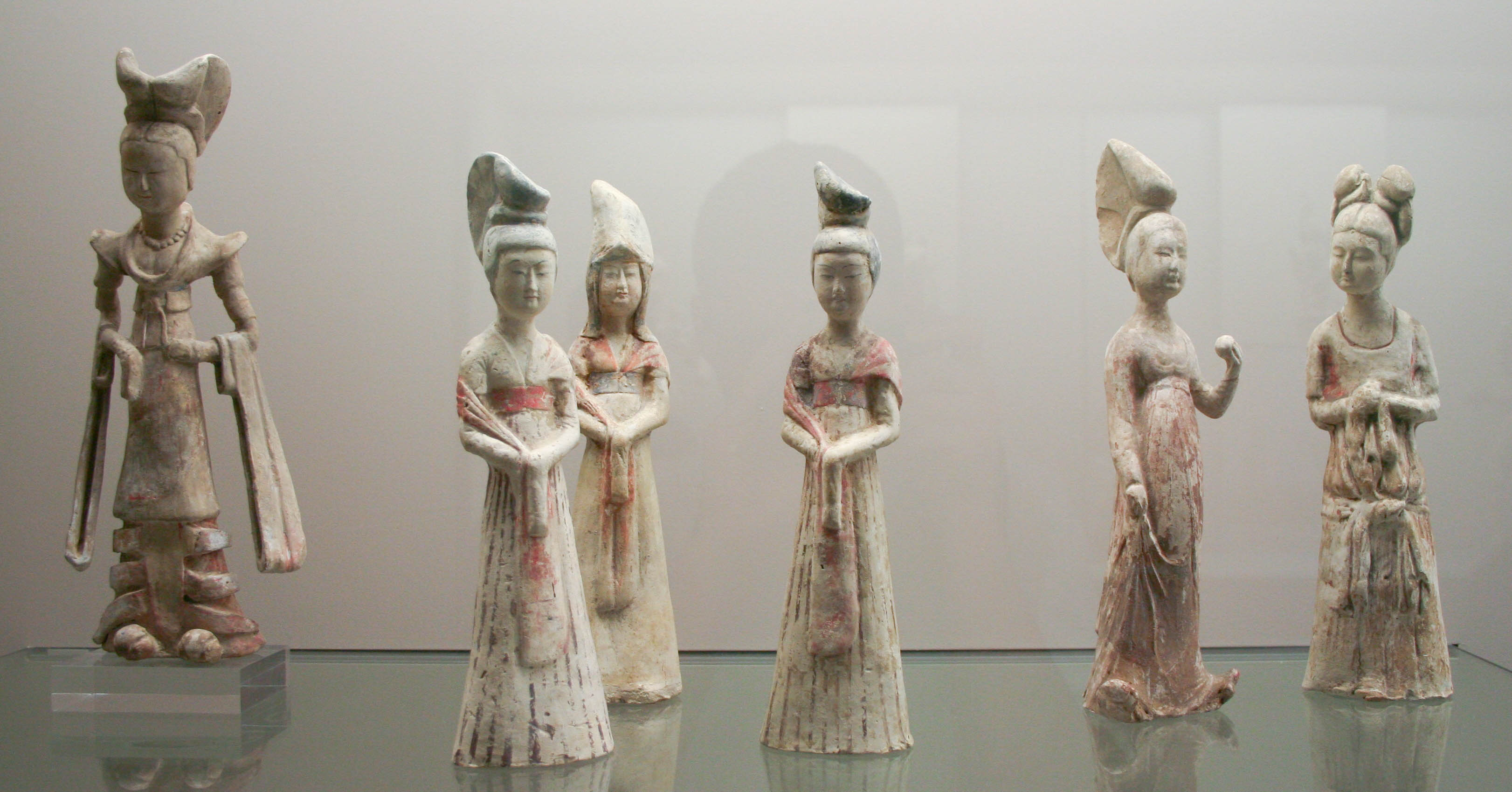
Figurina yong dell'epoca dei Tang

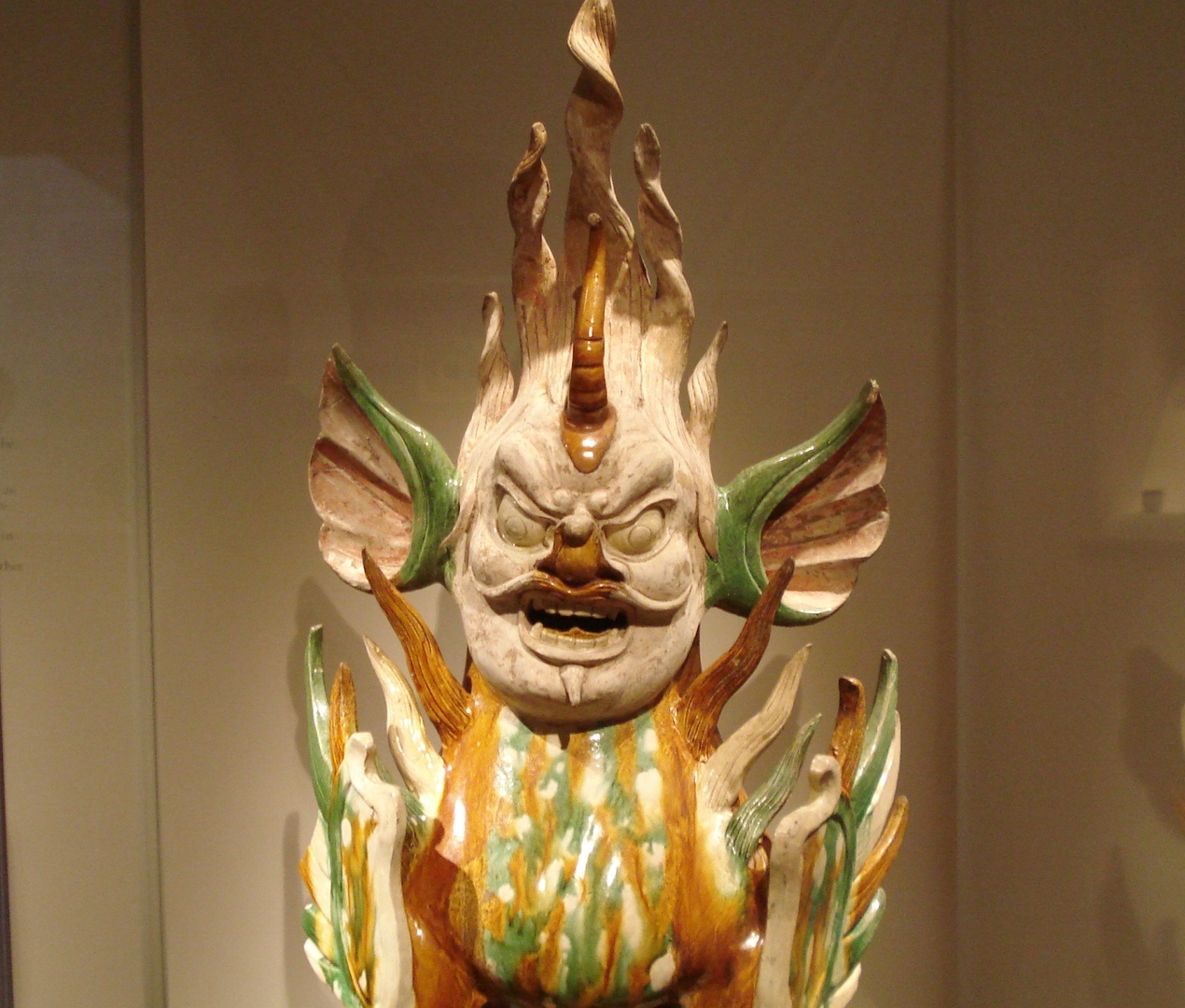
Statuetta «tre colori» shenmushou («creature guardiane di tombe»)

Le figurine yong (cinese: 俑; pinyin: yǒng) sono figurine facenti parte dell'arredo funerario (mingqi); sono spesso di piccole dimensioni, e rappresentano ad esempio danzatrici Tang dalle lunghe maniche, o musiciste, o ancora dame della Corte in costumi complessi. Questi piccoli pezzi sono in generale monocromi, e fanno ricorso solo a una vetrina. Queste figurine sono il più delle volte modellate, spesso il corpo da una parte, la testa da un'altra parte, e talvolta scolpite per affinarne la decorazione.
La terracotta usata è di un color crema molto pallido. Esistono figurine yong più importanti, come le statuette di uomini o di donne a cavallo, di colportori sogdiani, o ancora di cammellieri, che presentano spesso un tipo europoide, e non cinese. Questo ricorda il dinamismo commerciale della Cina dei Tang sulla Via della seta dove i Sogdiani erano i principali attori, e vi si incontravano ogni sorta di oggetti provenienti da civiltà diverse, e dove si incrociavano le carovane di cammelli bactriani usati per attraversare i deserti dell'Asia centrale. Tra le più grandi statuette funerarie, si trovano palafrenieri, funzionari civili, guerrieri, «guardiani di tombe», o ancora «re celesti», che proteggevano la tomba dagli spiriti malvagi.
Queste figurine di grandi dimensioni sono in generale ceramiche «tre colori» (sancai).

### Ceramiche Song
Le porcellane della dinastia dei Song furono rinomate nel mondo intero per la loro bellezza «classica»: forme semplici ed eleganti, vetrina uniforme, sul modello dei celadon. A differenza del mondo colorato e cosmopolita dei Tang, i Song apprezzavano assai i classici del pensiero confuciano e i nobili principi; sul piano artistico, privilegiavano un'estetica sobria e raffinata. Le ceramiche d'epoca Song sono d'altronde molto spesso monocrome, e i motivi decorativi, quando sono presenti, restano molto discreti.
L'imperatore Hui Zong, che regnò verso la fine della dinastia dei Song del nord, fu un grande intenditore, a cui si deve la creazione dei laboratori del palazzo, e i progressi realizzati allora dalla ceramica cinese. Le innovazioni tecniche furono numerose durante la dinastia dei Song: i grandi forni del nord cominciarono a utilizzare il carbone al posto della legna; a Jingdezhen si svilupparono forni più elaborati, che potevano raggiungere una temperatura di 1 300°C; si cominciò a usare lo huozhao, prova di cottura, che faceva ricorso a un campione di cui si poteva sorvegliare la cottura dall'esterno.

#### Celadon

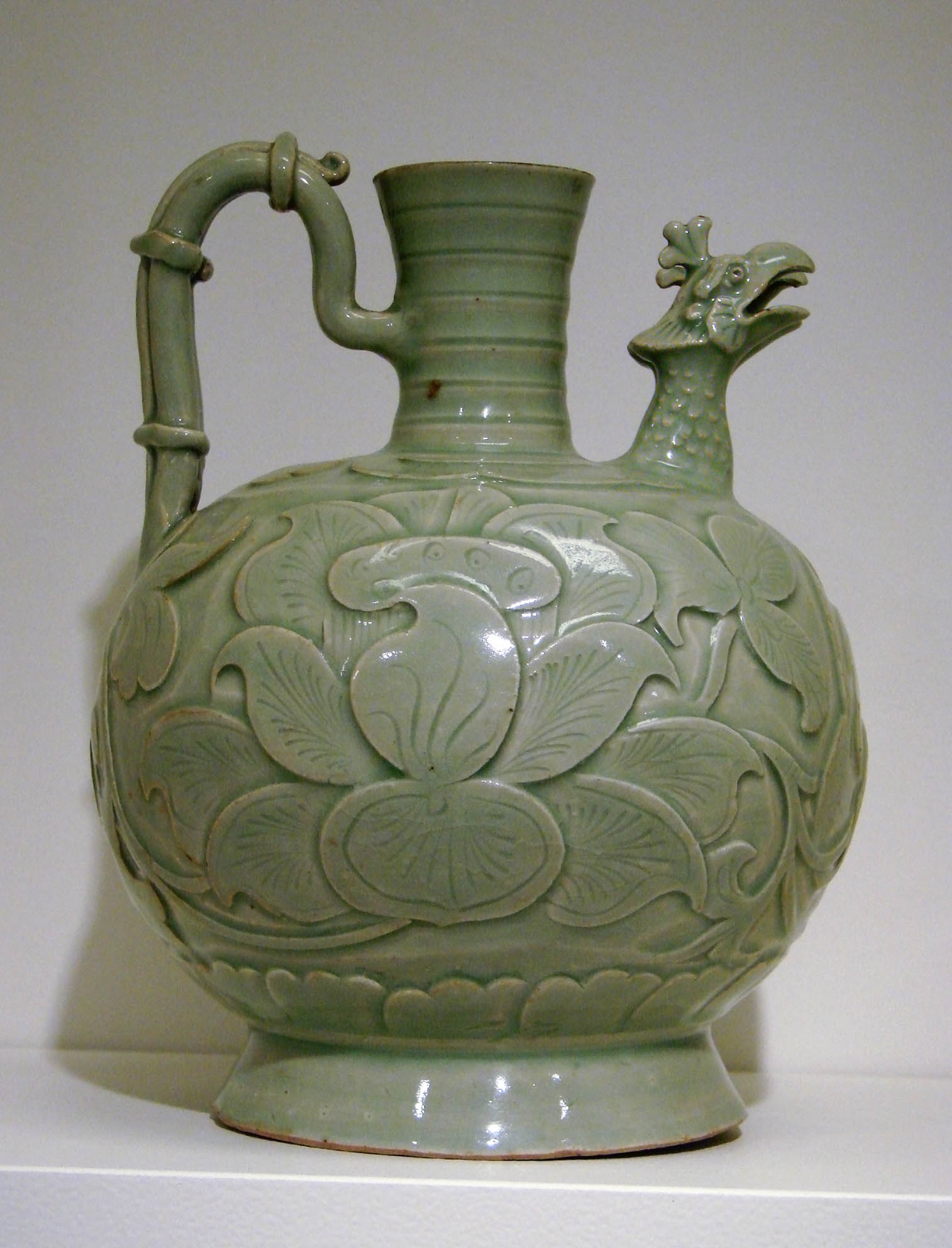
Caraffa a doppio becco, risalente alla fine delle Cinque Dinastie o all'inizio dei Song; il colore di questo celadon yaozhou differisce nettamente dai celadon longquan che si vedranno più tardi

I celadon sono probabilmente le ceramiche Song più conosciute in Occidente.
Il celadon (cinese: 青; pinyin: qīng: "verde" o "blu-verde", "colore dell'erba") designa un grès porcellanato, cotto in riduzione ad alta temperatura, con una coperta molto vetrificata e, nel caso dei celadon del nord, di un colore bruno-verde caratteristico, dovuto all'ossidazione durante il raffreddamento del forno. Il centro di produzione più importante nel nord era quello di Yaozhou, vicino alla città di Tongchuan. Questi celadon presentano molto spesso un decoro discreto in leggero rilievo, modellato, inciso, o ancora scolpito, ma sempre molto netto, che dà un aspetto curato al pezzo.
Nel sud, i celadon di Longquan, di colore più pallido, verde oliva, talvolta perfino giallastro, differiscono nettamente dagli yaozhou, i celadon del nord. I forni di Longquan facevano ricorso a una temperatura di cottura da 1 180° a 1 200°C sotto i Song del nord, per raggiungere più tardi da 1 230° a 1 280°C sotto i Song del sud.

#### Ceramicading

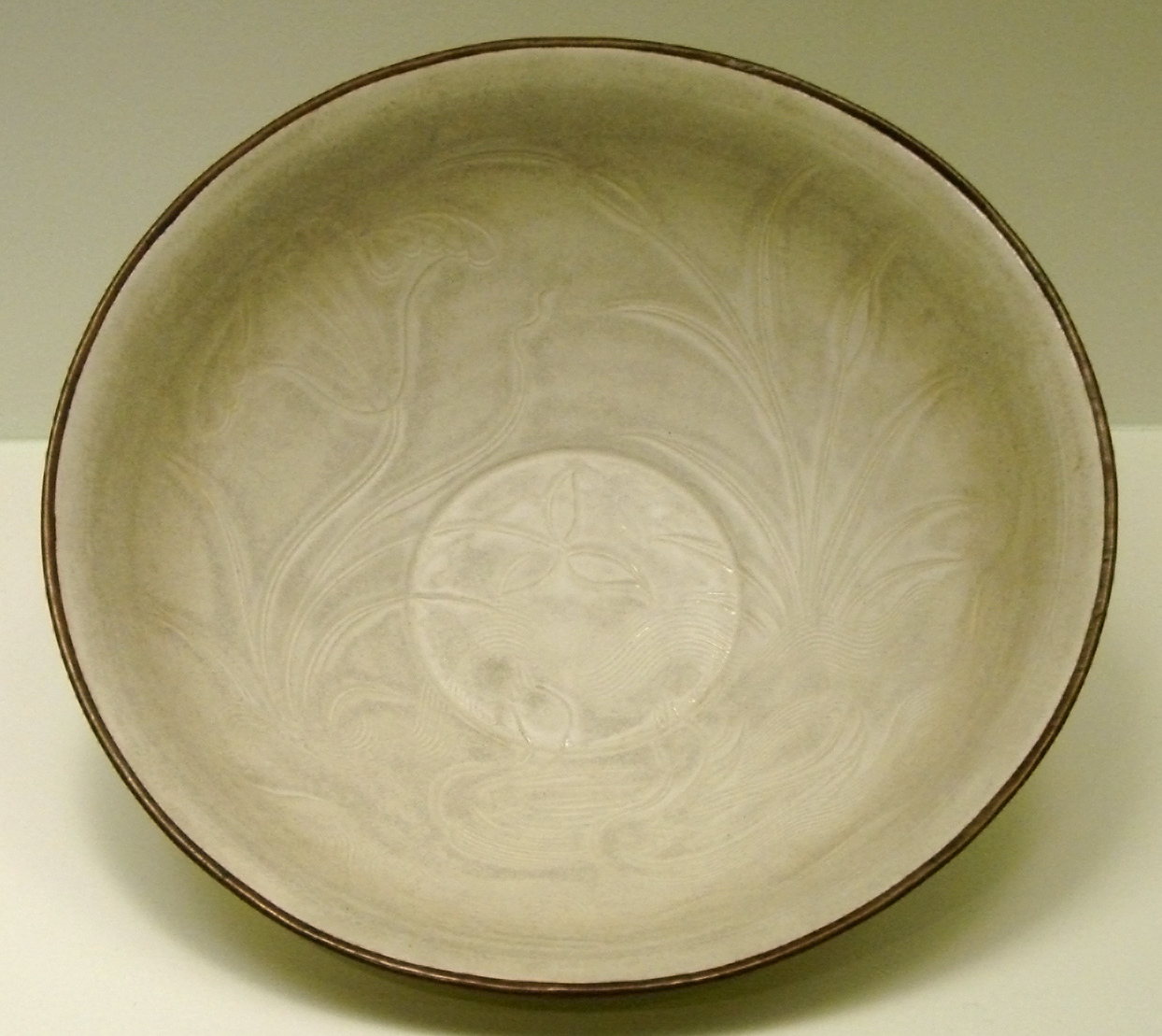
Porcellana ding, a coperta bianca, della dinastia Song

I ding (cinese: 定瓷; pinyin: dìngcí) sono porcellane bianche eseguite sotto i Song, che presentano spesso un sottile bordo scuro, di bell'aspetto, anche se, a differenza dei Guan, ad esempio, non vi erano in principio pezzi ufficiali usati dalla Corte imperiale. Il più grande centro di produzione dei ding si trovava trenta chilometri a nord di Quyangxian, nella provincia dell'Hebei, e in particolare nel villaggio di Jiancicun, che, già sotto i Tang, produceva ceramiche rivali degli xing.

#### CeramicheRu
Le ceramiche con la coperta Ru (cinese: 汝; 'pinyin: rǔ) furono prodotte per la Corte imperiale a partire dal 1107, a Baofeng, nella regione di Ruzhou, Henan; questa produzione durò solo vent'anni, fino al 1127, data nella quale i Song del nord abbandonarono Kaifeng.
Sono celadon di grandissima qualità, senza alcun decoro, di un colore molto particolare, poiché sono di un blu molto pallido, che gli amatori cinesi qualificano come «blu chiaro dopo la pioggia». Questa coperta è untuosa, e presenta talvolta sottili screpolature. I contemporanei tenevano questi celadon nella più alta stima. Non ne esistono più oggigiorno che settanta pezzi in tutto. È solo recentemente, nel 1987, che si è scoperto che il luogo, perduto dal XII secolo, dove erano prodotti i Ru si trovava nell'Henan, a Baofeng, dove si trovavano dei forni imperiali.

#### Ceramicajun

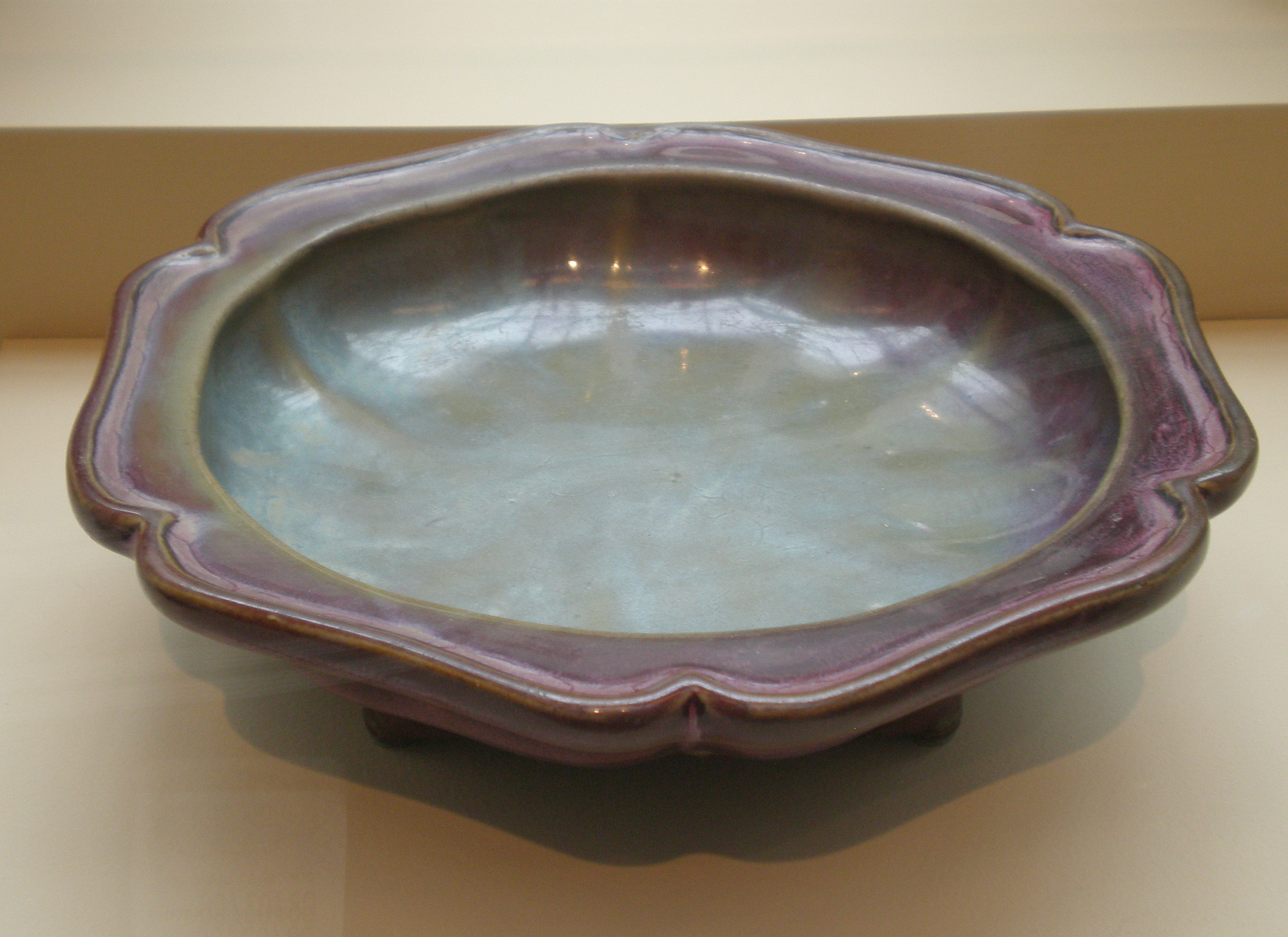
Ciotola jun della dinastia dei Song

La ceramica jun (鈞窯), o «vetrina fiammata», è un altro stile di porcellana usata alla corte dei Song del nord. Si caratterizza per un corpo più spesso della ceramica ding o ru; i jun hanno una coperta vetrificata con dei riflessi lavanda o porpora, così spessa e viscosa d'aspetto che produce l'impressione di non essere ancora rappresa. La produzione dei jun era centrata a Yuxian, o ancora nei dintorni di Lintu, nell'Henan.
I primi forni jun videro la luce sotto i Tang. Per produrre i jun, si fece ricorso sotto i Song a un'innovazione tecnica: invece di usare l'ossido di ferro per ottenere vetrine rosse, come si faceva da duemila anni, si utilizzò per la prima volta ossido di rame. In ragione del debole contenuto di alluminio, le vetrine «fiammate» di questo tipo hanno una forte tendenza a fondere, il che spiega il loro aspetto.
Si può ritenere che i jun siano una varietà di celadon. L'uso di ceneri di paglia nella coperta le dona i suoi riflessi, il cui colore può variare dal blu chiaro al blu grigiastro e al porpora, passando per il blu lavanda. I jun furono prodotti durante tutto il periodo della dinastia dei Song del nord (960-1126) e fino alle dinastie Jin (1115-1234) e Yuan (1271-1368). Si è scoperta nel 1964 l'ubicazione del laboratorio ufficiale baguadong a Yuxian. Una ceramica nera maculata è stata prodotta nella valle di Xiaobai nel corso della dinastia Tang e può essere considerata la precorritrice della ceramica jun.
Il fatto di modificare la temperatura dei forni modifica la tinta della coperta, tecnica conosciuta sotto il nome di yaobian.

#### Ceramicheguanege
I guan (cinese: 官; pinyin: guān), come i ge (cinese: 哥; pinyin: gē), sono ceramiche che si caratterizzano per un corpo sottile, contenente molto ferro, e una coperta spessa, pallida, di un tono bianco o beige, che dà un'impressione di untuosità. I guan o i ge presentano frequentemente una rete di fini screpolature. Questa rete di screpolature era ottenuta dal vasaio utilizzando coefficienti di dilatazione diversi tra il corpo e la coperta.

#### Porcellanaqingbai

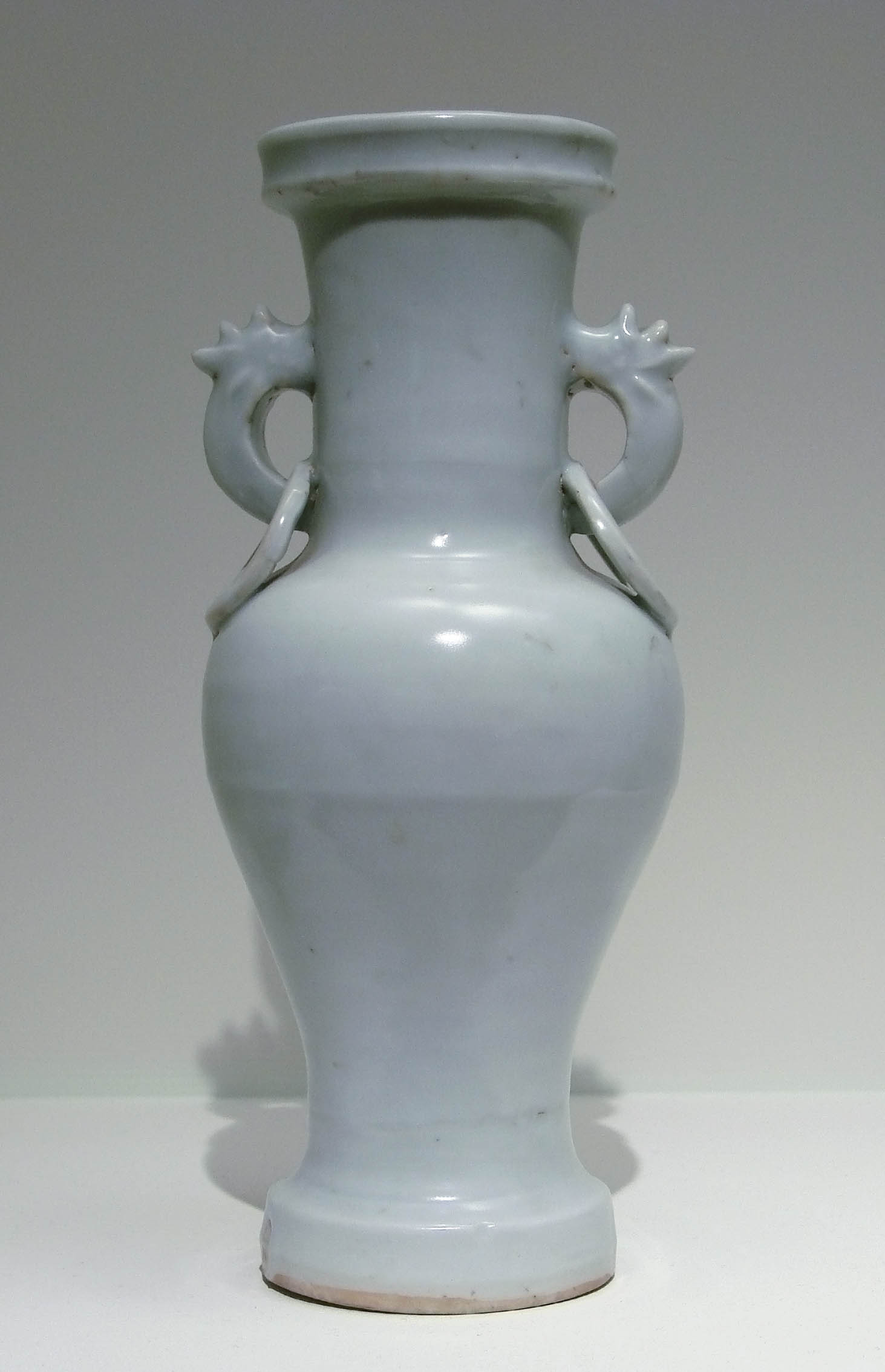
Porcellana qingbai della dinastia dei Song (Museo Guimet)

Si designano sotto il nome di porcellana qingbai («bianco bluastro»; cinese: 青白; pinyin: qīngbái) o yingqing («ombra verde»; cinese: 影青; pinyin: yǐngqīng) le porcellane di un bianco tinto di blu pallido che erano fabbricate nel Sud della Cina. Sono molto fini e molto resistenti; sono ornate frequentemente da piccoli decori incisi, poi modellati, come ghirlande di fiori od onde. Il bordo delle coppe può essere nudo o cerchiato di metallo.
Allorquando, su un corpo bianco e fine, la coperta aveva un contenuto in ferro poco elevato (meno dell'1 %), i Cinesi definivano questi pezzi, che presentavano un aspetto molto vetrificato, come «quasi giada».

#### Ceramicacizhou
Le ceramiche cizhou (cinese: 慈州; pinyin: cízhōu) sono una varietà di grès, di colore frequentemente grigio o camoscio, con decoro dipinto, inciso o scolpito su un ingobbio; il decoro, generalmente bruno scuro, poteva essere ottenuto in diversi modi: una delle tecniche consisteva nel ricoprire il vaso di un ingobbio bianco, e nell'incidere il decoro in modo da mettere a nudo il corpo dell'oggetto; questo era allora rivestito di una coperta, lasciando apparire il contrasto tra il corpo bruno dell'oggetto e l'ingobbio bianco.
Si poteva anche utilizzare lo stesso procedimento, ricoprendo innanzitutto l'oggetto di un ingobbio bruno, poi di un ingobbio bianco, poi ancora incidendo l'ingobbio bianco. L'inverso era ugualmente possibile, incidendo un ingobbio bruno posato su un ingobbio bianco.

### Ceramiche Yuan

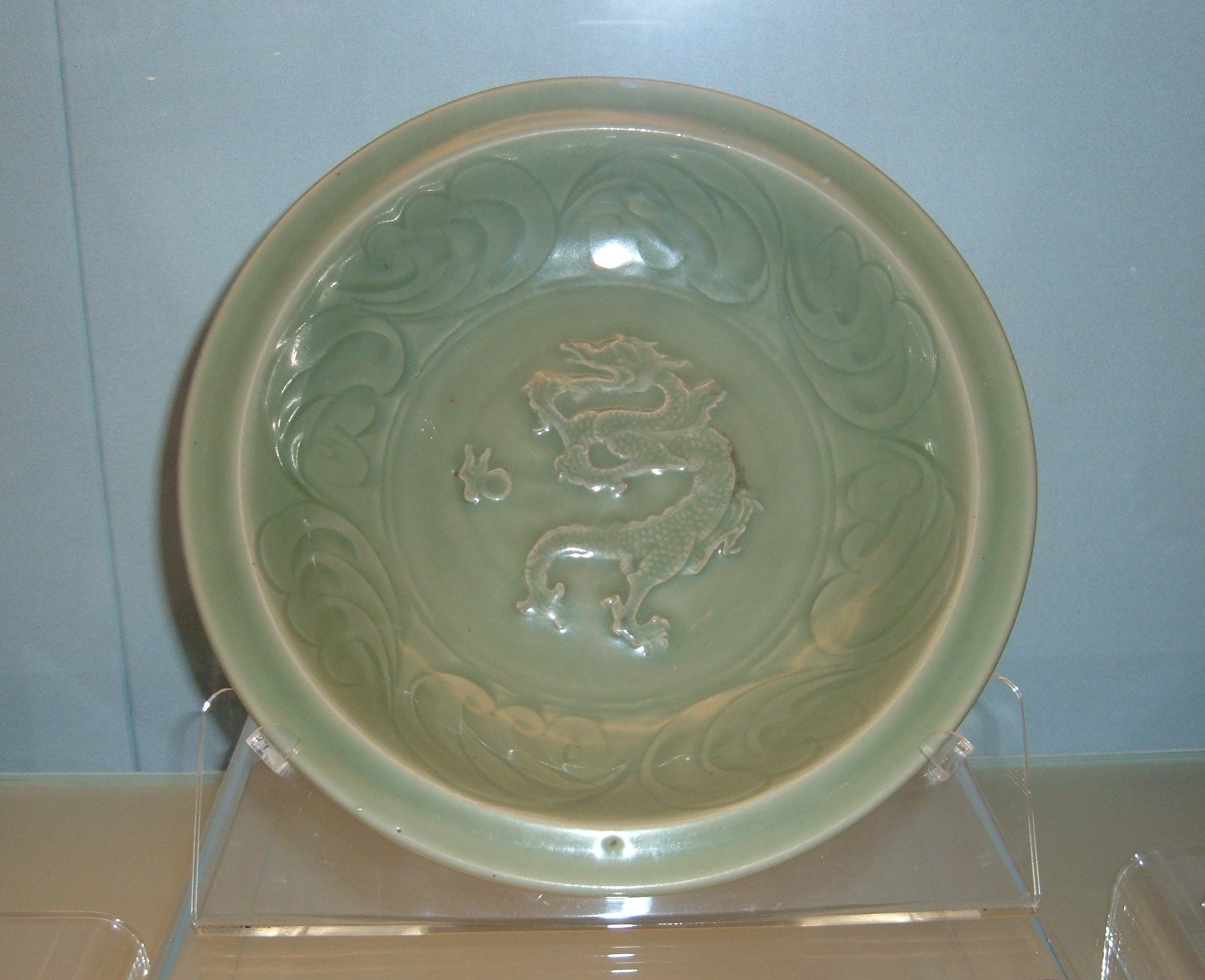
Celadon longquan di epoca Yuan

La dinastia mongola degli Yuan, erede di Gengis Khan, regnò sulla Cina dal 1271 al 1368. Malgrado la sorte estremamente dura che riservò alle popolazioni cinesi, essa seppe incoraggiare una certa fioritura artistica, e promuovere gli scambi economici e gli scambi di idee, in mezzo a una corte cosmopolita. È d'altronde in quest'epoca che Marco Polo passò numerosi anni alla corte di Kublai Khan.

#### Celadon Yuan
Gli Yuan produssero un gran numero di pezzi di celadon: i celadon yaozhou presentano nuovi motivi spesso presi a prestito dalla natura, come i cervi, i pesci, i rinoceronti; le incisioni si semplificano, e i celadon yaozhou diventano un articolo popolare.

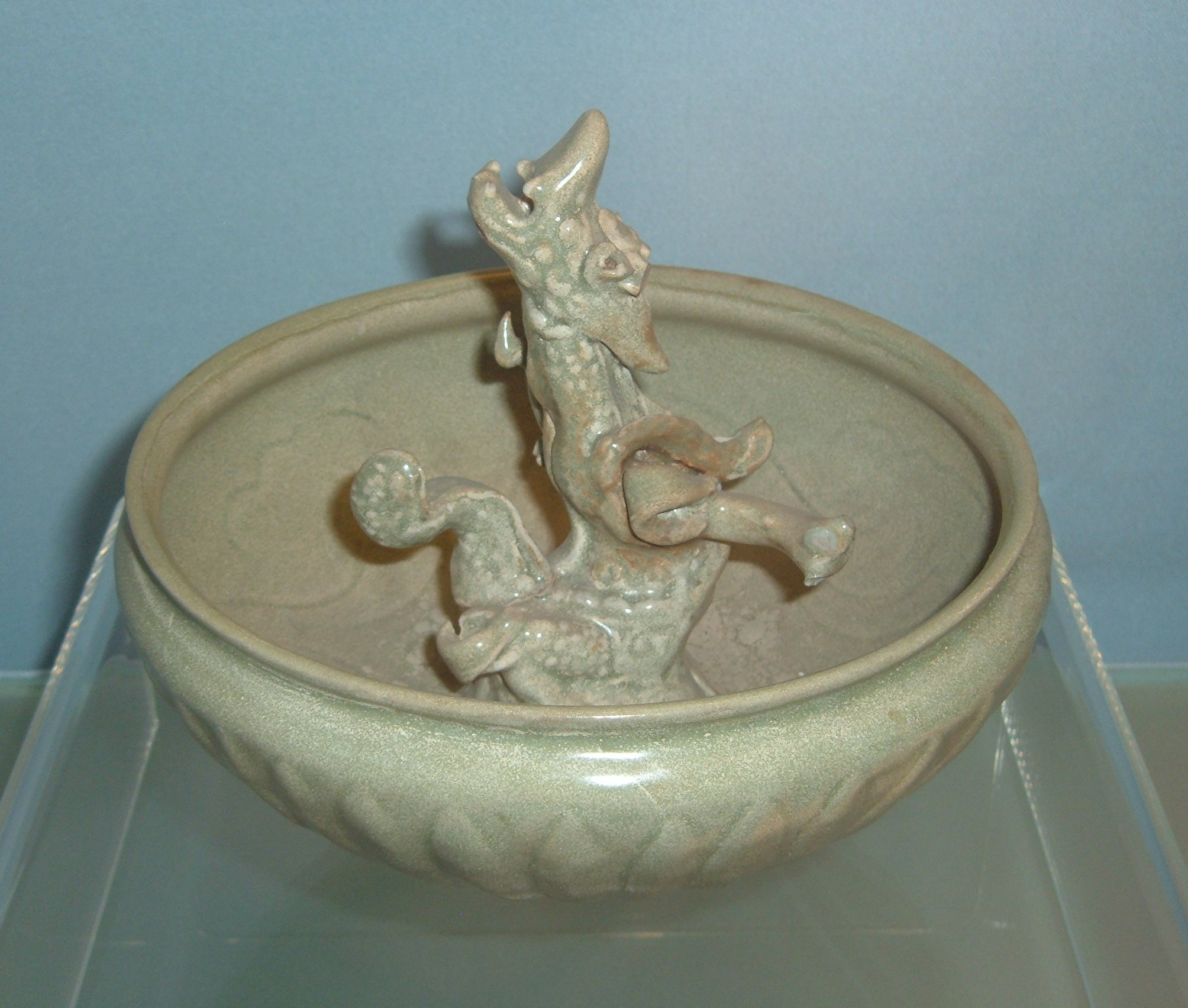
Celadon Yuan longquan, con un motivo applicato che rappresenta un drago

I celadon longquan, di un colore spesso più chiaro, continuano a essere prodotti come al tempo dei Song; i laboratori si moltiplicano, e se ne contano fino a trecento lungo il fiume Ou. I celadon longquan raggiungono sotto gli Yuan grandi dimensioni, poiché certi piatti raggiungono 70 centimetri di diametro. La produzione di celadon longquan al tempo degli Yuan si caratterizza per la nuova tecnica di utilizzazione di motivi modellati, che si applicano sul pezzo: draghi, frutti, pesci fanno parte dei motivi più frequenti.
È sotto la dinastia degli Yuan che i celadon fecero la conquista di numerosi altri paesi: si esportarono verso l'India, e soprattutto, verso l'Impero ottomano, poiché Istanbul ospita attualmente, nel palazzo di Topkapı, la maggior parte dei celadon di epoca Yuan.
Oltre ai celadon, gli Yuan continuarono anche a produrre ceramiche jun e qingbai.

#### Porcellane Yuan «blu e bianche»
Ma soprattutto, si vedono apparire vasi «blu e bianchi» il cui decoro è realizzato con un blu cobalto importato dall'ovest dell'Impero mongolo, in Medio Oriente. I forni sono per la maggior parte situati a Jingdezhen, la cui posizione in prossimità delle porte del sud permetteva la commercializzazione su grande scala verso il mondo intero. La fantasia dei decori contrasta allora con lo stile depurato delle ceramiche Song. Sotto l'influenza della pittura Yuan, ricchi decori appaiono dunque su questi vasi, che si ispirano alla natura, con fiori di tutti i generi e animali reali o mitici, come draghi e fenici. Questi decori avranno un successo mondiale e duraturo. Assai spesso, questi vasi «blu e bianchi» prenderanno forme ottagonali, sia a livello del corpo dello stesso vaso, sia a livello del suo coperchio o della sua base, che non si ritrova nella produzione delle dinastie precedenti o superiori.
Sotto la dinastia Yuan, i forni di Jingdezhen migliorano la qualità tecnica della loro produzione, mentre si allontanano dallo stile classico dei Song per interessarsi all'arte araba, e concepire pezzi «blu e bianchi» dal decoro esuberante. Queste evoluzioni contribuirono a stabilire Jingdezhen come il grande centro di produzione della porcellana per i secoli seguenti.

### Ceramiche Ming
Sotto i Ming (1368 - 1644), sono conosciute le ceramiche «bianco di Cina», il vasellame di terra naturalmente rossastra di Yixing nello Jiangsu, volutamente non verniciato, e i pezzi dipinti di colori brillanti di Fahua nello Shanxi. I pezzi in «blu e bianco» delle ere Yongle, Xuande e Chenghua della dinastia Ming sono particolarmente rinomati.

#### Porcellane Ming «blu e bianche»

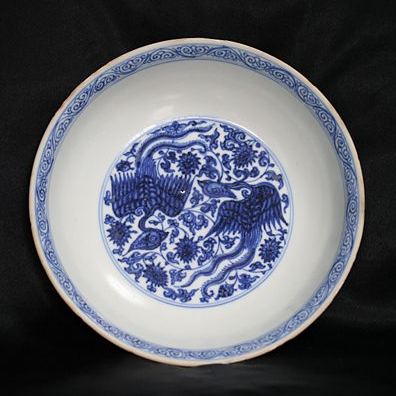
Porcellana Ming

Si ritiene generalmente che la dinastia dei Ming sia stata l'età d'oro della porcellana «blu e bianca».
Fino alla dinastia dei Ming, e a partire dai Tang, il colore blu delle ceramiche proveniva dal cobalto importato esclusivamente dal Medio Oriente. Ma, all'inizio della dinastia dei Ming, si scoprì del cobalto in Cina; era un po' diverso dal cobalto persiano, perché il cobalto cinese contiene un po' di manganese, e dà di conseguenza un blu un po' meno puro. Perciò i vasai cinesi mescolavano il cobalto cinese con cobalto importato. La proporzione esatta di cobalto di origine cinese ha permesso di datare in modo abbastanza preciso i pezzi di epoca Ming. I più bei pezzi datano al regno degli imperatori Yongle (1403 - 1424), Xuande (1426 - 1435), Chenghua (1465 - 1487) e Zhengde (1506 - 1521). L'imperatore Xuande, in particolare, si interessò personalmente della ceramica e, a Jingdezhen, una sessantina di forni erano in azione per la Corte.
Verso la fine della dinastia, la produzione di porcellana «blu e bianca» si intensificò, in seguito all'espansione dell'esportazione: si ritrovano porcellane Ming «blu e bianche» in Iran, a Istanbul, in Indonesia, in Giappone e in Europa.

#### «Bianco di Cina»

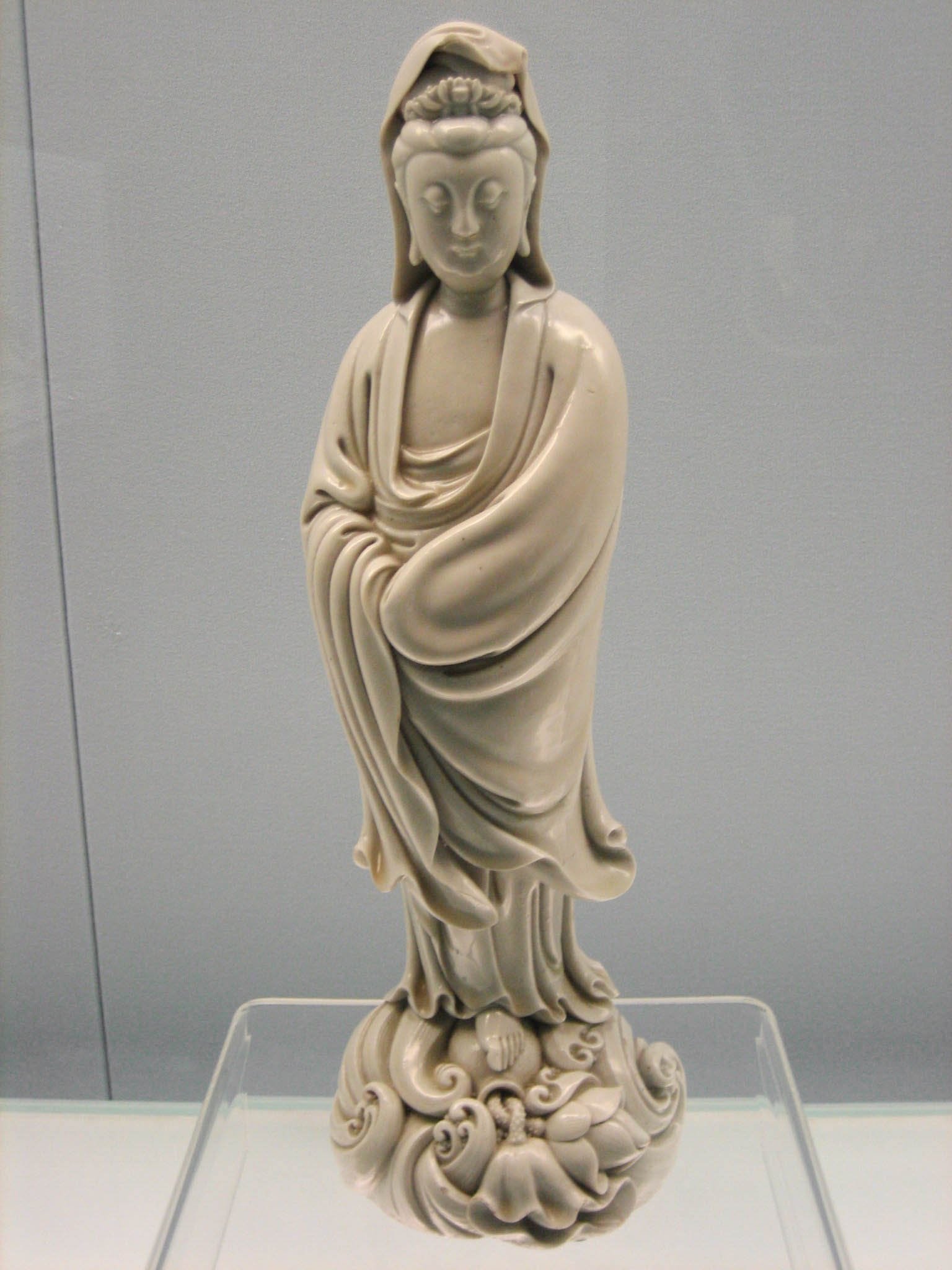
Statua di Guan Yin, «bianco di Cina» di epoca Ming

La produzione di «bianco di Cina» di epoca Ming ha due origini: viene innanzitutto da Jingdezhen, il grande centro di produzione a parte dall'epoca degli Yuan, da dove escono pezzi dalla coperta untuosa, con talvolta un «decoro segreto» (anhua), che è visibile solo per trasparenza.
Ma altri «bianchi di Cina» escono dai laboratori del Fujian, nel sud, e provengono dai forni di Dehua: il loro stile è più pesante, e la coperta più impastata. Ma una questione si pone sulle produzioni dei forni di Dehua, che è quella della loro datazione: in effetti, non è sempre possibile avere la prova che questi pezzi datino proprio dall'epoca Ming, perché la produzione simile al «bianco di Cina» a Dehua è durata fino al XVIII secolo, durante la dinastia Qing.
Il suo aspetto molto untuoso è legato all'utilizzazione di un'argilla particolare, bianca, pura, a debole tenore alcalino, chiamata «bianco latte» o «bianco del gran maiale»: questa argilla si vetrifica a 1 200 °C, dando pezzi con la pasta leggermente molle.
La tecnica dell'anhua consiste nell'incidere un motivo sulla superficie di un pezzo di porcellana e nel ricoprirla in seguito di cera. Si applica una vetrina trasparente su tutto il pezzo, che si fa poi cuocere a una temperatura di 1 350 °C per vetrificare il rivestimento. Il calore fa fondere la cera che rivela il decoro segreto non protetto dal rivestimento. La parte incisa può allora essere ricoperta di smalto che si ricuoce a una temperatura più bassa per vetrificarlo senza rovinarlo. Questa tecnica è un'innovazione che risale alla metà del XV secolo.

### Ceramiche Qing

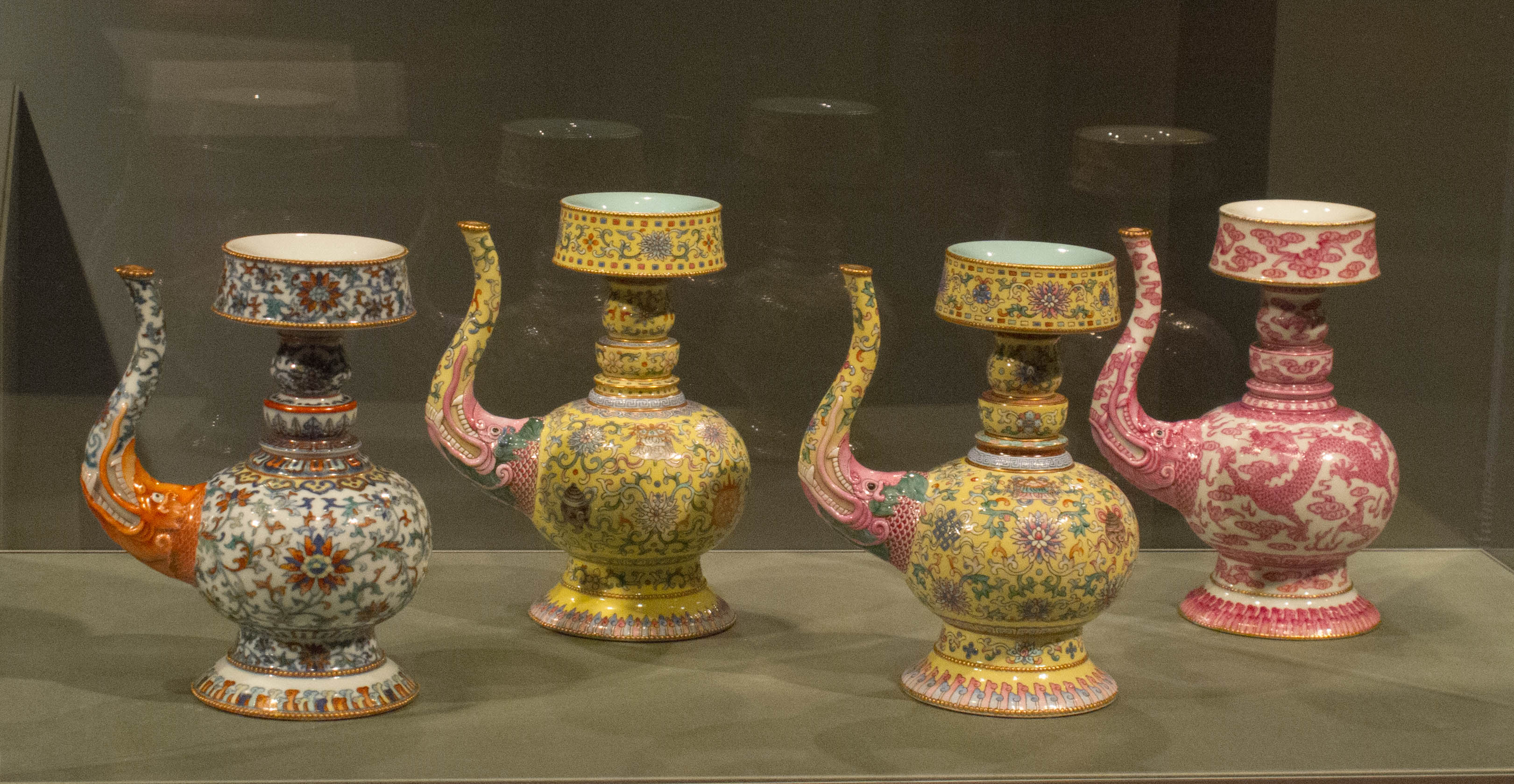
Quattro acquamanili per abluzione in stile tibetano. Porcellana con decoro con fondo e coperta policromi. H. 19,7 D. 15 cm. Jingdezhen, (doucai). Qianlong (1736-1795). A A M, San Francisco.

Sotto la dinastia dei Qing, di origine manciù, e che regnò sulla Cina dal 1644 al 1911, le tecniche e i decori si fecero sempre più elaborati, incoraggiati dai grandi imperatori che furono Kangxi, Yongzheng e Qianlong. Quest'ultimo era forse il più esigente, non esitando a definire i motivi che desiderava, o a rimproverare ogni abbassamento di qualità. La produzione aumentò considerevolmente, raggiungendo il numero di 10 000 pezzi prodotti ogni anno per la Corte imperiale. La varietà dei diversi stili di ceramiche divenne considerevole: doucai («colori legati»), susancai («tre colori uniti»), wucai («cinque colori», conosciuti come la «famiglia verde»), ruancai (colori dolci), comprendente il falangcai (colori smaltati), il fencai («colori polverosi»), lo yangcai («colori occidentali», conosciuti sotto il nome di «famiglia rosa»), e anche le vetrine monocrome: «sangue di bue», giallo imperiale, «rosso occidentale» (yanghong)… In più, si continuarono a fabbricare certe produzioni delle epoche anteriori, in particolare Song e Ming: guan, ge, «blu e bianco».
La dinastia Qing vide anche l'esportazione in direzione dell'Europa svilupparsi considerevolmente. Fu all'inizio l'imperatore Kangxi che lanciò la pratica dei regali di oggetti di porcellana offerti ai sovrani stranieri. Poi l'esportazione si sviluppò, provocando l'apparizione di forme e di motivi destinati a rispondere alla domanda straniera, come la porcellana di Canton (a partire dal XVII secolo), fatta di pezzi dai colori variegati dipinti nel porto del Sud della Cina su porcellane fabbricate a Jingdezhen.

#### Porcellana Qing «blu e bianca»

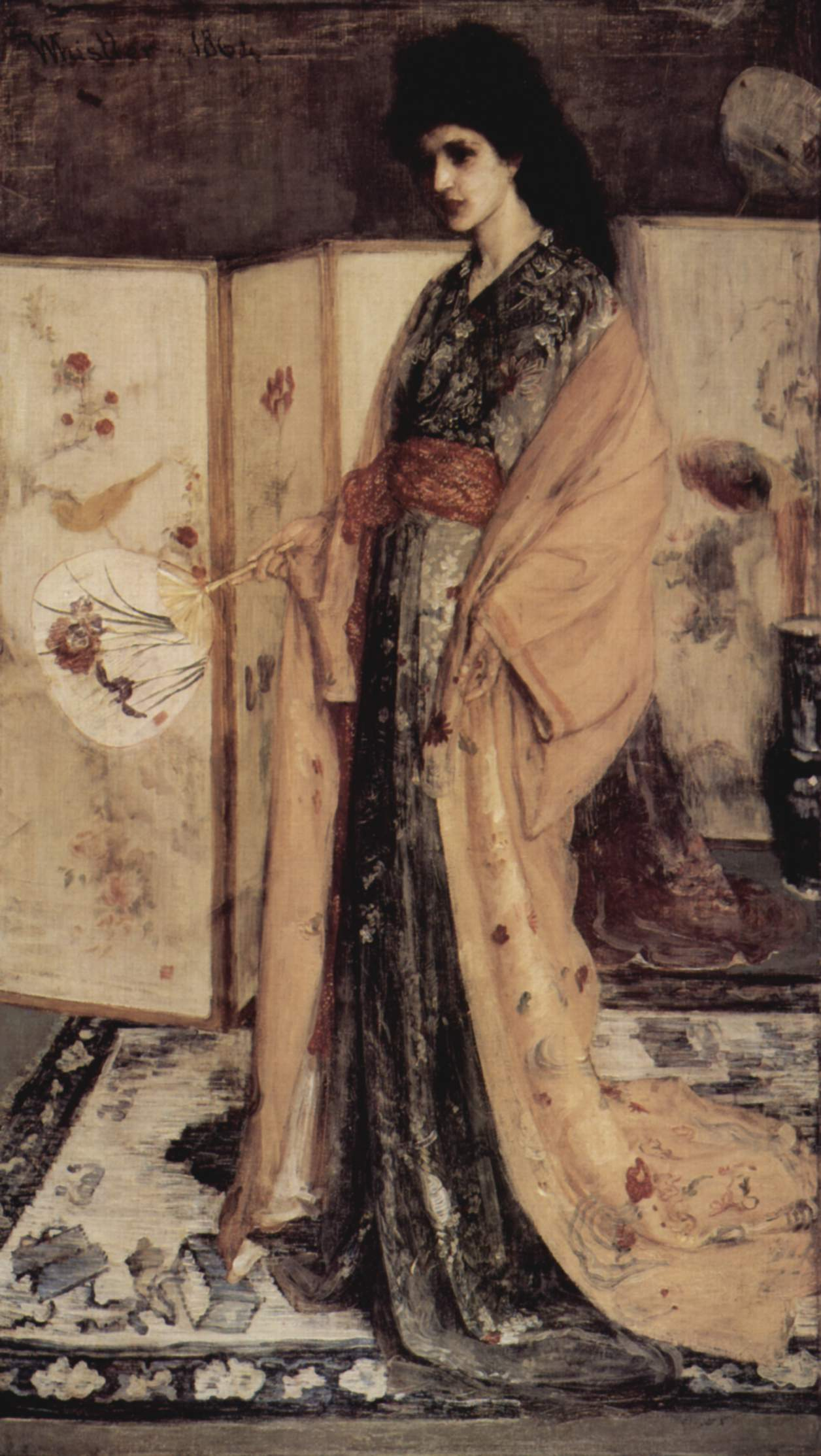
La Principessa del paese della porcellana, di Whistler

All'epoca dell'imperatore Kangxi (1661 - 1722), all'inizio della dinastia dei Qing, il blu del cobalto fu raffinato sempre meglio per eliminarne le impurità costituite dal manganese; esso raggiunse quindi il culmine della sua qualità, che si è definita come «blu zaffiro», di una perfetta limpidezza. Il ricorso a diverse sfumature di blu rafforzò ancora la delicatezza di questi pezzi. Le forme furono molteplici: vasi di porcellana, insiemi di cinque pezzi (in generale tre vasi e due coni), scodelle, vassoi riccamente decorati, piatti, teiere e tazze, «vasi a coppa», lunghi e slanciati. Si producono anche accessori per letterati, come portapennelli. I vasi di questa epoca portavano decori variegati: motivi floreali, come pure scene tratte da romanzi celebri, paesaggi famosi, uccelli su rami fioriti, decori con fiori di biancospino. Questi decori dei pezzi «blu e bianchi» di epoca Kangxi saranno ripresi dal pittore Whistler nel suo celebre quadro La Principessa del paese della porcellana. Si ritrovano peraltro altri temi classici, quali gli Otto Simboli buddhisti, o il tema della longevità che mette in scena gru e pini (songhechangchun: «gru e pino per la primavera», o ancora, helutongchun: «gru e cervo uniti per la primavera»).
Sotto il regno di Yongzheng, la produzione «blu e bianca» cercò di ritrovare lo stile Ming, ma la copia non era perfettamente fedele; il blu cercava di imitare quello, meno limpido del «blu zaffiro», dei pezzi dell'epoca Xuande, punteggiandolo di nero.

#### «Famiglia rosa» (yangcai)

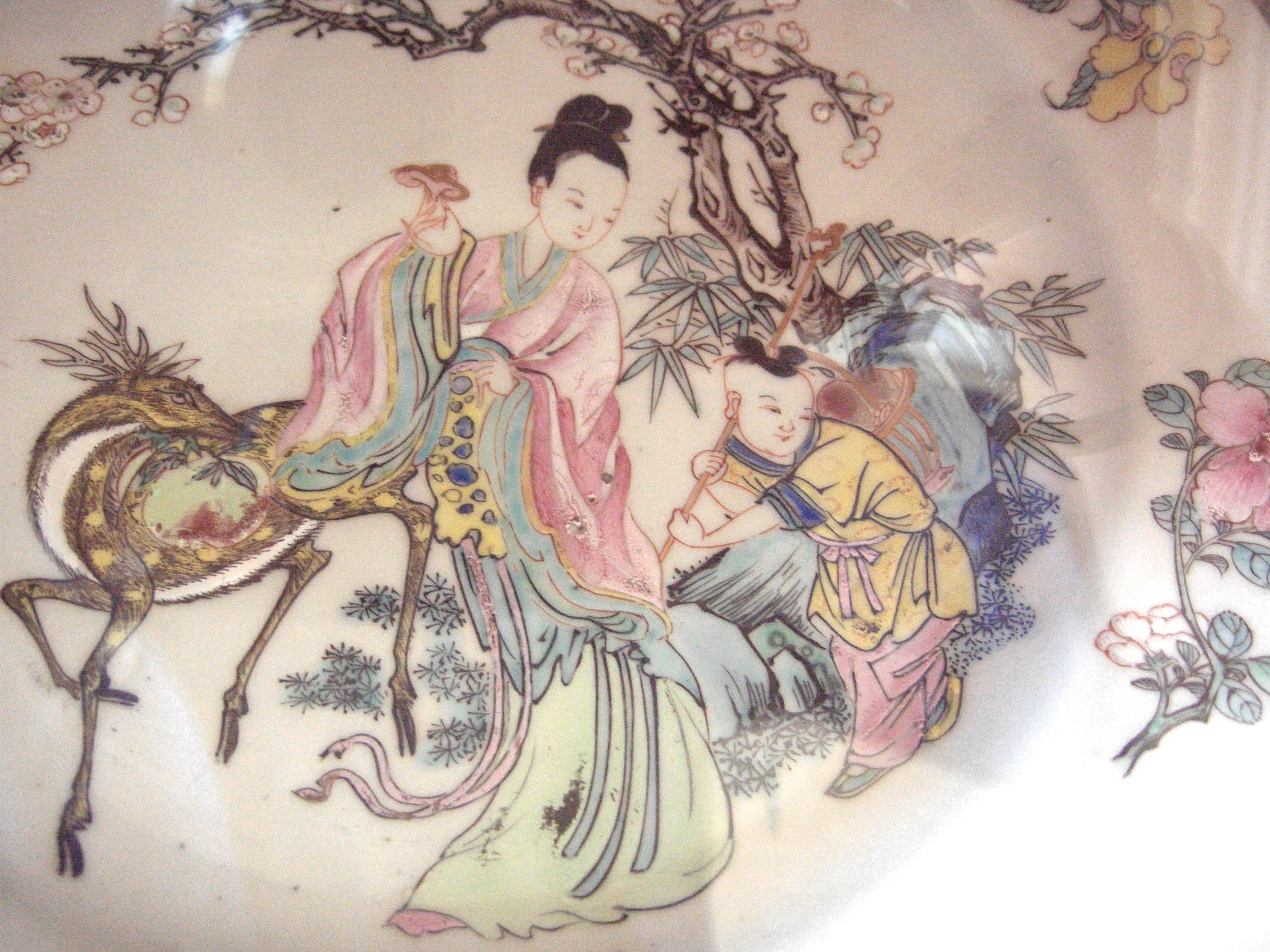
Xi Wang Mu, divinità taoista che figura su un piatto di porcellana della «famiglia rosa», di epoca Yongzheng (Dinastia dei Qing)

È sotto il regno dell'imperatore Yongzheng (1723 - 1735) che cominciò la moda dei «gusci d'uovo», porcellane estremamente fini eppure molto dure, decorate con smalti della «famiglia rosa».
Ma il termine di «famiglia rosa» è stato creato nel XIX secolo da Albert Jacquemart, e non corrisponde a un unico termine cinese: le espressioni utilizzare dai Cinesi per descrivere queste porcellane sono fencai («colori polverosi») o ancora yangcai («colori stranieri»; cinese: 洋彩; pinyin: yángcǎi): infatti, lo smalto rosa utilizzato era un precipitato d'oro scoperto da Andreas Cassius, di Leida, verso il 1670, e introdotto in Cina intorno al 1720. Si troverà anche il termine più generale di falangcai («colori di smalto»), o, più tardi, di ruancai («colori dolci»).

#### «Famiglia verde» (yingcai)

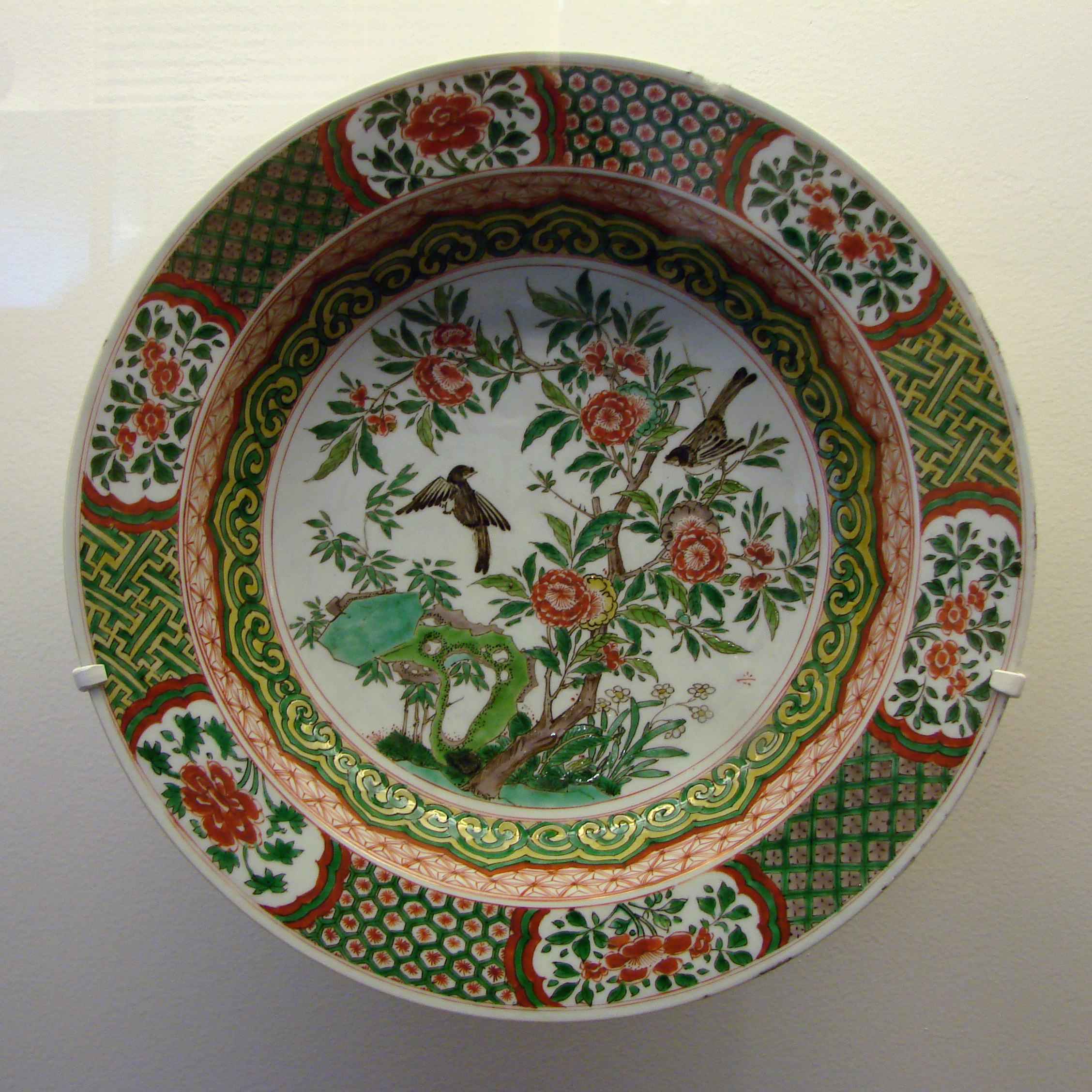
Porcellana della «famiglia verde», di epoca Kangxi (Dinastia dei Qing)

I Ming avevano già lanciato la produzione di porcellane dotate di numerosi colori, e in particolare i wucai («cinque colori»); a partire da questa avanzata, si vide apparire sotto il regno di Kangxi, all'inizio della dinastia dei Qing, un nuovo tipo di porcellana policroma, la «famiglia verde» (cinese: 硬彩; pinyin: yìngcǎi, «colori vivi»).
La «famiglia verde», secondo il nome che le ha dato Albert Jacquemart nel XIX secolo, si distingue in particolare dai wucai dell'epoca Ming per la scomparsa del blu turchese, e l'apparizione di uno smalto blu vicino alla lavanda. Si trova anche il rosso estratto dal ferro, il viola estratto dal manganese, il giallo estratto dal titanio, e una ricchissima gamma di verdi, comprendenti fino a otto sfumature diverse.

#### Produzione della Compagnia delle Indie orientali

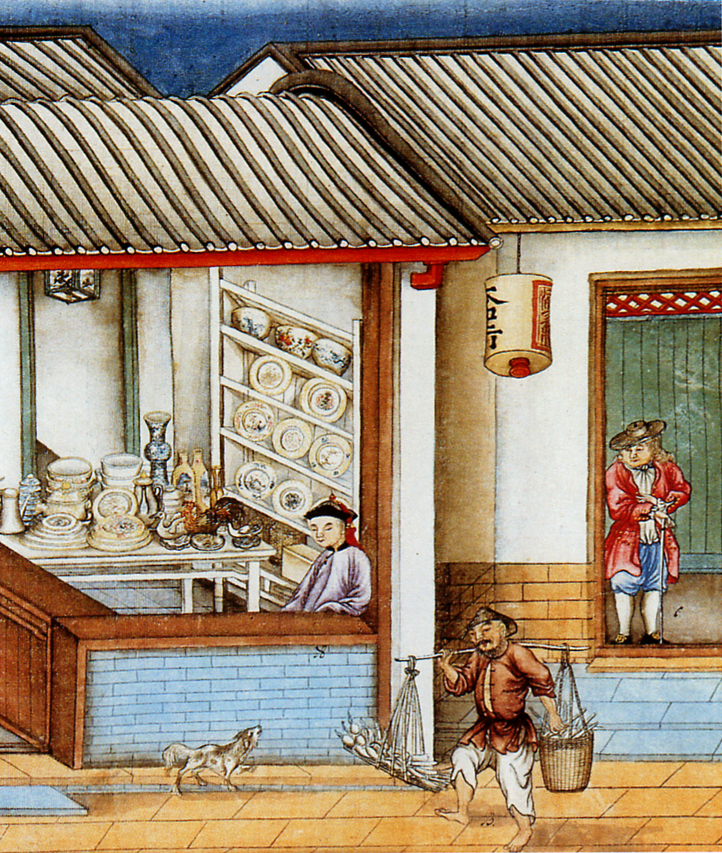
Compagnia delle Indie orientali: negozio di venditore di porcellana a Canton

Si conoscono sotto questo nome le porcellane eseguite in Cina per soddisfare le ordinazioni degli Europei. Il ruolo della Compagnia delle Indie orientali non era di produrre queste ceramiche, ma solo di avviarle dalla Cina in Europa.
Gli Europei apprezzarono queste ceramiche, interessandosi innanzitutto alle porcellane «blu e bianche»; poi l'interesse si diresse sui pezzi delle famiglie rosa e verde, caratteristiche dei regni di Yongzheng e di Qianlong, alla fine del XVII secolo e all'inizio del XVIII secolo. Infine, numerosi pezzi furono fabbricati a Jingdezhen «in bianco» o solo parzialmente decorati, per essere terminati a Canton, ornati di soggetti che potevano essere totalmente europei: personaggi occidentali in costumi del XVIII secolo, iscrizioni in alfabeto latino, armature.
Gli oggetti più richiesti erano il vasellame, nonché oggetti da toletta come bacinelle del barbiere, brocche, sputacchiere, o ancora oggetti vari come candelieri o applique.
Ogni paese d'Europa inviava in Cina modelli per farli riprodurre dall'industria ceramica locale: boccali da birra, vasi da farmacia, coppe a Delft, Moustiers, ecc..

### Influenza della ceramica cinese nel mondo

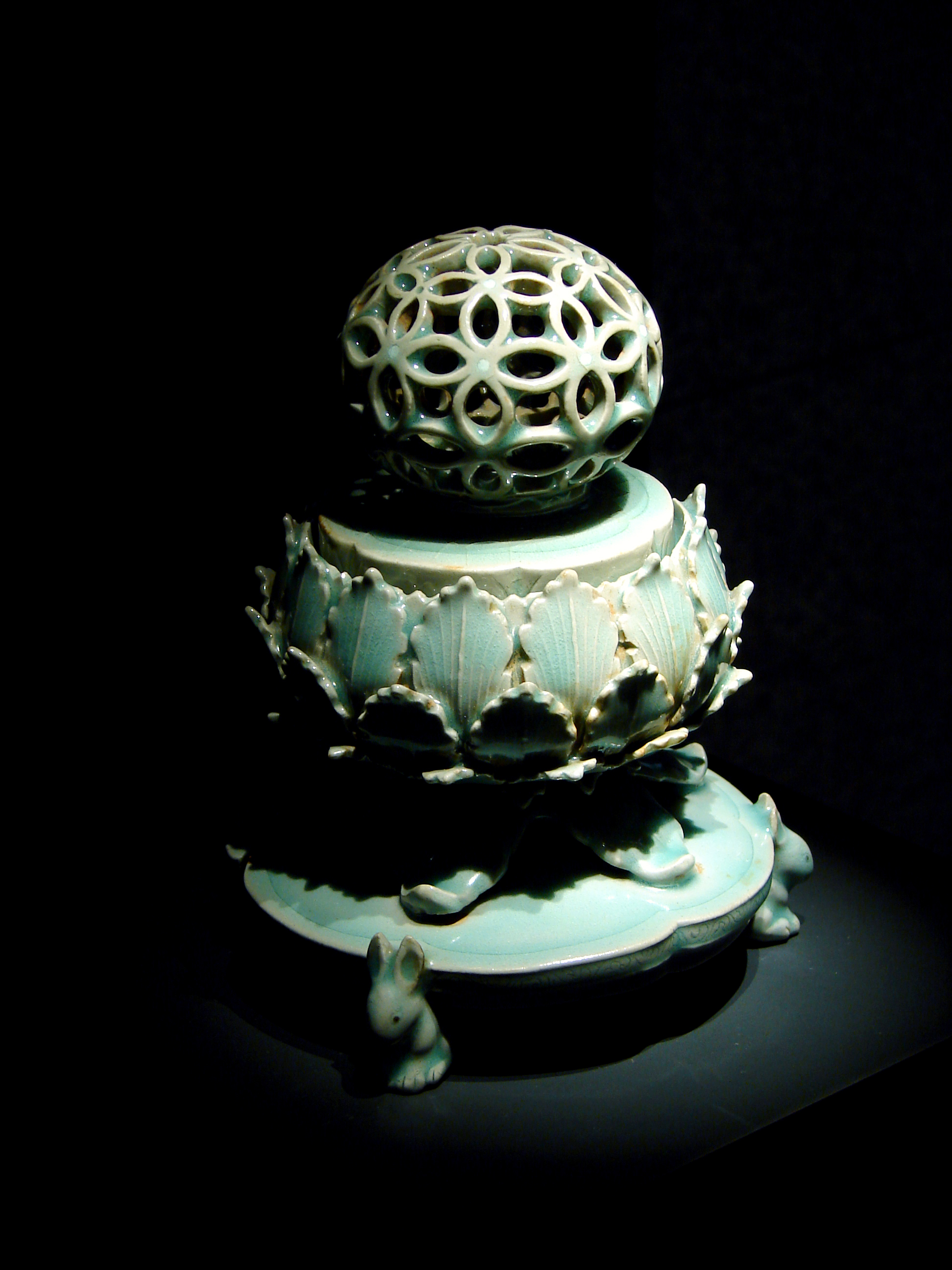
Incensiere coreano in celadon, della dinastia Goryeo (dal X al XIV secolo)

In Corea, l'influenza della ceramica cinese si fece sentire molto presto, fin dall'occupazione di una parte del paese da parte della Cina dal 108 a.C. al 313 d.C. È in questo momento che apparvero i primi forni, forse al più tardi verso il III secolo d.C.. L'arte della ceramica in Corea conobbe uno sviluppo rapido, e produsse pezzi di celadon raffinati. La porcellana coreana bianca conobbe una grande popolarità nel XV secolo, ed era spesso decorata con rame. Verso la metà del periodo Joseon, verso la fine del XVII secolo i vasai coreani produssero ceramiche «blu e bianca», facendo ricorso all'ossido di cobalto.

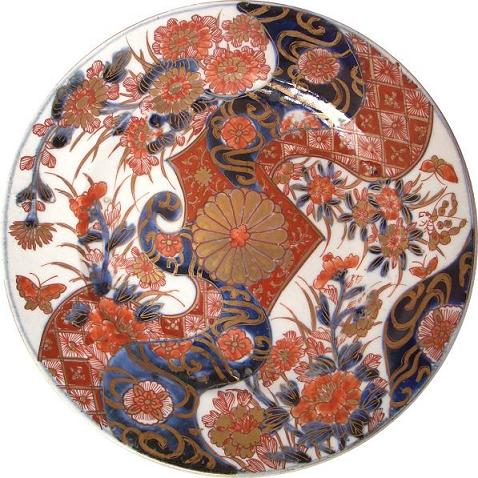
Porcellana di Imari. Arita, XVIII secolo

In Giappone, paese vicino della Cina e completamente impregnato all'inizio della sua storia di cultura cinese, il primo contatto con la ceramica cinese si ebbe abbastanza presto: è infatti fin dal periodo Nara, nell'VIII secolo, che fu tentata la prima assimilazione della ceramica cinese. La Corte giapponese conosceva eleganti vasi sancai («tre colori»), caratteristici della dinastia dei Tang. La bellezza di queste ceramiche ne faceva oggetti rituali, come mostra uno di questi pezzi conservati nello Shōsō-in. I «tre colori» Tang fecero più che influenzare la ceramica giapponese: essi portarono in Giappone la rivelazione del colore. Ma, forse a causa dell'importanza data agli oggetti laccati, il Giappone non conobbe un vero sviluppo della ceramica prima della fine del XVI secolo.
A partire dal 1616 si sviluppò una produzione autoctona di porcellana, ispirata alla produzione cinese, per il tramite dei vasai coreani condotti a forza dal loro paese dopo l'invasione della Corea da parte del Giappone alla fine del XVI secolo. In più, l'invasione della Cina da parte dei Manciù si tradusse, a partire dal 1640 e durante vari decenni, in un afflusso di vasai cinesi verso la regione di Arita, in Giappone, il che contribuì al miglioramento delle tecniche. La produzione di porcellana giapponese più conosciuta è la porcellana di Imari, prodotta ad Arita, e peraltro largamente esportata verso l'Europa.
In Europa infine, vi fu la scoperta della porcellana cinese da parte degli Italiani nel XV secolo, poi lo studio che fece nel XVII secolo il padre gesuita François Xavier d'Entrecolles della tecnica messa a punto a Jingdezhen, che furono all'origine delle produzioni di porcellana in Europa.
Fin dal 1712, Padre d'Entrecolles aveva riportato i primi campioni di caolino, ma fu solo verso il 1765 che si scoprì in Francia un giacimento di caolino a Saint-Yrieix-la-Perche, a sud di Limoges, e che si poté quindi produrre porcellana in Francia, forse intorno al 1769.

## Falsi e riproduzioni

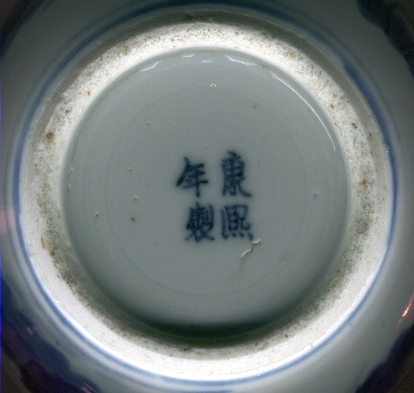
Porcellana della fine del XIX secolo che porta il marchio dell'imperatore Kangxi, che regnò alla fine del XVII secolo e a tutto l'inizio del XVIII secolo

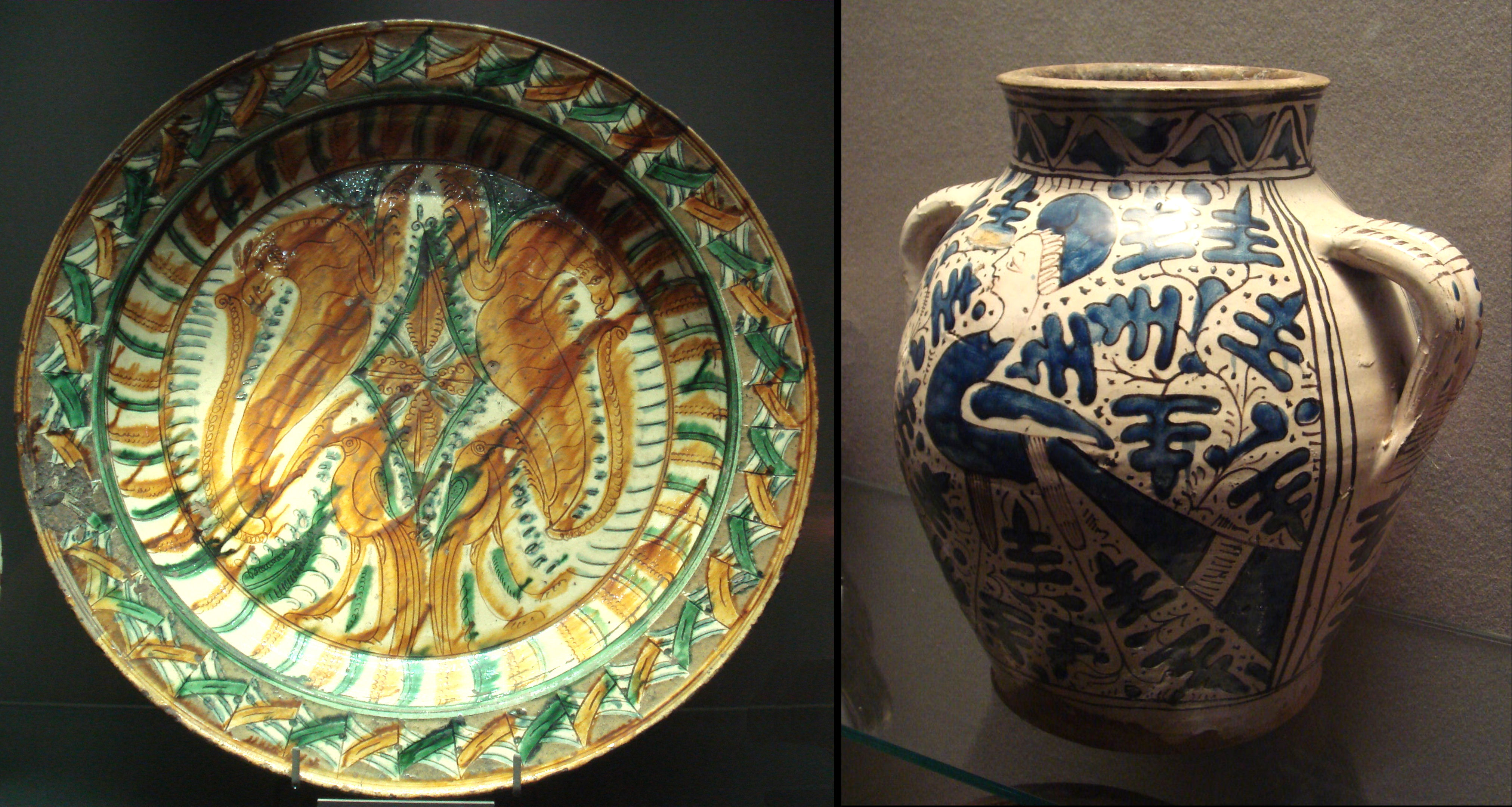
Vasellame italiano della metà del XV secolo, che mostra una forte influenza delle ceramiche cinesi. Vassoio «tre colori» (sancai) a sinistra, e vaso «blu e bianco» Ming, prodotto in Italia del nord nella metà del XV secolo Museo del Louvre.

I vasai cinesi hanno una lunga tradizione, spesso incoraggiata dalla stessa Corte imperiale, di riprodurre le tecniche e gli stili delle dinastie precedenti. Questo può complicare l'identificazione precisa dell'origine di un pezzo e la sua datazione, ma non può in alcun caso essere considerato come fabbricazione di falsi, né come una riproduzione. Ciononostante, falsi e riproduzioni hanno costellato la storia della ceramica cinese, e continuano attualmente a essere prodotti in numero sempre crescente.
- Riproduzioni dei celadon longquan della dinastia dei Song furono eseguite a Jingdezhen all'inizio del XVIII secolo, ma falsi caratterizzati sono stati fatti ugualmente mescolando una polvere di pietra gialla nella coperta, e in seguito invecchiando artificialmente i pezzi ottenuti facendoli bollire in un brodo grasso, poi depositandoli in magazzino per un buon mese in una fogna più sporca possibile. Padre d'Entrecolles[N 20] registra che, mediante questi procedimenti, queste ceramiche potevano essere vendute sostenendo che risalissero a tre o quattro secoli prima[70].
- Le statuette funerarie Tang sono state abbondantemente copiate in epoca moderna, da quasi un secolo. Perfino uno dei criteri di autenticità più significativi, che è la leggera iridescenza che appare abbastanza frequentemente sotto la luce radente alla superficie del pezzo, è stata talvolta imitata da abili falsari di Hong-Kong[71].
- Le stesse porcellane della Compagnia delle Indie sono state oggetto di falsi nel XX secolo, raramente d'altronde di fabbricazione cinese, ma provenienti dalla Francia, dai Paesi Bassi o ancora dall'Ungheria. Questi falsi sono spesso riproduzioni di buona qualità, eseguite senza intenzione di inganno, ma delle quali sono stati fusi i marchi di identificazione. Questi pezzi sono ciononostante di una qualità sensibilmente inferiore agli originali, il che permette di identificarli[72].
- Alla fine del XIX secolo, sono state prodotte false porcellane della «famiglia nera», in modo sufficientemente convincente da ingannare gli esperti di allora. Tali pezzi si possono ancora vedere oggi nei musei. Certi esperti di oggigiorno sostengono che la porcellana di smalti della famiglia nera non fu affatto prodotta durante il regno di Kangxi, ma ciò è contestato[73].
- Durante gli ultimi anni del XIX secolo, le porcellane «blu e bianche» del periodo Kangxi (dal 1662 al 1722) furono oggetto di una considerevole infatuazione in Europa, il che non mancò di generare a Jingdezhen la produzione di grandi quantità di porcellane che assomigliavano a quelle dei periodi precedenti. In senso stretto, non si può ciononostante in questo caso definire queste produzioni come falsi, né veramente come riproduzioni convincenti, anche se alcune portano i quattro sinogrammi del marchio dell'imperatore Kangxi, il che continua a creare una certa confusione ancora oggigiorno. Del resto, i veri pezzi di epoca Kangxi giustamente portano raramente questi sinogrammi: essi si autenticano piuttosto in base ai sigilli, alle stampigliature, ai marchi simbolici o agli emblemi che portano (fungo sacro, svastica, «gli otto oggetti preziosi» buddhisti, ecc.)[74].

## Datazione e autenticazione
La data di fabbricazione di un oggetto in ceramica può essere determinata per termoluminescenza. Questa permette di sfruttare la proprietà che hanno un certo numero di cristalli, come il quarzo e il feldspato, di accumulare nel corso del tempo, sotto forma di energia a livello atomico, l'irradiazione naturale e cosmica del luogo dove si trovano. Quando in seguito sono sottoposti a una fortissima temperatura, essi restituiscono l'energia accumulata sotto forma di luce (fotoni).
Il carbonio-14 è, in quanto tale, utilizzato per la datazione dei siti archeologici molto antichi; la datazione mediante il carbonio-14 è infatti un metodo di datazione radiometrica basato sulla misura dell'attività radiologica del carbonio-14 (14C) contenuto in materia organica di cui si desidera conoscere l'età assoluta, cioè il tempo trascorso dopo la sua morte. È dunque un metodo in linea di principio inappropriato per la datazione delle ceramiche, poiché esse non sono composte di materia organica; in compenso, il carbonio-14 permette une datazione affidabile di siti molto antichi dove si trovano alcuni elementi organici, il che ha permesso per esempio di datare in modo preciso le ceramiche dei siti di Peiligang o di Yangshao.
Oltre a questi metodi propriamente scientifici, efficaci ma costosi, esistono altri mezzi per identificare e per datare i diversi pezzi, quali l'aspetto della parte sottostante della ceramica (segno dei pernetti, se non addirittura della sabbia), la conoscenza dei diversi marchi, sinogrammi e simboli che ci si può attendere su ogni tipo di pezzo, o ancora la conoscenza del sistema di «date cicliche» (Ganzhi), ecc. Ma là si rientra rapidamente nel campo della competenza professionale propriamente detta.

## Galleria d'immagini

### Da Yangshao ai Qin (dal 4000 al 221 a.C. circa)

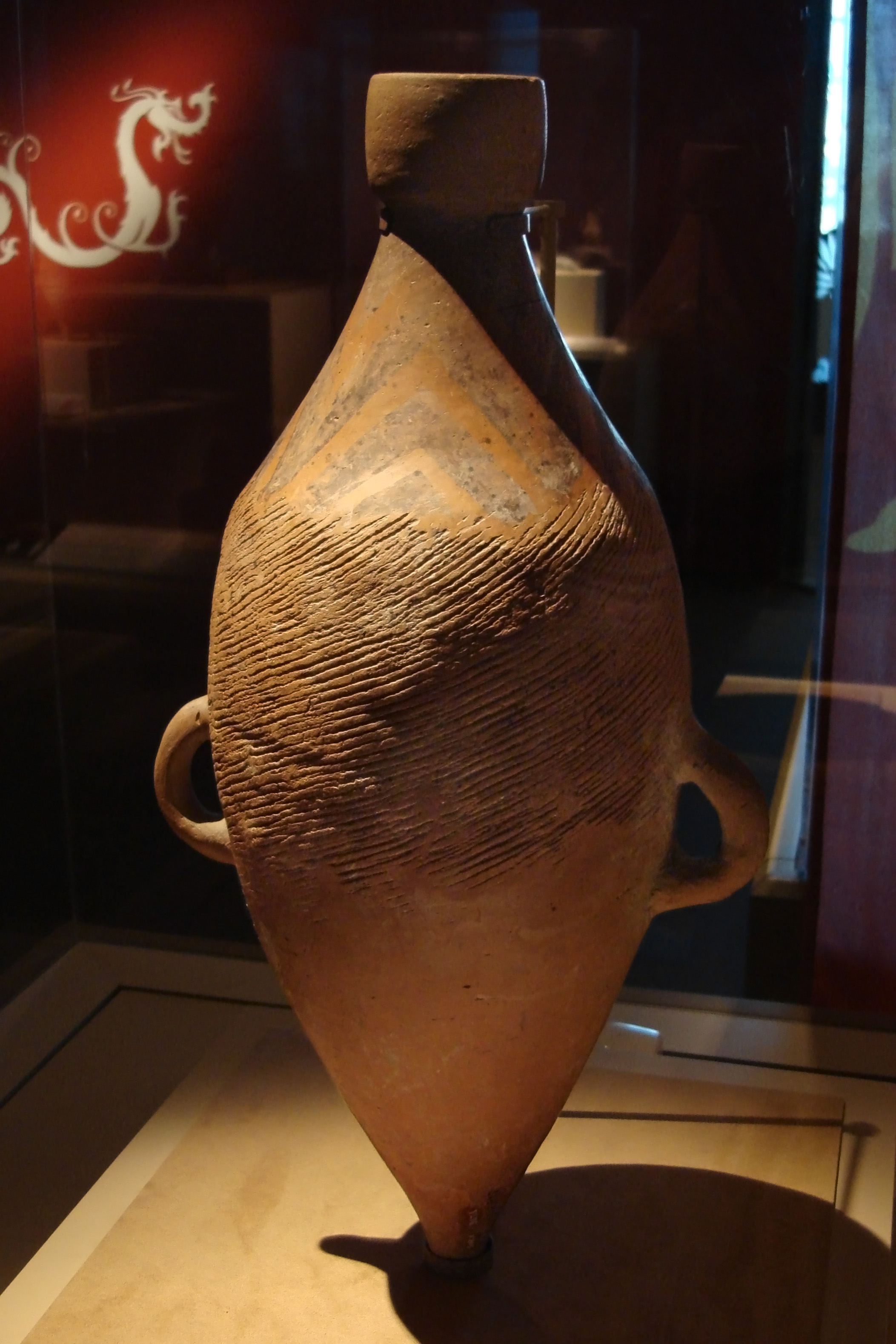
Giara per acqua del periodo neolitico: cultura pre-Yangshao, Baoji, Shaanxi (dal 4000 al 3000 a.C., circa)
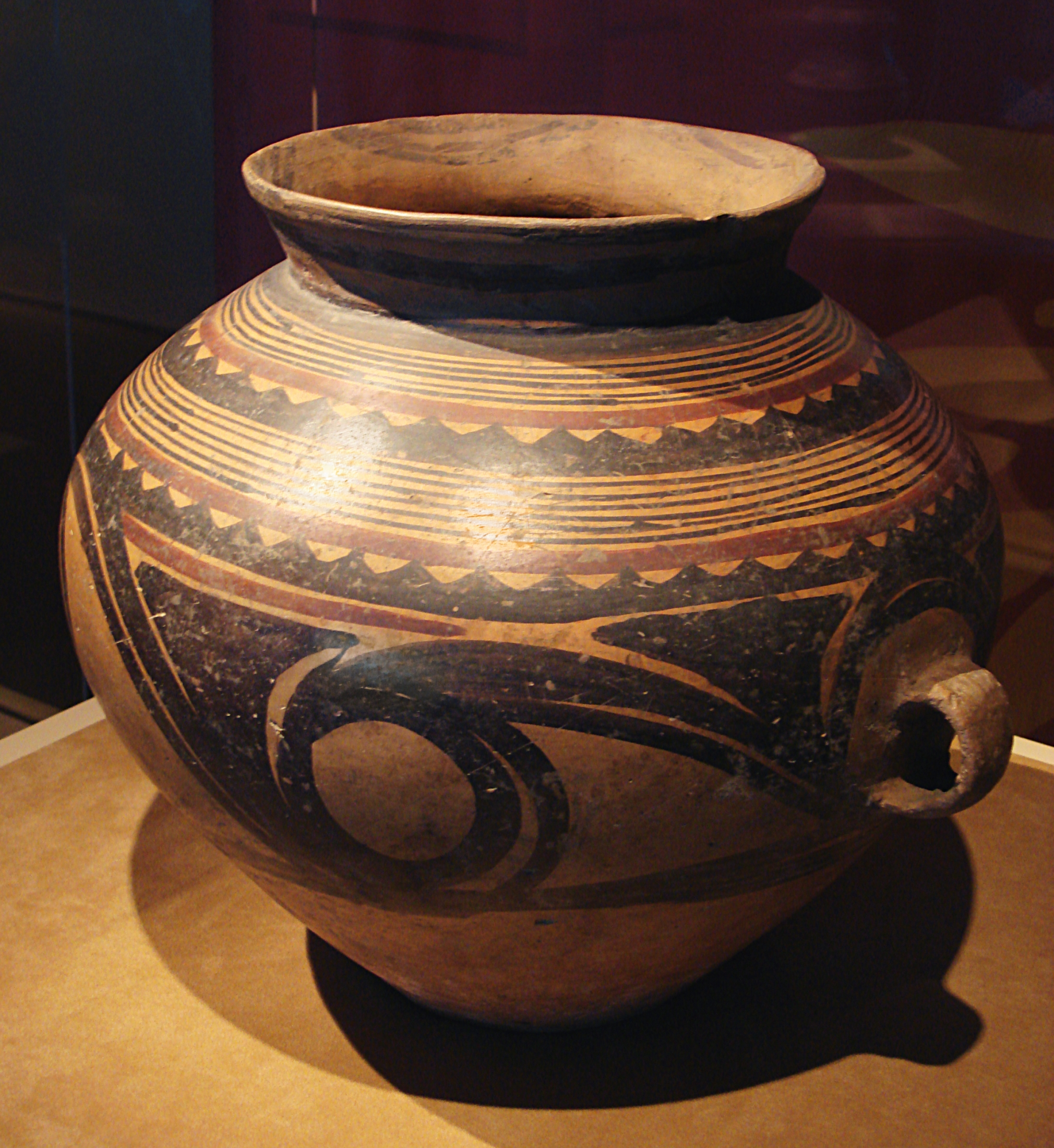
Giara dipinta della cultura di Majiayao, fine del periodo neolitico (dal 3300 al 2200 a.C.)
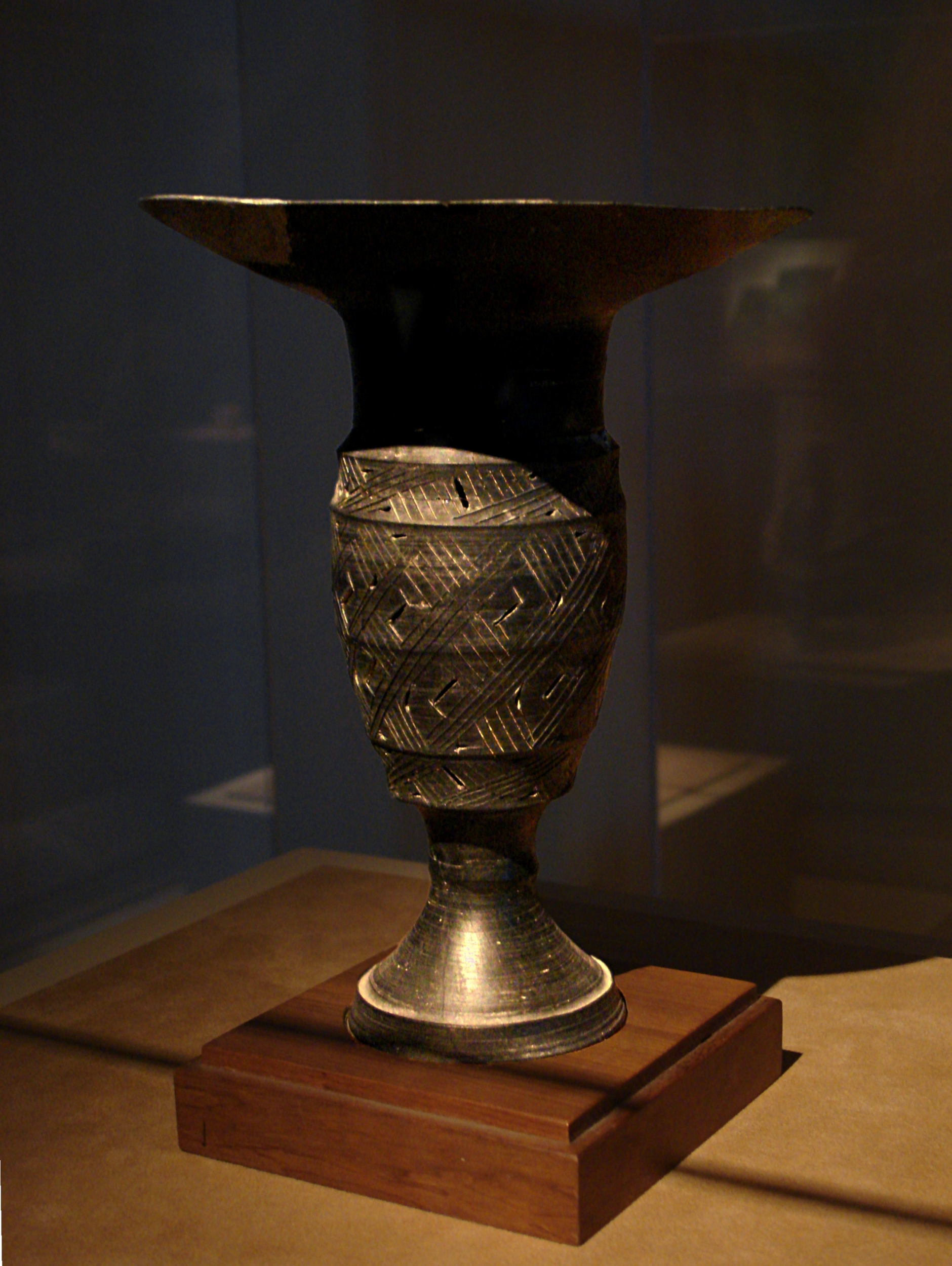
Coppa di ceramica nera della fine del periodo neolitico: cultura di Longshan (dal 2500 al 2000 a.C. circa)
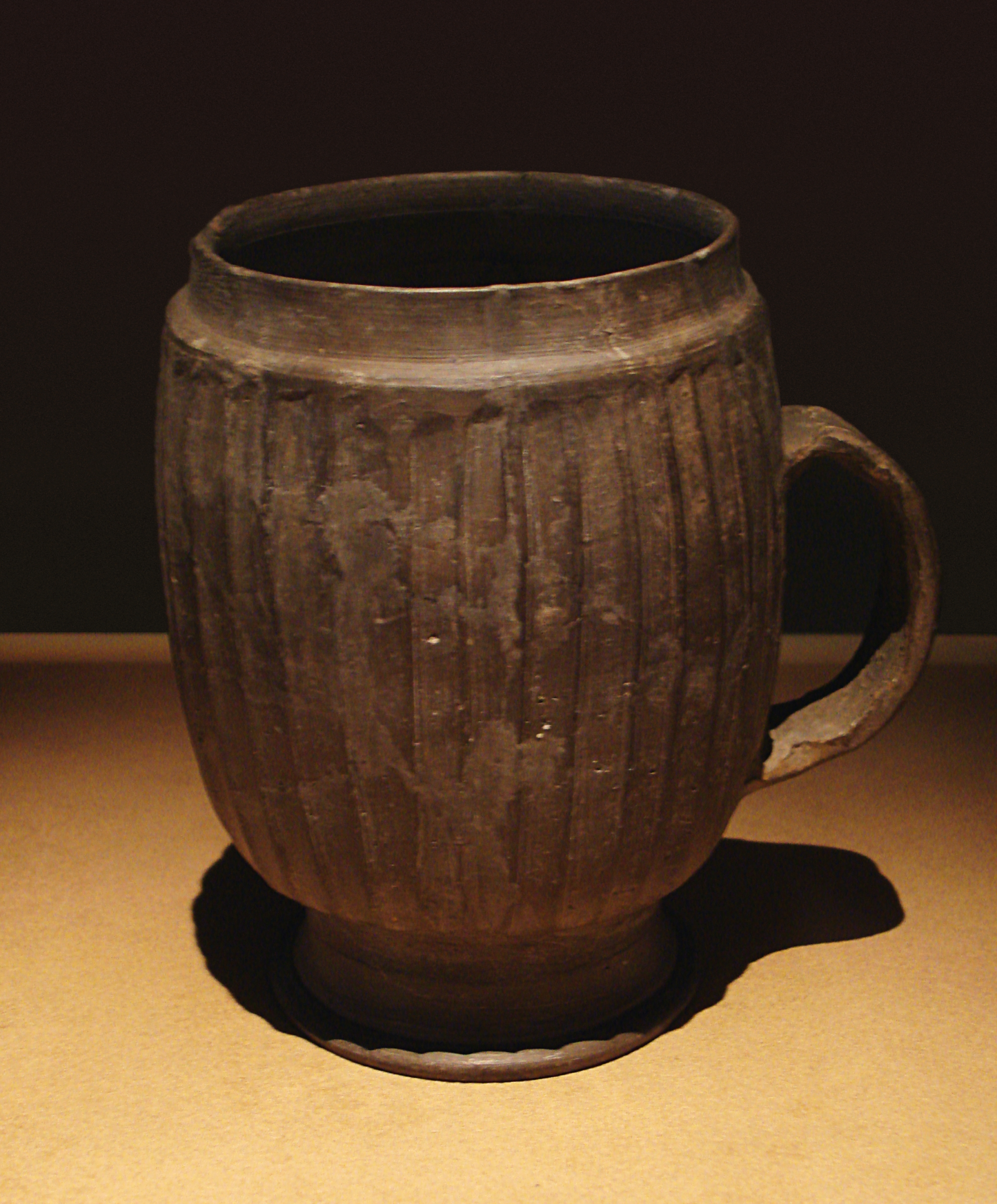
Grande coppa grigia, cultura di Longshan, fine del periodo neolitico (dal 2500 al 2000 a.C. circa)
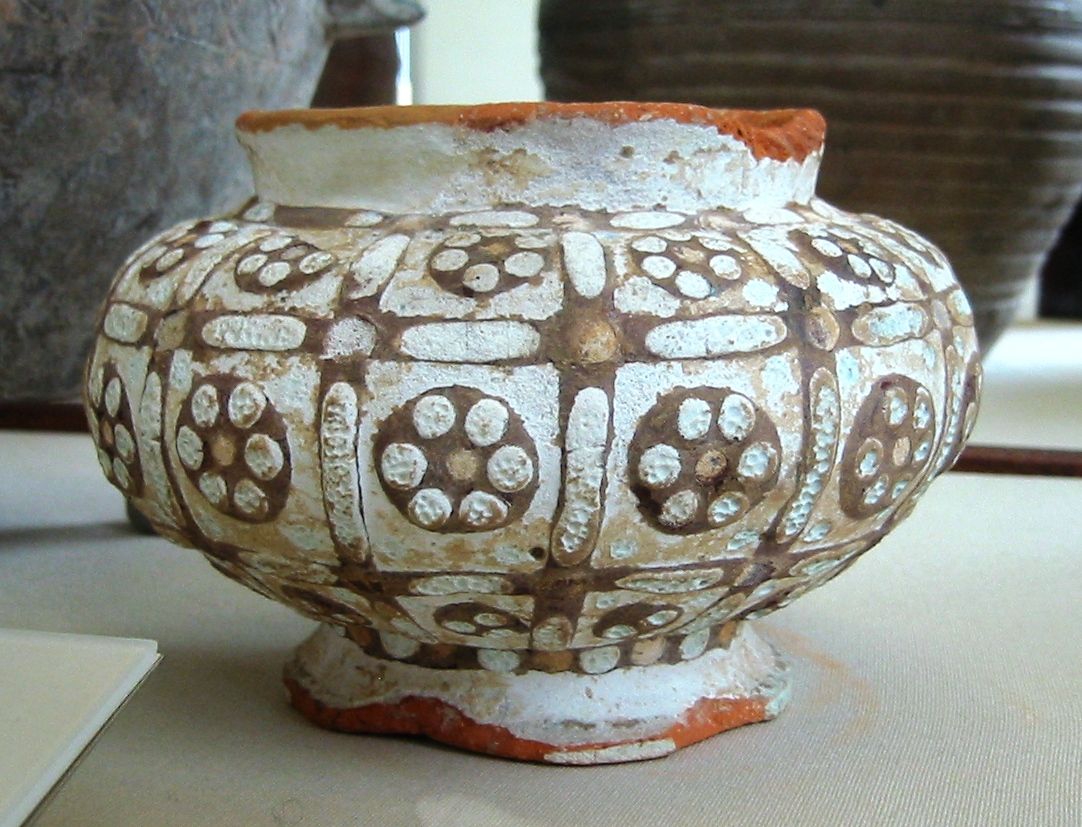
Vaso di terracotta, dinastia Zhou, dal IV al III secolo a.C. British Museum
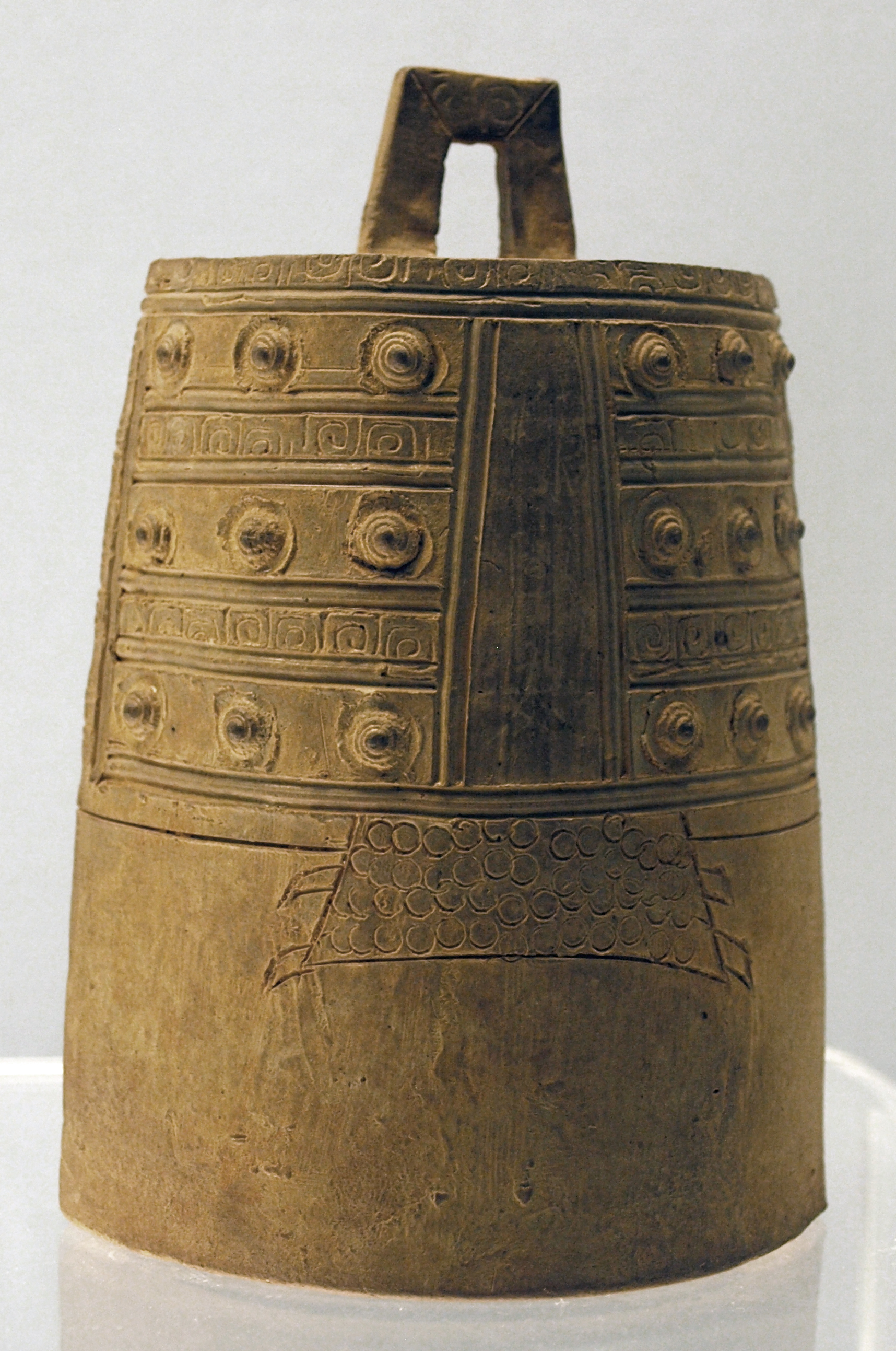
Riproduzione di una campana di bronzo. Ceramica, periodo dei Regni Combattenti (dal 453 al 221 a.C.)
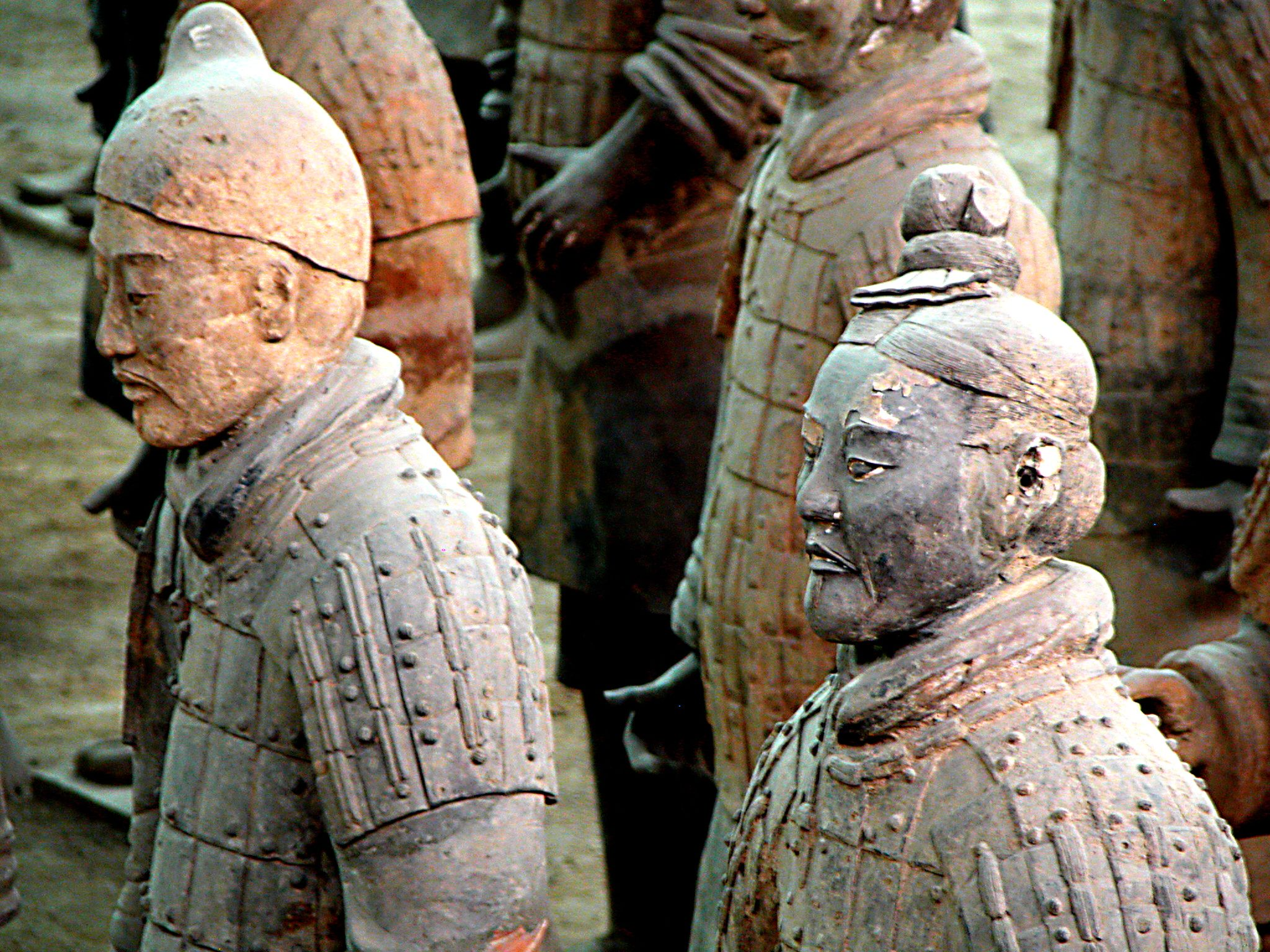
Soldati dell'Esercito sepolto di Qin Shi Huang (seppelliti verso il 210 a.C.)

### Han (dal 202 a.C. al 220 d.C.)

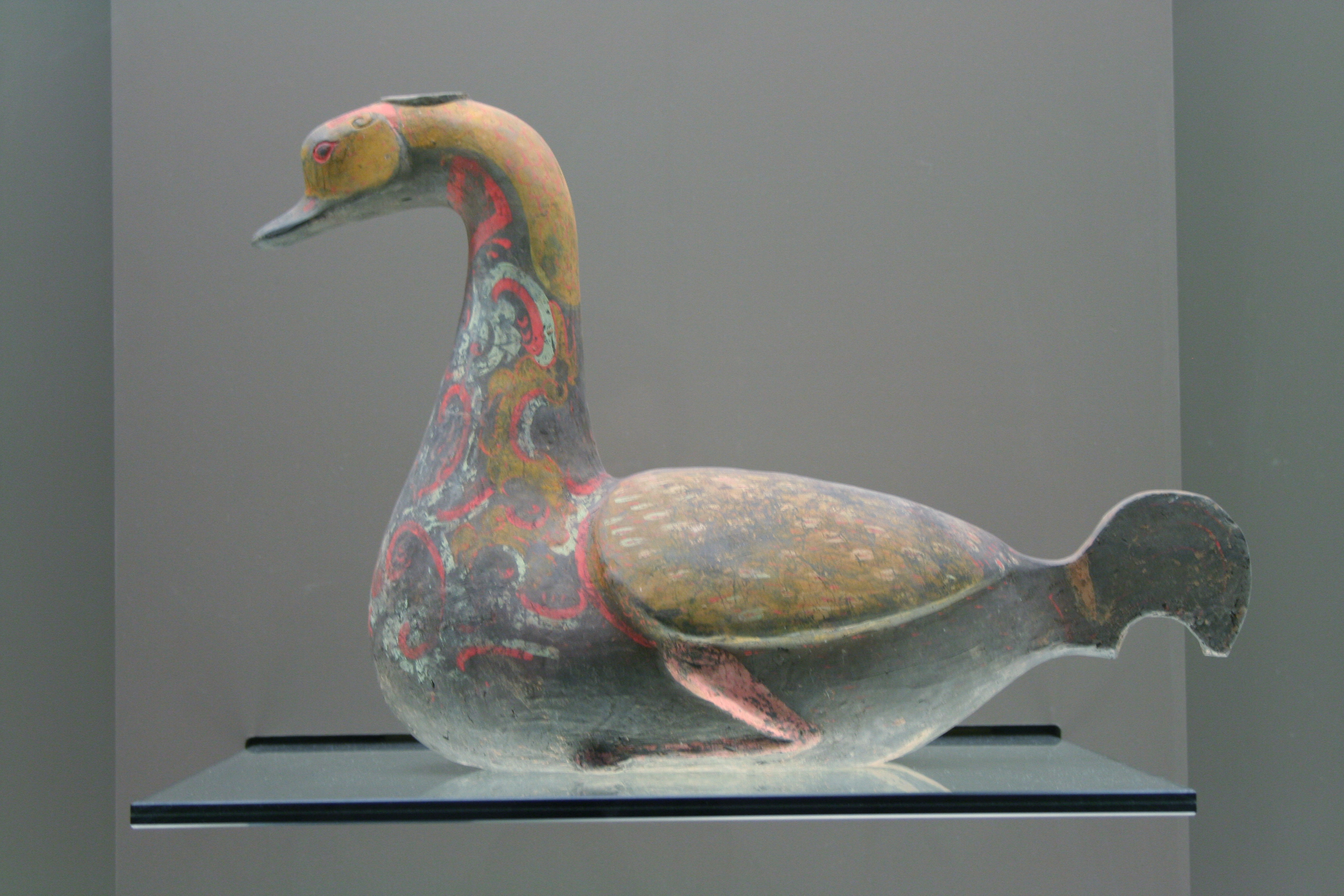
Brocca in terracotta a forma d'oca, con disegni di lacca, Han dell'Ovest. Museo Cernuschi
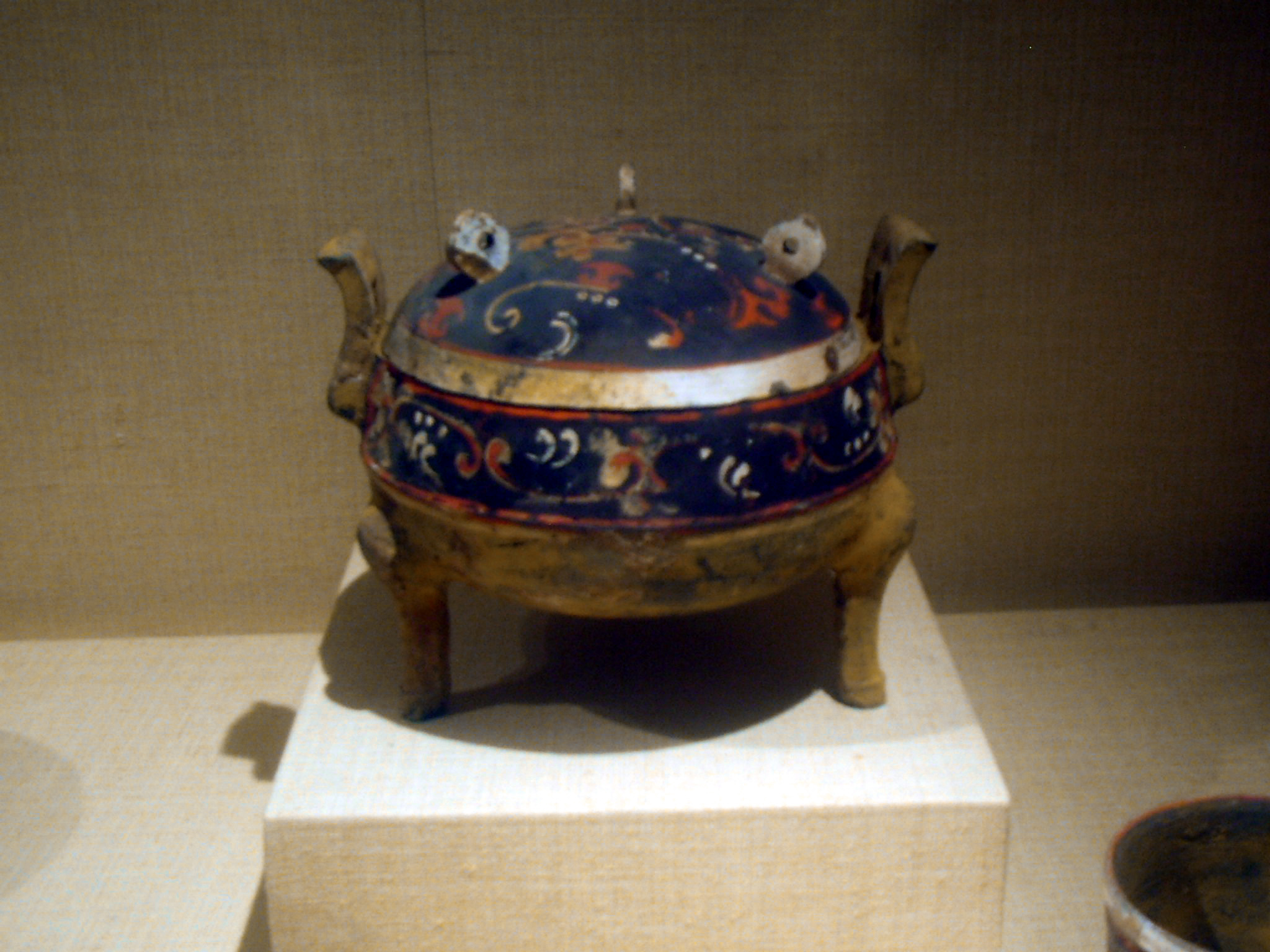
Tripode di terracotta dipinta, dinastia degli Han dell'Ovest
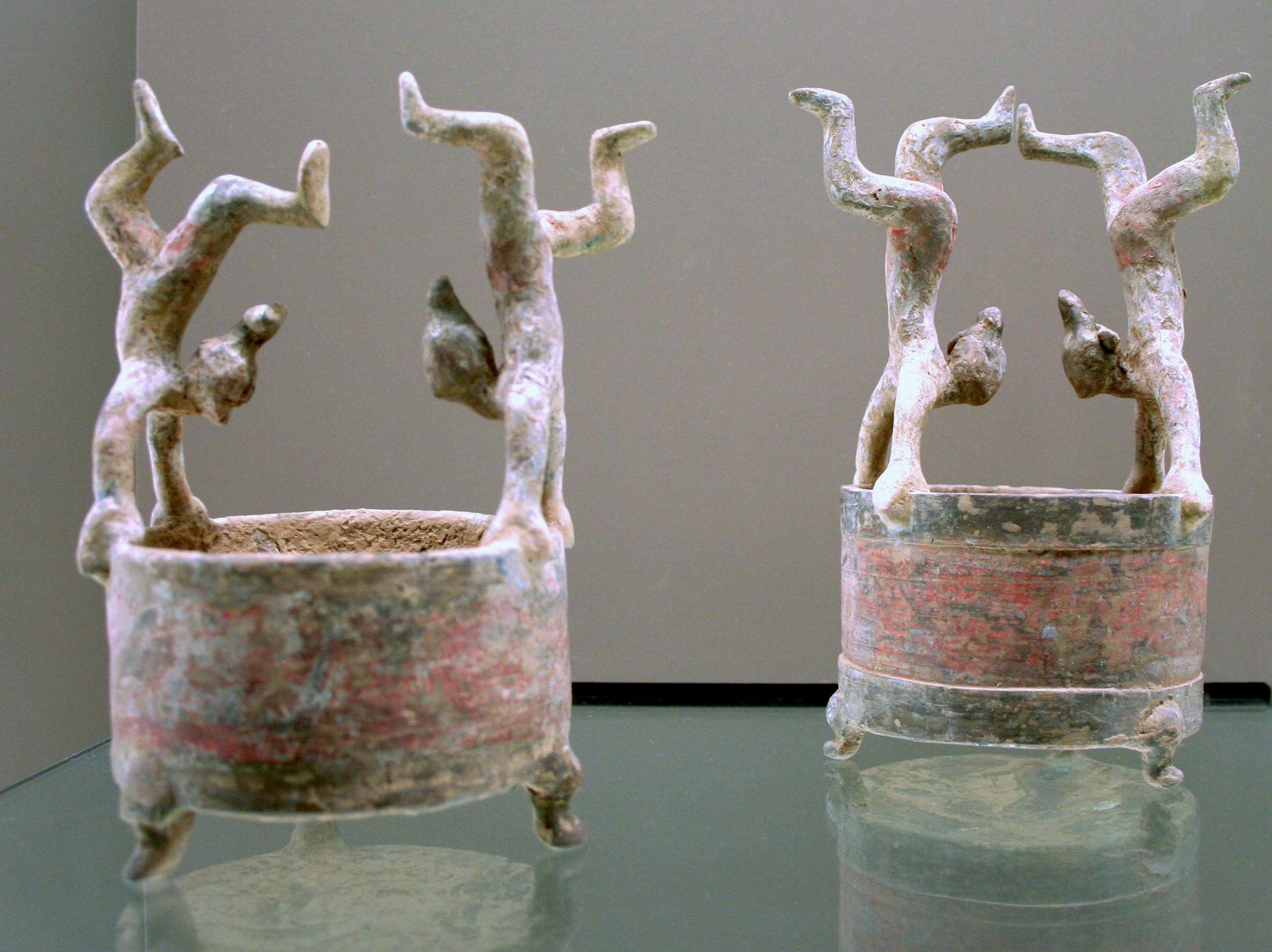
Due vasi di terracotta degli Han dell'Ovest con acrobati. Museo Cernuschi
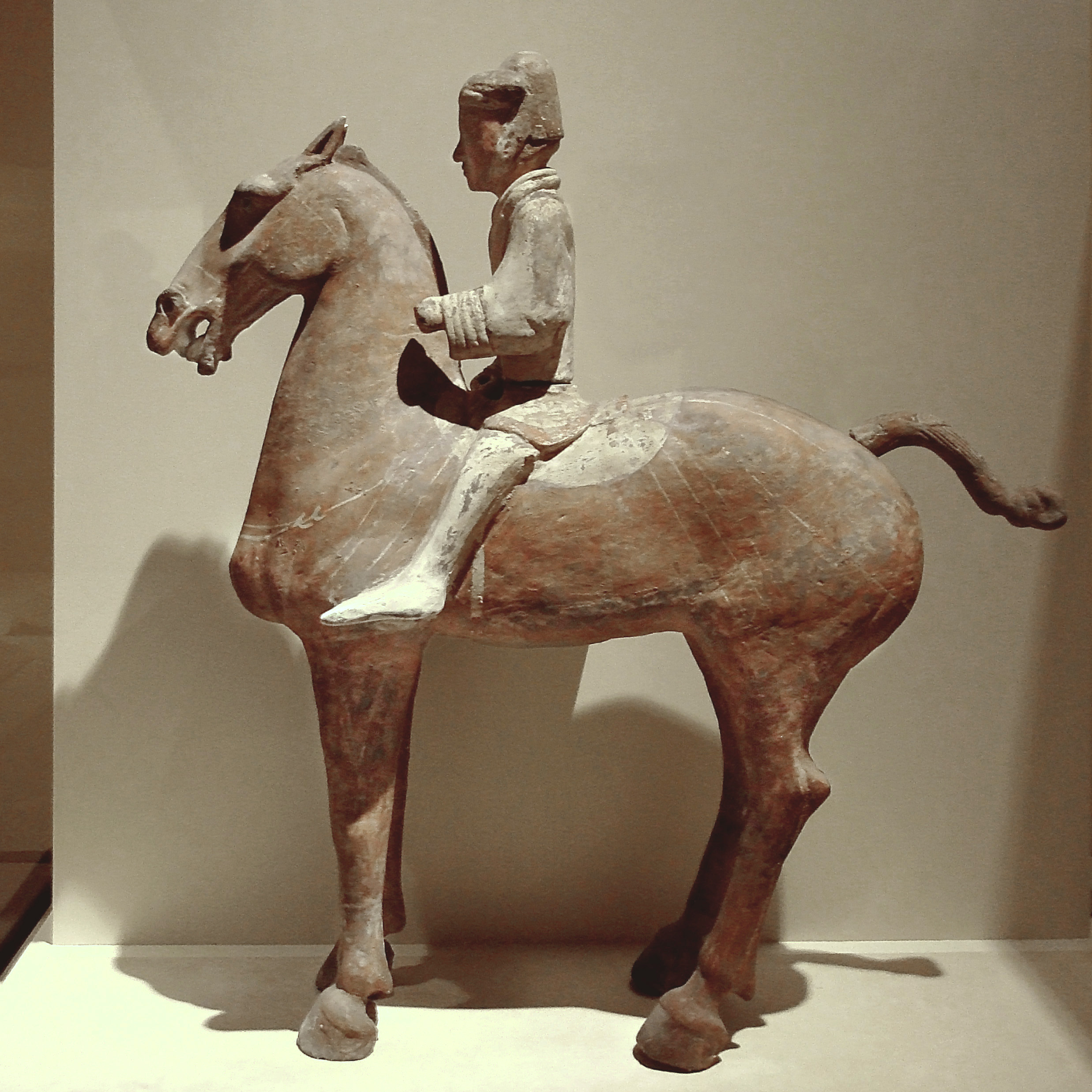
Statuetta funeraria in ceramica raffigurante un cavaliere e il suo cavallo, dinastia degli Han dell'Ovest
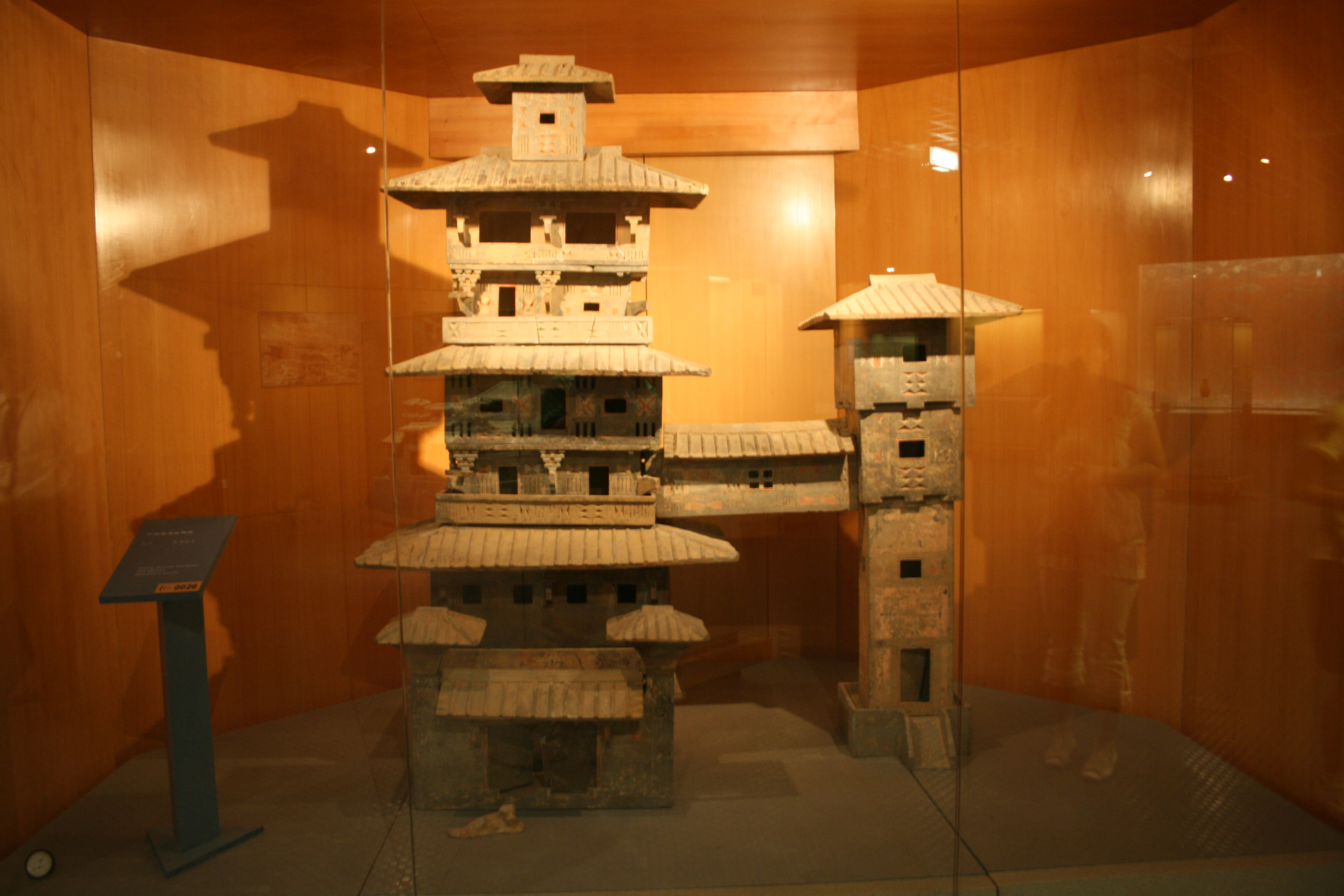
Terracotta funeraria di epoca Han raffigurante un modellino di torri di abitazione collegate da un ponte
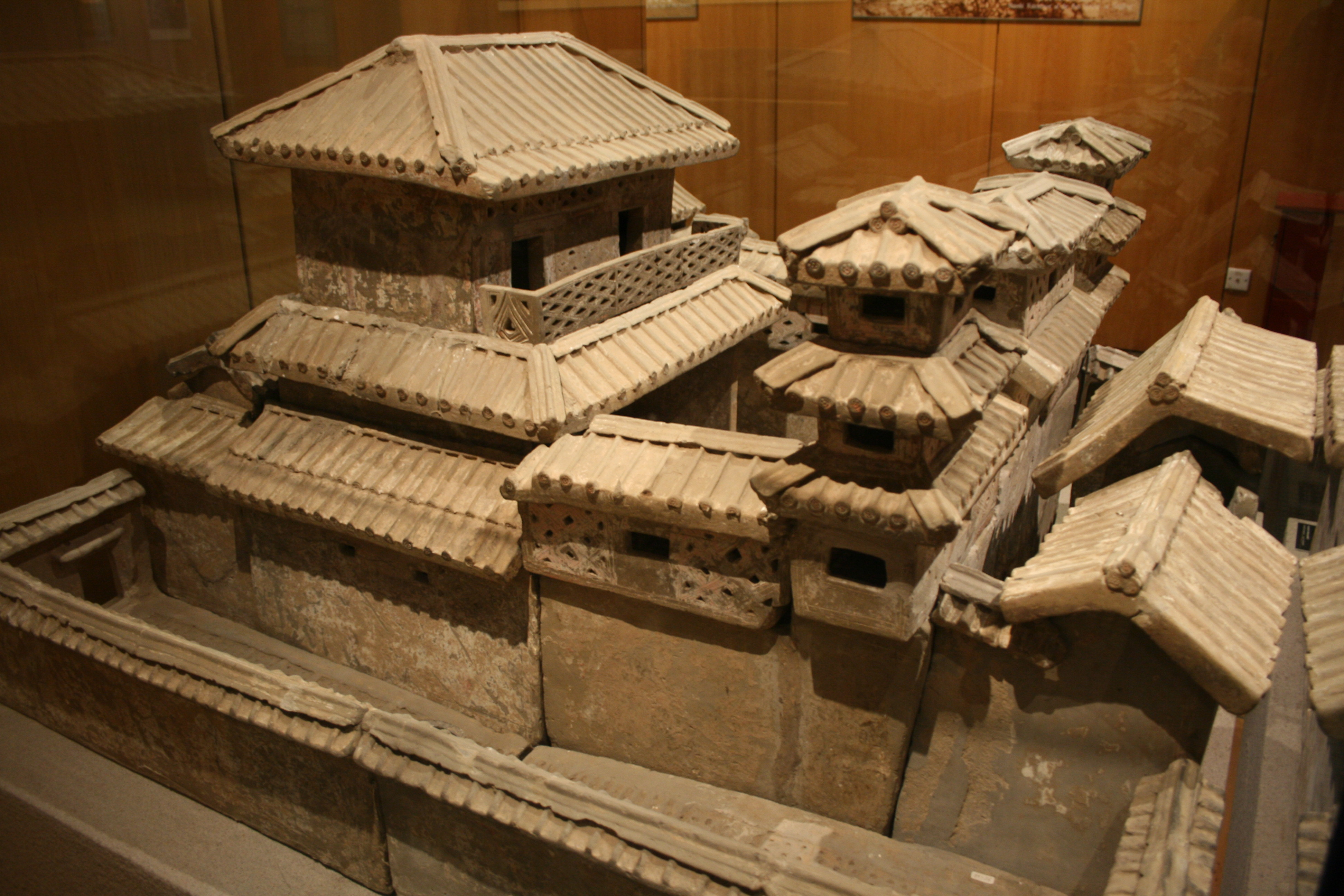
Terracotta funeraria di epoca Han raffigurante il modellino di un palazzo
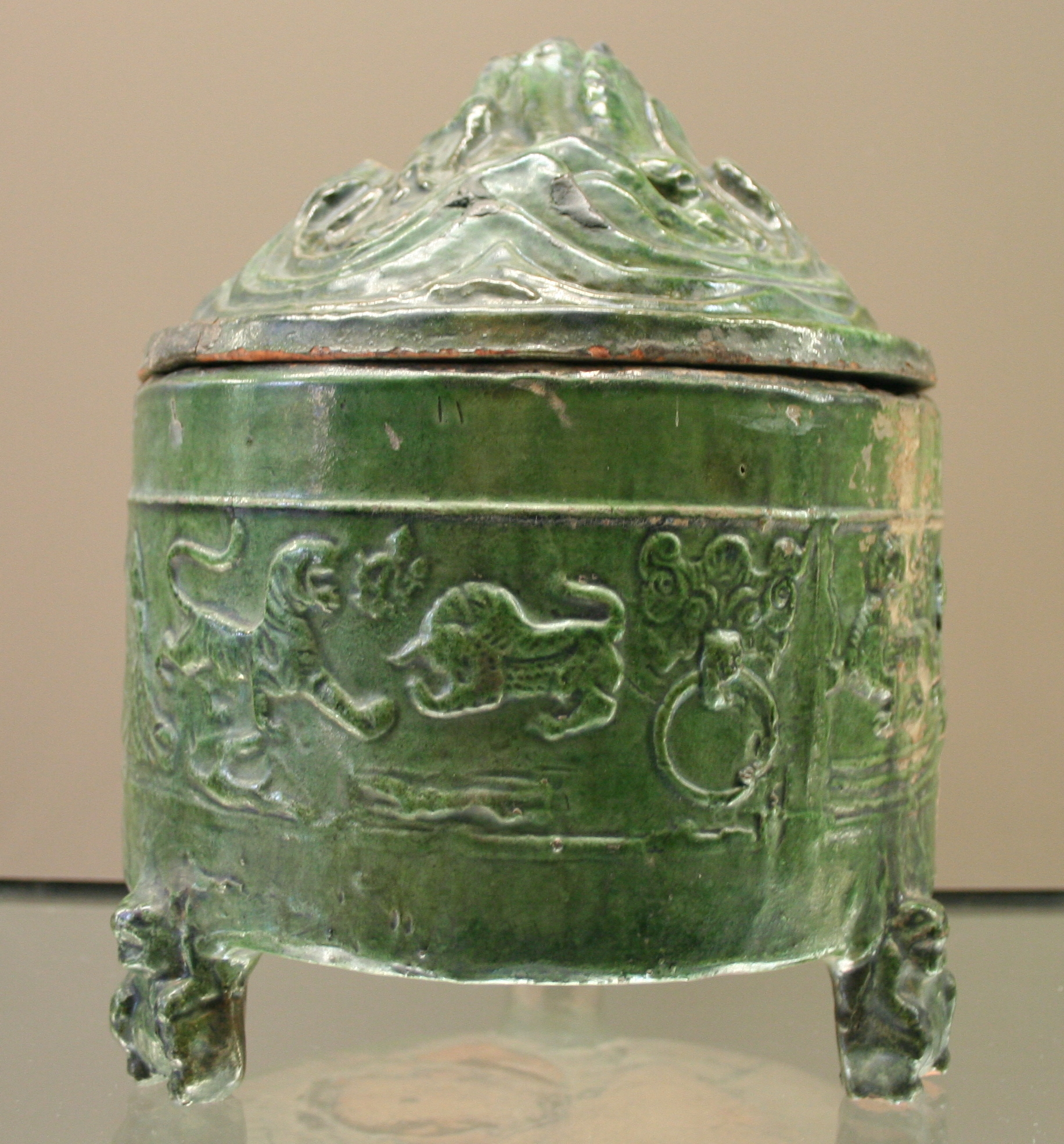
Vaso celadon, coperchio a forma di montagna boshanlu per gli Immortali, decoro animale. Han dell'Est. Museo Cernuschi
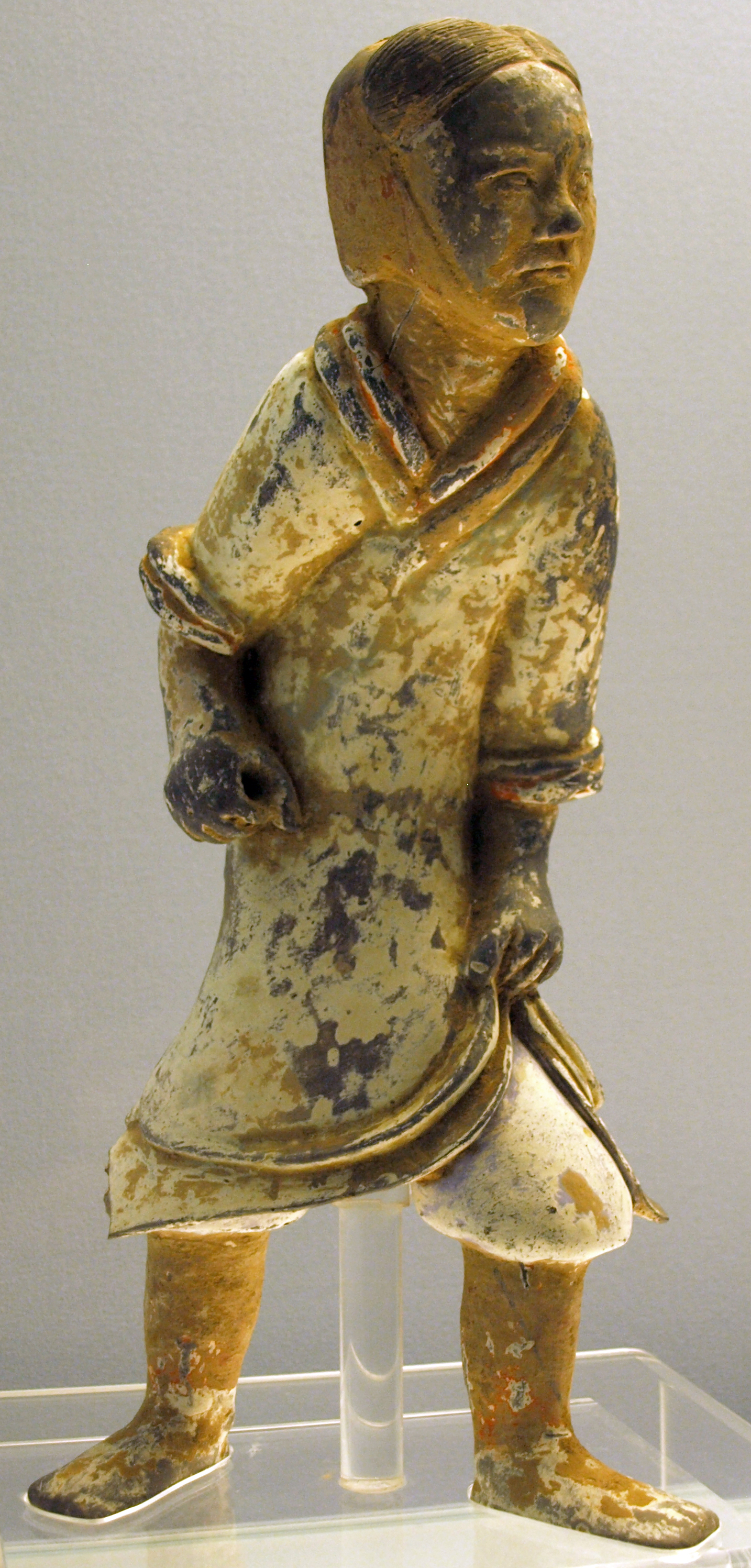
Un uomo. Figurina in terracotta dipinta. Han dell'Est. Museo di Shanghai

### Tre Regni, Jin, Dinastie del Nord e del Sud, Sui (dal 220 al 618)

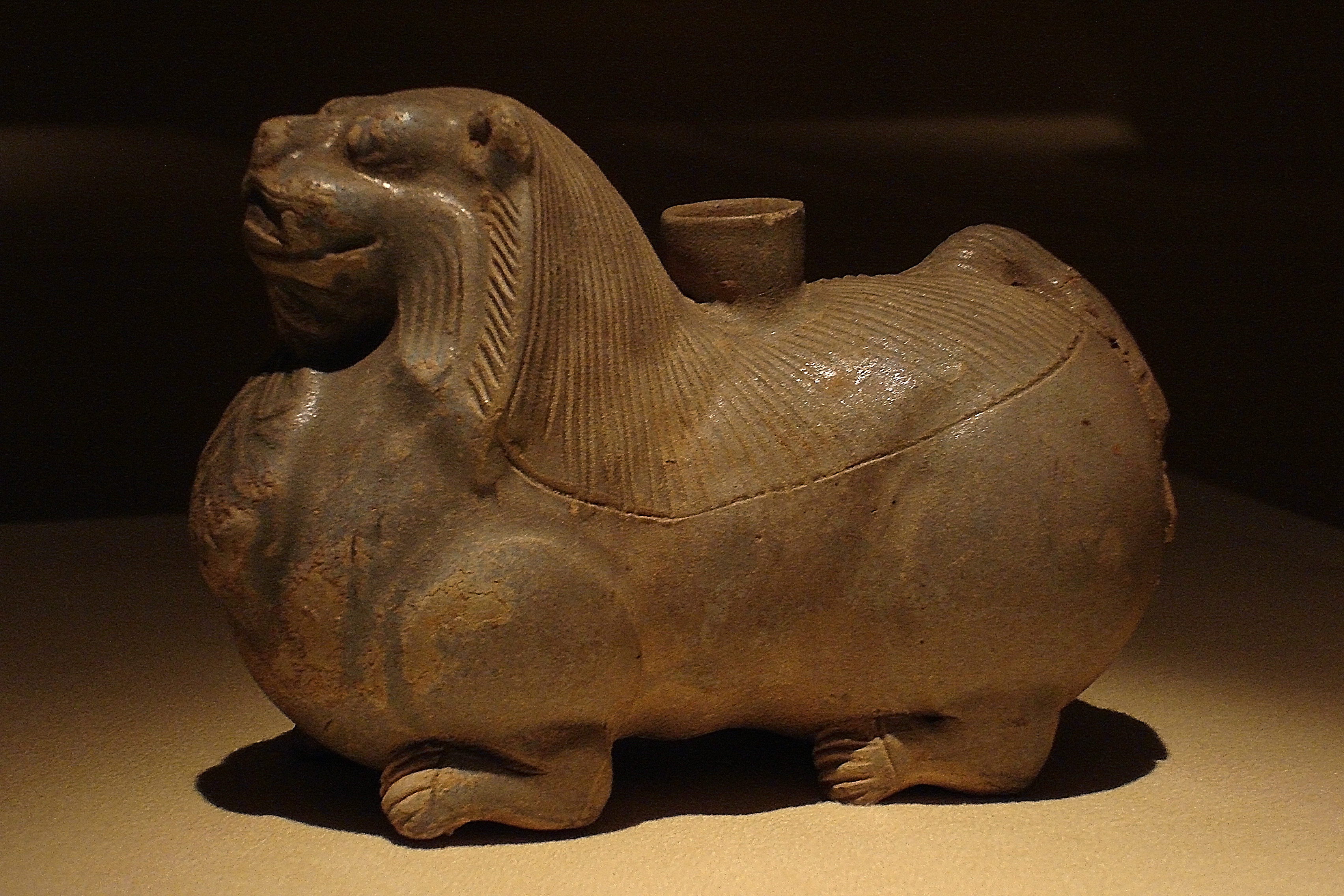
Candeliere di celadon a forma di leone accucciato, del periodo dei Tre Regni (dal 220 al 265); proviene dal regno di Wu dell'est
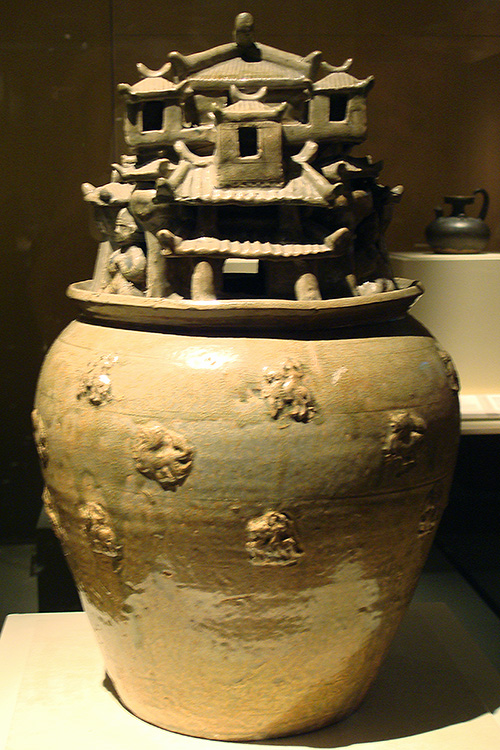
Giara di celadon con una decorazione architettonica, della dinastia Jin (265 - 420)
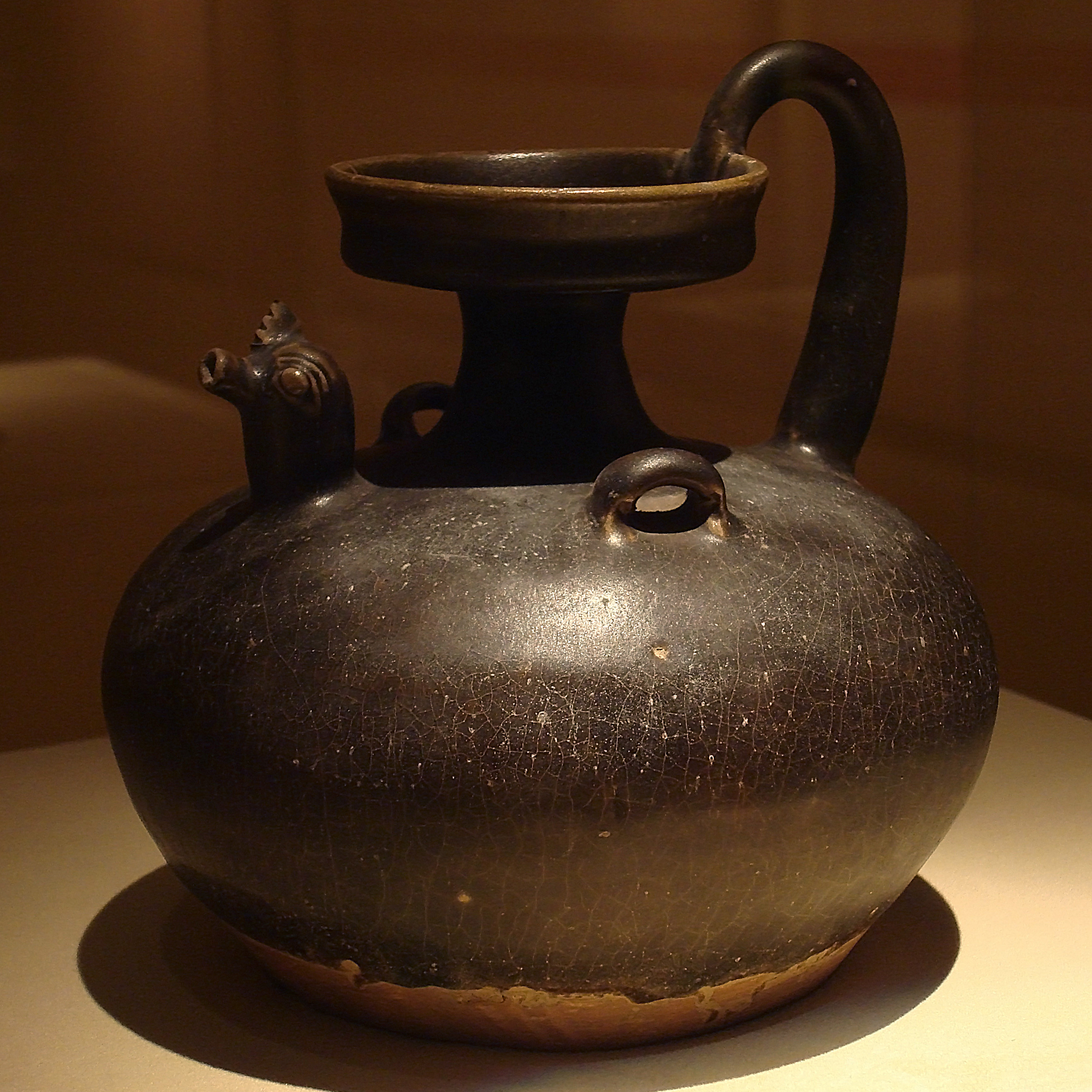
Una brocca con la vetrina nera, per il vino o l'acqua, con un becco a forma di gallo, dinastia Jin (265 - 420)
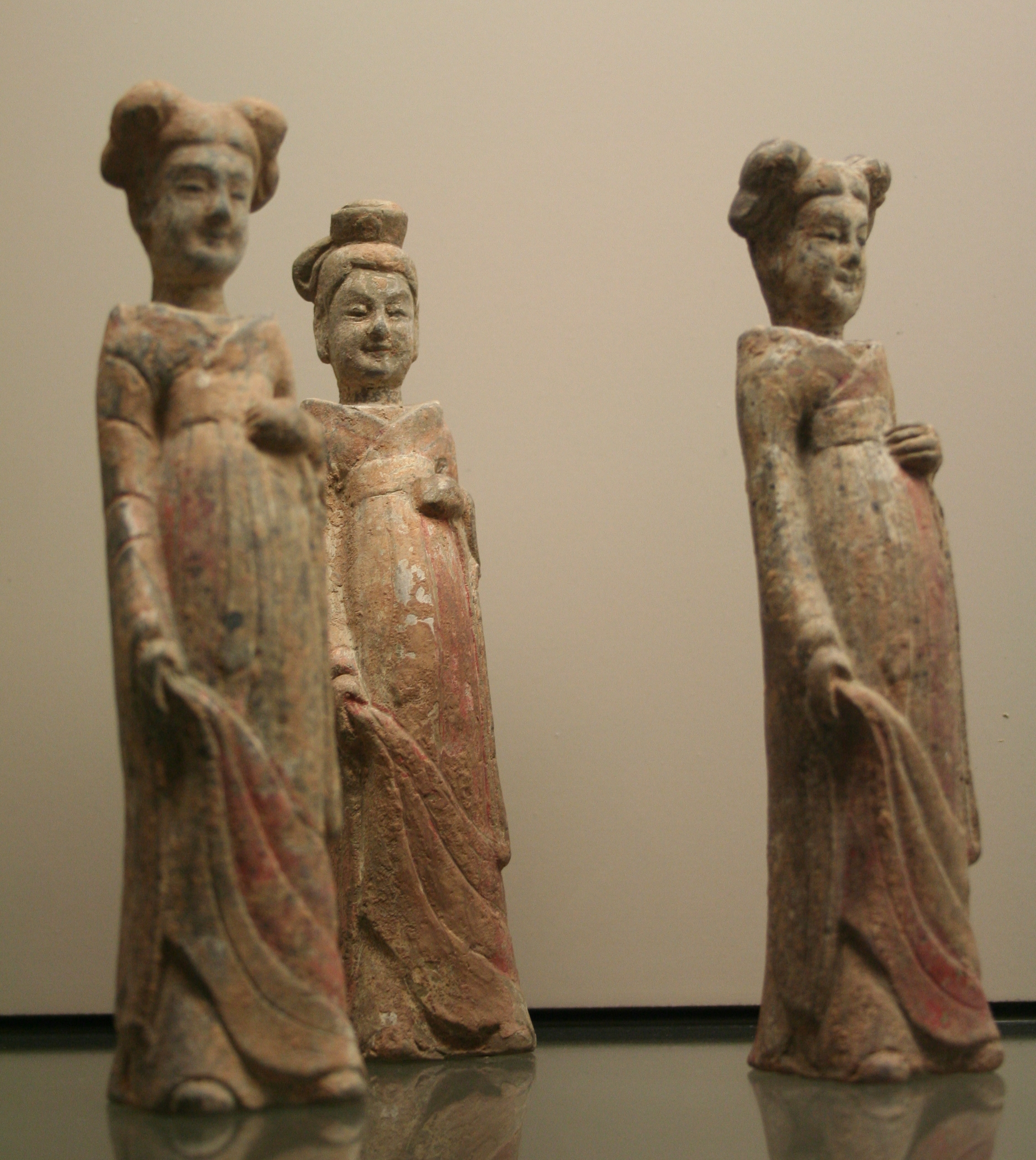
Dame di compagnia di ceramica, della dinastia dei Wei del nord, dal IV al VI secolo
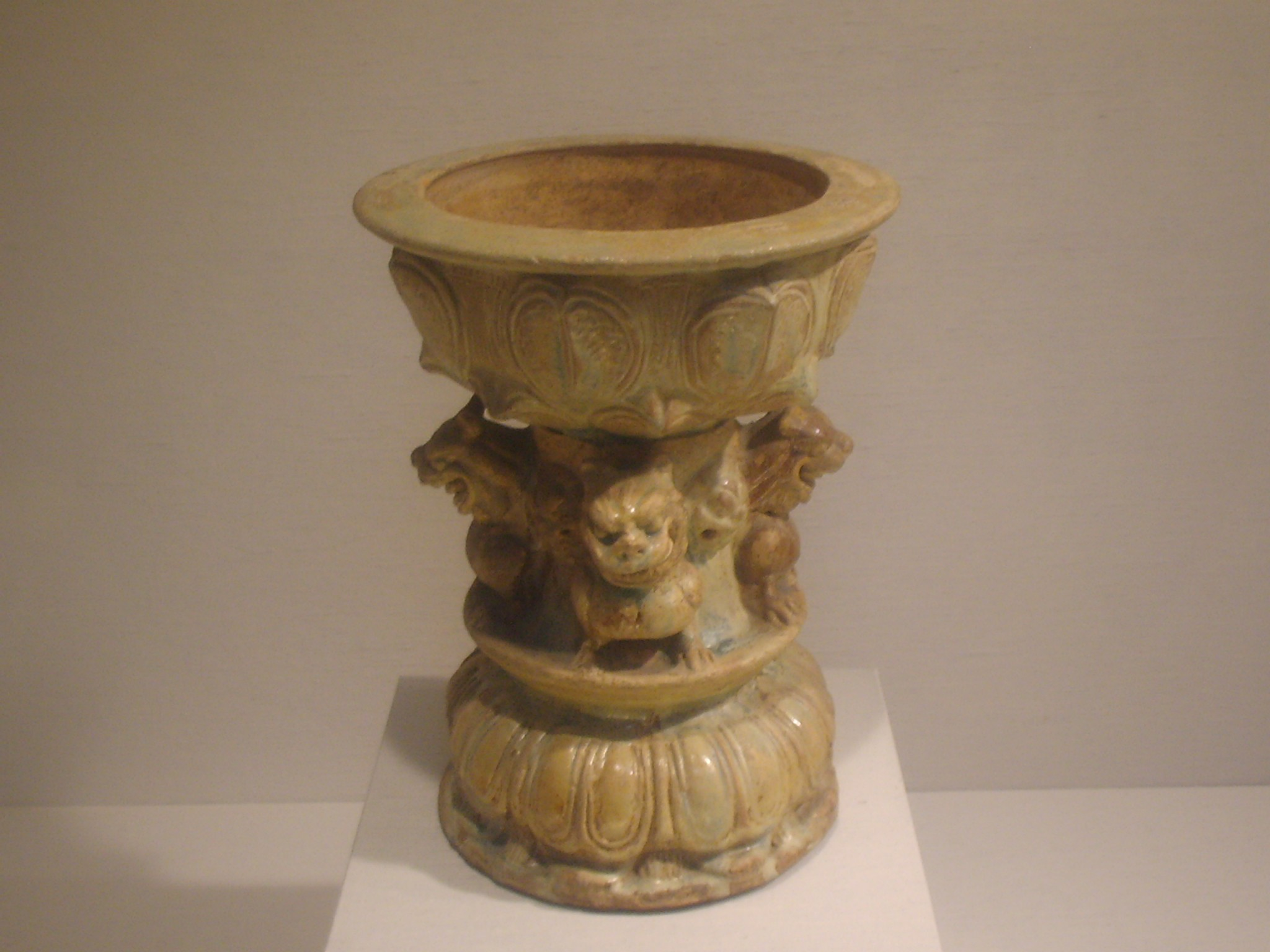
Lampada di ceramica, con piede, con leoni, risalente o alle dinastie del nord, o alla dinastia Sui, VI secolo
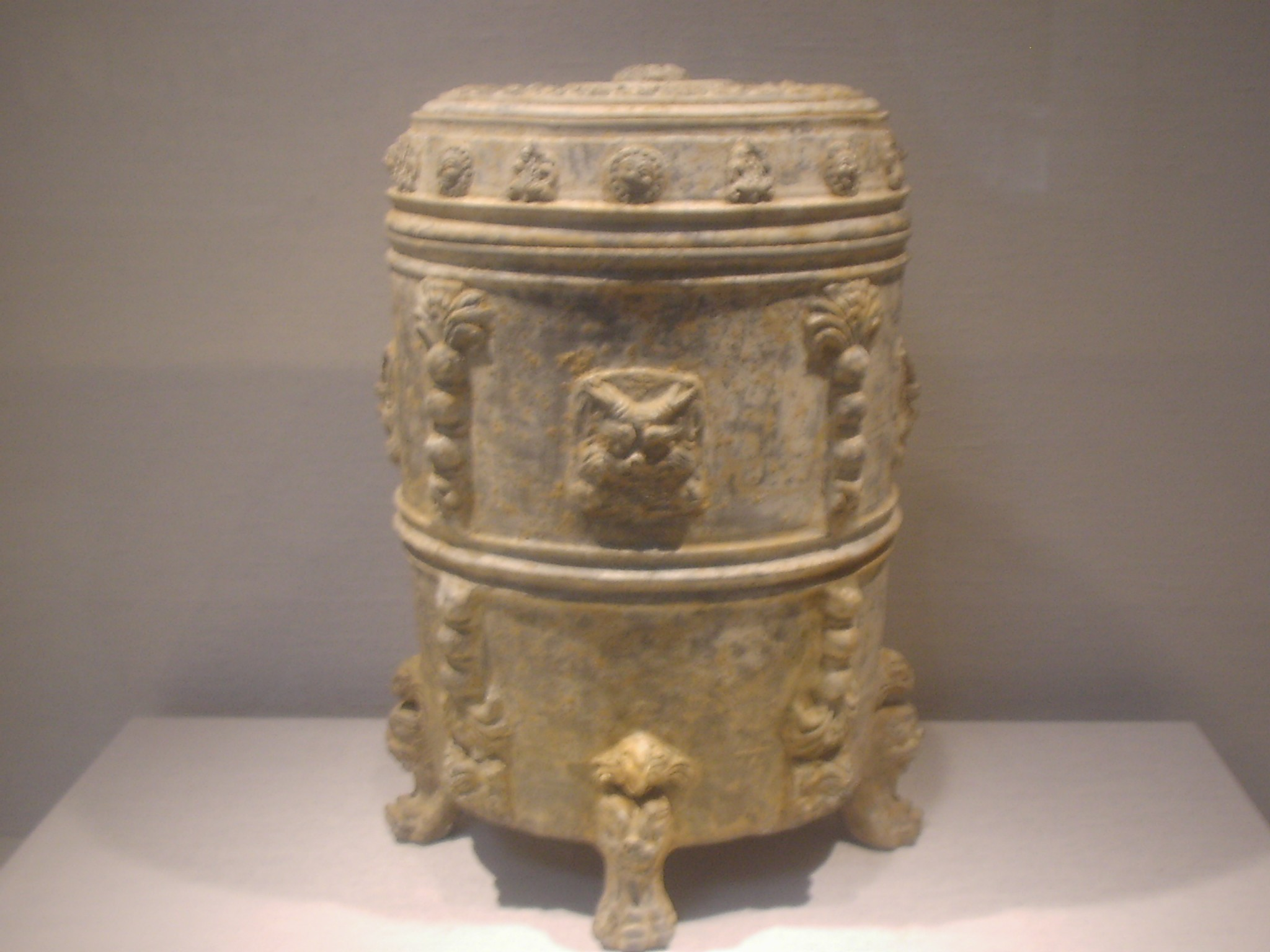
Recipiente di ceramica, con piede, ricoperto, risalente alla dinastia dei Qi del Nord, (550 - 577)
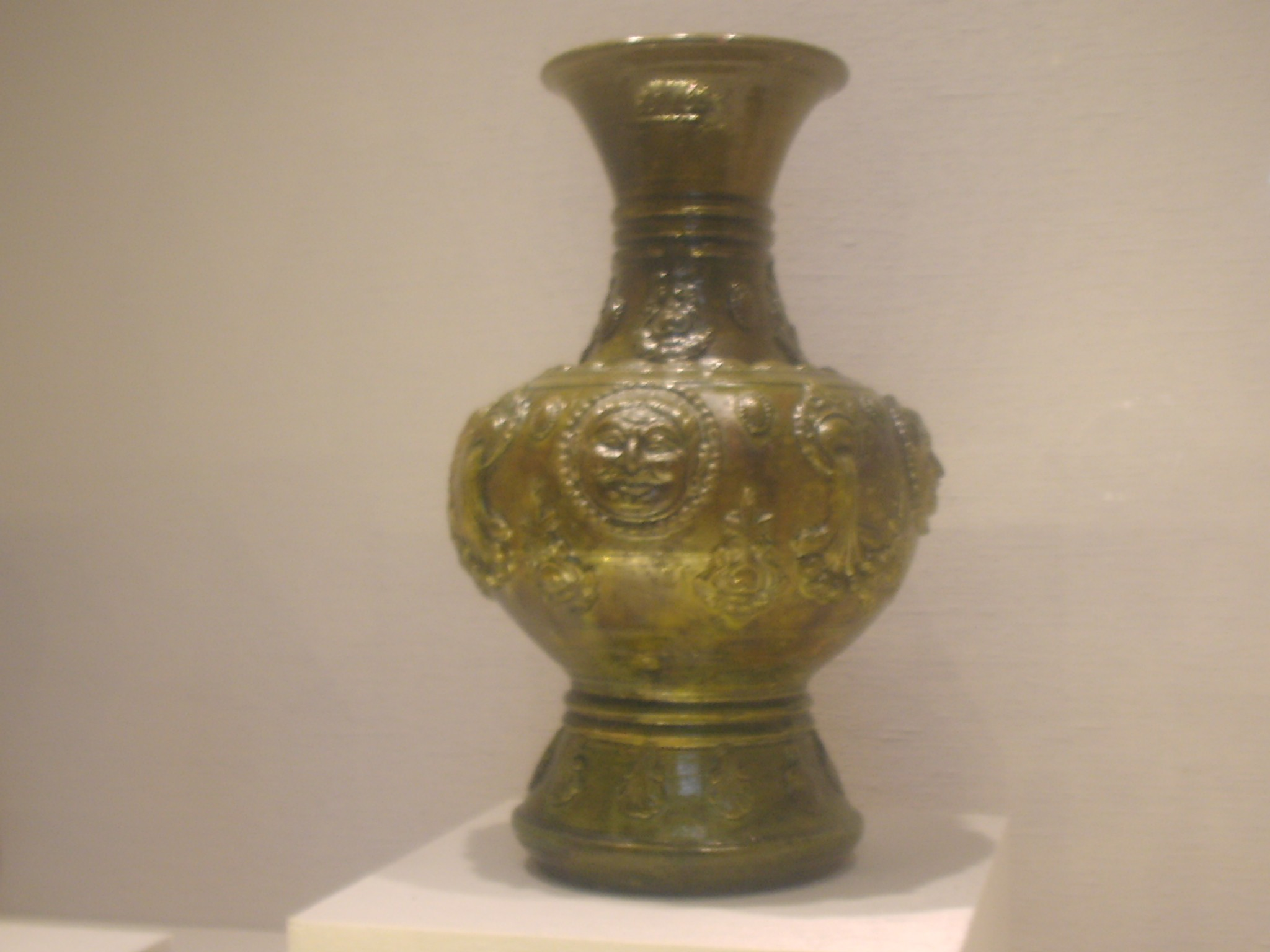
Giara con vetrina verde, con una decorazione a motivi applicati, dinastia dei Qi del Nord (550 - 577)
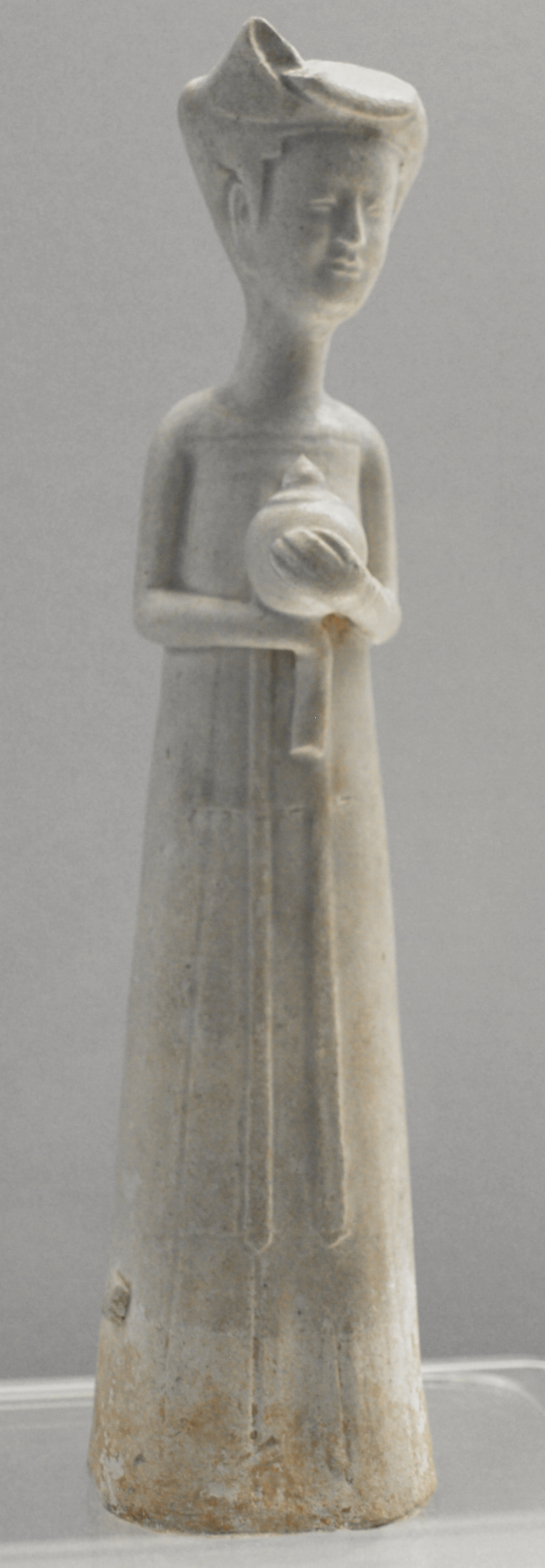
Figurina con coperta bianca raffigurante una donna che porta una giara, dinastia Sui, (581 - 618)

### Tang (dal 618 al 906)

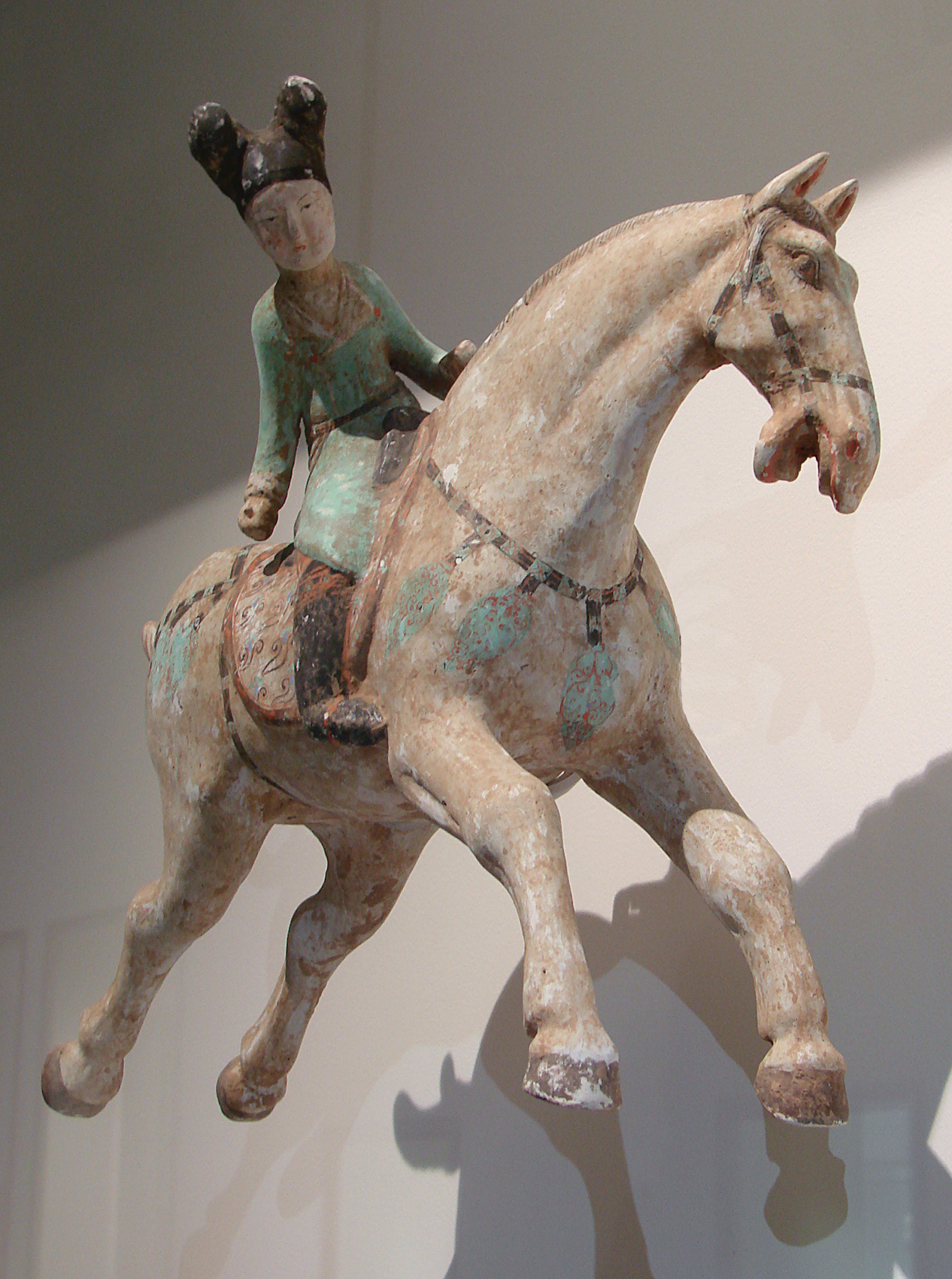
Giocatrice di polo Tang, Museo Guimet. Queste statuette di giocatrici di polo su «cavalli volanti» sono le più ricercate
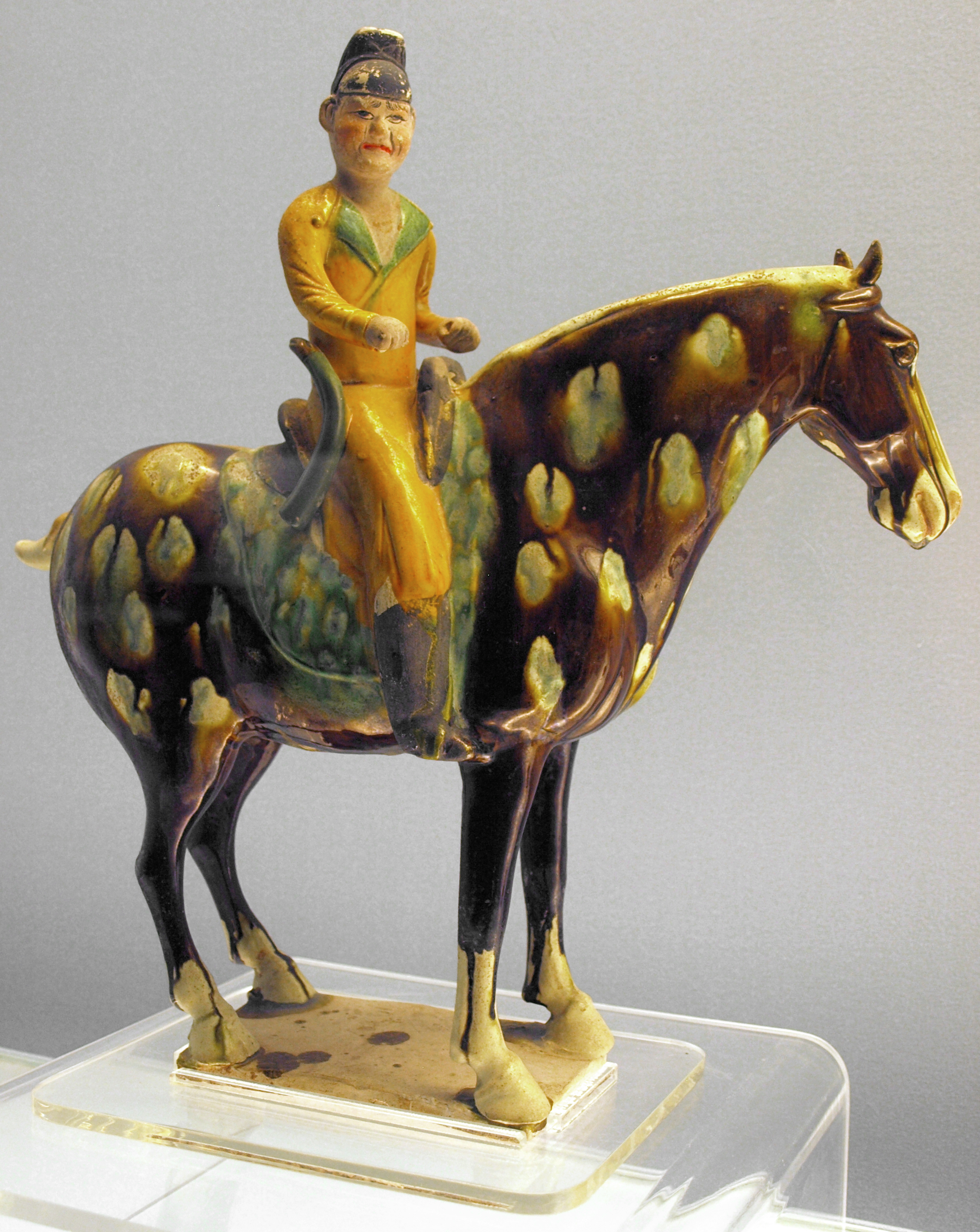
Figurina sancai («tre colori») della dinastia Tang, raffigurante un cavaliere e la sua cavalcatura
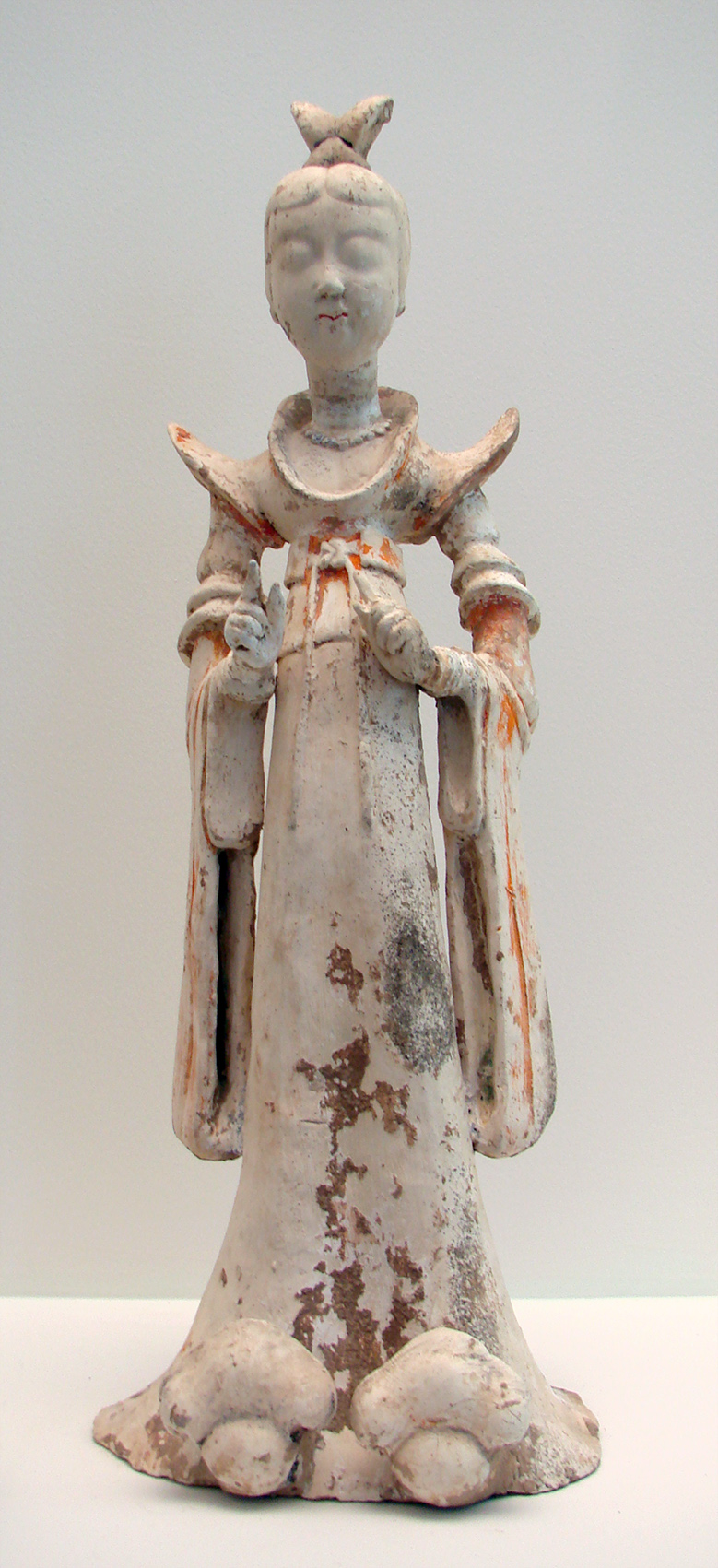
Dama di Corte di epoca Tang. L'estrema sofisticazione del costume è caratteristica: maniche lunghe, scarpe dalle grandi punte ricurve, spalline marcate
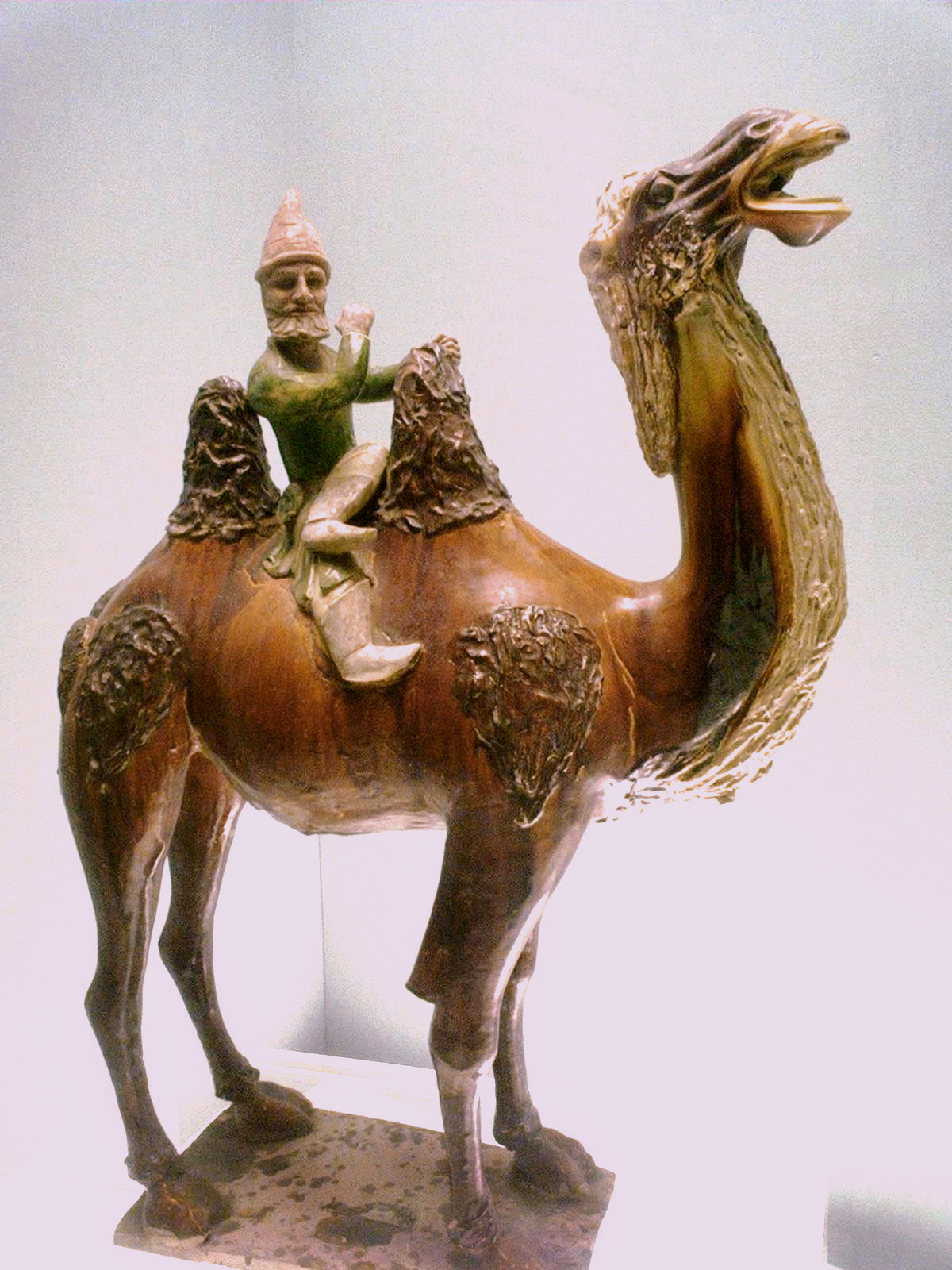
Cammelliere sogdiano su un cammello battriano: figurina sancai della dinastia Tang
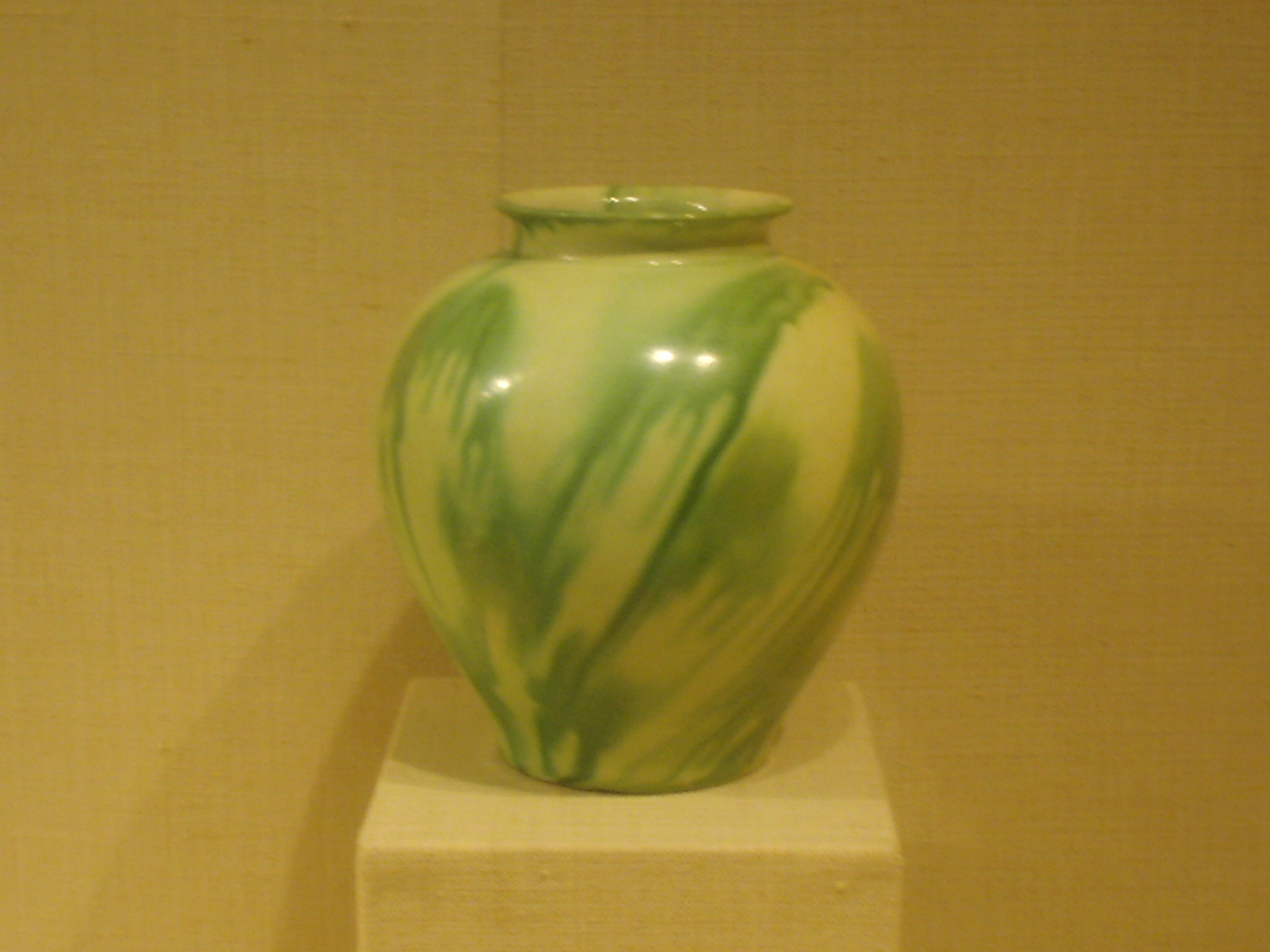
Giara di ceramica con vetrina verde e gialla, prima metà dell'VIII secolo
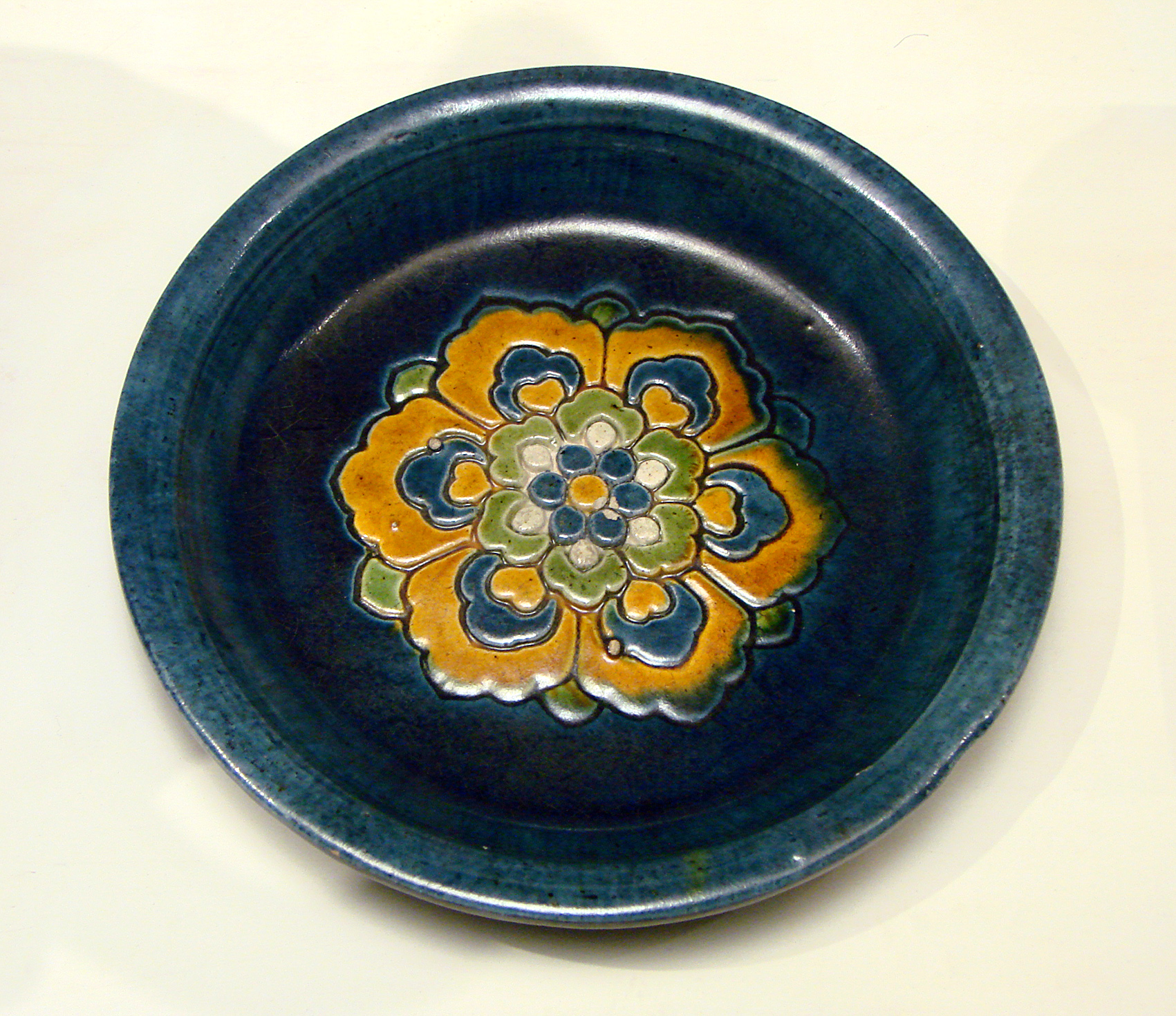
Vassoio rotondo di ceramica sancai ornato di un motivo floreale, VIII o IX secolo
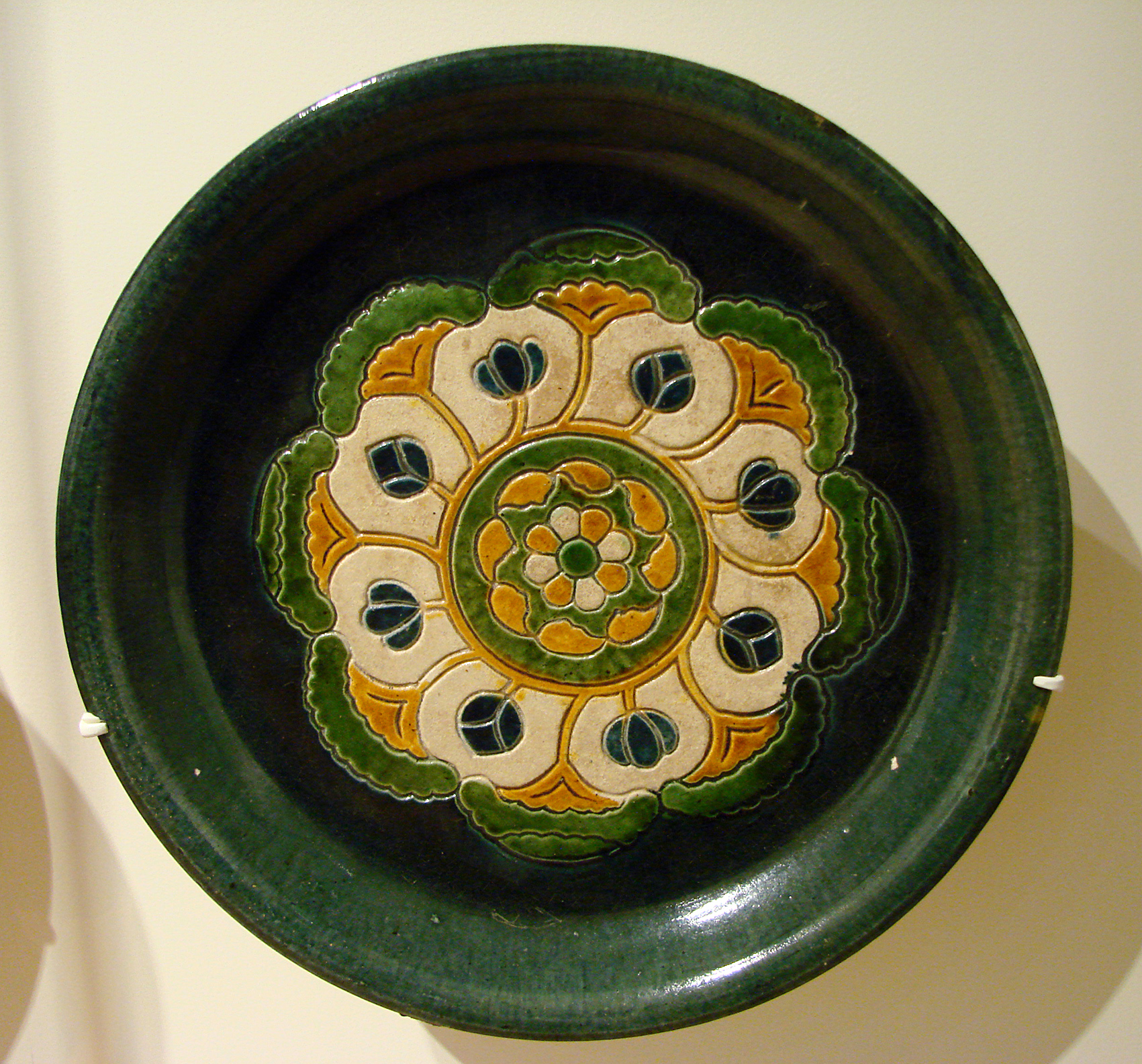
Vassoio da offerta in ceramica sancai, VIII secolo
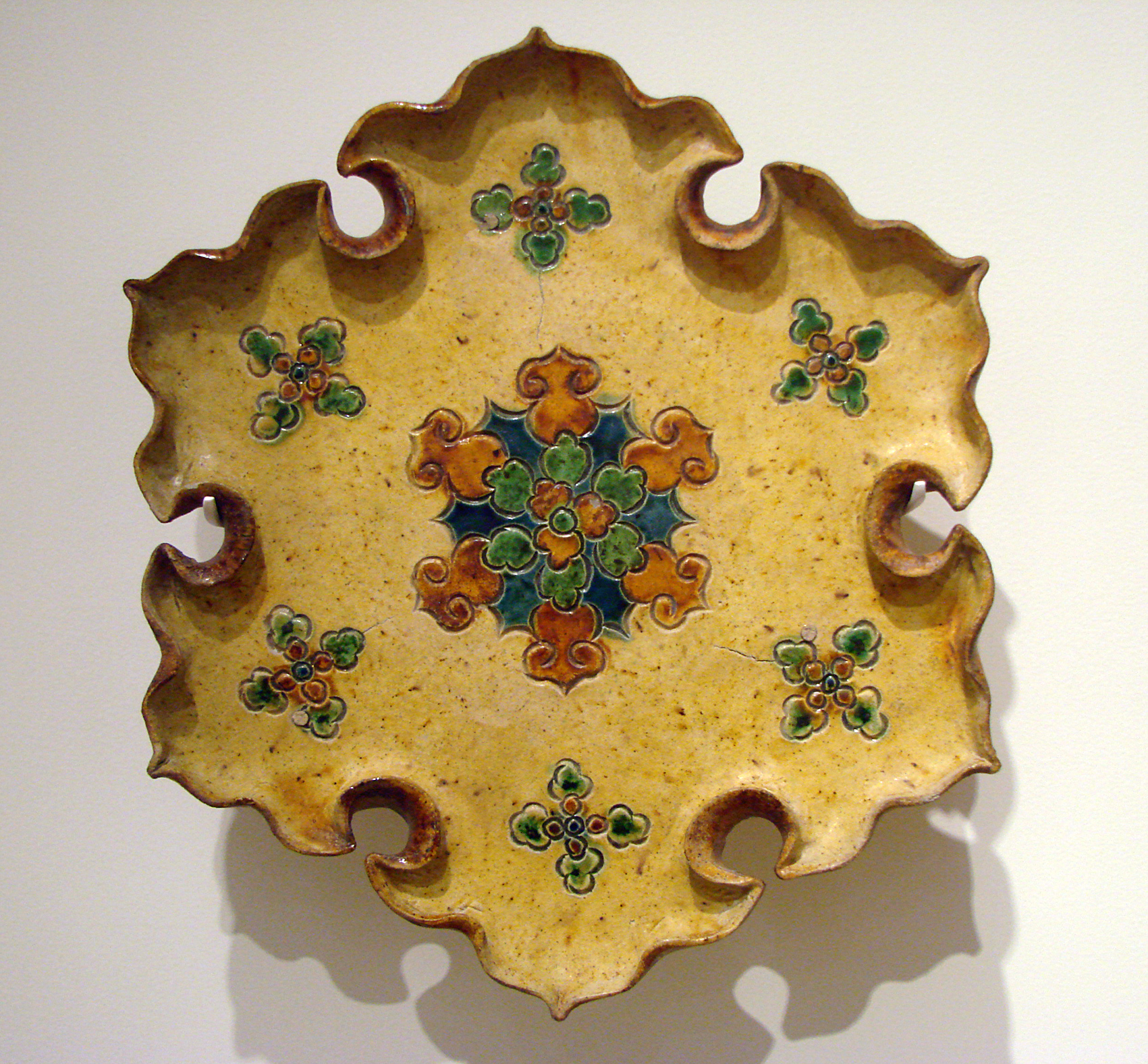
Vassoio da offerta in ceramica sancai, con sei lobi

### Song (dal 960 al 1279)

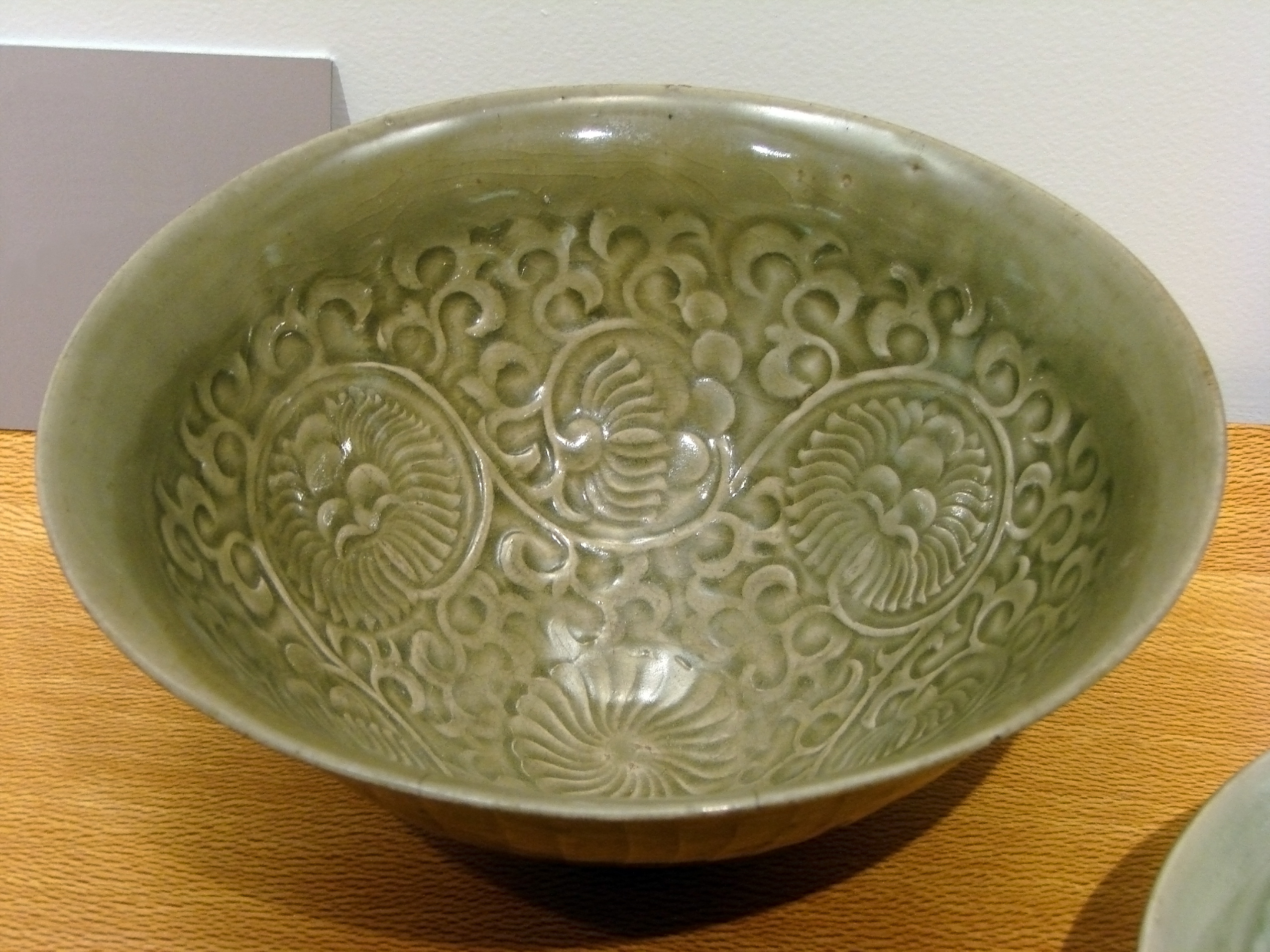
Celadon di epoca Song
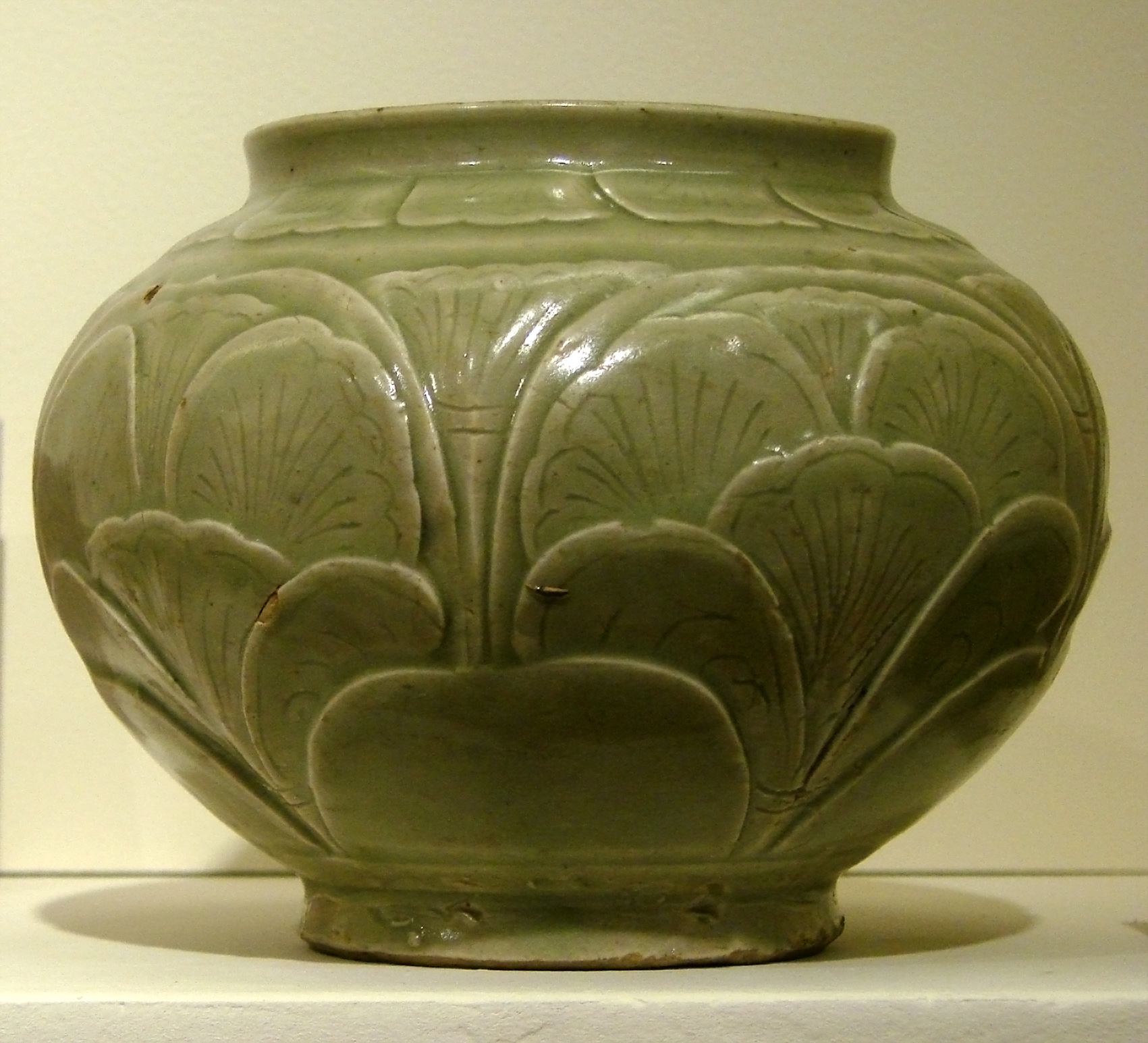
Celadon yaozhou risalente ai Song del Nord
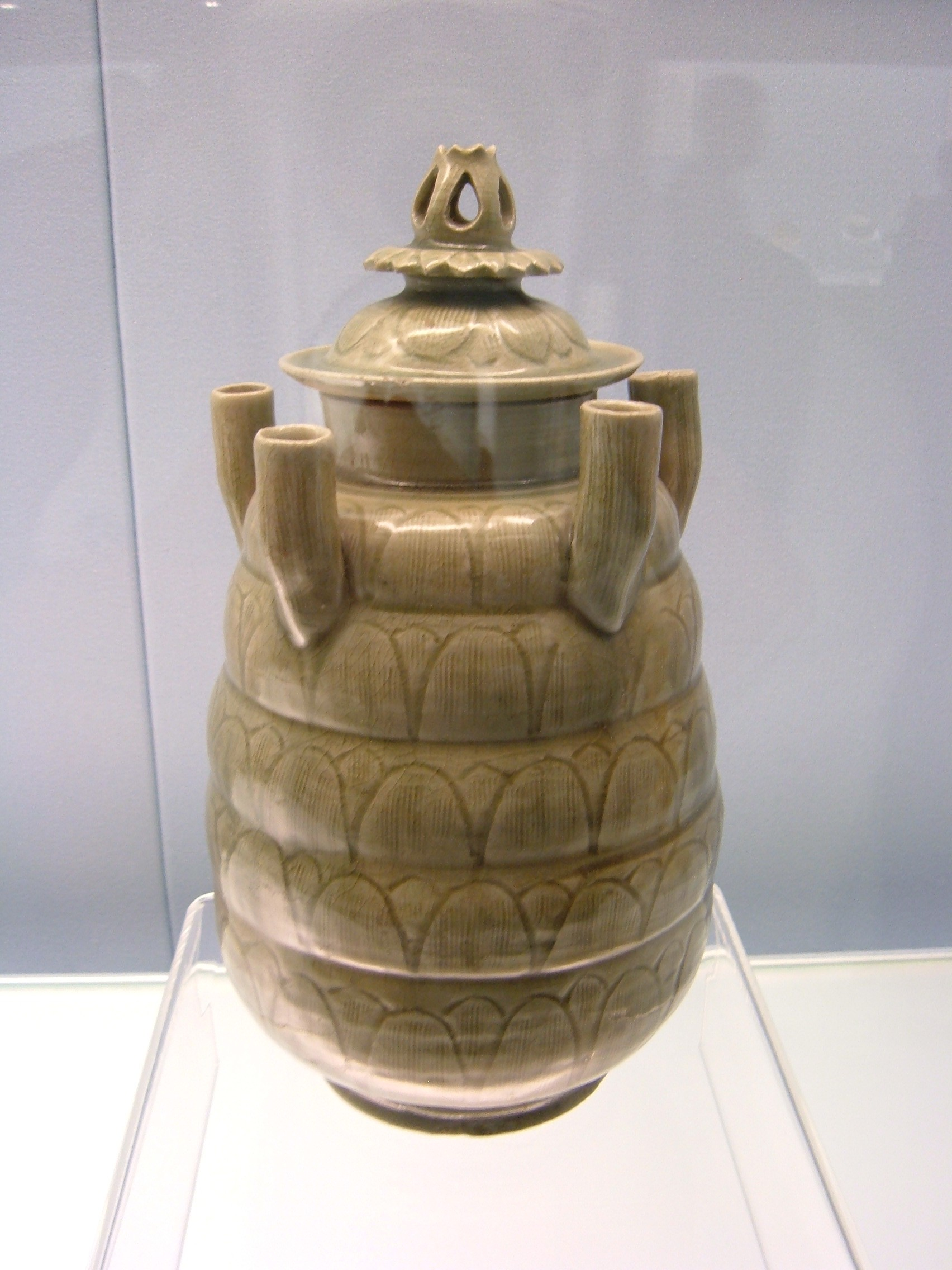
Celadon di epoca Song
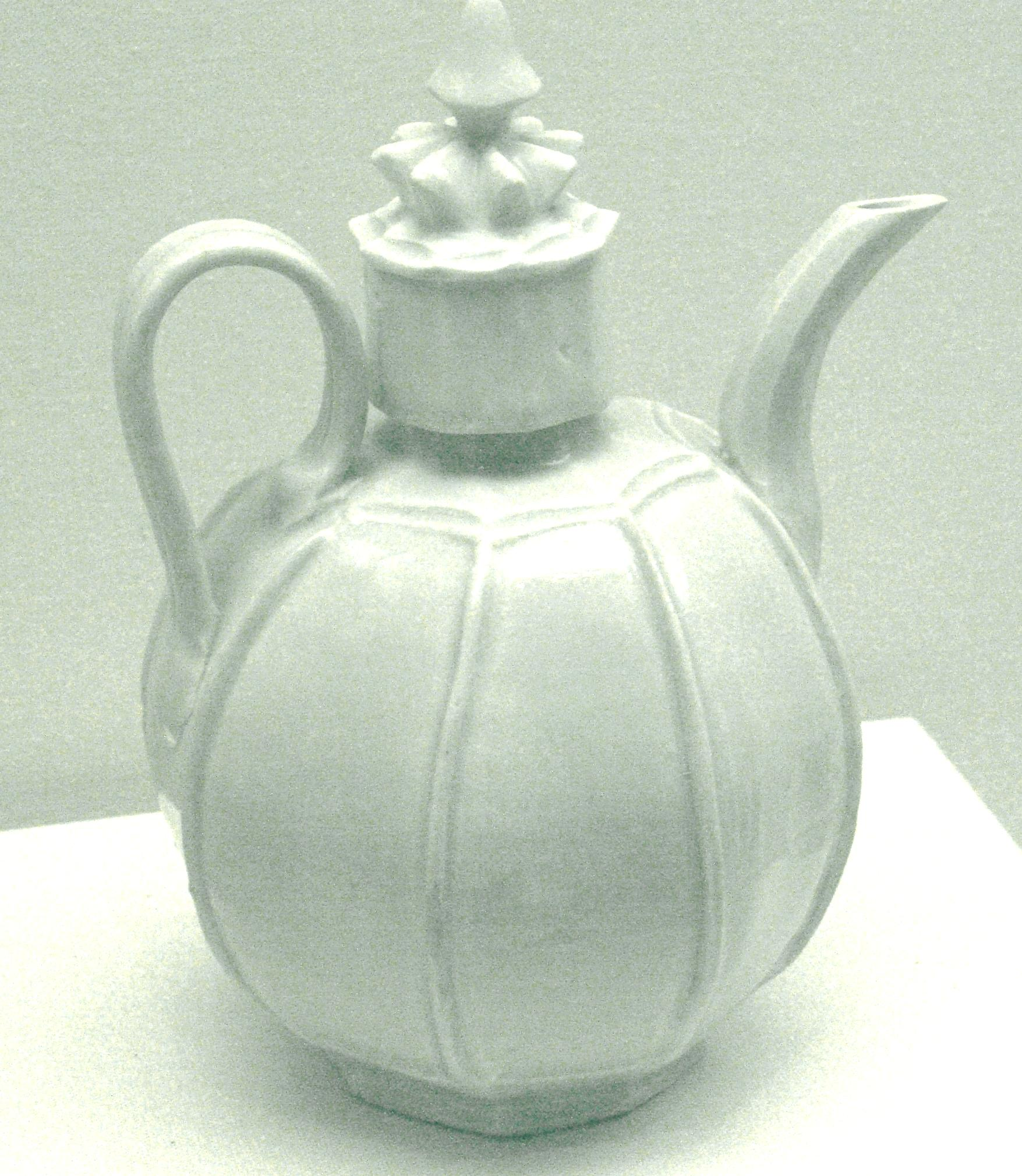
Teiera, porcellana in stile qingbai, Jingdezhen
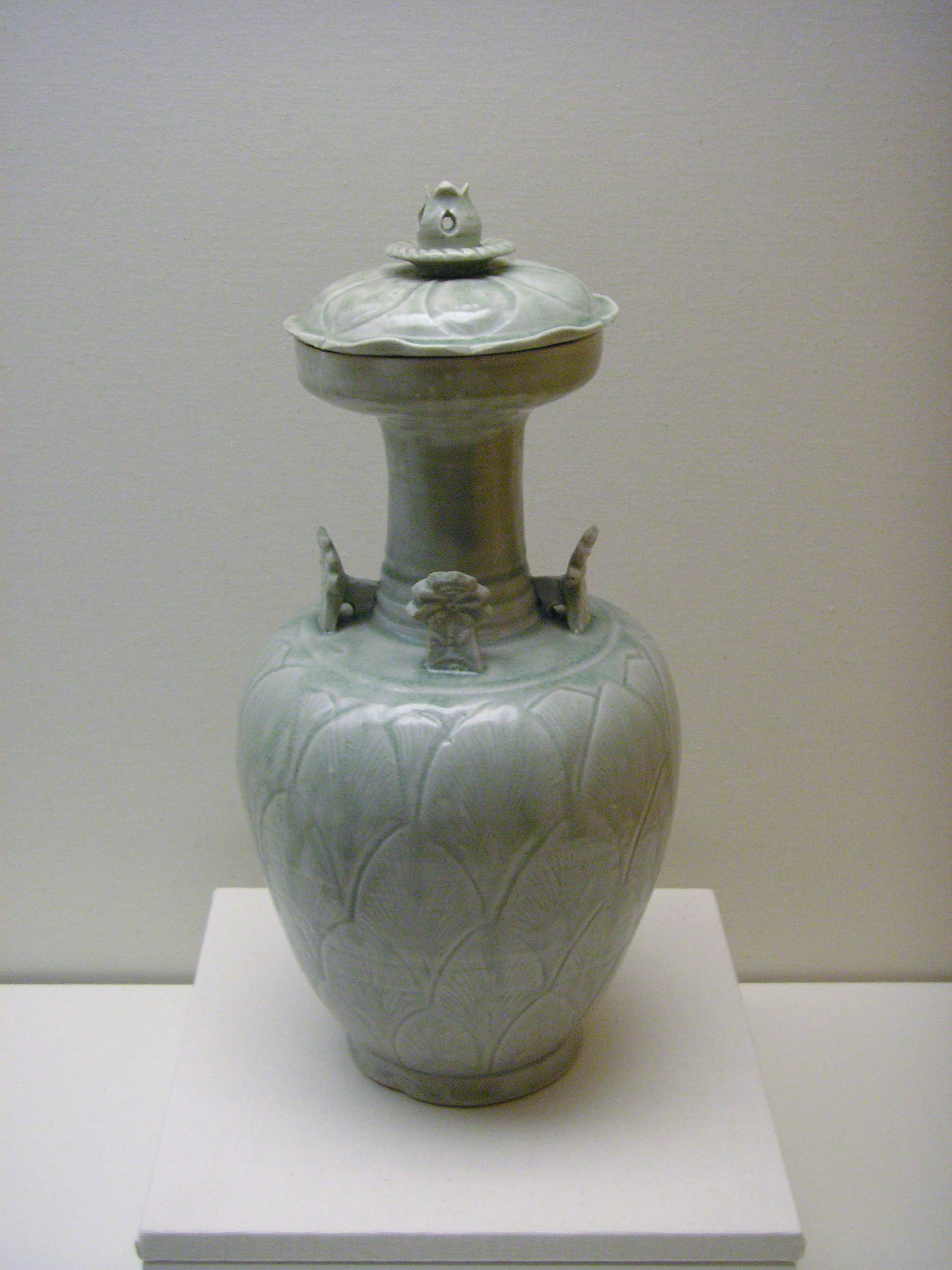
Vaso funerario e suo coperchio, grès con vetrina verde, Song del nord (960 - 1127)
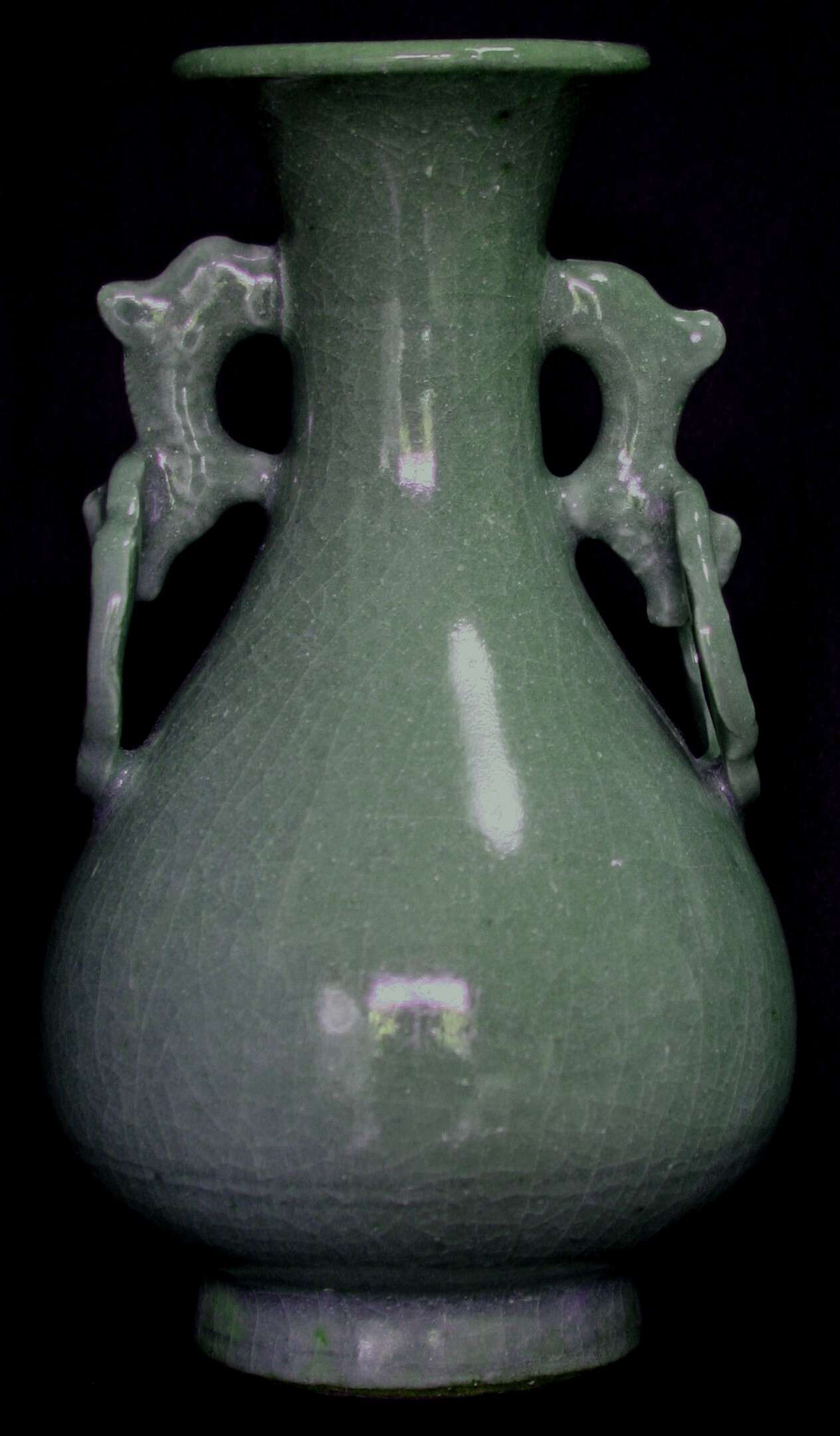
Vaso celadon longquan, Song
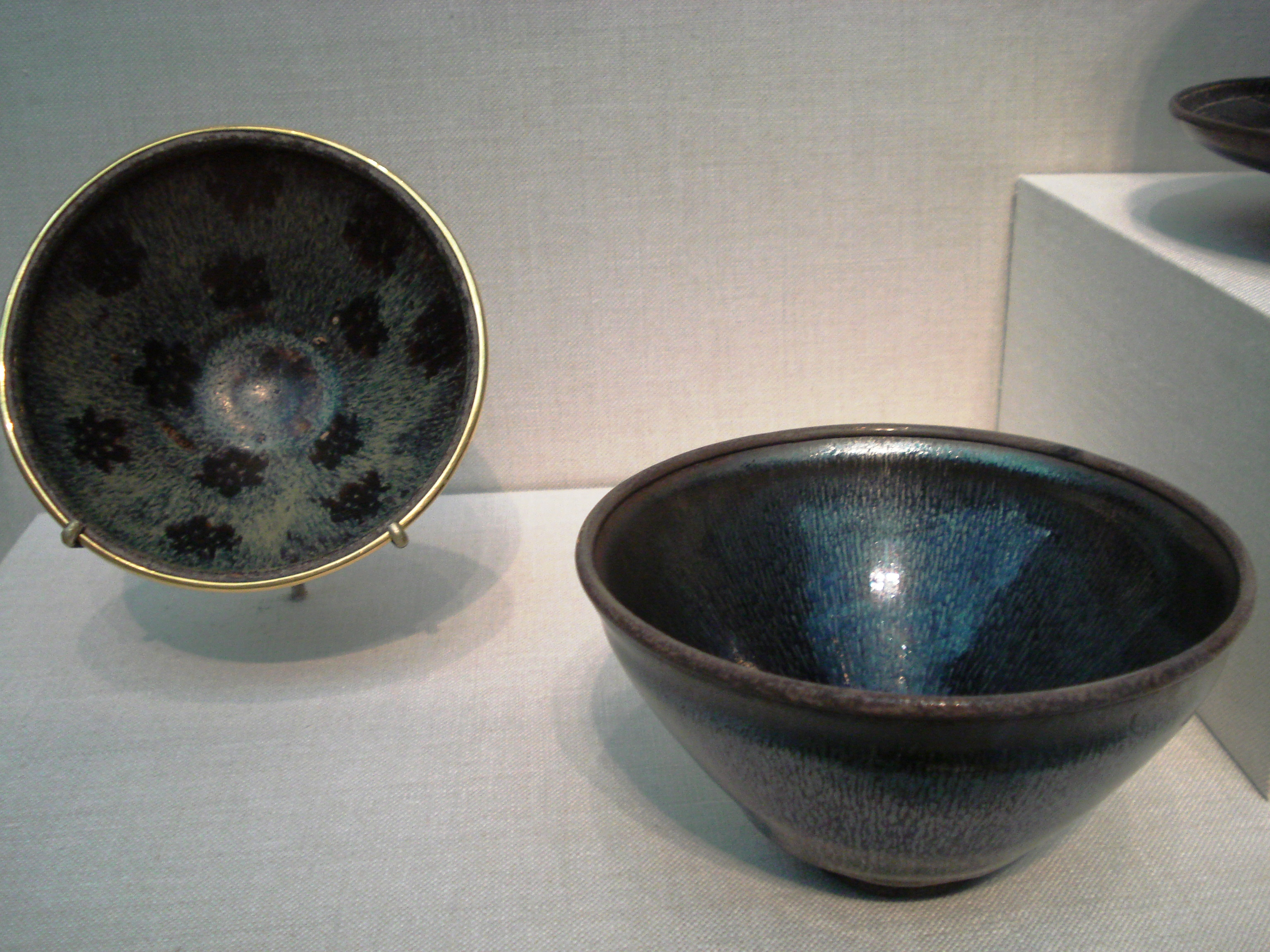
Tazze da tè, dinastia dei Song, vetrina all'ossido di ferro "occhio di pernice" e "pelliccia di lepre" o jian[N 21]
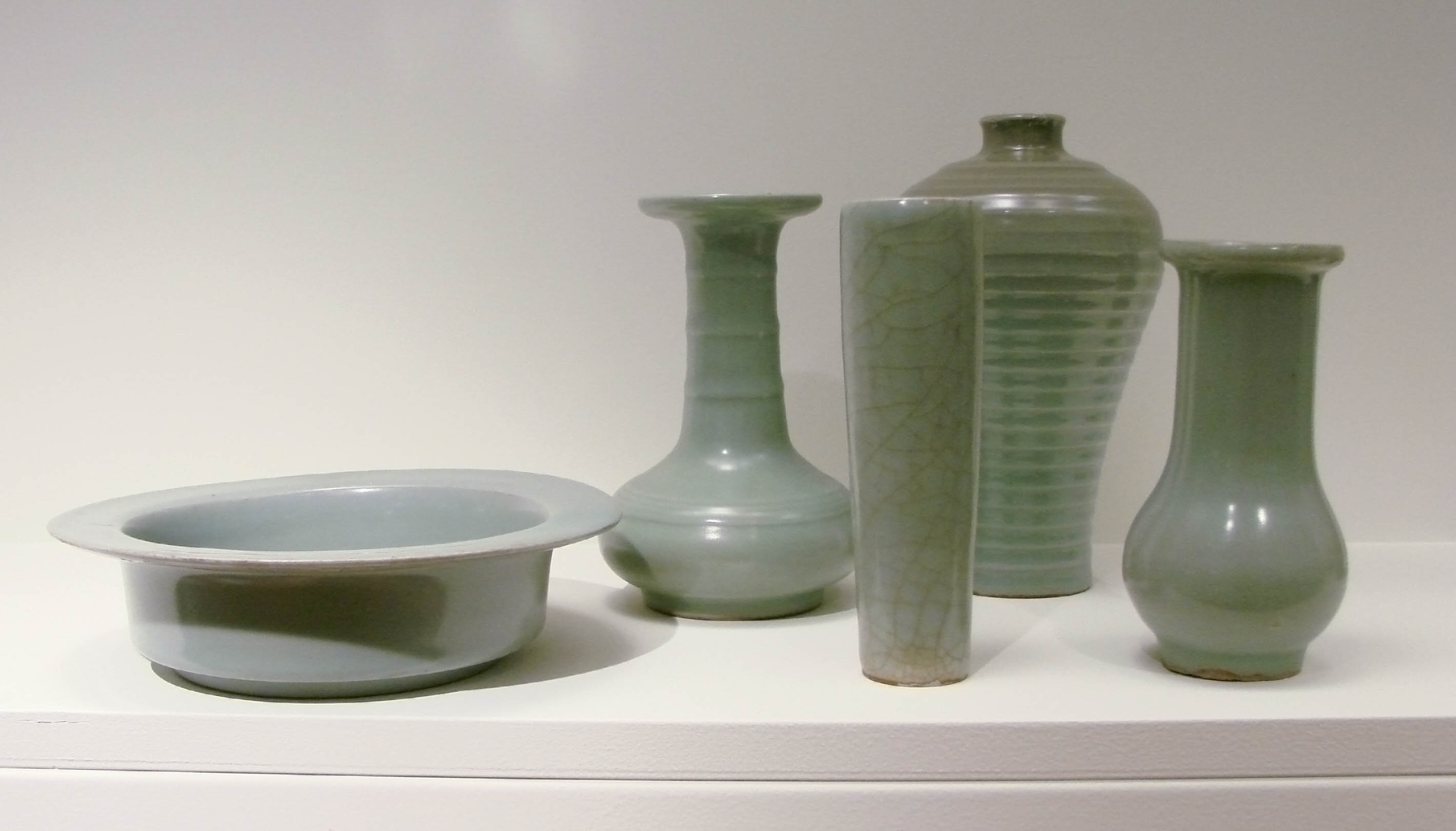
Pezzi di celadon longquan, XIII secolo
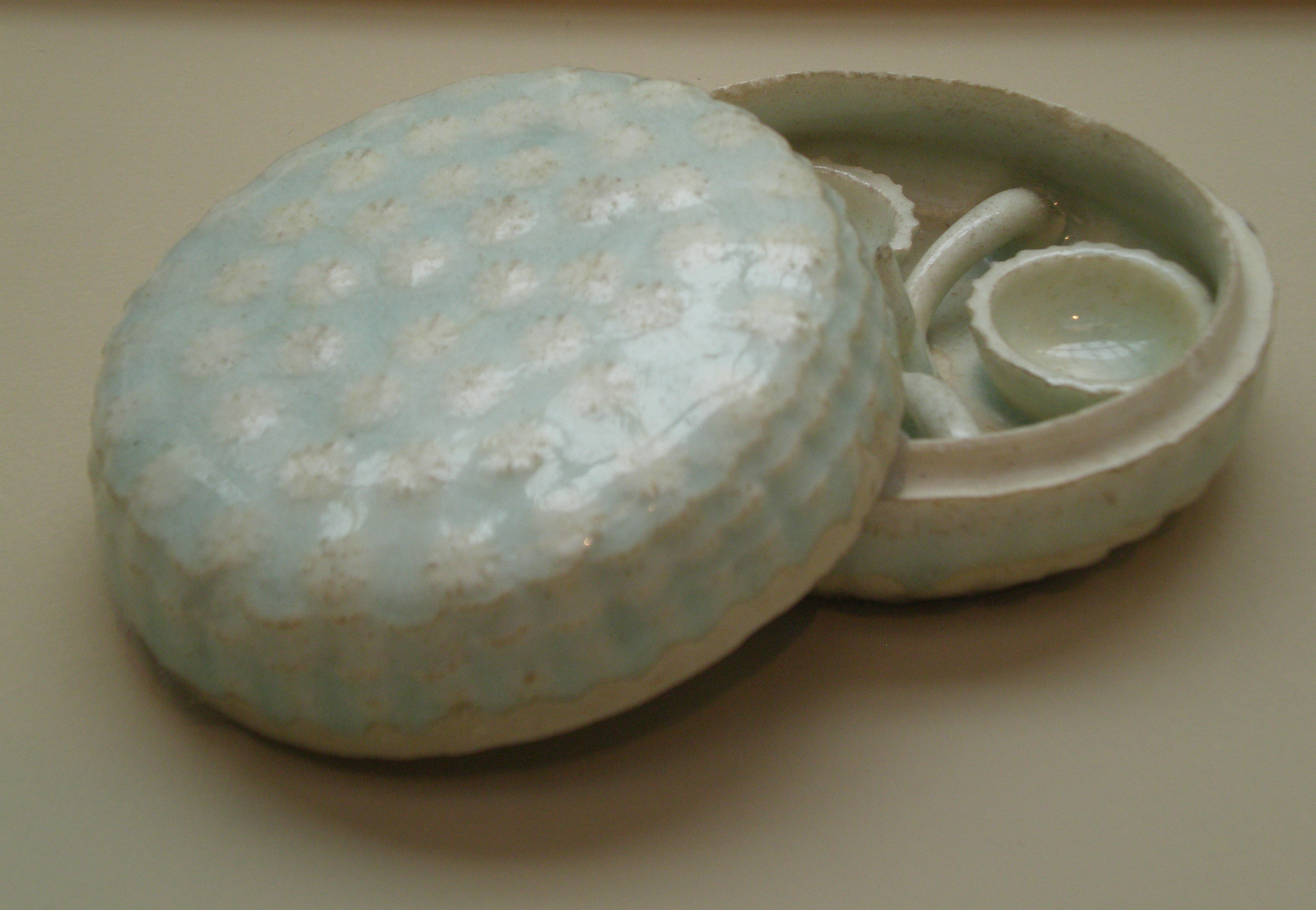
Scatola di porcellana qingbai, decoro con medaglioni a fiori
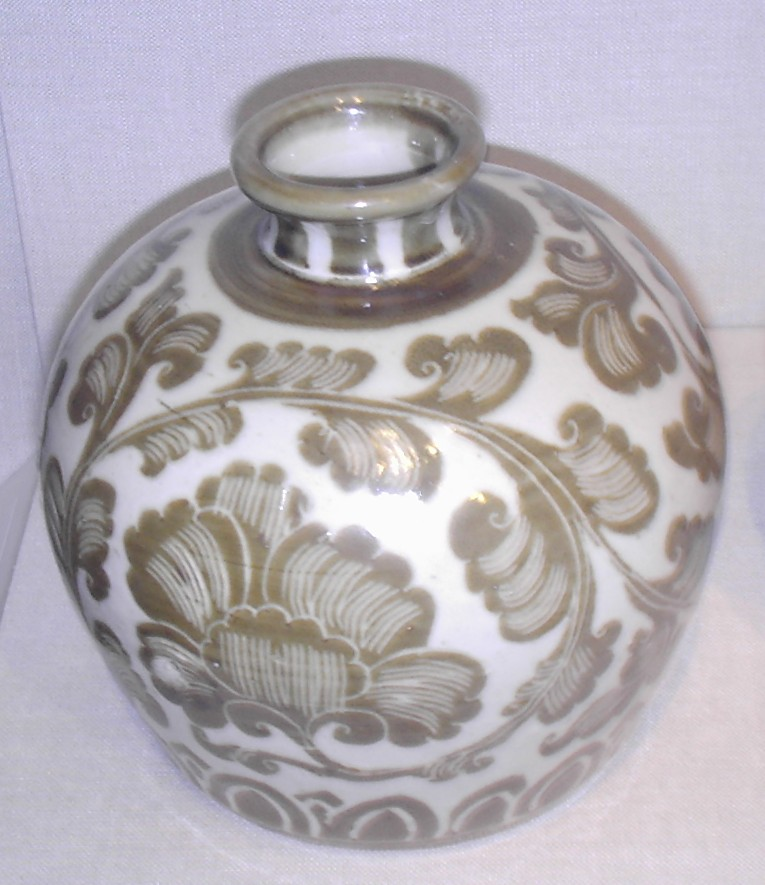
Bottiglia ding, pigmento di ossido di ferro sotto coperta trasparente, XI secolo. Freer Gallery

### Yuan (dal 1279 al 1368)

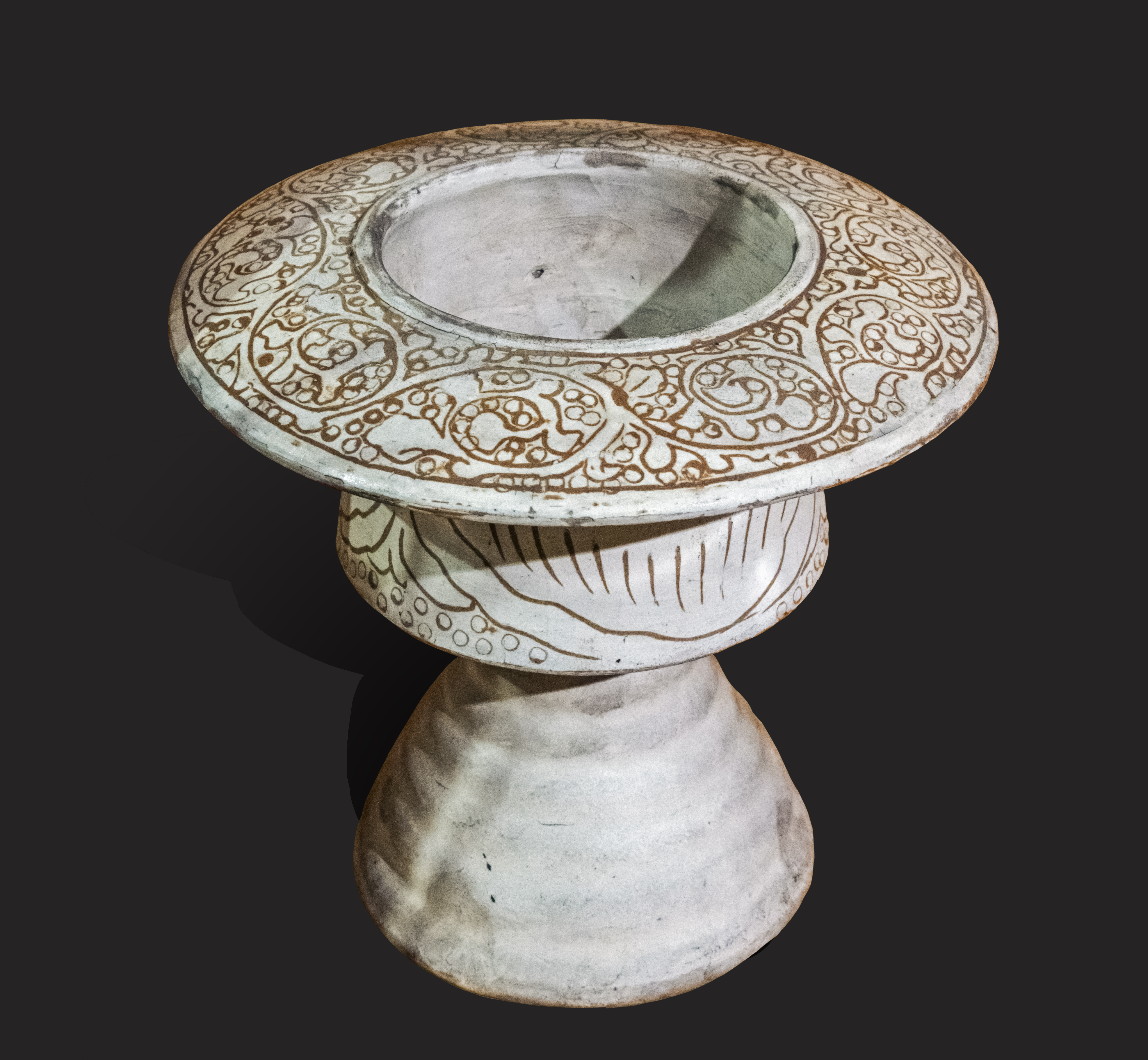
Supporto per coppa. Cizhou. Fine Sing-inizio Yuan. Cina del Nord. Grès, ingobbio crema e bruno, D: 17 cm. Museo Labit, Tolosa
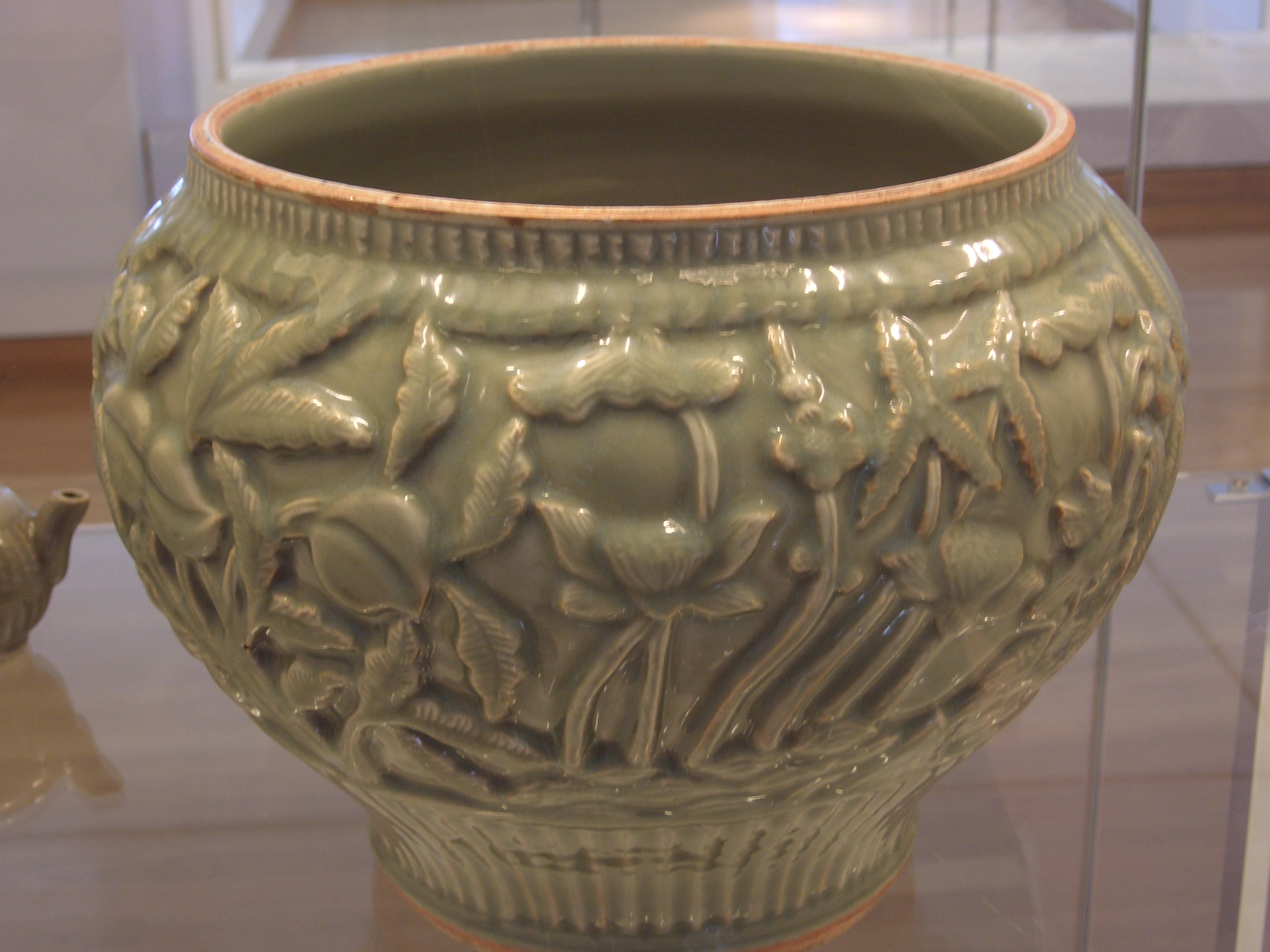
Giara in celadon della fine della dinastia Yuan, che mostra un lavoro di ornamentazione comprendente peschi, loti, peonie, salici e palme
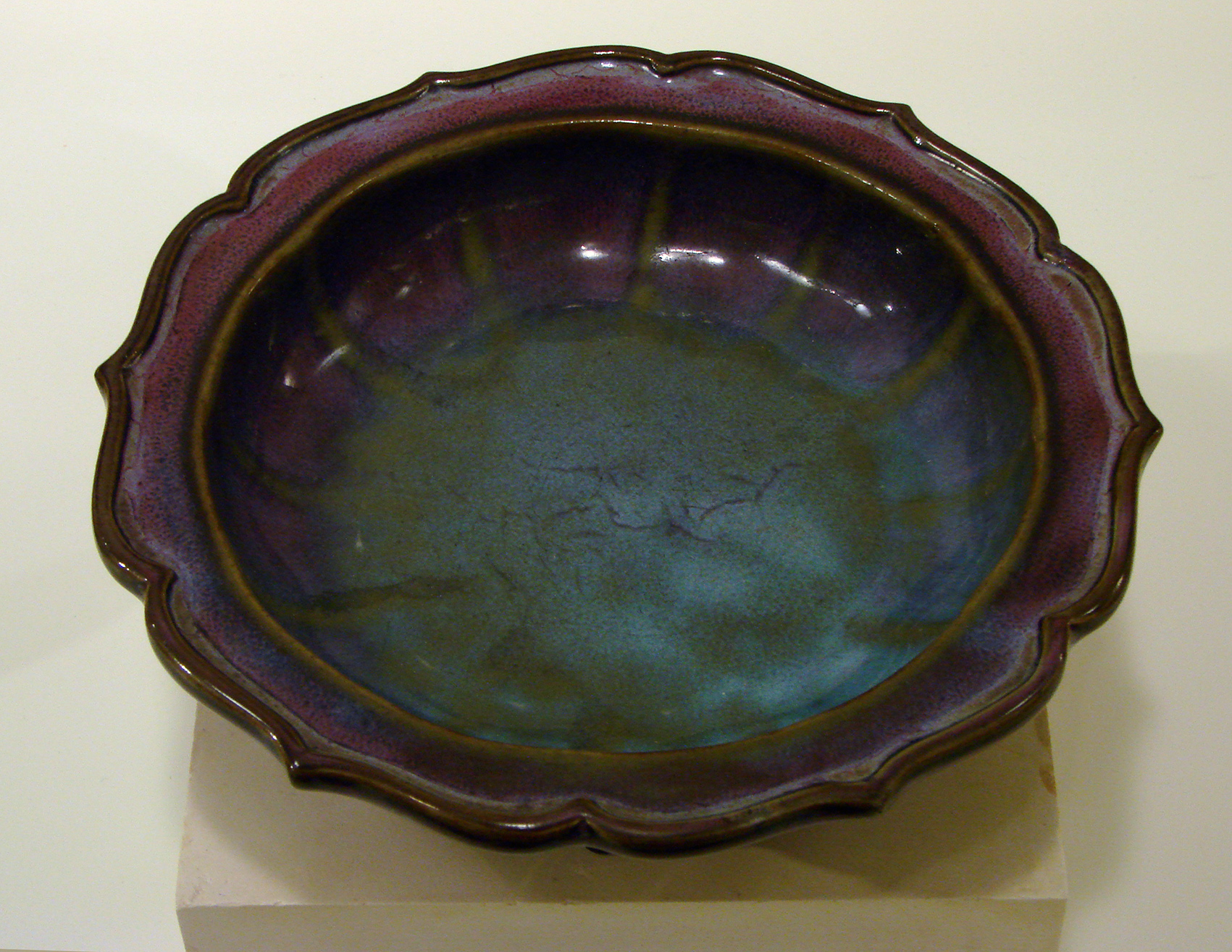
Vassoio della dinastia Jin o della dinastia Yuan, XIII o XIV secolo
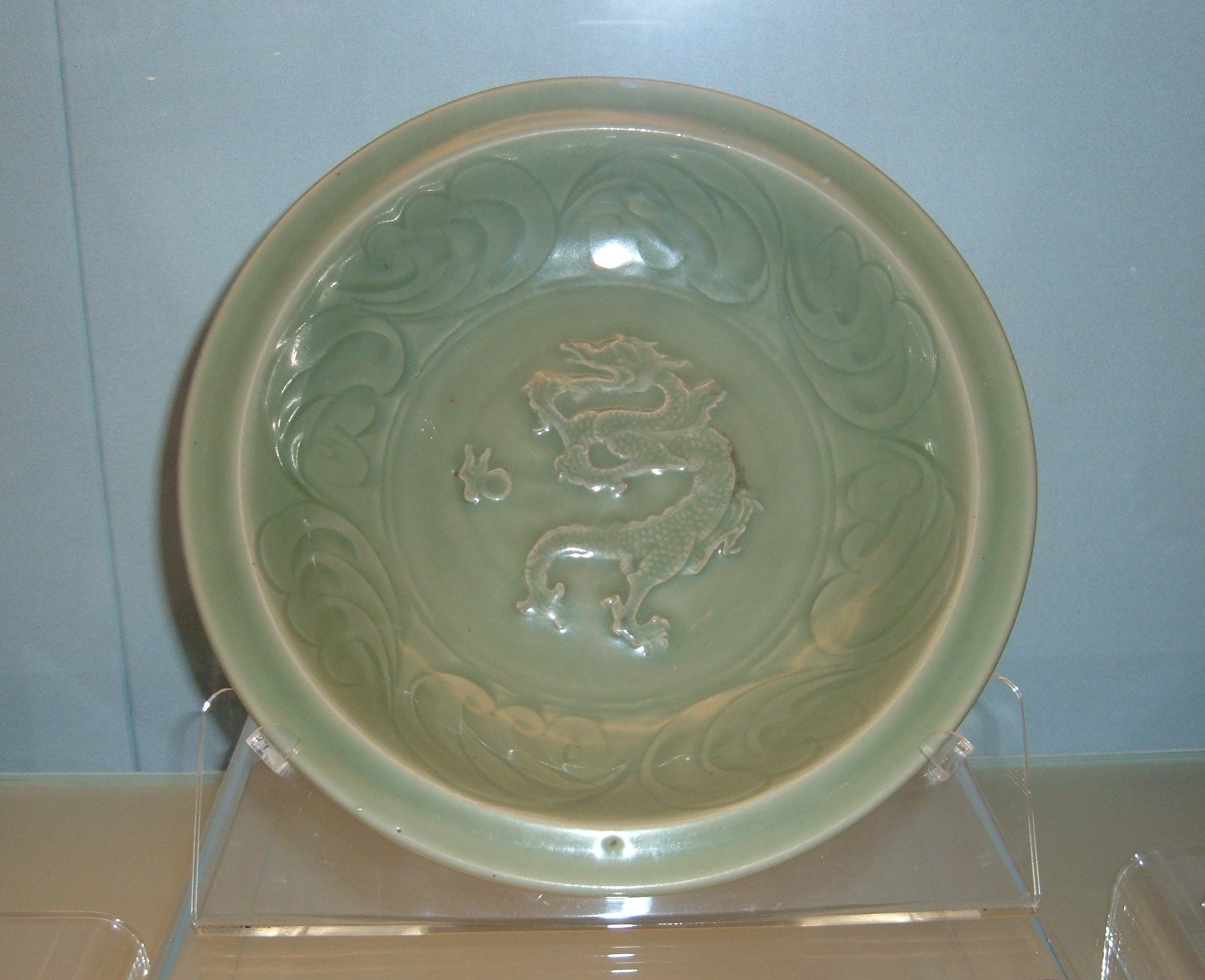
Celadon longquan, XIII o XIV secolo
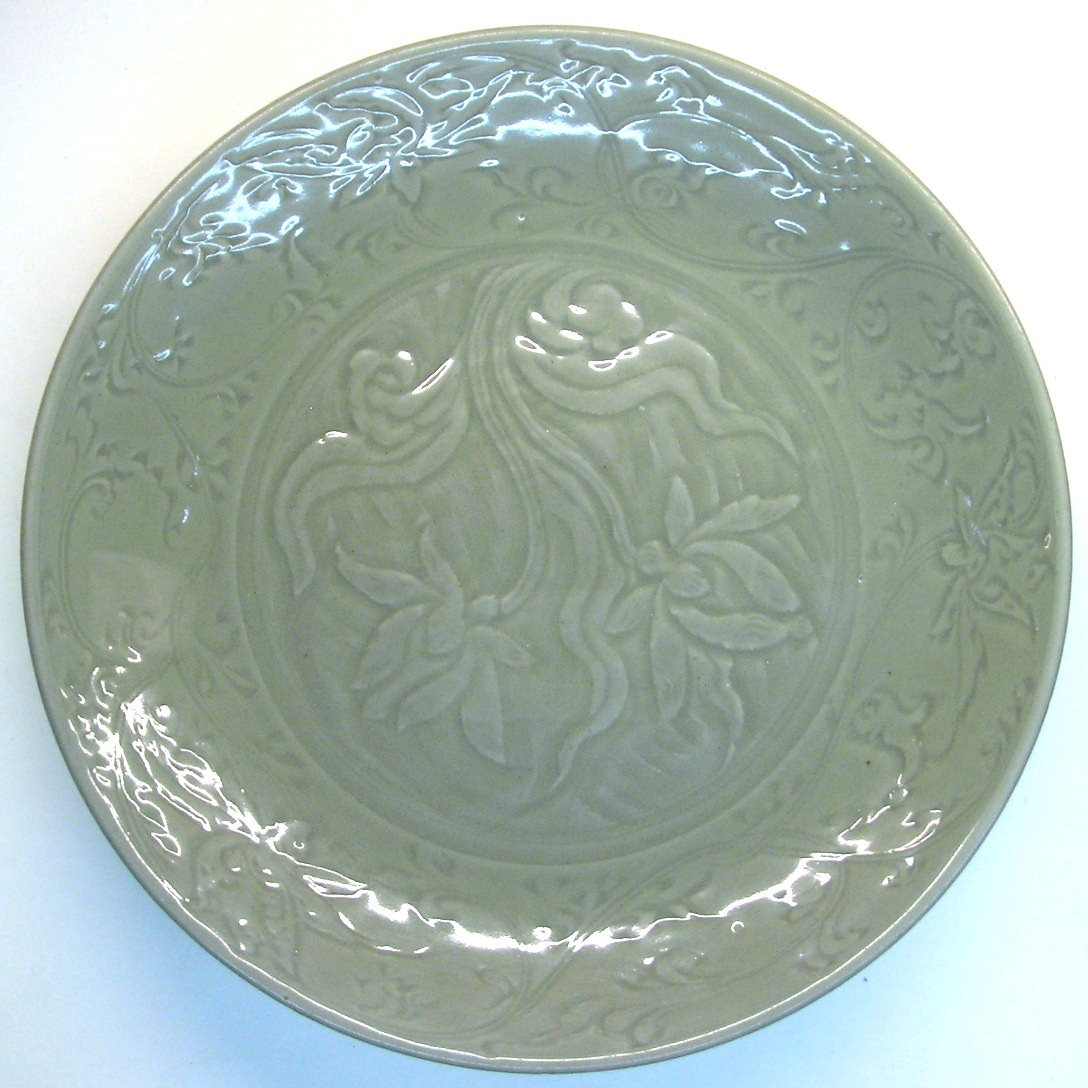
Vassoio di celadon con un decoro floreale. Palazzo di Topkapı
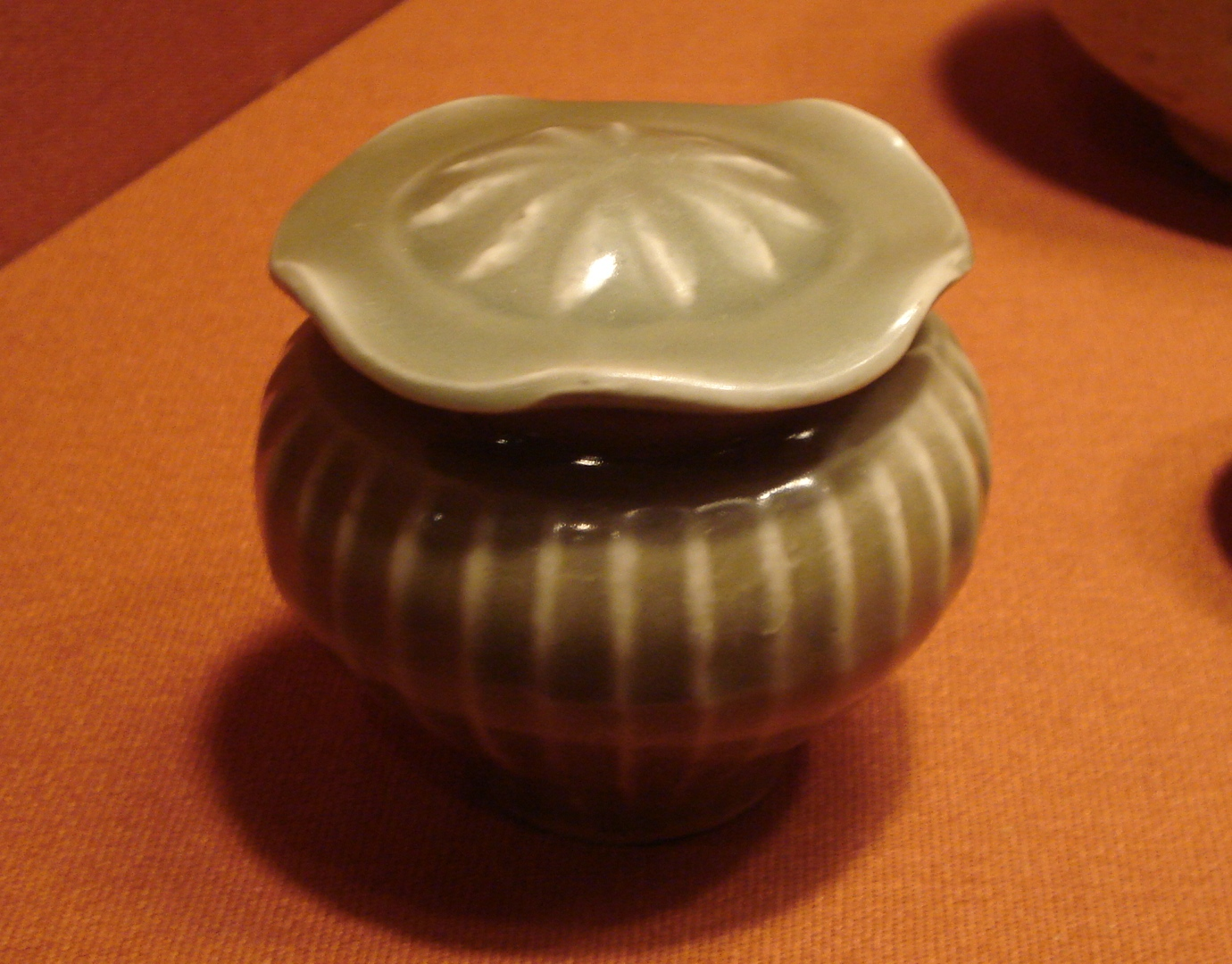
Giara ricoperta in celadon longquan, XIV secolo
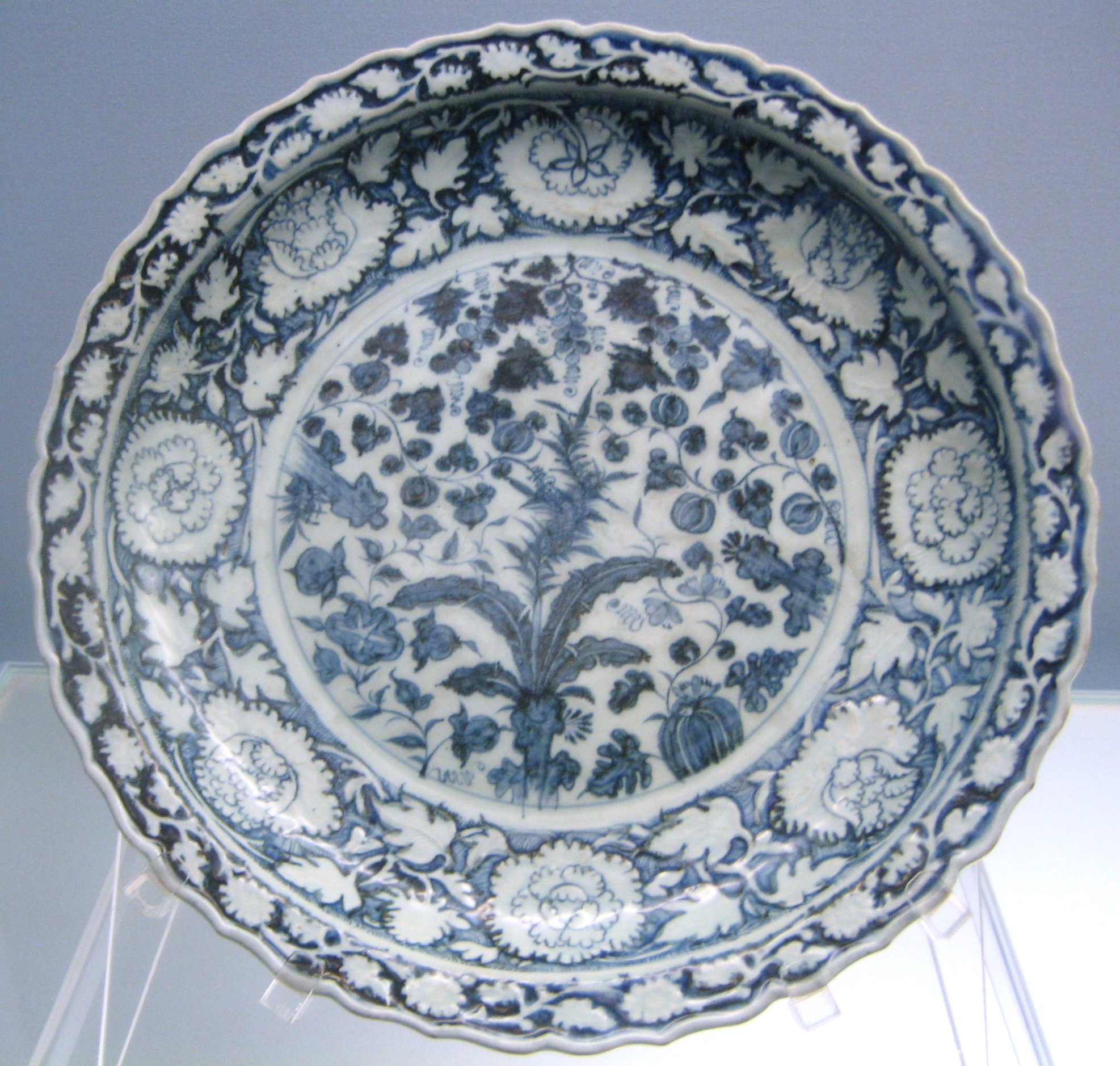
Vassoio con bordo a otto foglie. Porcellana con fondo dipinto verniciato e decoro applicato blu: meloni, bambù e uva. Jingdezhen, tardo Yuan. Shanghai Museum.
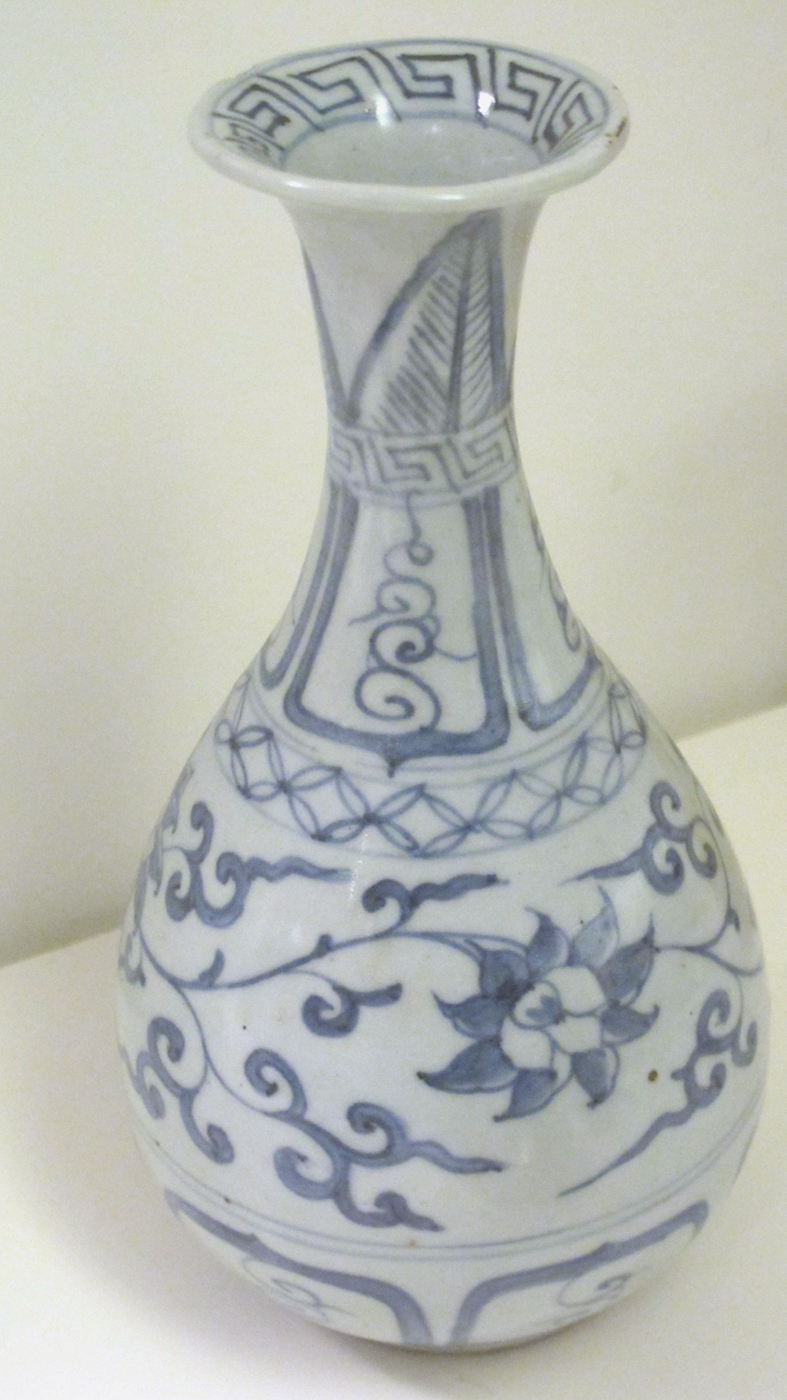
Vasetto piriforme detto yuhuchun. Jingdezhen. Dinastia Yuan, prima metà del XIV secolo. Porcellana bianca con decoro in blu sotto coperta. Museo Guimet MA2493
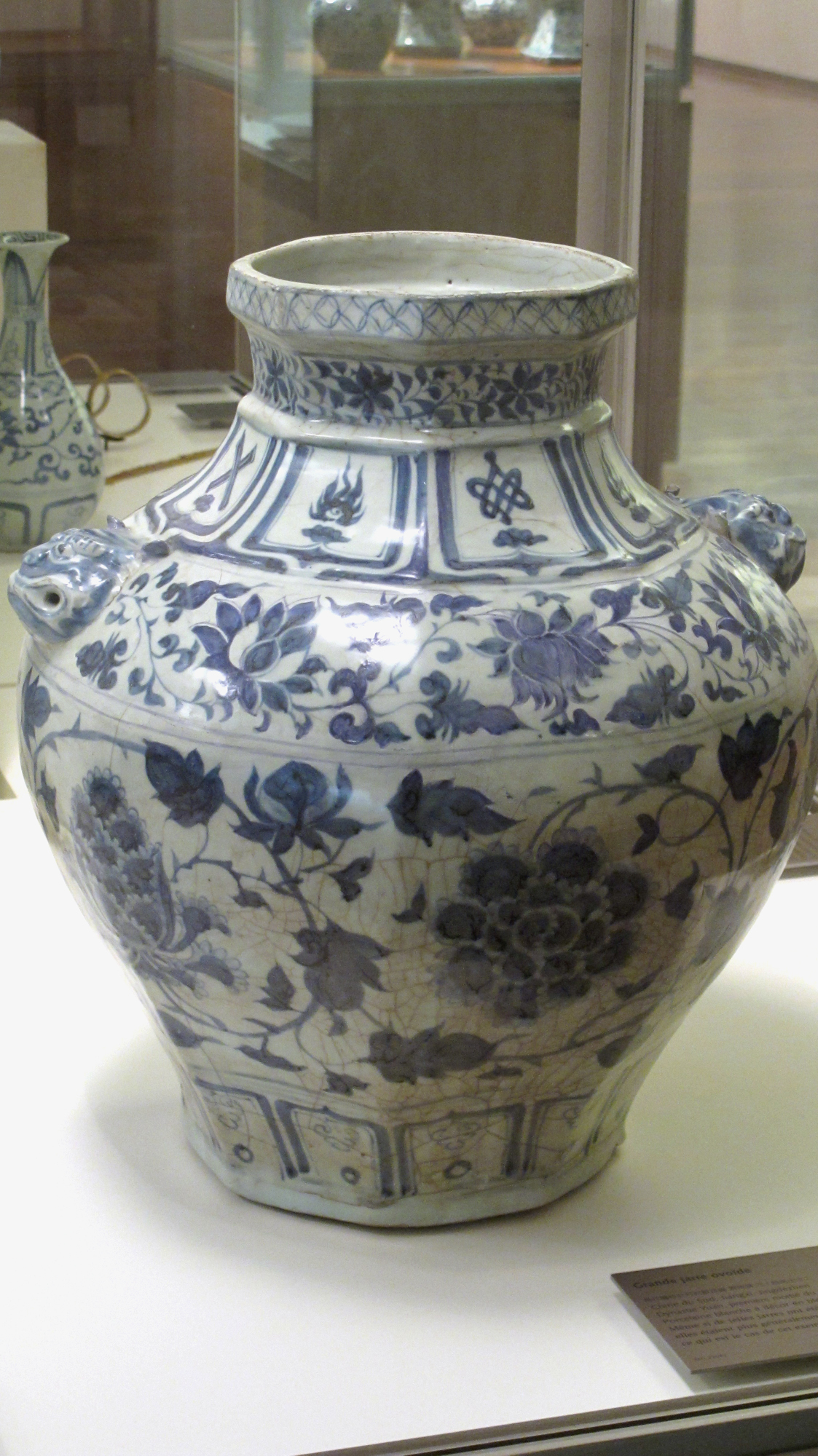
Grande giara ovoidale, ottagonale. Prima metà del XIV secolo. Jingdezhen. Porcellana bianca con decoro in blu sotto coperta. Tali giare erano generalmente destinate all'esportazione. Questo esemplare fu esumato in Vietnam. Museo Guimet MG23582
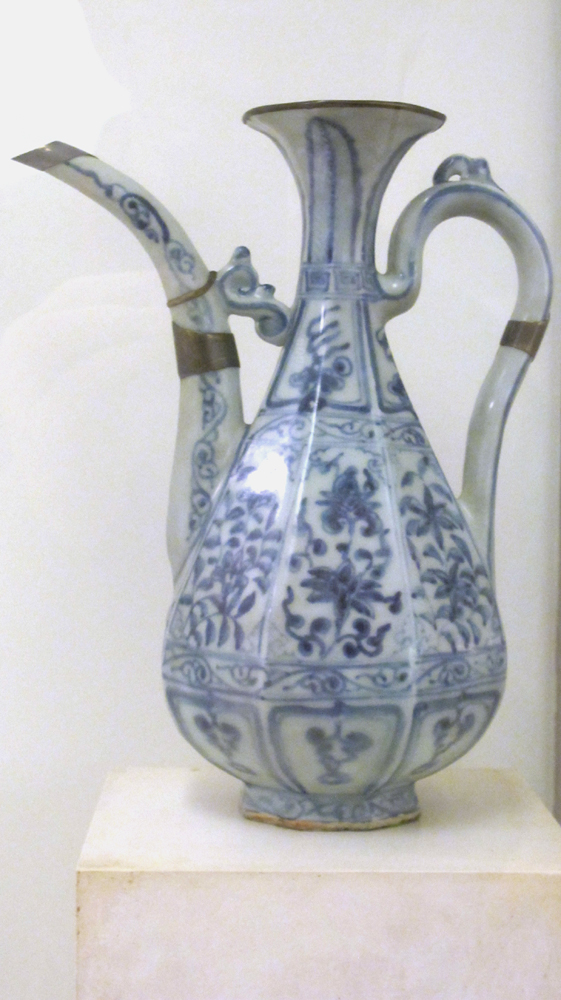
Acquamanile. Cina del Sud, Jiangxi, Jingdezhen. Dinastia Yuan, verso il 1335. Porcellana bianca con decoro floreale in blu cobalto sotto coperta. Museo Guimet MA5657
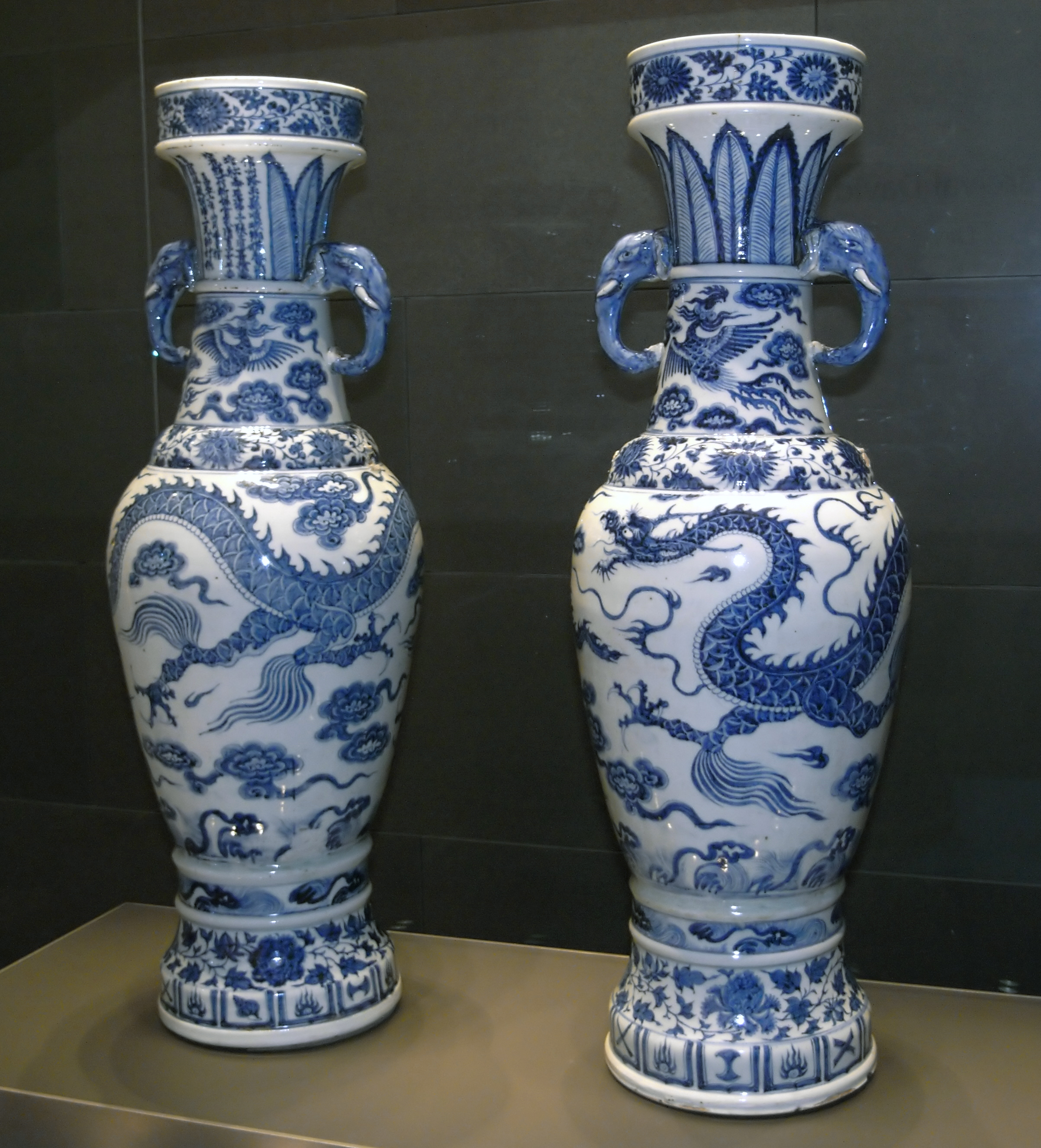
Due vasi conosciuti come vasi di David, datati 1351, decoro blu cobalto sotto coperta, h: 63,5 cm. British Museum.

### Ming (dal 1368 al 1644)

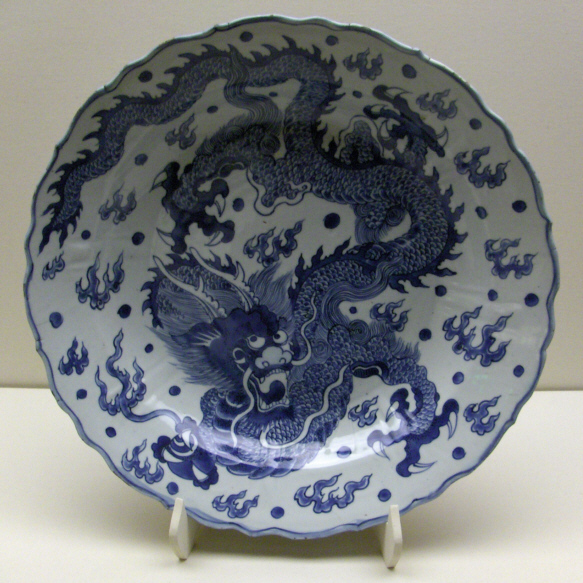
Vassoio di porcellana «blu e bianca» della dinastia Ming, raffigurante un drago
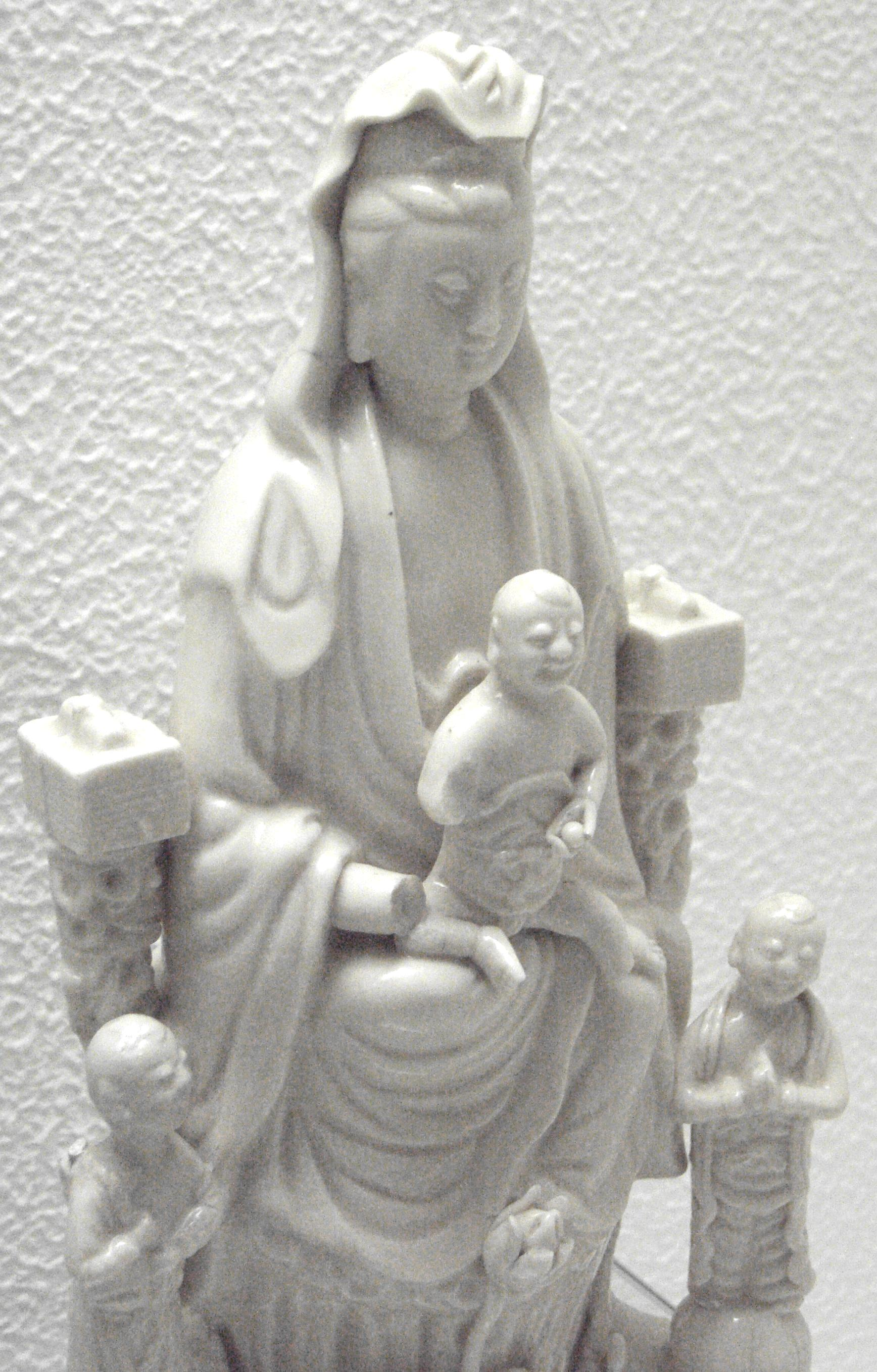
Guanyin (Bodhisattva della Compassione) con due bambini; statuetta «bianco di Cina» di Dehua
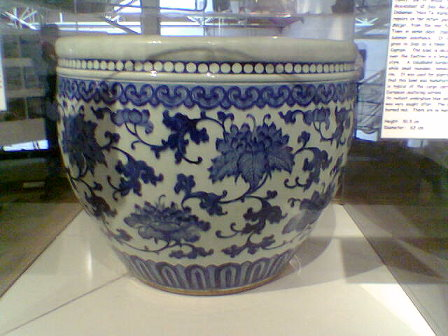
Tazza di porcellana di epoca Ming, con un decoro floreale
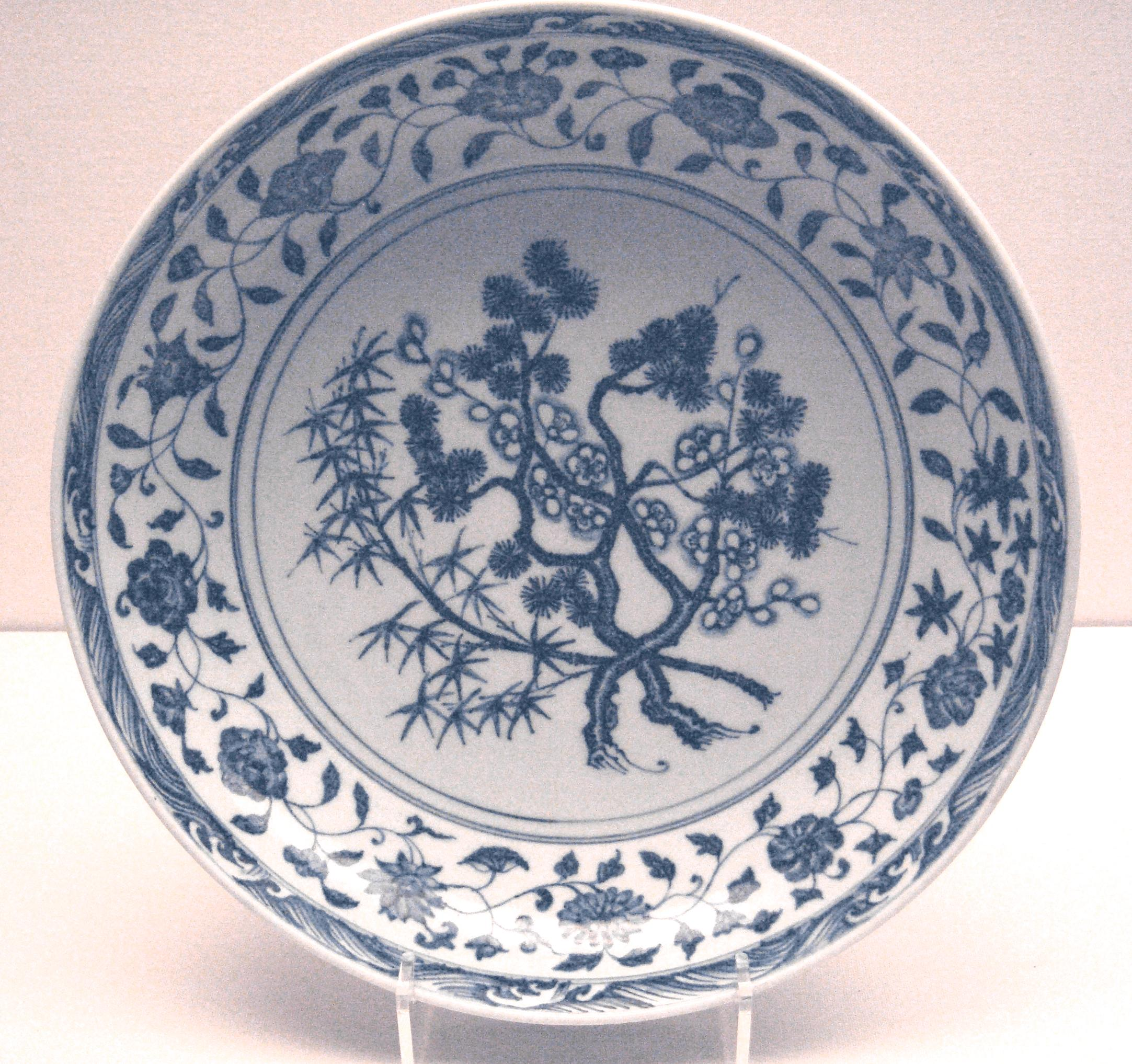
Vassoio di porcellana della dinastia Ming, con un decoro di rami d'albero, di foglie e un bordo floreale
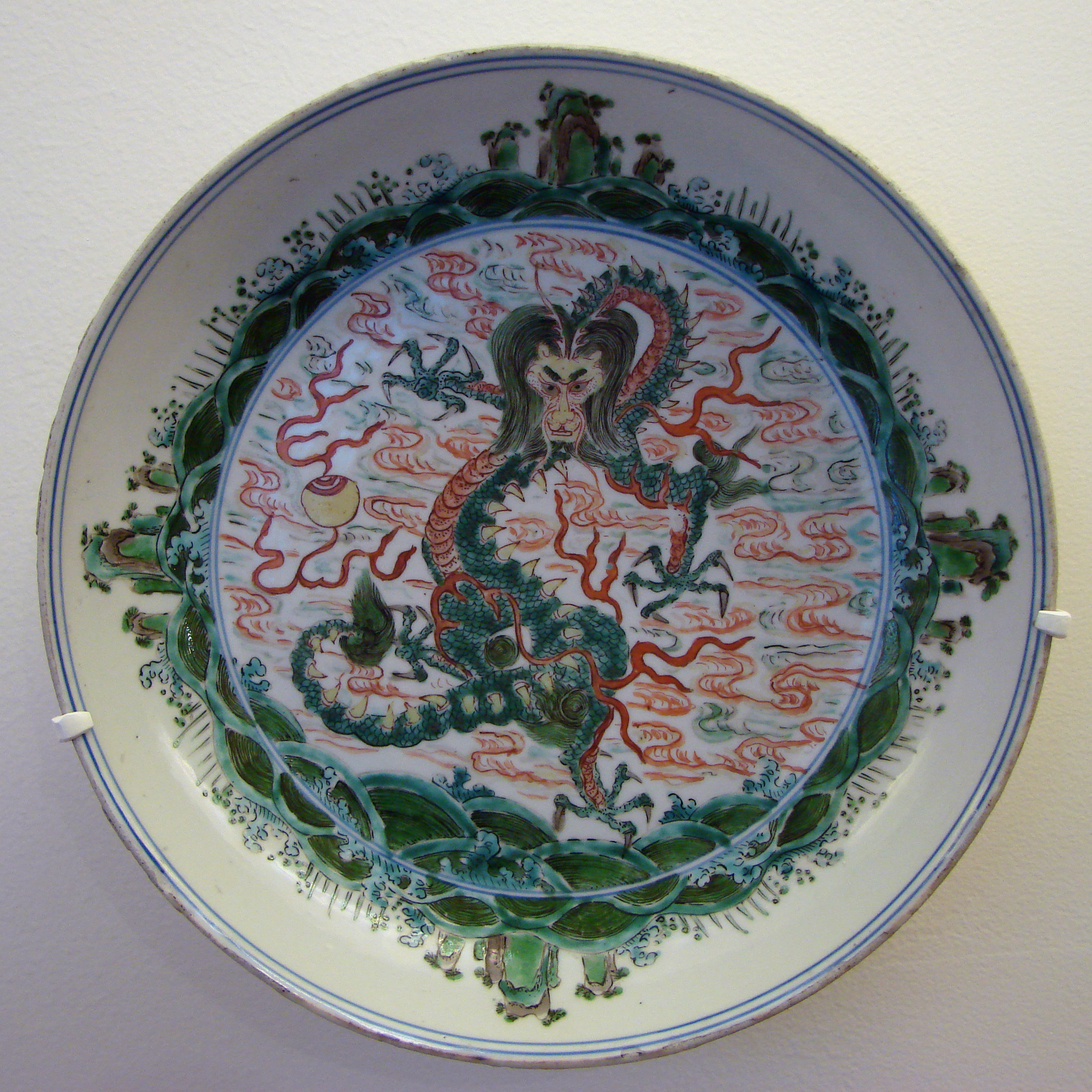
Vassoio di porcellana del 1634, durante il regno dell'imperatore Chongzhen (1627 - 1644)
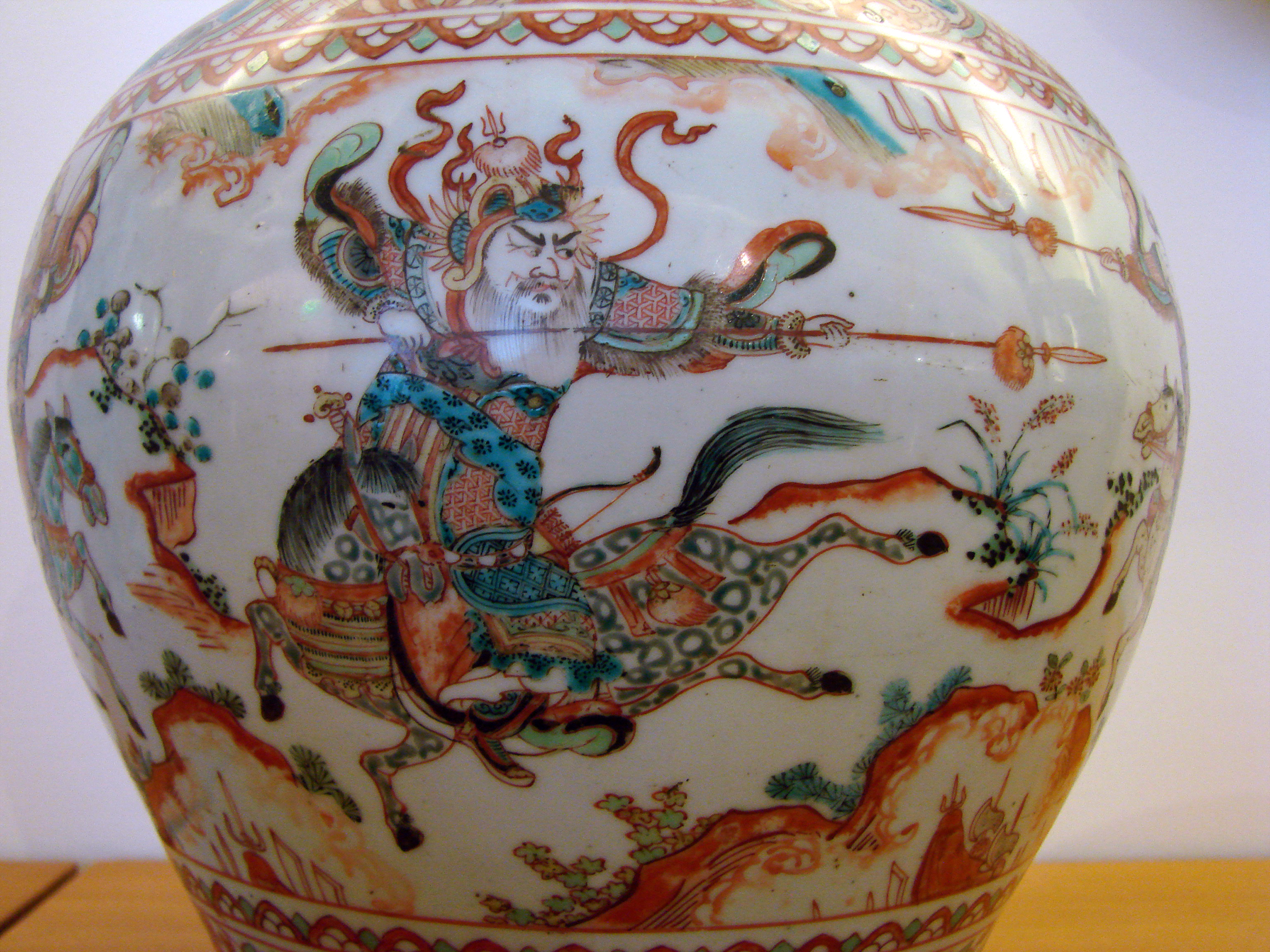
Vaso di porcellana del regno dell'imperatore Jiajing (1521 - 1567)
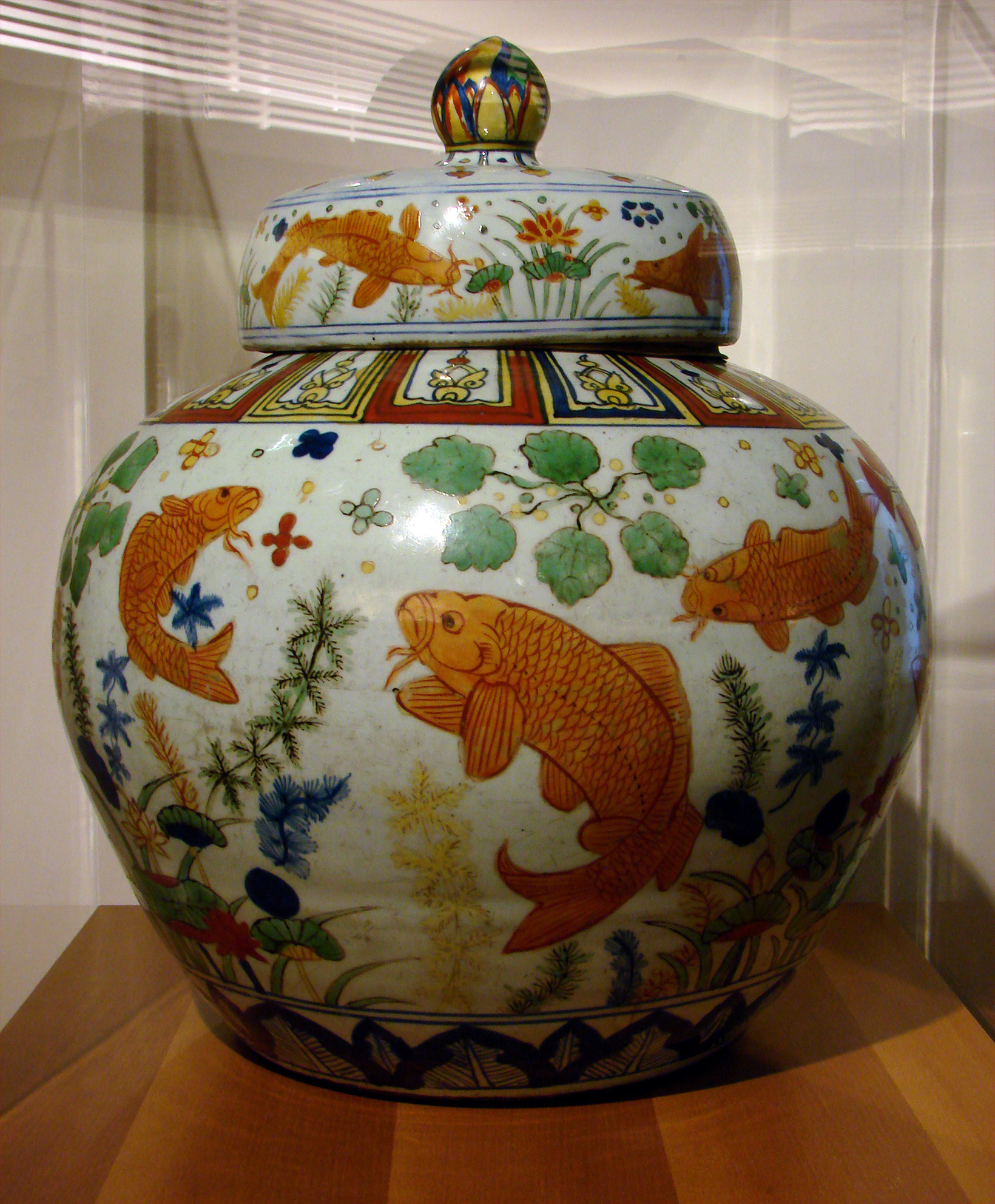
Vaso Ming in stile wucai, decoro con i pesci rossi
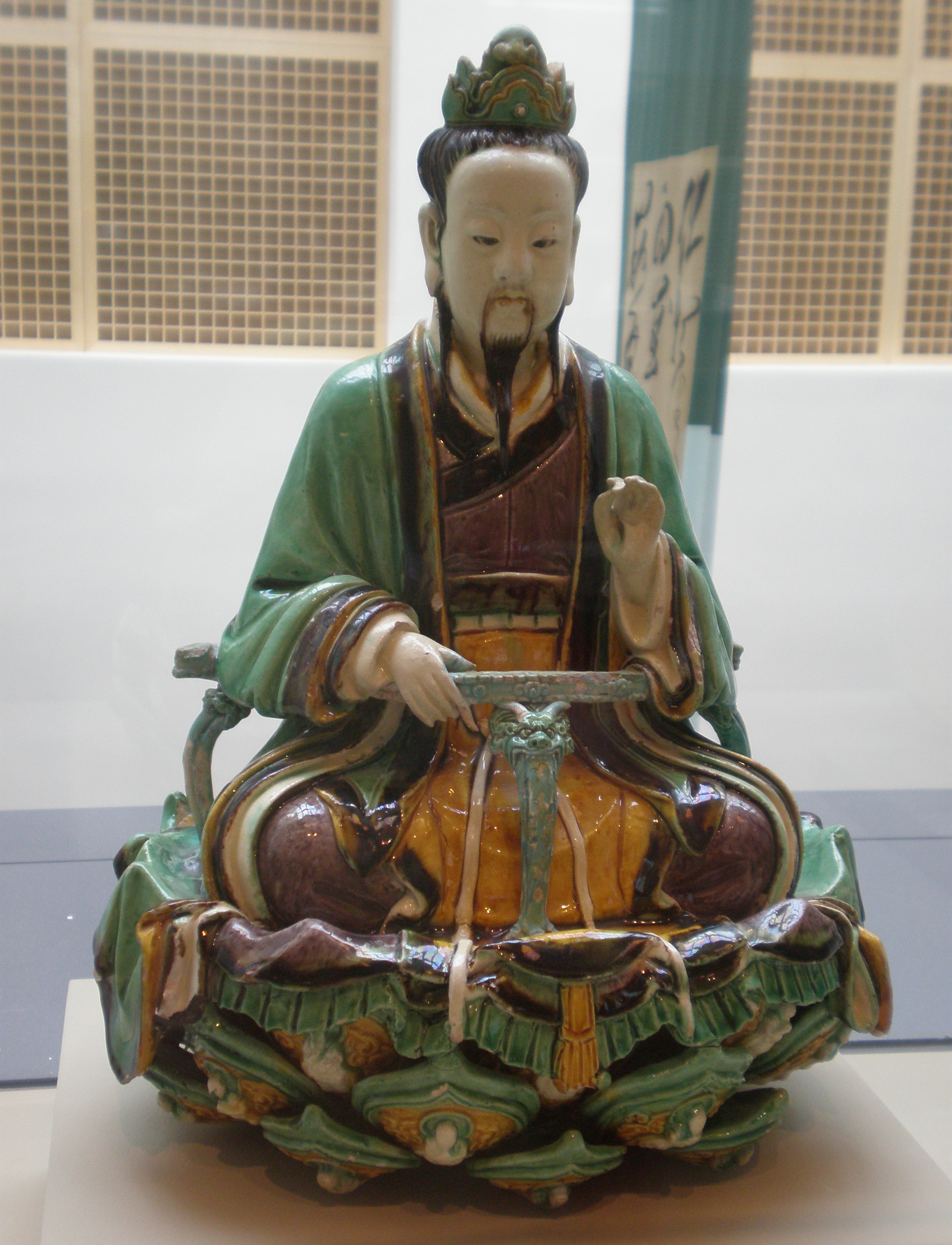
Statua di Buddha seduto, in ceramica con vetrina verde e gialla, di epoca Ming
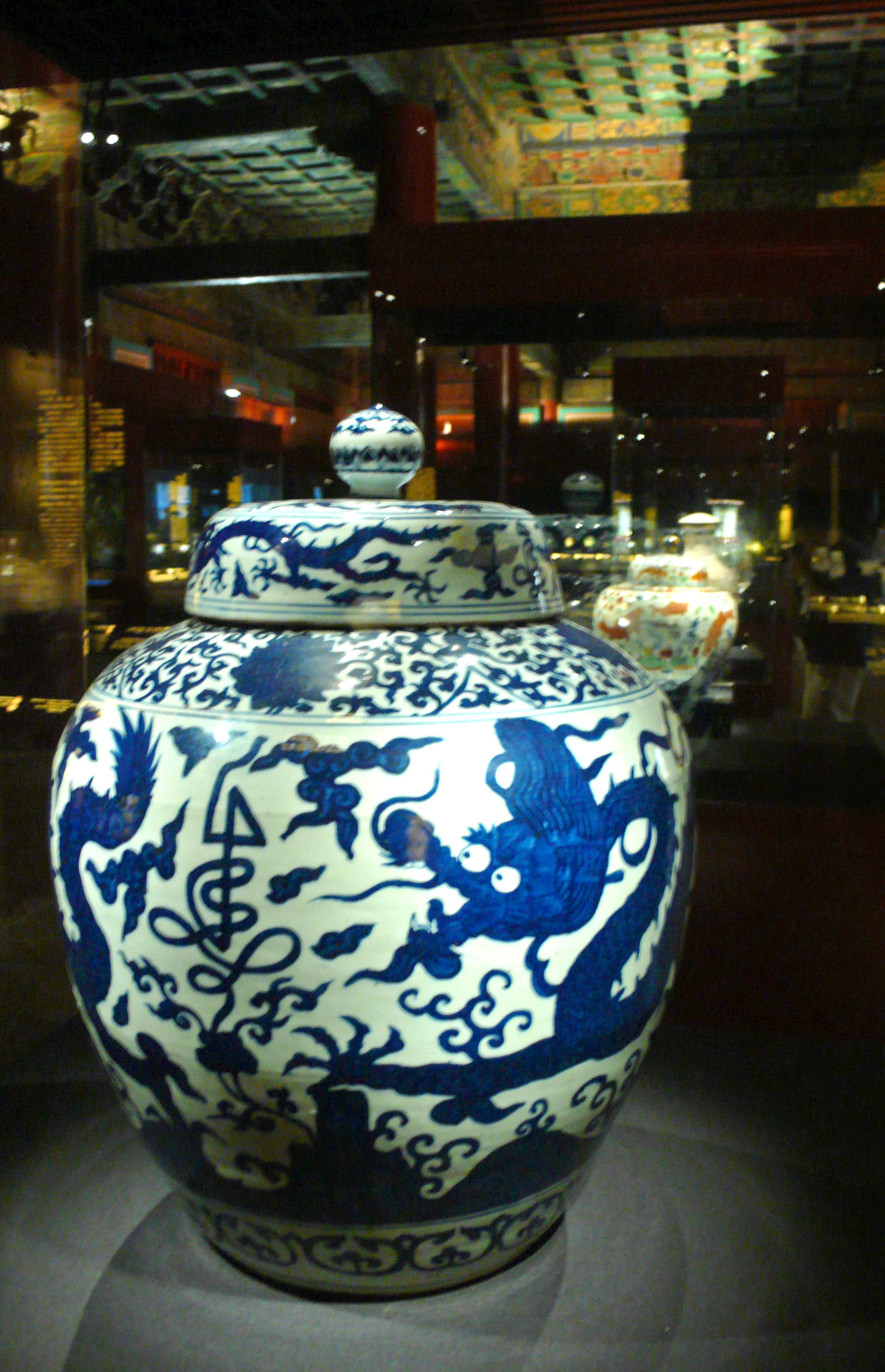
Vaso blu e bianco, con decoro di draghi e nuvole, periodo Jiajing, dinastia Ming (1521-1567), Pechino.
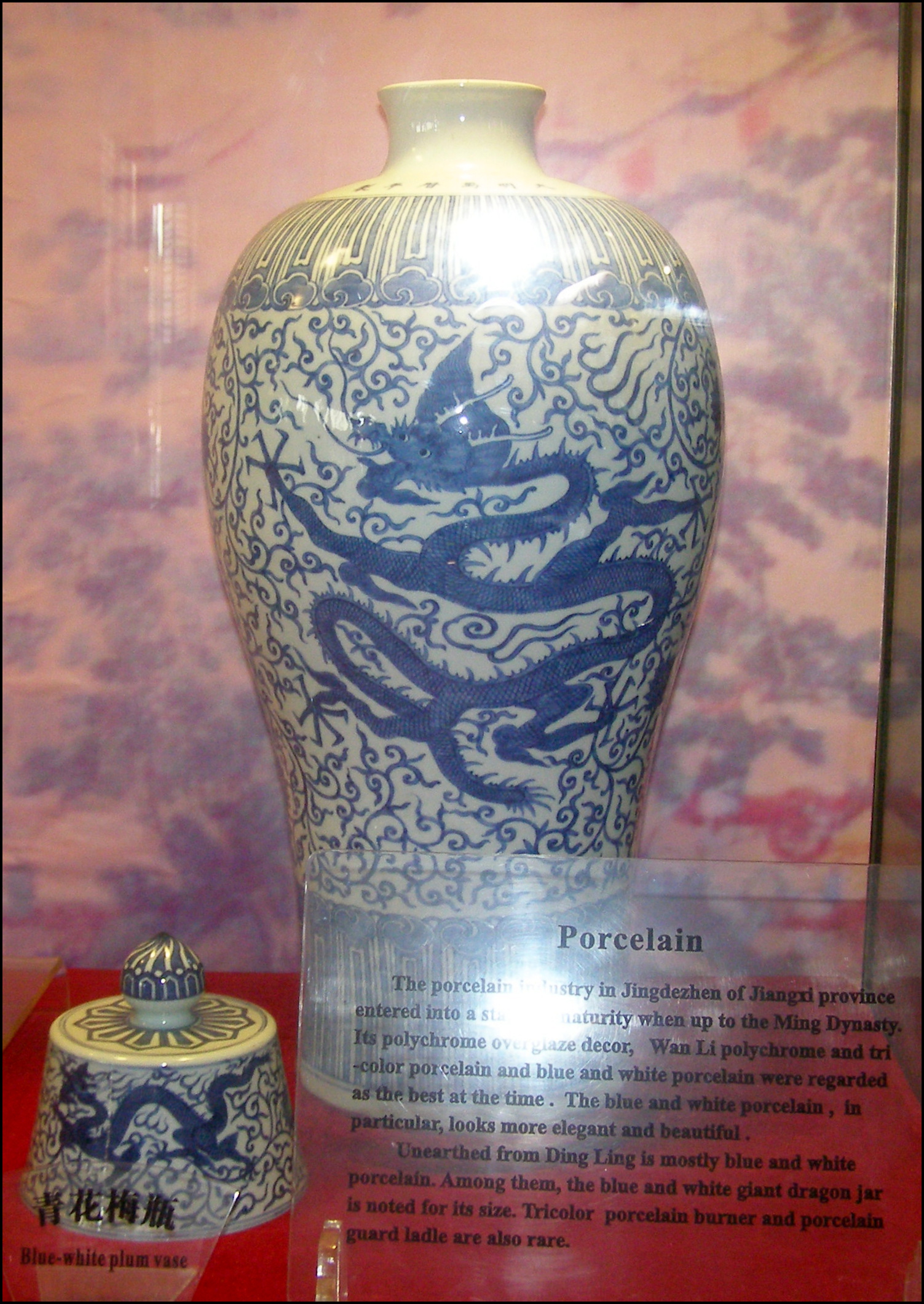
Vaso Ming blu e bianco esposto in un museo tra Pechino e Badaling

### Qing (dal 1644 al 1912)

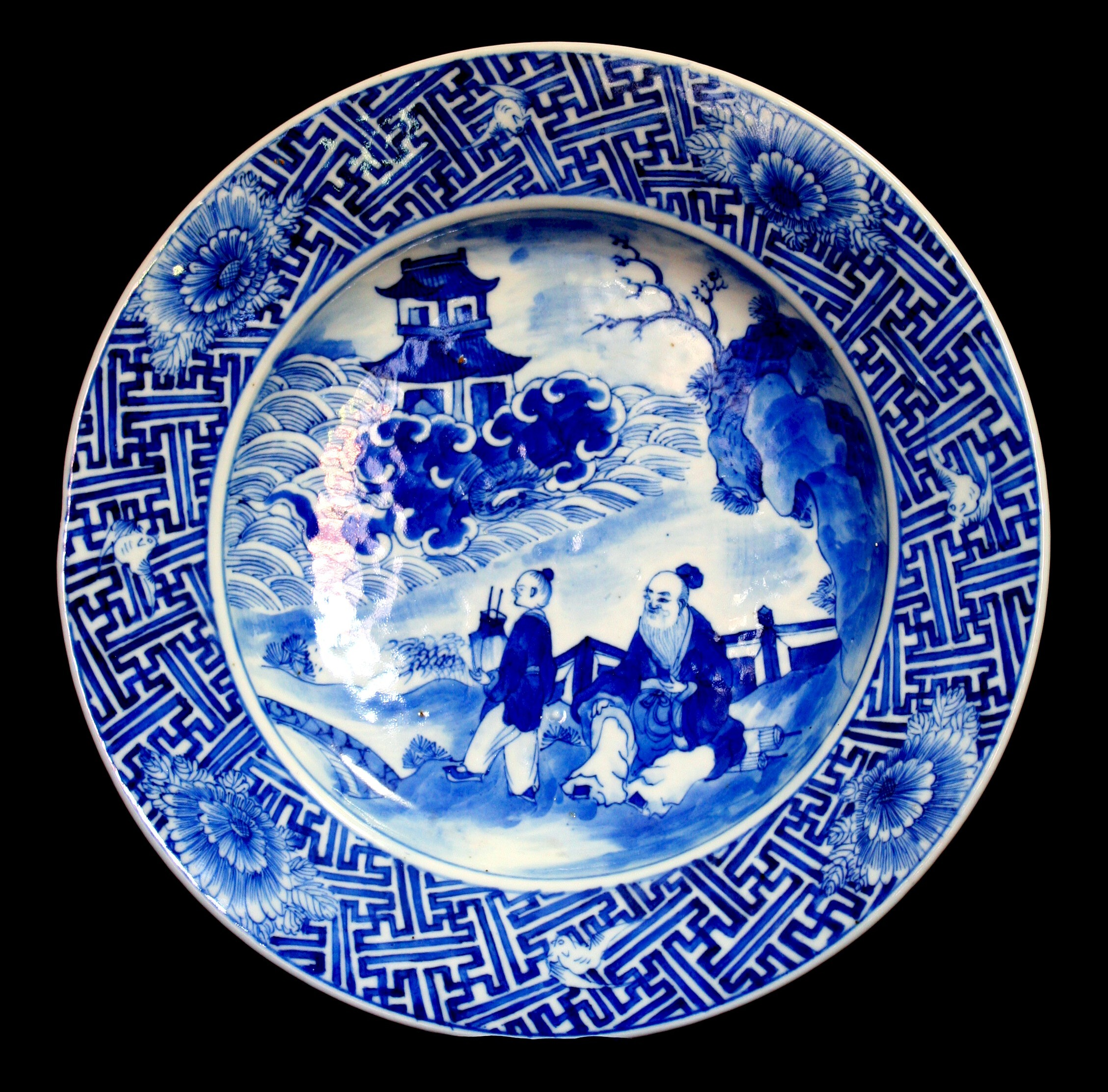
Kangxi, periodo di transizione (1644 - 1680)
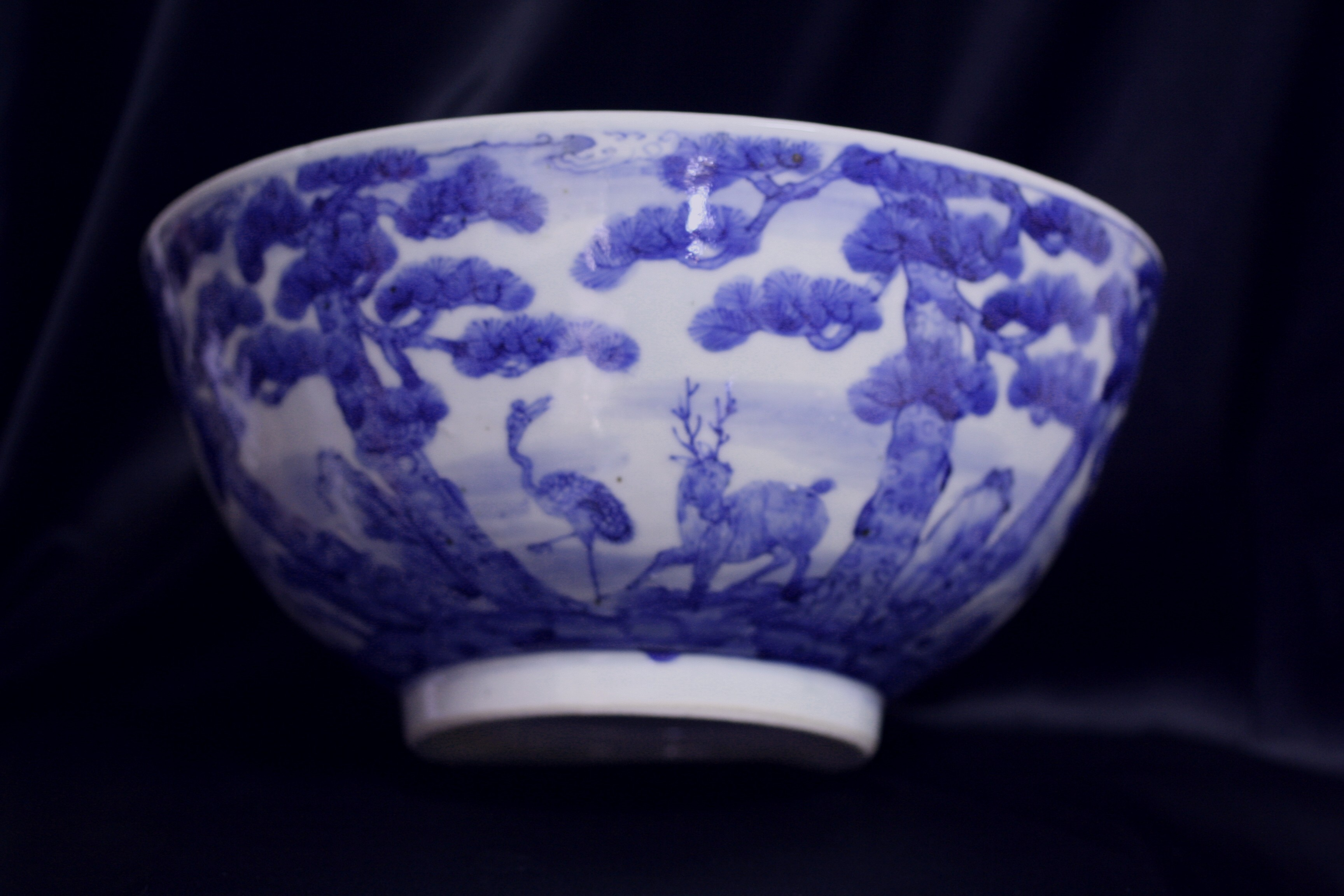
Kangxi, periodo di transizione (1644 - 1680)
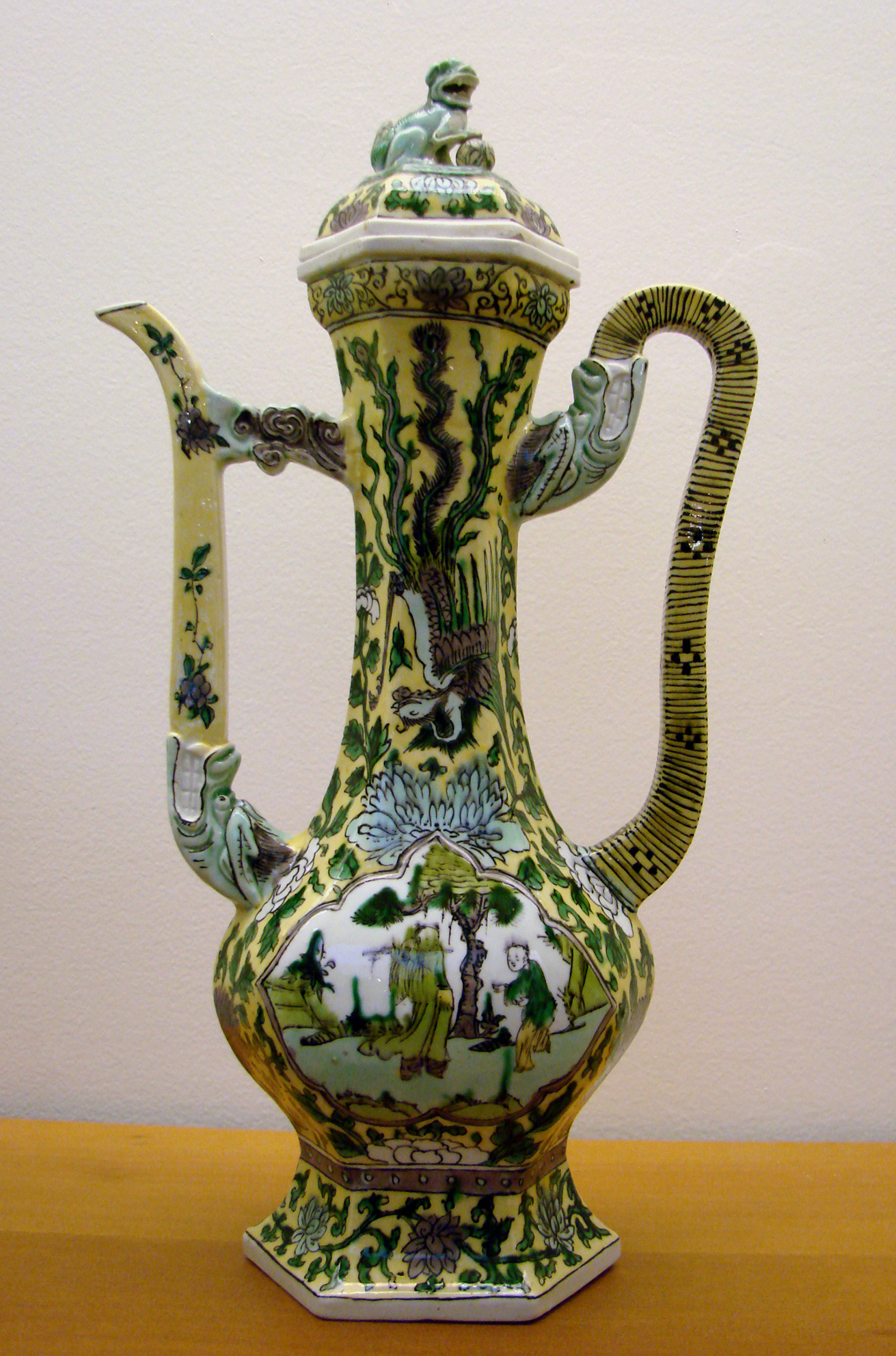
Acquamanile di porcellana con coperchio del regno di Kangxi (1661 - 1722)
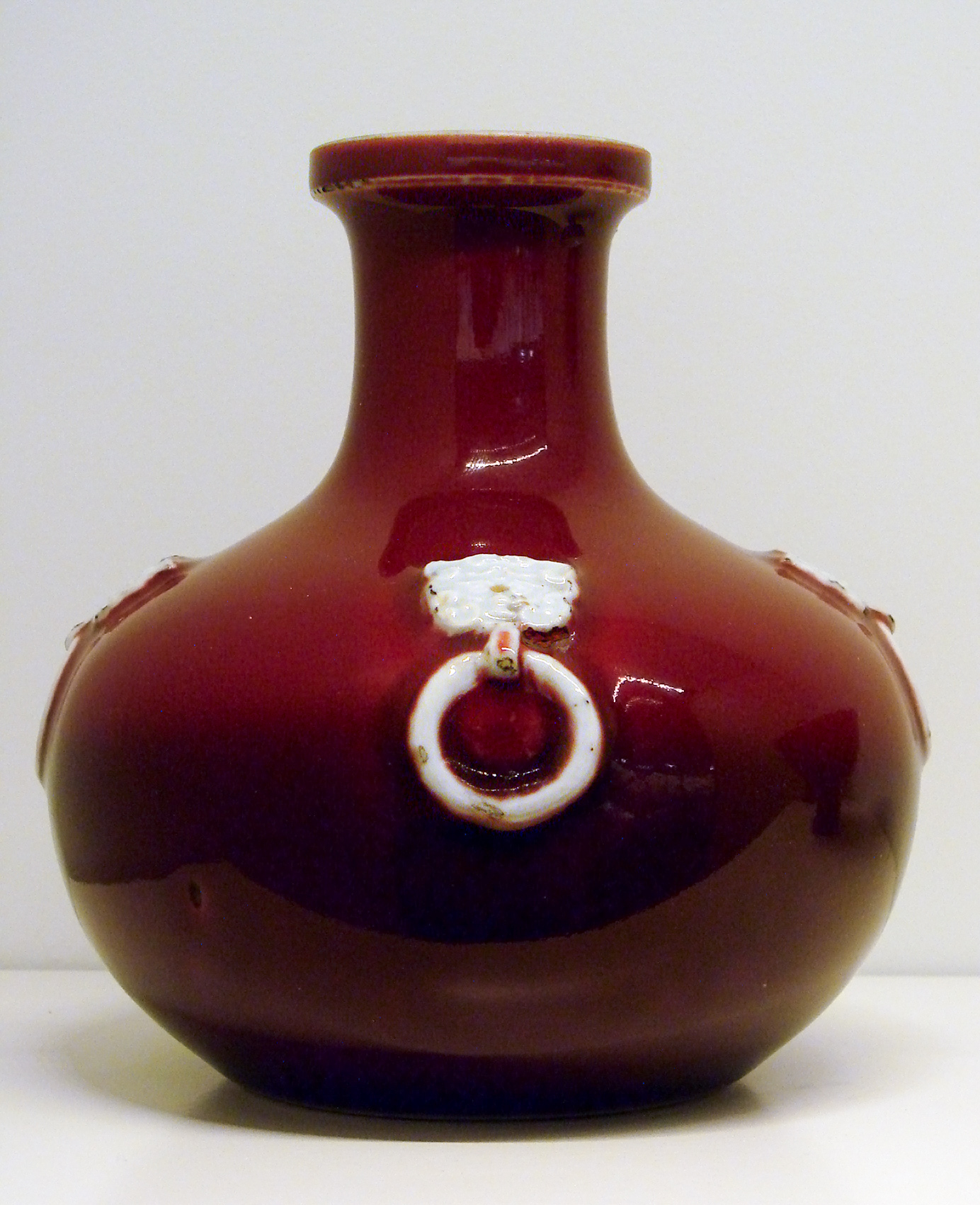
Porcellana con vetrina rossa del regno di Yongzheng (1722 - 1735)
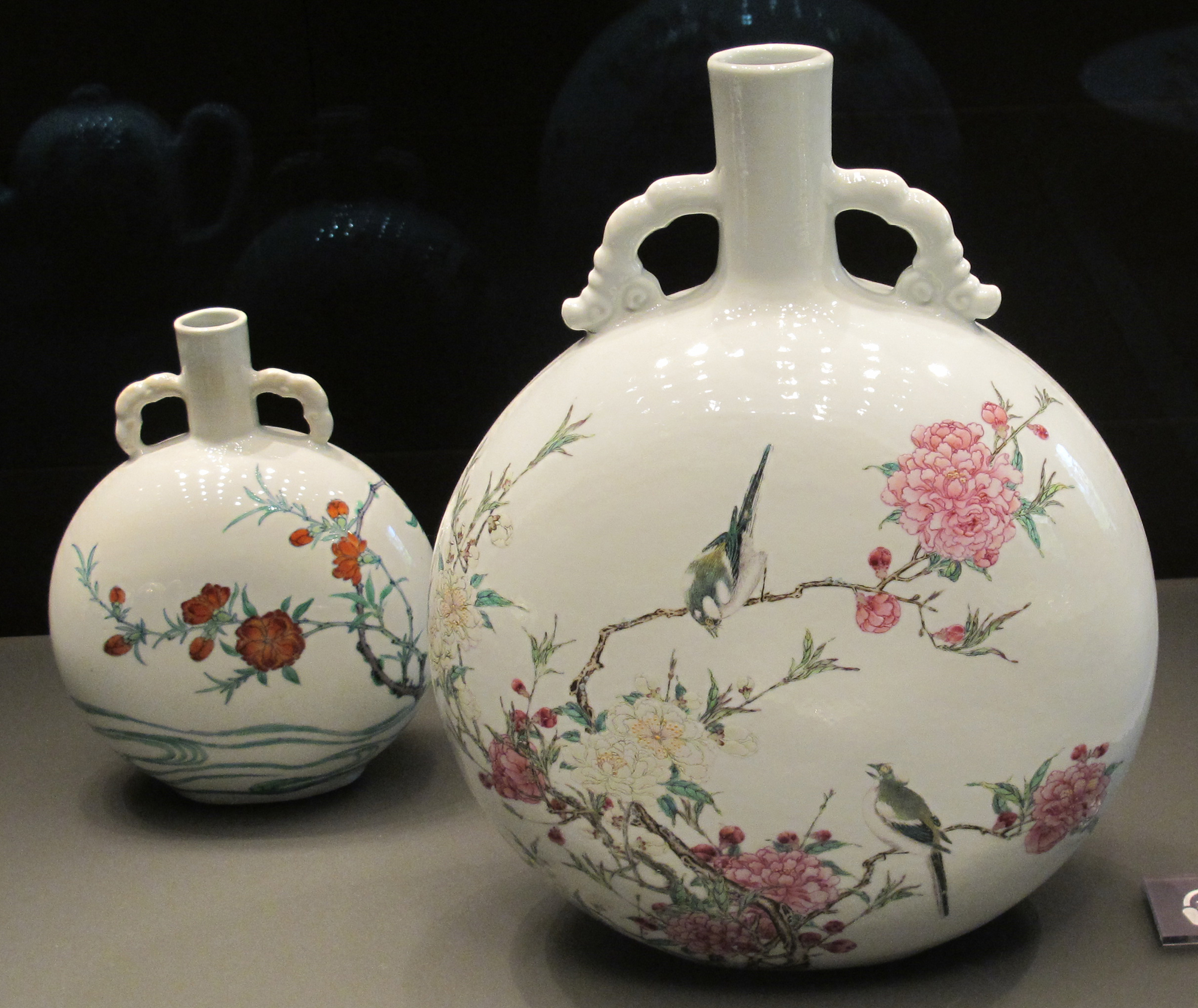
Flaconi lune, doucai e fencai, con coppie di uccelli su rami fioriti. Jingdezhen. Qing, periodo Yongzheng 1723-35. H del più grande: 29,3 cm. Sir Percival David Collection, British Museum
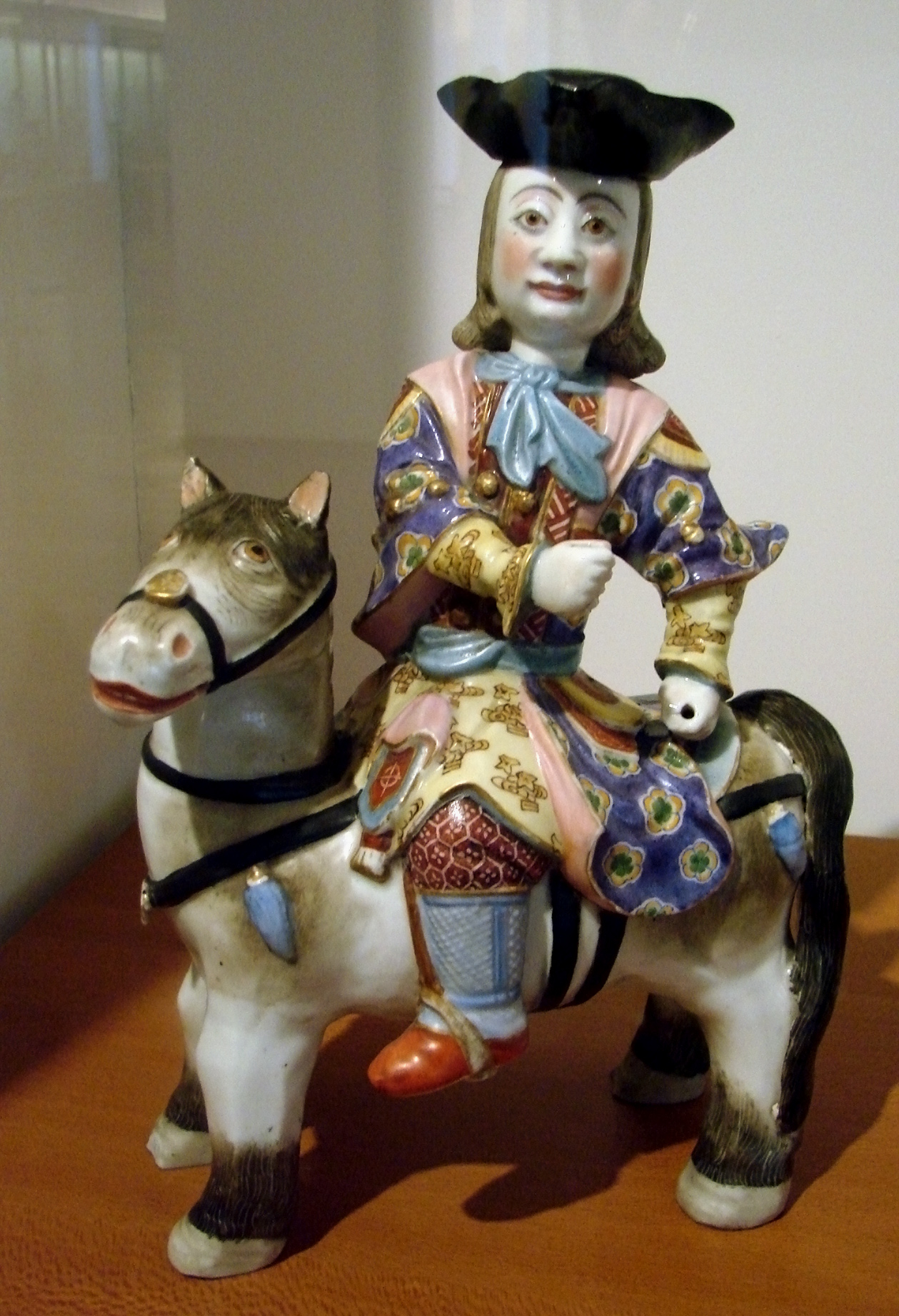
Europeo a cavallo, porcellana della prima metà del XVIII secolo: pezzo per l'esportazione
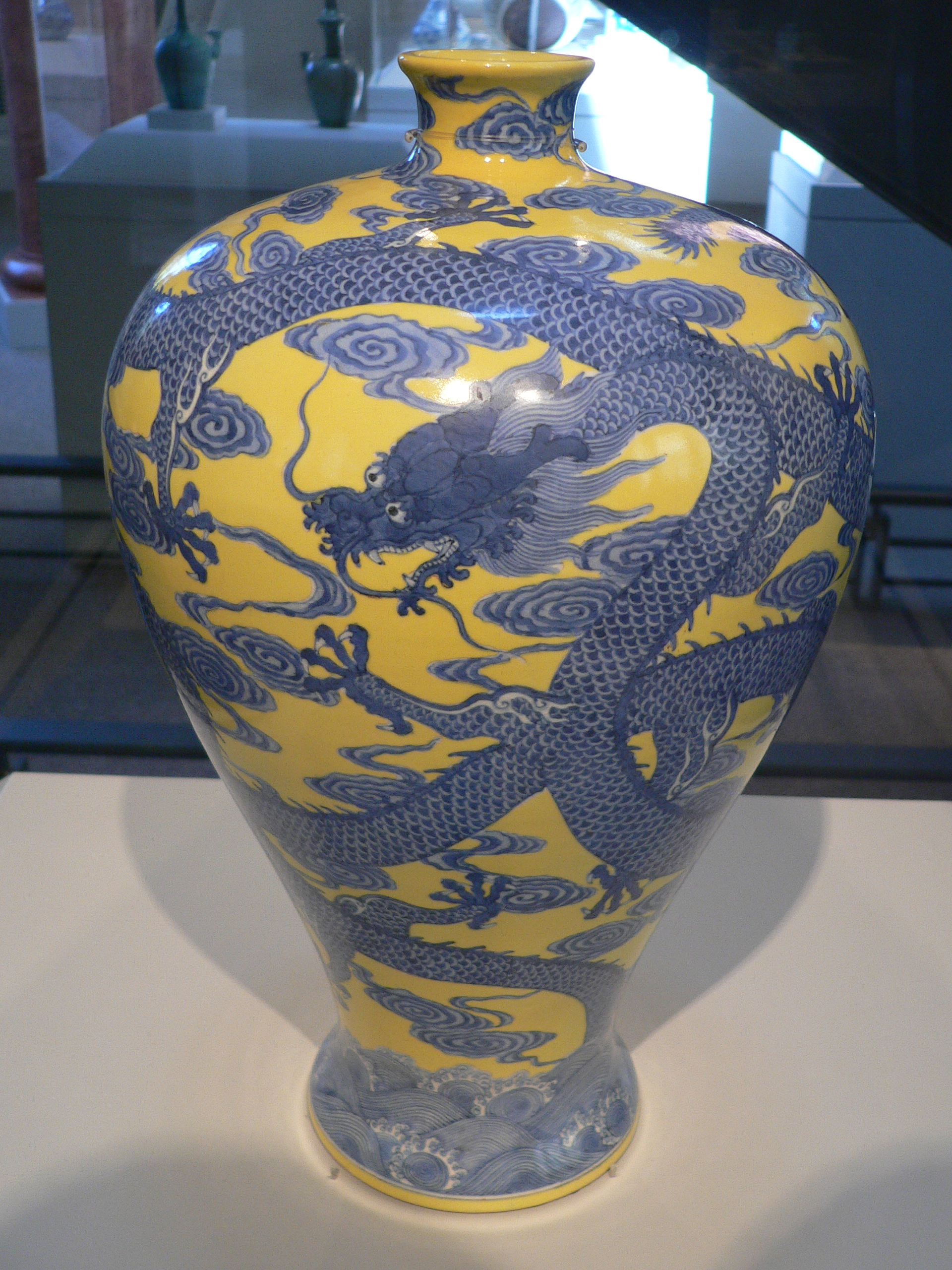
Porcellana del regno di Qianlong (1735 - 1796)
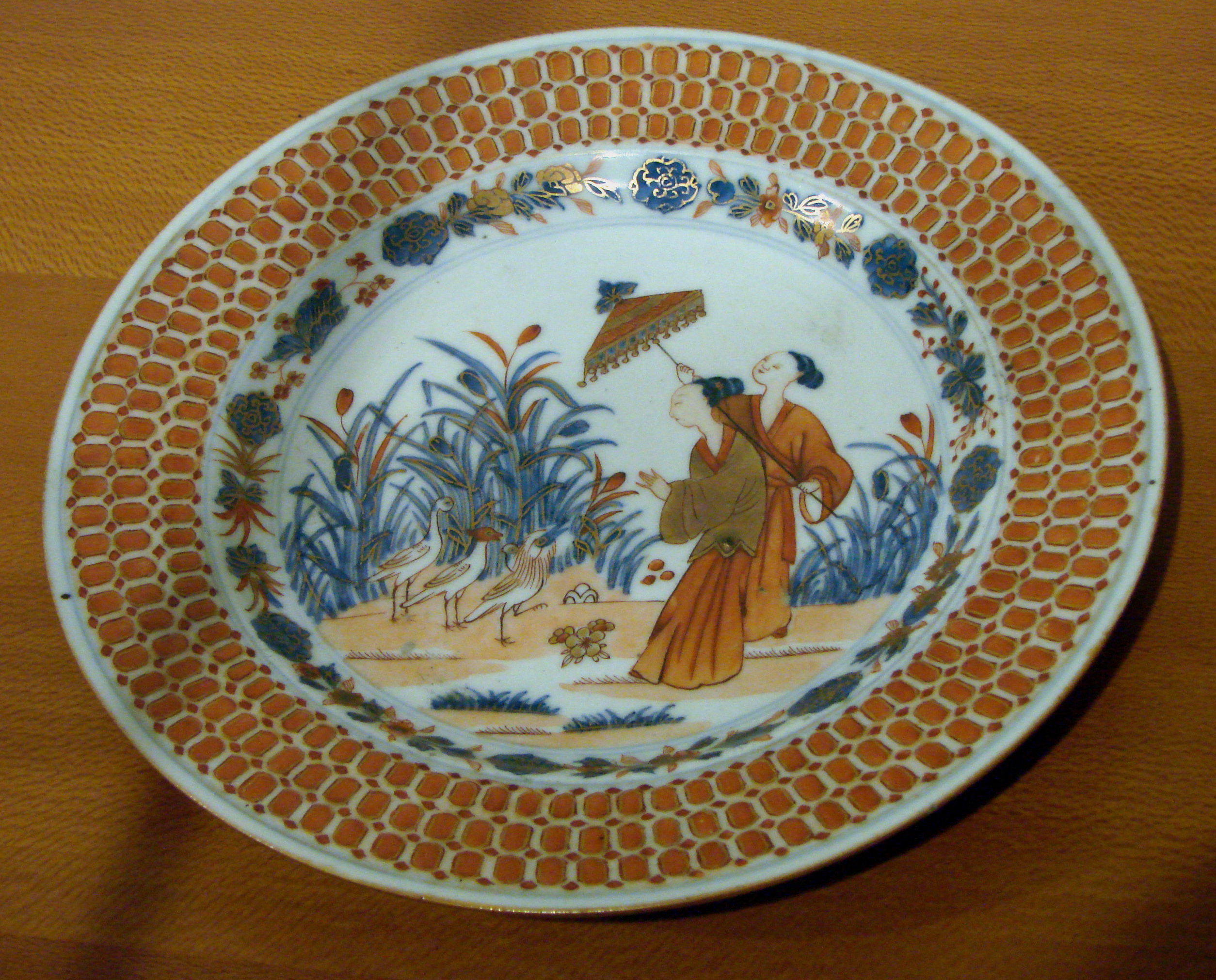
Vassoio di porcellana del regno di Qianlong (1735 - 1796): pezzo su ordinazione per la Compagnia delle Indie orientali
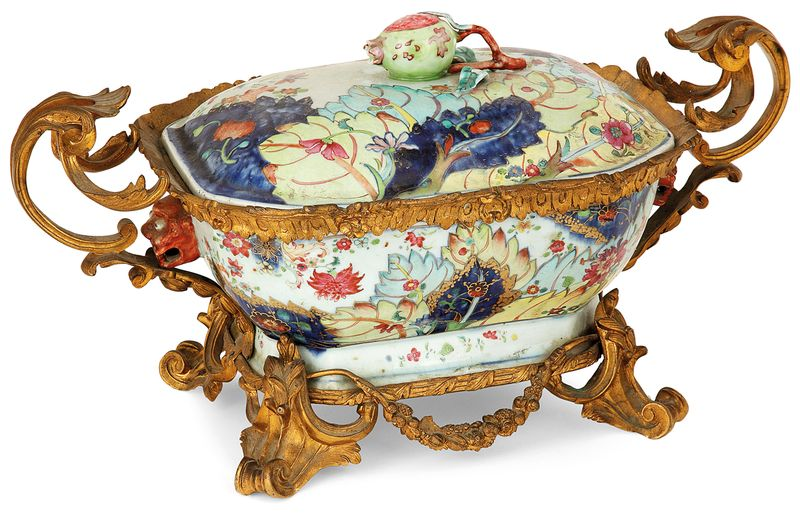
Terrina rettangolare in porcellana del regno di Qianlong (1735 - 1796)
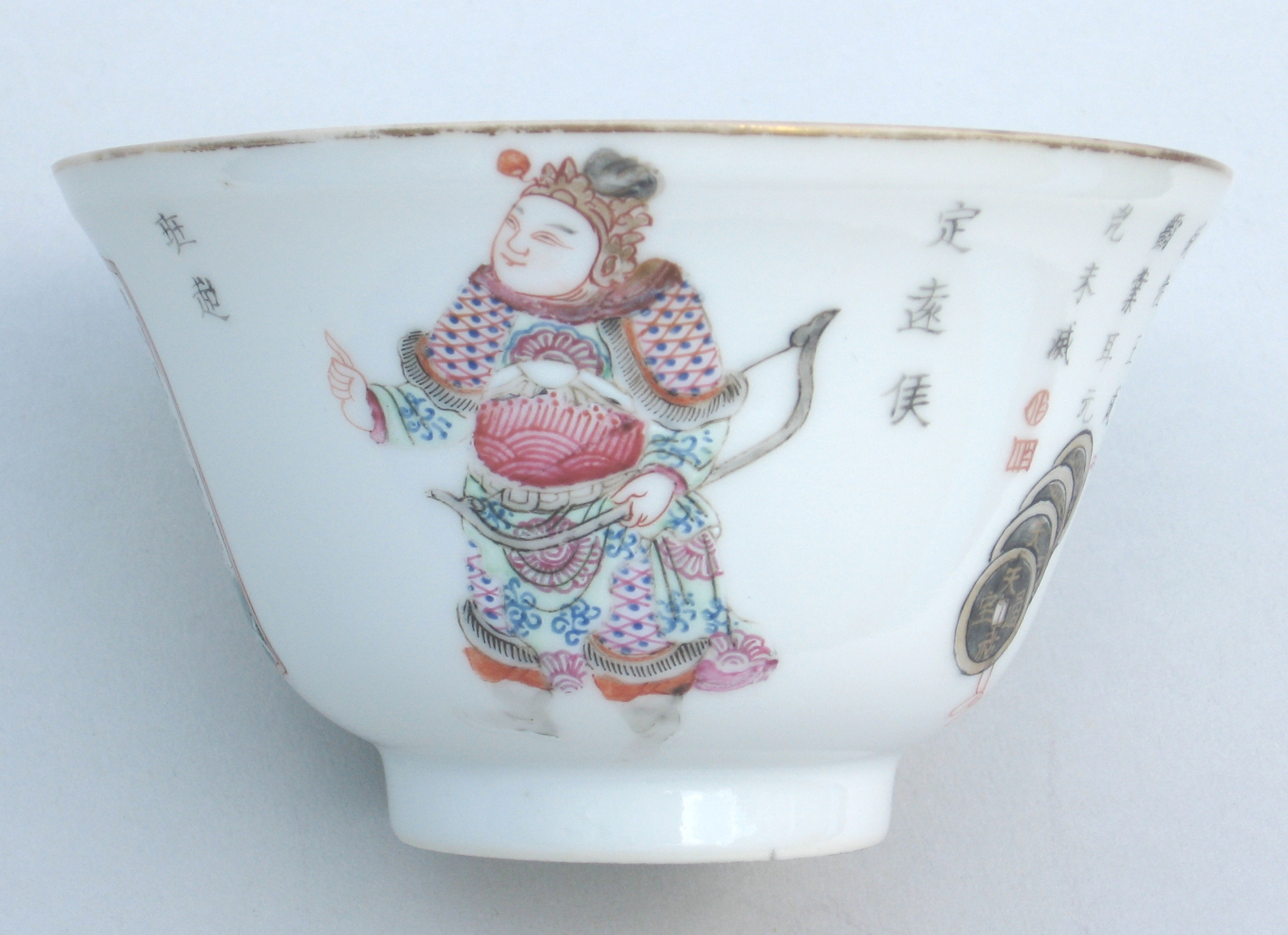
Wu Shuang Pu, Ban Chao (32-102), porcellana del regno di Xianfeng (1850-1861)

### Dalla caduta dei Qing (1912) ai giorni nostri

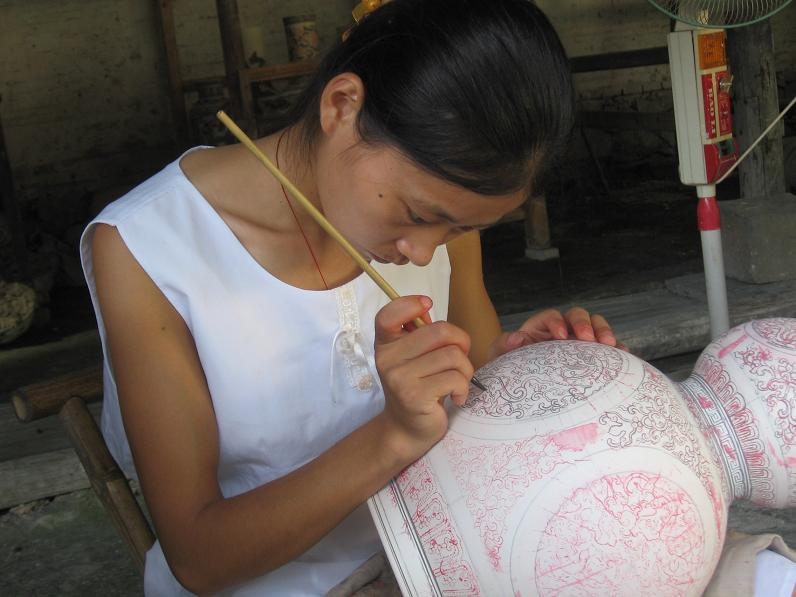
Decorazione della porcellana a Jingdezhen, nel 2005
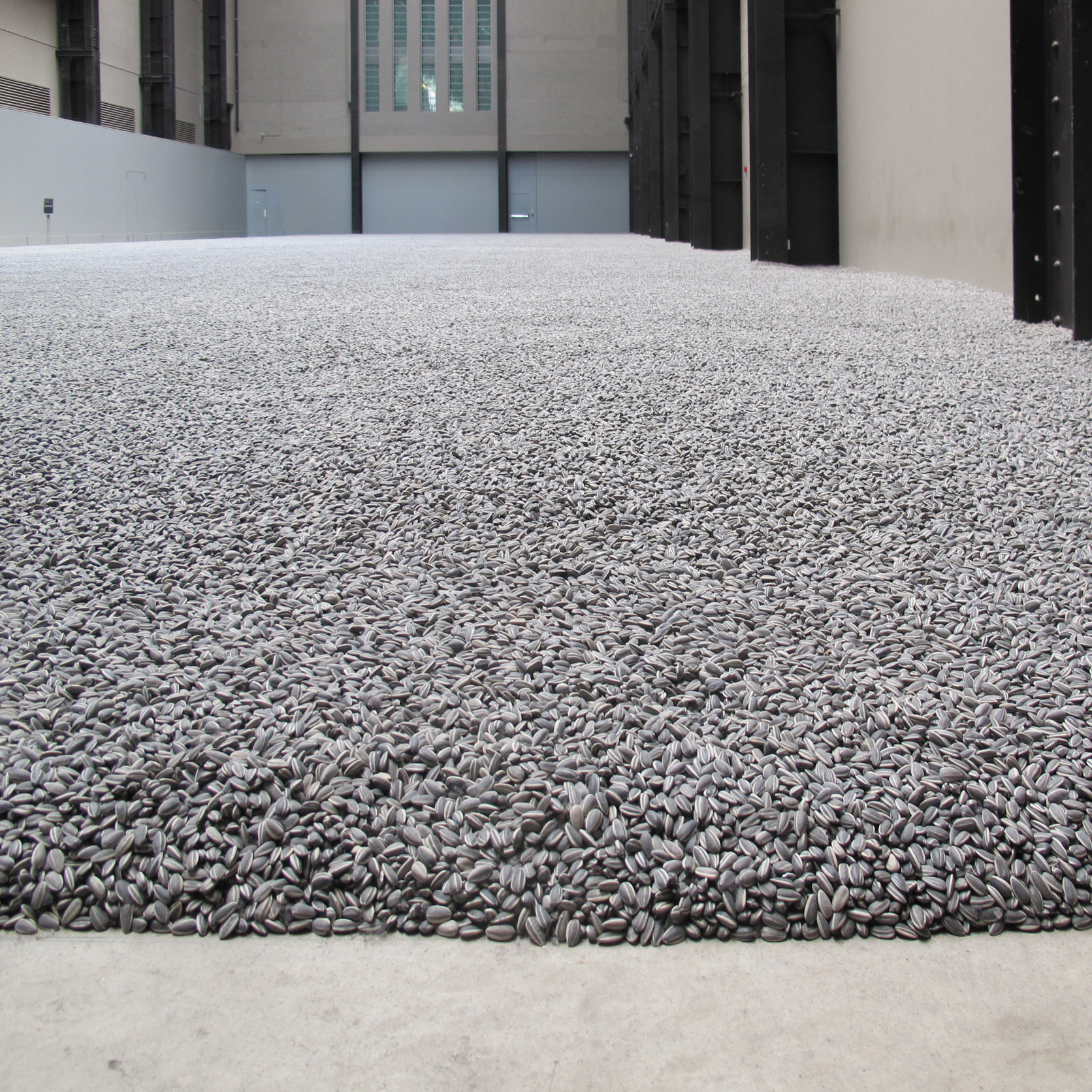
Sunflower seeds (Semi di girasole). Ai Weiwei, 2011, installazione alla Tate Modern. Milioni di piccole porcellane di Jingdezhen dipinte a mano[N 22]

### Annotazioni
1. ↑  Alain Testart, Avant l'histoire: L'évolution des sociétés de Lascaux à Carnac, NRF-Gallimard 2012, p. 134, segnala l'anteriorità della ceramica del Paleolitico di Dolní Věstonice (24000 a.C.) e dei loro vicini (sito di Pavlov, e altrove), sotto forma di statuette di terracotta raffiguranti donne e animali, ma queste popolazioni non avevano manifestamente la necessità né l'uso di vasi di terracotta e non se ne è, attualmente (nel 2012), ritrovato nessuno.
2. ↑  I pochi frammenti sbriciolati sono stati assemblati per dare una forma elegante di un grande vaso di 31 cm di altezza, dalla sagoma a V e il fondo arrotondato. Riproduzione in: Chinese Ceramics 2010, p. 33.
3. ↑  Vedere le riproduzioni: in questa voce (nell'introduzione) e nella voce: Cultura di Longshan.
4. ↑  La coperta è il nome dato allo smalto composto di sostanze facilmente vetrificabili di cui è «coperta» la maiolica o la porcellana.
5. ↑  He Li 2006, p. 55, propone di riconoscervi i colori e i motivi dei tessuti. Danielle Elisseeff 2008, p. 285, vi vede dei prestiti dall'oreficeria venuta dall'Iran e nota che «il fatto che un oggetto avente una funzione pratica /…/ sia rivestito di tali vetrine lo designa come un mingqi» e questo si applica anche à statuette esplicitamente funerarie per il loro soggetto.
6. ↑  Sulla pratica tradizionale finita, «classica» e «contemporanea»: (FR, EN)   Bai, Ming, La porcelaine de Jingdezhen: savoir-faire et techniques traditionnels, Francia, la Revue de la céramique et du verre, Vendin-le-vieil, 2005,  p. 287, ISBN 2-908988-25-9.
7. ↑  Sul commercio della porcellana cinese: (FR) Christine Chimizu, collectif, L'Odyssée de la porcelaine chinoise, Paris, Réunion des Musées Nationaux, 2003,  p. 255, ISBN 2-7118-4601-6.
8. ↑  Hunan Museum: Stone Age Site of Yuchanyan, Dao County Archiviato il 5 settembre 2011 in Internet Archive.. Con una riproduzione della più antica ceramica per uso pratico al mondo nel 2013, il recipiente descritto più avanti nell'articolo.]
9. ↑  Sophie A. de Beaune, in Pour une archéologie du geste, CNRS, 2000, segnala che l'utensileria su masso o ciottolo, spesso qualificata come «poco elaborata», è molto spesso trascurata dai preistorici perché non lavorata. Ma non potrebbe essere lo stesso per minuti frammenti di argilla mal cotta?
10. ↑  ... e che "noi sappiamo a partire dagli anni 1980 che popolazioni di cacciatori-raccoglitori dell'Eurasia settentrionale fabbricavano ugualmente ceramica.": Nicolas Cauwe et al., Le néolithique en Europe, Armand Colin, 2007, p. 9.
11. ↑  La scoperta da parte dell'Europa del XVIII secolo delle porcellane «guscio d'uovo» dei Qing conduce senza dubbio ad associare in Occidente la finezza delle pareti e la nozione stessa di porcellana; una vera porcellana degli Han dell'Est potrebbe dunque avere delle vetrine o un corpo troppo spessi perché si possa percepire come una porcellana, sebbene ne abbia le caratteristiche.
12. ↑  Questo ossido di cobalto fu probabilmente importato dalla Persia.
13. ↑  Da cento milioni nel 1125, la popolazione cinese sarebbe calata a quarantacinque milioni nel 1329 (Beurdeley 1974).
14. ↑  Oltre alla bellezza di questi piatti, una ragione essenziale per la loro popolarità presso gli Ottomani è la reputazione che aveva il vasellame celadon di cambiare di colore se vi ponevano dei cibi avvelenati.
15. ↑  (FR) Vase meiping, su Musée Guimet. URL consultato il 2 novembre 2015 (archiviato dall'url originale il 26 gennaio 2016). con una bella presentazione della relazione tra il blu cobalto e la porcellana di Jingdezhen all'epoca Yuan.
16. ↑  Anche se alcuni rarissimi prototipi di questi vasi blu e bianchi avevano fatto la loro apparizione alla fine della dinastia dei Song, se non addirittura qualche primissima prova sotto i Tang, è veramente solo sotto gli Yuan che si comincia a vedere apparire questo stile di ceramica.
17. ↑  La produzione di ceramica a Dehua è assai antica, poiché risale al XII secolo. È Marco Polo che, primo in assoluto, fece conoscere le ceramiche di Dehua in Occidente.
18. ↑  Gli imperatori manciù della dinastia Qing intrattenevano relazioni strette con le grandi famiglie religiose del Tibet e il buddhismo tibetano è stato molto praticato alla corte dei Qing. L'imperatore Qianlong aveva un attaccamento particolarmente forte al buddhismo tibetano, e numerose opere d'arte spettacolari sono state ordinate dalla famiglia imperiale per templi buddhisti tibetani a Pechino e in altri centri del nord della Cina. Sono state realizzate, per la maggior parte, sotto la supervisione di monaci tibetani e con uno stile assolutamente tibetano. Tuttavia, un gran numero di esse, e compreso questo esempio, sono state prodotte nei laboratori imperiali Qing e molto probabilmente da artigiani cinesi.
19. ↑  Nel 1741, l'imperatore Qianlong inviò Lao Ge, del dipartimento della casa imperiale, per rafforzare il controllo di qualità della produzione di Jingdezhen, di cui deplorava che si fosse abbassata.
20. ↑  Padre d'Entrecolles era un gesuita che, dopo un'osservazione accurata delle tecniche messe in opera a Jingdezhen, dove l'aveva condotto il suo apostolato, introdusse la tecnica della porcellana in Europa nel XVIII secolo, grazie a due lettere che inviò registrandovi i segreti della fabbricazione della porcellana cinese.
21. ↑  Questo tipo di ceramica utilizzato da monaci del buddhismo chan, esportato in Giappone, servì da primi modelli per le tazze della cerimonia del tè. Vedi nella voce Cha no yu, i paragrafi "Origini e sviluppo di una cerimonia zen" e "Ceramiche".
22. ↑  Questa installazione occupava un immenso spazio all'aperto ed era stata concepita affinché i visitatori potessero passeggiarvi, facendo scricchiolare le porcellane sotto i loro piedi e potendo saggiarne la bellezza nelle loro mani, potendo farle scivolare come sabbia. Un video (collegamento seguente: «Cric Crac -...») proiettato durante la durata dell'esposizione mostrava l'artista che camminava sui semi, «rastrellandoli» come un monaco Zen rastrella la sabbia. Il video mostra anche la realizzazione dell'opera, di cui sono dettagliate tutte le tappe. Ai Weiwei vi evoca una frase di Mao, celebre in Cina, in cui il popolo leale al partito è come i girasoli... Ai Weiwei mostra anche la realizzazione delle porcellane con gli artigiani di Jingdezhen e tutte le operazioni successive. La pittura al pennello poteva essere realizzata in un laboratorio collettivo o in seno a piccole imprese familiari, in casa. Furono circa 1.600 a lavorare, per la maggior parte donne, molte avendo problemi di denaro data la crisi che attraversa oggigiorno il loro mestiere e la stessa città. Tutte sembravano molto felici di aver trovato questo lavoro e che un artista valorizzasse la loro abilità. Infine, per varie ragioni, l'accesso diretto del pubblico all'installazione fu interdetto: vedi «Cric Crac - Les graines de tournesol de l’artiste Ai Weiwei ne vont plus crisser» Archiviato il 7 maggio 2016 in Internet Archive. («Cric Crac - I semi di girasole dell'artista Ai Wei non scricchioleranno più») in Le Monde del 15 ottobre 2010, che contiene il video dell'esposizione. E vedi anche: «Ai Weiwei l'audace emprisonnée» Archiviato il 6 luglio 2016 in Internet Archive. («Ai Weiwei l'audace incarcerato») in Le Monde Magazine, 20 maggio 2011, di Philippe Dagen.

### Fonti
1. 1 2  He Li 2006, p. 19.
2. ↑  (EN)  Tornio di vasaio e ceramiche «gusci d'uovo» nella cultura di Longshan Archiviato il 28 luglio 2011 in Internet Archive..
3. 1 2 3 4 5 6  Beurdeley 1974, pp. 287-288.
4. ↑  (FR)  Due lettere scritte da padre François Xavier d'Entrecolles (Ceramics Today.com) - Vedere la 1ª parte della 1ª lettera Archiviato il 30 ottobre 2008 in Internet Archive..
5. 1 2  He Li 2006, p. 39.
6. ↑  Céramique: Vocabulaire technique: Principes d'analyses scientifique, Nicole Blondel (conservatore generale del patrimonio). MONUM, Éditions du patrimoine, 2001, p. 221; p. 48 per la definizione dell'ingobbio; p. 208 per le terre colorare e le ocre.
7. ↑  Michel Beurdeley, La céramique chinoise, Paris, Éditions d'Art Charles Moreau, 2005, 318 p., ISBN 2-909458-15-6, p. 15.
8. ↑  Chinese Ceramics 2010, p. 48.
9. ↑  Beurdeley 1974, p. 288.
10. 1 2  He Li 2006, p. 337.
11. ↑  Hunan Provincial Museum: Stone Age Site of Yuchanyan, Dao County Archiviato il 5 settembre 2011 in Internet Archive..
12. ↑  Vedere Li Liu, per maggiore precisione, in La révolution néolithique dans le monde, sotto la direzione di Jean-Paul Demoule, Inrap, 2009, p. 67, ISBN 978-2-271-06914-6.
13. ↑  Alain Testart, Avant l'histoire : L'évolution des sociétés de Lascaux à Carnac, NRF-Gallimard 2012, p. 38, nota 1, ISBN 978-2-07-013184-6.
14. ↑  Jean Guilaine, Caïn, Abel, Ötzi: L'héritage néolithique, Gallimard, 2011, p. 149, ISBN 978-2-07-013238-6.
15. ↑  Danielle Elisseeff 2008, p. 26.
16. ↑  Beurdeley 2005, p. 66.
17. ↑  (EN) Jessica Hallett, Pearl Cups Like the Moon: The Abbasid Reception of Chinese Ceramics (PDF), in Shipwrecked: Tang Treasures and Monsoon Winds, Singapore, 2011. URL consultato il 14 maggio 2016 (archiviato dall'url originale il 21 dicembre 2015); (EN) Jessica Hallett, Tang Blue-and-White (PDF), in Shipwrecked: Tang Treasures and Monsoon Winds, Singapour, 2011. URL consultato il 14 maggio 2016 (archiviato dall'url originale il 21 dicembre 2015).
18. ↑  Beurdeley 1974, p. 94.
19. ↑  He Li 2006, p. 52 ss.
20. ↑  He Li 2006, pp. 87-90 e 103-104.
21. ↑  Beurdeley 2005, p. 97.
22. ↑  Rawson 2007, p. 215.
23. ↑  Chinese Ceramics 2010, pp. 198-199 e 239-246. Il termine «porcellana» è impiegato generosamente, fin dai Sui, senza giustificazione precisa, per grès con la coperta bianca più o meno spessa oppure molto fine e poco coprente, corrispondente così a ciò che descrivono Beurdeley 2005 e Rawson 2007.
24. ↑  He Li 2006, p. 144.
25. ↑  Rawson 2007, pp. 272-285.
26. ↑  Li Liu in: La révolution néolithique dans le monde, Jean-Paul Demoule (dir.), 2010.
27. 1 2  Beurdeley 1974, pp. 11-16.
28. ↑  Edward L. Shaughnessy, La Chine ancienne: Vie, art et mythes, Gründ, 2005, P. 19, ISBN 2-7000-1229-1.
29. ↑  Beurdeley 1974, p. 15.
30. ↑  Beurdeley 1974, pp. 23-34.
31. ↑  Beurdeley 1974, pp. 35-46.
32. ↑  He Li 2006, p. 32.
33. 1 2 3  Beurdeley 1974, pp. 47-62.
34. ↑  He Li 2006, p. 51.
35. ↑  He Li 2006, p. 52.
36. ↑  S. W. Bushell, Chinese Art, Victoria and Albert Museum Art Handbook, His Majesty's Stationery Office, London, 1906
37. ↑  He Li 2006, p. 53.
38. 1 2 3  Beurdeley 1974, pp. 83-110.
39. ↑  Rawson 2007, p. 215 e Beurdeley 2005, p. 97.
40. ↑  He Li 2006, p. 120.
41. 1 2  He Li 2006, p. 55.
42. ↑  Collegamento sull'introduzione del polo presso i e l'interesse che le donne cinesi dell'epoca nutrivano per esso Archiviato il 13 marzo 2009 in Internet Archive.
43. ↑   Etienne de la Vaissière, Histoire des marchands sogdiens, Parigi, 2004.
44. ↑   Francis Wood, The Silk Road: Two Thousand Years in the Heart of Asia, tascabile, Berkeley, CA, University of California Press, 2002, ISBN 978-0-520-24340-8, LCCN 2003273631.
45. ↑  He Li 2006, p. 132.
46. ↑  La maiuscola è d'uso: Patricia Frick, L'Antiquité exalté, Fondation Baur, Musée des arts d'Extrême-Orient, Genève, bollettino 72, giugno 2012, p. 13 e ss.
47. 1 2  He Li 2006, p. 134.
48. ↑  He Li 2006, p. 336.
49. ↑  He Li 2006, p. 135.
50. ↑  Beurdeley 1974, p. 141.
51. ↑  Beurdeley 1974, pp. 126-128.
52. ↑  Beurdeley 1974, p. 156.
53. ↑  He Li 2006, pp. 142-144.
54. 1 2  Beurdeley 1974, p. 176.
55. ↑  Beurdeley 1974, pp. 186-187.
56. ↑  Beurdeley 1974, p. 188.
57. ↑  He Li 2006, p. 272.
58. ↑   Musée des beaux-arts de Montréal, Guide: Musée des beaux-arts de Montréal (guida), 2ª ed., Montréal, « Musée des beaux-arts de Montréal », 2007  [1ª ed. 2003],  p. 342, ISBN 978-2-89192-312-5, p. 66.
59. ↑  He Li 2006, p. . 266.
60. ↑  He Li 2006, pp. 266-271.
61. 1 2  Beurdeley 1974, pp. 217-257.
62. ↑  He Li 2006, p. 320.
63. ↑  Beurdeley 1974, p. 221.
64. 1 2 3  Beurdeley 1974, pp. 259-273.
65. ↑  Influenza della ceramica cinese in Asia dell'est e del sud-est
66. ↑  D. e V. Élisseeff, La Civilisation japonaise, 1974, Les Grandes Civilisations - Arthaud, p. 305, ISBN 2-7003-0014-9.
67. ↑  Sviluppo della ceramica giapponese grazie ai prigionieri coreani alla fine del XVI secolo Archiviato il 9 marzo 2008 in Internet Archive.
68. ↑  Importanza dei vasai coreani per lo sviluppo della ceramica giapponese nel XVI secolo
69. ↑   Scoperta del caolino a Saint-Yrieix e fabbricazione delle prime porcellane in Francia, su 1911encyclopedia.org. URL consultato il 14 maggio 2016 (archiviato dall'url originale il 2 luglio 2013).
70. ↑   Due lettere scritte da Padre François Xavier d'Entrecolles su Ceramics Today.com - Vedere 3ª parte della 1ª lettera, su ceramicstoday.com. URL consultato il 14 maggio 2016 (archiviato dall'url originale il 24 novembre 2012).
71. ↑  Beurdeley 1974, p. 102.
72. ↑  Beurdeley 1974, p. 268.
73. ↑  Anthony De Boulay, Chinese Porcelain, Octopus Books, London, 1973, ISBN 0-7064-0045-3.
74. ↑  Beurdeley 1974, p. 228.
75. ↑  (FR)  Collegamento sull'utilizzazione della termoluminescenza per la datazione e l'autenticazione dei «tre colori» Tang Archiviato il 3 marzo 2016 in Internet Archive.
76. ↑  Beurdeley 1974, pp. 289-304.
77. ↑  Simile all'esemplare delle Freer and Sackler Galleries Archiviato il 15 agosto 2016 in Internet Archive.